# Osnabrück

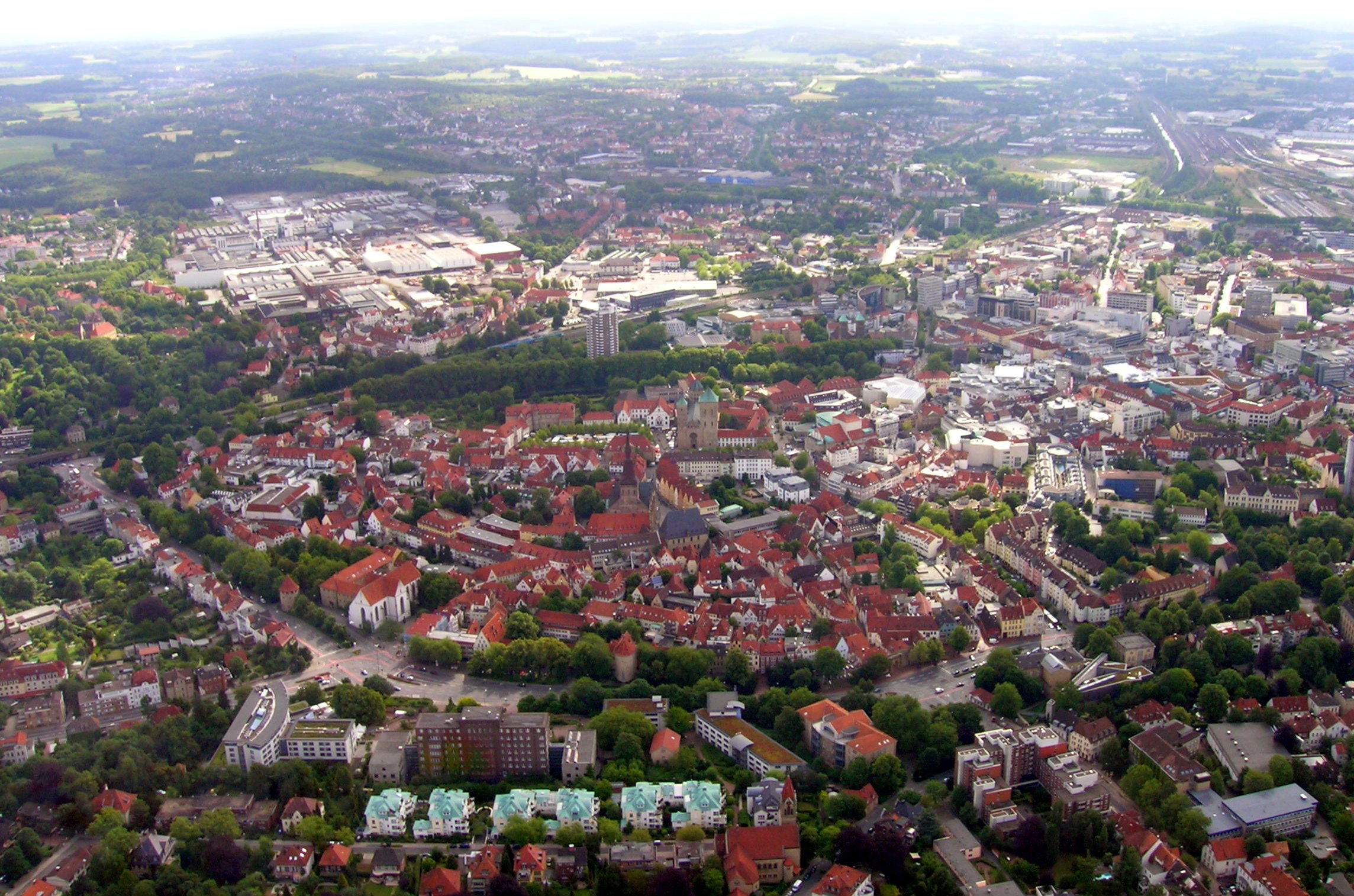
Blick in Richtung Osten über die Osnabrücker Innenstadt

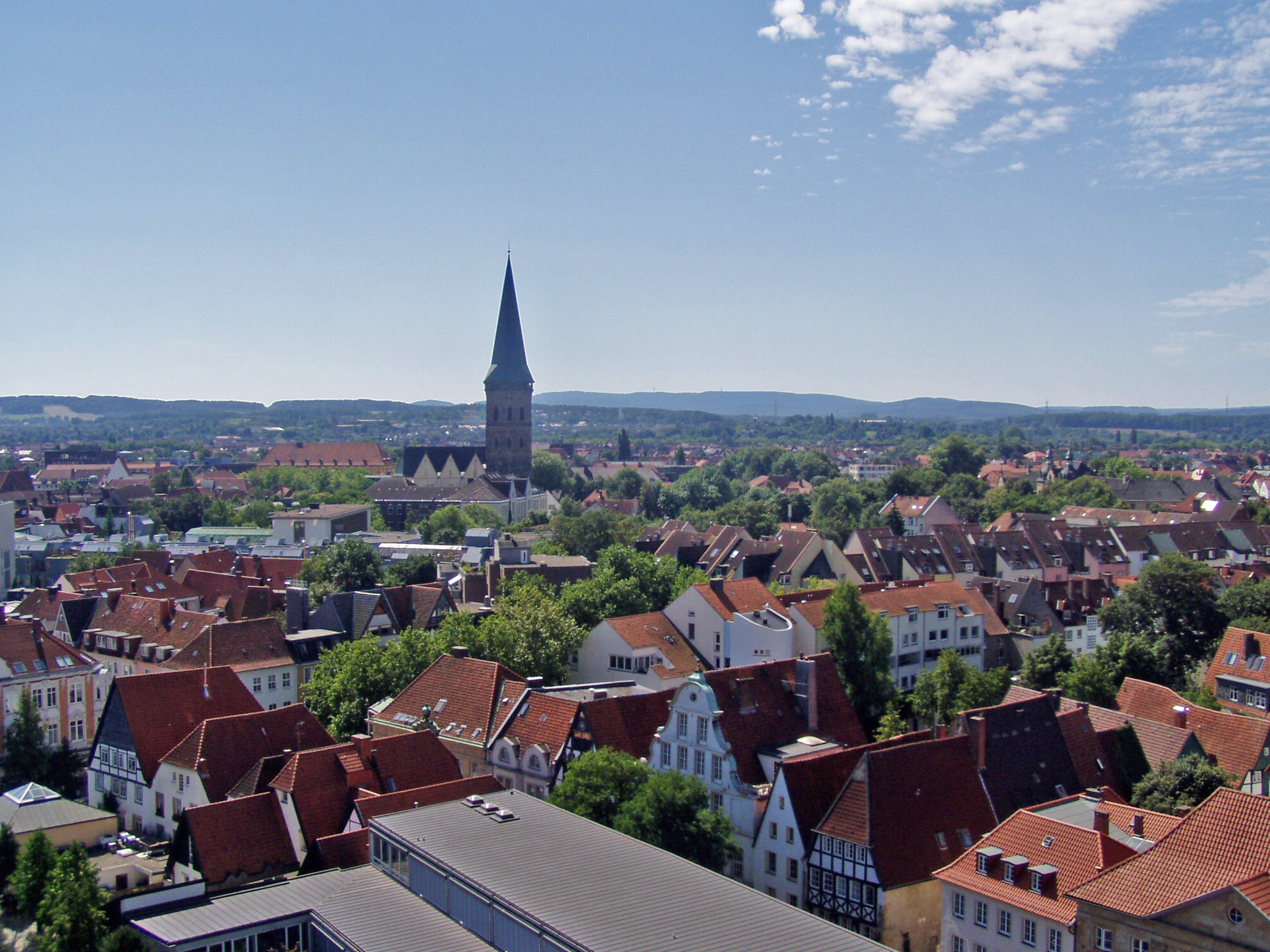
Blick auf den Süden der Stadt mit der 103 m hohen Katharinenkirche

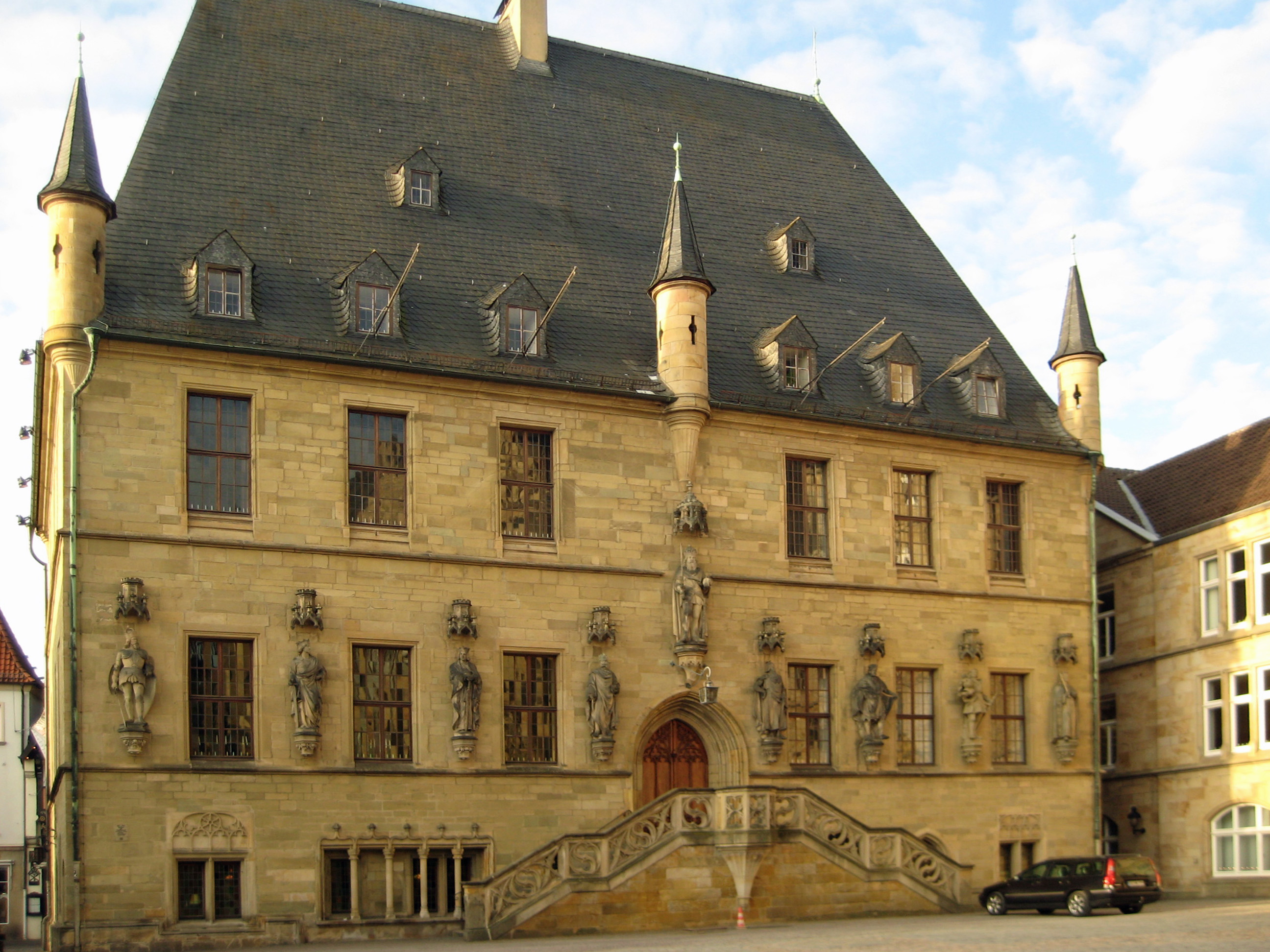
Osnabrücker Rathaus des Westfälischen Friedens

Osnabrück ([ˌʔɔsnaˈbʁʏk] ⓘ, westfälisch Ossenbrügge (osnabrückische Mundart: [ˌʔɔsn̩ˈbrʏɣə]), lateinisch Osnabruga) ist eine Großstadt in Niedersachsen und Sitz des Landkreises Osnabrück. Die kreisfreie Stadt ist ein Oberzentrum Niedersachsens und Mittelpunkt des Osnabrücker Landes. Mit rund 166.000 Einwohnern ist sie nach Hannover, Braunschweig und Oldenburg die viertgrößte Stadt Niedersachsens. Die ca. 28.000 Studenten von Universität und Hochschule machen etwa 14 % der Gesamtbevölkerung aus.
Die Stadt entstand im Frühmittelalter um den Bischofssitz des 780 gegründeten Bistums Osnabrück, der an einem Knotenpunkt alter Handelsstraßen lag. Im Spätmittelalter und der Frühen Neuzeit war Osnabrück Hansestadt, genauer eine Prinzipalstadt des westfälischen Quartiers der Hanse. Bekannt wurde Osnabrück, gemeinsam mit dem ca. 50 km entfernten Münster, auch als Ort der Unterzeichnung des Westfälischen Friedens von 1648. Laut eigener Aussage gilt in Osnabrück noch heute im Rahmen des Friedensgedankens der Leitsatz „Frieden als Aufgabe – dem Frieden verpflichtet“, der das kulturelle und politische Leben in der Stadt bestimme. Dies soll auch durch den Slogan Osnabrück – Die Friedensstadt verdeutlicht werden, der z. B. im Corporate Design der Stadt Osnabrück verwendet wird.
Osnabrück liegt auch heute im Schnittpunkt wichtiger europäischer Wirtschaftsachsen. Dadurch entwickelte sich die Stadt zu einem Logistikzentrum. Zudem hat sich eine bedeutende Auto-, Metall- und Papierindustrie angesiedelt.
Im Jahr 2023 stand Osnabrück auf Platz 50 der größten Städte Deutschlands.

## Geografie

### Geografische Lage
Die Stadt liegt im südwestlichen Niedersachsen an der Grenze zu Nordrhein-Westfalen, in das Osnabrück mit dem teilweise umgebenden Landkreis Osnabrück hineinreicht. Dieser Teil Niedersachsens wird an drei Seiten von Nordrhein-Westfalen umschlossen, wobei Osnabrück nur an seiner Westseite direkt an Nordrhein-Westfalen grenzt. Osnabrück und der Landkreis Osnabrück bilden zusammen die Region Osnabrücker Land, diese ist aus dem historischen Hochstift Osnabrück entsprungen.
Zur benachbarten westfälischen Region des Tecklenburger Landes besteht eine enge Beziehung sowohl wegen der Nähe als auch in historischem Zusammenhang. So ist Osnabrück das wichtigste Oberzentrum für das Osnabrücker und Tecklenburger Land und für weitere Bereiche im Umfeld.
Osnabrück liegt im Schnittpunkt wichtiger europäischer Wirtschaftsachsen in Nord-Süd- und Ost-Westrelation. Sie werden im Autobahnnetz und im Schienennetz sichtbar. Durch die Verkehrserschließung entwickelte sich die Stadt zu einem bedeutenden Logistikzentrum im nordwesteuropäischen Raum.
Benachbarte Großstädte sind im Uhrzeigersinn von Norden Oldenburg, Bremen, Hannover, Bielefeld, Dortmund, Münster und Enschede (Niederlande).
Teile der Stadt gehören zum Natur- und Geopark TERRA.vita, der sie fast vollständig umschließt. Das Osnabrücker Hügelland, das im Norden durch das Wiehengebirge und im Süden durch den Teutoburger Wald begrenzt wird, prägt mit seinen Ausläufern die Stadt unmittelbar, da sich dort viele Erhebungen befinden. Die höchste ist der Piesberg mit 188 Metern, der für seinen ehemaligen Steinkohleabbau und das Industriemuseum bekannt ist. Die Höhenlage am Neumarkt (Innenstadt) beträgt 64 m über Normalnull, der tiefste Punkt liegt am Fluss Hase in Pye bei 54 Metern über dem Meeresspiegel. Die Stadtgrenze ist 79,5 km lang.
Allgemeiner liegt Osnabrück im Niedersächsischen Bergland, das sich von der Norddeutschen Tiefebene abgrenzt. Sie beginnt nördlich des Wiehengebirges mit der Dümmer-Geestniederung. Das Osnabrücker Nordland ist geprägt von Endmoränen und ausgedehnten Moorlandschaften sowie Geest. Südlich des Teutoburger Waldes befindet sich ebenfalls ein Teil der Norddeutschen Tiefebene, die Westfälische Bucht.

### Geografischer Mittelpunkt der Stadt

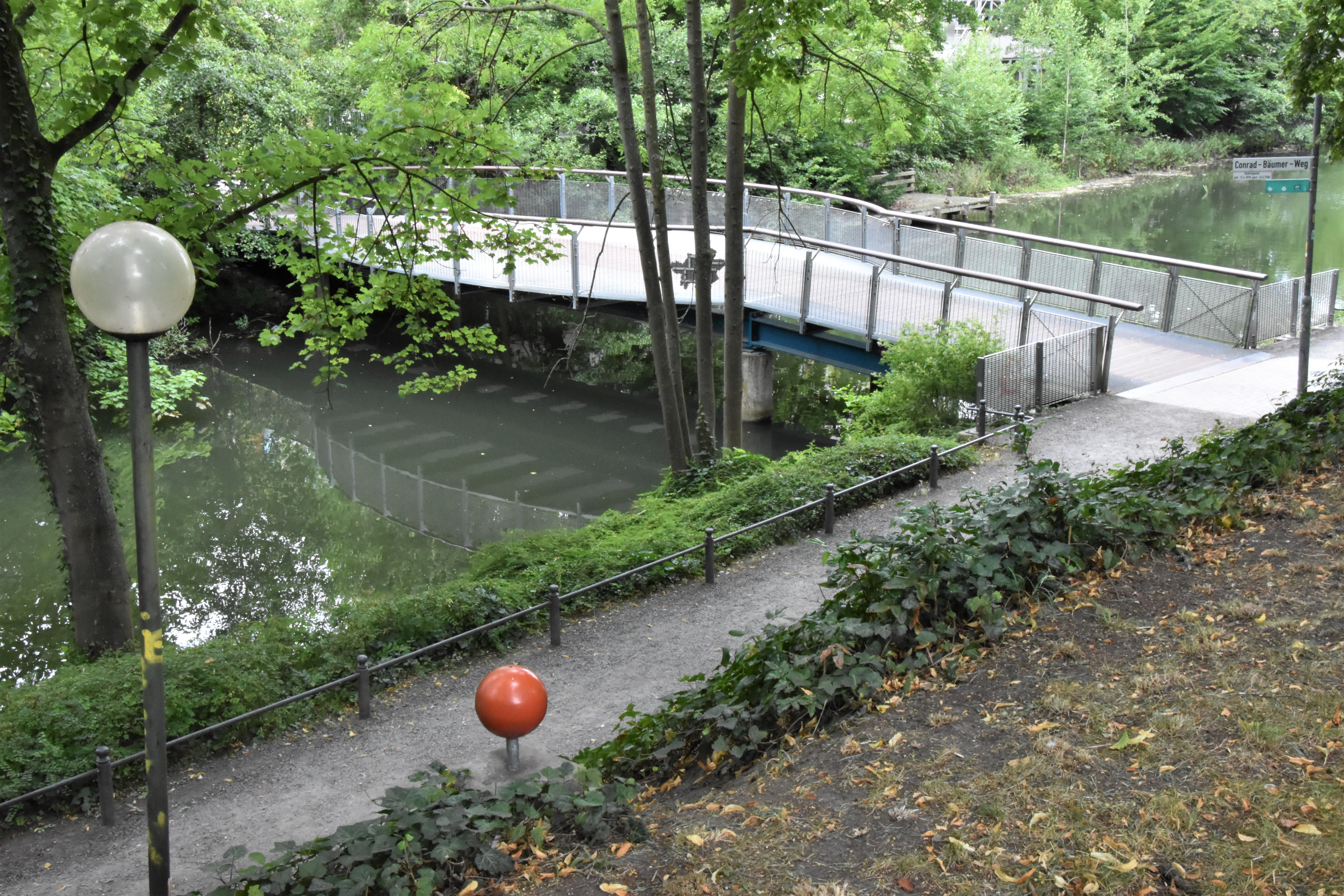
Der geografische Mittelpunkt der Stadt am Herrenteichswall

Der geografische Mittelpunkt der Stadt liegt auf dem Breitengrad 52°16′39″ Nord, Längengrad 8°02′51″ Ost.
An der Stelle auf dem Herrenteichswall wurde 2016 eine rote Kugel auf einem Betonsockel errichtet. Direkt neben dem Punkt verläuft die Hase mit dem Haseuferweg. Am Mittelpunkt überquert der Conrad-Bäumer-Weg die Hase und führt zum nahen Gymnasium Carolinum und dem Osnabrücker Dom. An der Brücke weist eine Tafel auf den Mittelpunkt hin.

### Geologie

#### Erdbeben
Durch die südlich der Stadt verlaufenden Osning-Störungszone sind in Osnabrück Erdbeben möglich, jedoch sehr selten. Im weiteren Umland gab es die historischen Erdbeben von Bielefeld (1612) sowie am 3. September 1770 in Alfhausen.
Durch den Bergbau in Ibbenbüren gab es in den letzten Jahrzehnten drei Beben mit einer Stärke von mehr als 4 auf der Richterskala, welche auch in Osnabrück gespürt werden konnten: 13. Juli 1981, 16. Mai 1991 und am 6. Januar 2003.

#### Endlagersuche
Schon bei der 1. Etappe der Endlagersuche in Deutschland wurden große Teile von Osnabrück als untauglich für ein Atomares Endlager eingestuft. Zwar sind in Osnabrück sowohl Tonsteinschichten und Salzablagerungen zu finden, jedoch sind diese zu geringmächtig oder durch die zahlreichen geologischen Störungen des Osnabrücker Berglandes ungeeignet. Zudem sind in und um Osnabrück zahlreiche Altbergbaustandorte zu finden, in welchen sowohl Steinkohle als auch verschiedene Erze gefördert wurden. Lediglich ein kleiner Teil von Hellern könnte in der zweiten Etappe möglicherweise genauer betrachtet werden.

### Gewässer

#### Fließgewässer

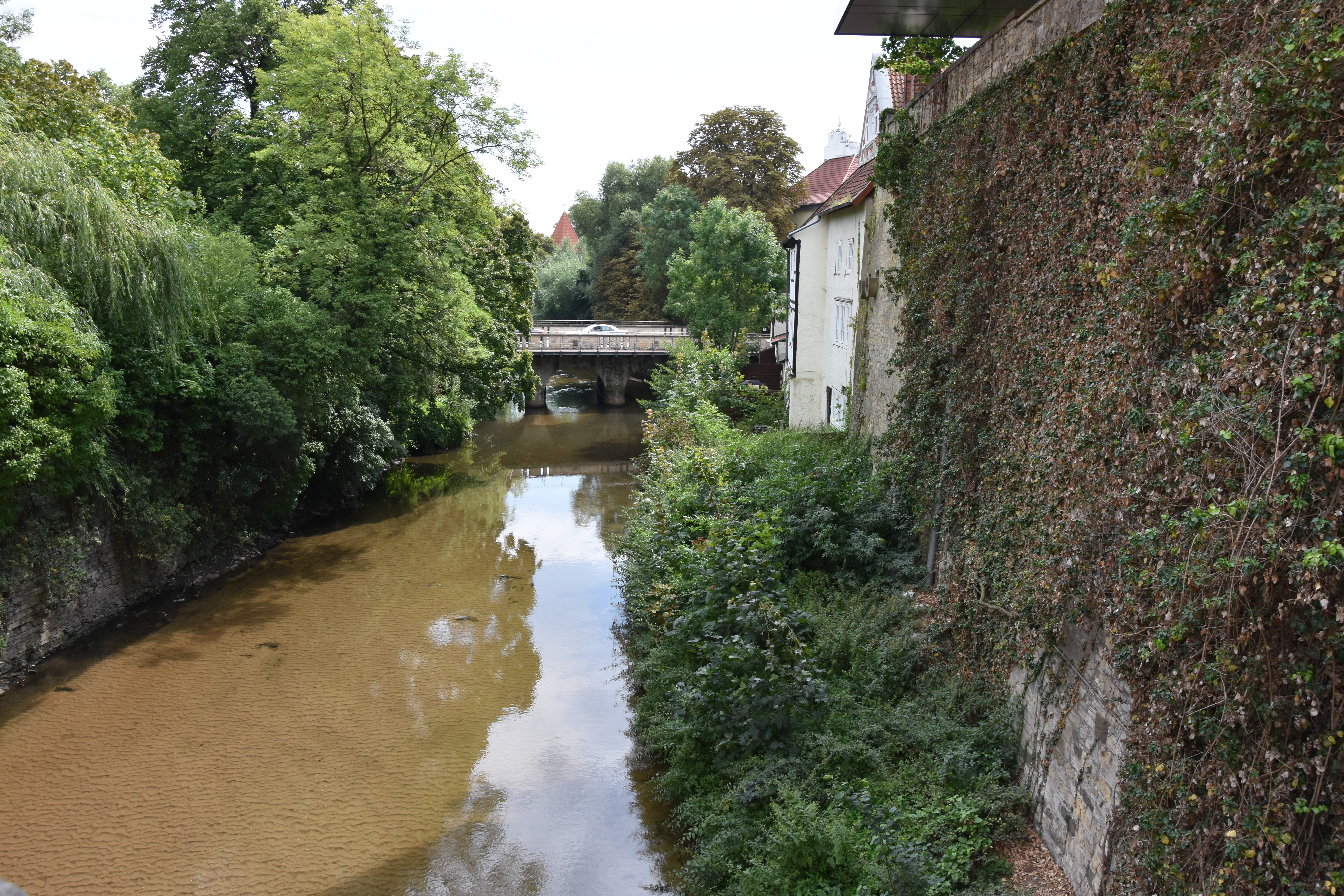
Die Hase an der Vitischanze

Das Hauptgewässer in Osnabrück ist die Hase samt den Nebenflüssen Belmer Bach, Nette und Düte. Die Hase ist nach wasserwirtschaftlicher Bedeutung ein Gewässer 2. Ordnung und innerhalb Osnabrücks nicht schiffbar. Sie erreicht Osnabrück von Osten aus Richtung Melle in Voxtrup. Im Bereich Fledder mündet der rechte Nebenfluss Belmer Bach in die Hase, der vom namensgebenden Belm kommt. Kurz darauf spaltet sich die Hase für rund zwei Kilometer in zwei getrennte Flussarme, die Klöckner Hase und die Neue Hase. Diese bilden somit praktisch eine Insel, auf der bis 1989 das Stahlwerk Osnabrück stand und heute das Gewerbegebiet Hasepark liegt. Nachdem die Innenstadt durchflossen ist, nimmt sie im Stadtteil Hafen den rechten Nebenfluss Nette auf. Die im Osnabrücker Bergland entspringende Nette fließt aus nordöstlicher Richtung durch den Stadtteil Haste, ehe sie nach Unterdükerung des Stichkanals bei den Papierwerken Kämmerer in die Hase mündet. Danach fließt die Hase weiter bis zur nordwestlichen Stadtgrenze bei Eversburg. Bezugnehmend auf den Fluss wird die Stadt Osnabrück auch gelegentlich als Hasestadt bezeichnet.
Die Düte fließt aus südlicher Richtung durch die Stadtteile Sutthausen, Hellern und Atter, um hier nach der Dütebrücke am Attersee das Osnabrücker Stadtgebiet zu verlassen und das benachbarte Lotte zu erreichen. Weiter nördlich mündet sie zwischen Wallenhorst und Wersen in die Hase.
Starke Regenfälle durch das Tief Cathleen führten im August 2010 zu erhöhten Wasserständen der Fließgewässer Osnabrücks. In einigen Stadtteilen und den angrenzenden Gemeinden kam es zu Überschwemmungen, was die Ausrufung des Katastrophenalarms zur Folge hatte.

#### Seen

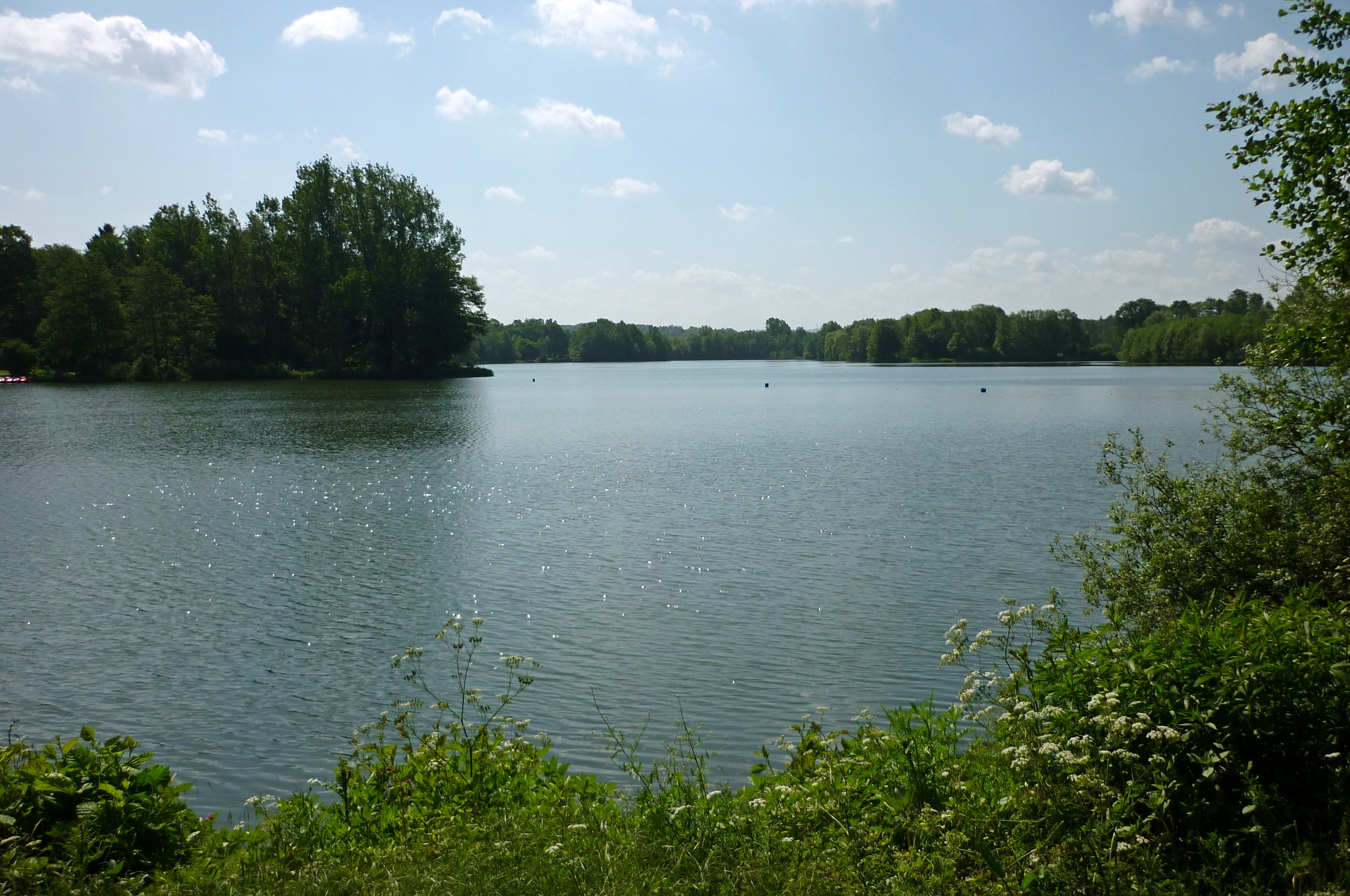
Blick über den Rubbenbruchsee

Die beiden größten Seen Osnabrücks sind der Rubbenbruchsee und der Attersee. Während der Rubbenbruchsee vorwiegend von Spaziergängern und Joggern zur Naherholung genutzt wird, bietet der Attersee ein ausgeprägtes Camping- und Freizeitgelände und ist der einzige Badesee im Stadtgebiet. Beide sind künstlich geschaffene Baggerseen.
Kleinere Stillgewässer finden sich im gesamten Stadtgebiet, Beispiele sind der Pappel- und der Wüstensee im Stadtteil Wüste. Oft erfüllen sie die Funktion eines Regenrückhaltebeckens.

#### Wasserstraßen
Im Flusstal der Hase verläuft parallel zu ihr der Stichkanal Osnabrück, eine 14,5 km lange künstliche Bundeswasserstraße, die den Mittellandkanal bei Bramsche mit dem Hafen im gleichnamigen Stadtteil von Osnabrück verbindet. Der eigentliche Kanal als Bundeswasserstraße ist 13,0 km lang und endet im oberen Vorhafen der Schleuse Haste, die verbleibende Reststrecke wird zum Stadthafen Osnabrück gezählt. Weiter nördlich am Kanal befinden sich der Ölhafen sowie der Piesberger Hafen.

### Stadtgliederung
Das Osnabrücker Stadtgebiet erstreckt sich über 119,8 km². Offiziell leben in Osnabrück 164.748 Menschen, das einer Bevölkerungsdichte von 1375,2 Einwohnern pro km² entspricht.
Das Stadtgebiet Osnabrücks ist in 23 Stadtteile unterteilt, die fortlaufend nummeriert sind. Ihre Namen entspringen meist historisch überlieferten Bezeichnungen oder der geographischen Lage. Teilweise wurden auch mehrere frühere Ortschaften zu einem Stadtteil vereinigt. Jeder Stadtteil gliedert sich weiter in Statistische Bezirke, von denen jeder mit einer dreistelligen Nummer bezeichnet wird. Eine noch kleinräumigere Gliederung besteht mit der statistischen Unterteilung in Baublöcke.

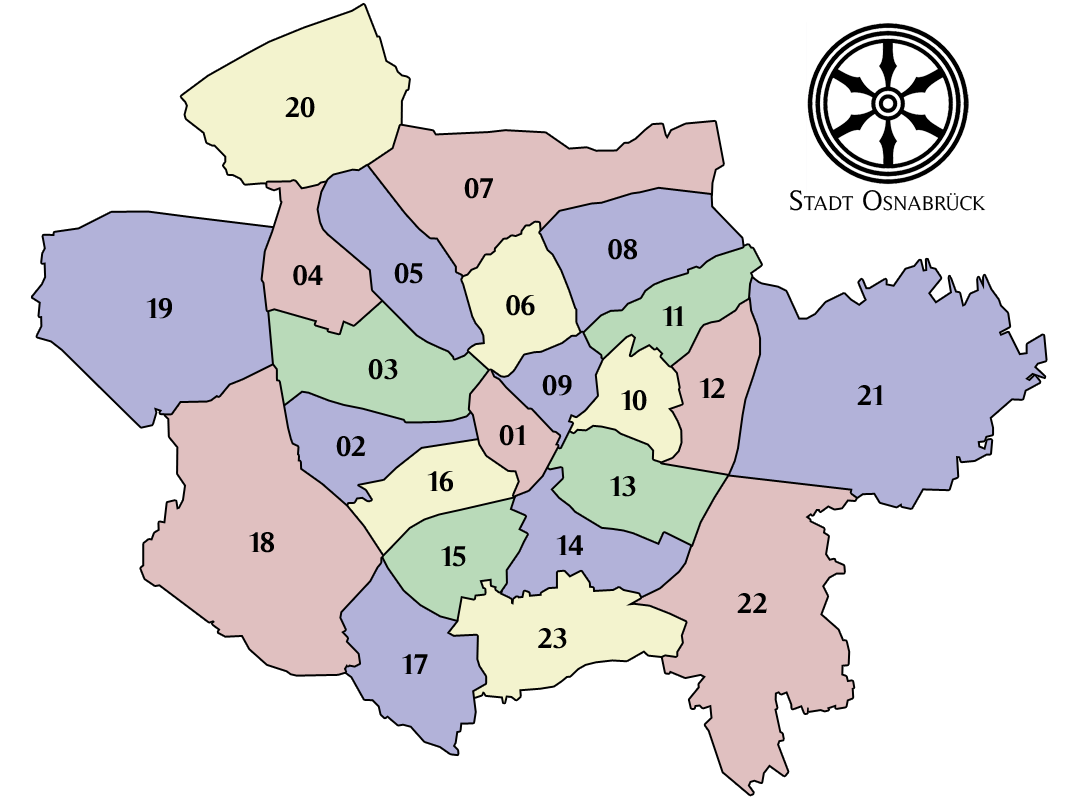
Osnabrücker Stadtteile mit amtlichen Nummern

Die 23 Stadtteile mit ihren amtlichen Nummern (Stand: 31. Dezember 2017):
| Stadtteil- nummer | Stadtteilname             | Fläche (km²) | Einwohner | EW/km² |
| ----------------- | ------------------------- | ------------ | --------- | ------ |
| 01                | Innenstadt                | 1,71         | 9.561     | 5.590  |
| 02                | Weststadt                 | 3,18         | 9.626     | 3.030  |
| 03                | Westerberg                | 4,93         | 10.108    | 2.050  |
| 04                | Eversburg                 | 2,98         | 8.578     | 2.880  |
| 05                | Hafen                     | 4,06         | 2.678     | 660    |
| 06                | Sonnenhügel               | 3,19         | 9.371     | 2.950  |
| 07                | Haste                     | 7,95         | 6.757     | 850    |
| 08                | Dodesheide                | 4,49         | 10.108    | 2.260  |
| 09                | Gartlage                  | 1,44         | 3.729     | 2.590  |
| 10                | Schinkel                  | 2,33         | 14.410    | 6.180  |
| 11                | Widukindland              | 2,76         | 4.965     | 1.810  |
| 12                | Schinkel-Ost              | 2,92         | 3.536     | 1.220  |
| 13                | Fledder                   | 3,75         | 2.594     | 690    |
| 14                | Schölerberg               | 3,64         | 14.672    | 4.030  |
| 15                | Kalkhügel                 | 3,02         | 6.298     | 2.090  |
| 16                | Wüste                     | 2,73         | 14.934    | 5.470  |
| 17                | Sutthausen                | 4,42         | 4.701     | 1.060  |
| 18                | Hellern                   | 12,14        | 7.034     | 580    |
| 19                | Atter                     | 10,67        | 4.306     | 400    |
| 20                | Pye                       | 7,51         | 2.975     | 400    |
| 21                | Darum/Gretesch/Lüstringen | 14,34        | 8.114     | 570    |
| 22                | Voxtrup                   | 10,91        | 7.183     | .0660  |
| 23                | Nahne                     | 4,75         | 2.268     | 480    |
|                   | Gesamt                    | 119,80       | 164.374   | 1.410  |

Die einzelnen Stadtteile haben im Laufe der Zeit einen eigenen Charakter entwickelt. Während sich beispielsweise in der Innenstadt, dem Hafen und im Fledder primär der Einzelhandel, Gewerbe und Industrie angesiedelt haben, stellen Hellern oder das Widukindland klassische Wohngebiete mit großem Anteil an Ein-Familien-Haushalten dar. Westlich der Innenstadt ist das Wohngebiet dichter besiedelt und von Altbauten und Mietwohnungen geprägt. Während sich im Bereich Westerberg eine bürgerliche Klientel angesiedelt hat, bewohnen die Wüste und die Weststadt Studenten sowie jüngere Familien und Einzelhaushalte. An den Stadtgrenzen hingegen ist das Gebiet teilweise ländlich geprägt, Schinkel und Schinkel-Ost sowie Eversburg wurden durch ihre Geschichte als Arbeiterviertel beeinflusst.

### Flächennutzung
Die 119,80 km² große Stadt Osnabrück teilt sich in folgende Flächennutzungen auf (Stand 31. Dezember 2016):
| Nutzungsart           | Fläche in km² |
| --------------------- | ------------- |
| Bodenfläche insgesamt | 119,80        |
| Siedlungsfläche       | 45,30         |
| Verkehrsfläche        | 14,63         |
| Landwirtschaft        | 37,29         |
| Wald                  | 19,14         |
| Unland                | 0,30          |
| Gewässerfläche        | 1,80          |

### Nachbargemeinden
Osnabrück befindet sich an der Grenze zu Nordrhein-Westfalen. Der Großteil der Nachbargemeinden befindet sich im niedersächsischen Landkreis Osnabrück, die Gemeinde Lotte liegt im nordrhein-westfälischen Tecklenburger Land (Kreis Steinfurt). Osnabrück weist als Wirtschafts- und Dienstleistungszentrum einen relativ hohen Pendlersaldo auf; über 59 % der sozialversicherungspflichtig Beschäftigten pendeln zur Arbeit in die Stadt. Der Ballungsraum Osnabrück hat rund 281.000 Einwohner.
|                | Wallenhorst 8 km                            | Belm 6 km       |
| Lotte 9 km     | Kompassrose, die auf Nachbargemeinden zeigt | Bissendorf 9 km |
| Hasbergen 8 km | Georgsmarienhütte 8 km                      |                 |

Entfernungsangaben beziehen sich auf die Luftlinie von Ortsmittelpunkt zu Ortsmittelpunkt.

### Wetter und Klima
|                        | Jan   | Feb   | Mär   | Apr  | Mai  | Jun  | Jul  | Aug  | Sep  | Okt  | Nov   | Dez   |   |       |
| Mittl. Temperatur (°C) | 2,0   | 2,4   | 5,4   | 9,0  | 13,4 | 15,9 | 18,1 | 17,7 | 14,1 | 10,1 | 5,8   | 2,6   | ⌀ | 9,7   |
| Mittl. Tagesmax. (°C)  | 4,3   | 5,1   | 9,1   | 13,7 | 18,1 | 20,7 | 23,1 | 22,8 | 18,7 | 13,8 | 8,4   | 4,6   | ⌀ | 13,6  |
| Rekordmaximum (°C)     | 14,7  | 17,3  | 24,4  | 30,3 | 31,7 | 35,3 | 36,9 | 37,2 | 31,2 | 26,2 | 20,2  | 15,7  | ᐃ | 37,2  |
| Mittl. Tagesmin. (°C)  | −0,4  | −0,4  | 2,1   | 4,4  | 8,3  | 11,1 | 13,3 | 13,1 | 10,3 | 6,9  | 3,4   | 0,4   | ⌀ | 6,1   |
| Rekordminimum (°C)     | −20,4 | −21,4 | −13,8 | −5,4 | −1,6 | 0,6  | 5,9  | 4,7  | 1,6  | −5,7 | −11,2 | −17,3 | ᐁ | −21,4 |
|                        |       |       |       |      |      |      |      |      |      |      |       |       |   |       |
| Niederschlag (mm)      | 89,7  | 61,7  | 72,9  | 46,9 | 61,5 | 69,6 | 76,9 | 82,7 | 71,3 | 75,1 | 78,6  | 84,3  | Σ | 871,2 |
|                        |       |       |       |      |      |      |      |      |      |      |       |       |   |       |
| Sonnenstunden (h/d)    | 1,51  | 2,57  | 3,51  | 5,47 | 6,58 | 6,34 | 6,58 | 6,15 | 4,59 | 3,35 | 1,70  | 1,17  | ⌀ | 4,1   |

| −0,4 |

| −0,4 |

| 2,1 |

| 4,4 |

| 8,3 |

| 11,1 |

| 13,3 |

| 13,1 |

| 10,3 |

| 6,9 |

| 3,4 |

| 0,4 |

| −0,4 |

| −0,4 |

| 2,1 |

| 4,4 |

| 8,3 |

| 11,1 |

| 13,3 |

| 13,1 |

| 10,3 |

| 6,9 |

| 3,4 |

| 0,4 |

Klimadiagramm von Osnabrück, 1981 bis 2010

Osnabrück liegt in der gemäßigten Klimazone. Auf den 1900 Hektar Waldfläche innerhalb des Stadtgebiets herrscht daher Laubmischwald vor.
Bestimmend sind West- und Nordwestwinde, die im Sommer kühles und im Winter mildes regnerisches Wetter mit sich bringen. Die Wetterlage ist eher unbeständig. Die Jahresdurchschnittstemperatur beträgt 9,4 °C im langjährigen Mittel, wobei der Januar mit 1,8 °C der kälteste, der Juli mit durchschnittlich 17,6 °C der wärmste Monat ist. Die Winter sind etwas milder als in Ost- oder Süddeutschland, die Sommer aber entsprechend kühler, wobei nicht nur Sommergewitter, sondern auch lang anhaltende Regenperioden vorkommen können.
Osnabrück hat jährlich mit 856 mm relativ viel Niederschlag und liegt über dem Bundesdurchschnitt. Dabei halten sich Winter- und Sommerregen die Waage. Insgesamt verteilt sich der Niederschlag auf durchschnittlich 122 Regentage im Jahr.
Wetterstationen:
- ehemalige Wetterstation des DWD am Ziegenbrink (1952–2010), Verlegung der Station nach Belm in 2010
- Wetterdatenaufzeichnung durch die Luftmessstation am Ziegenbrink
- Wetterstation der Meteomedia am Campus Haste
- privat betriebene Wetterstation am Westerberg

## Stadtbild

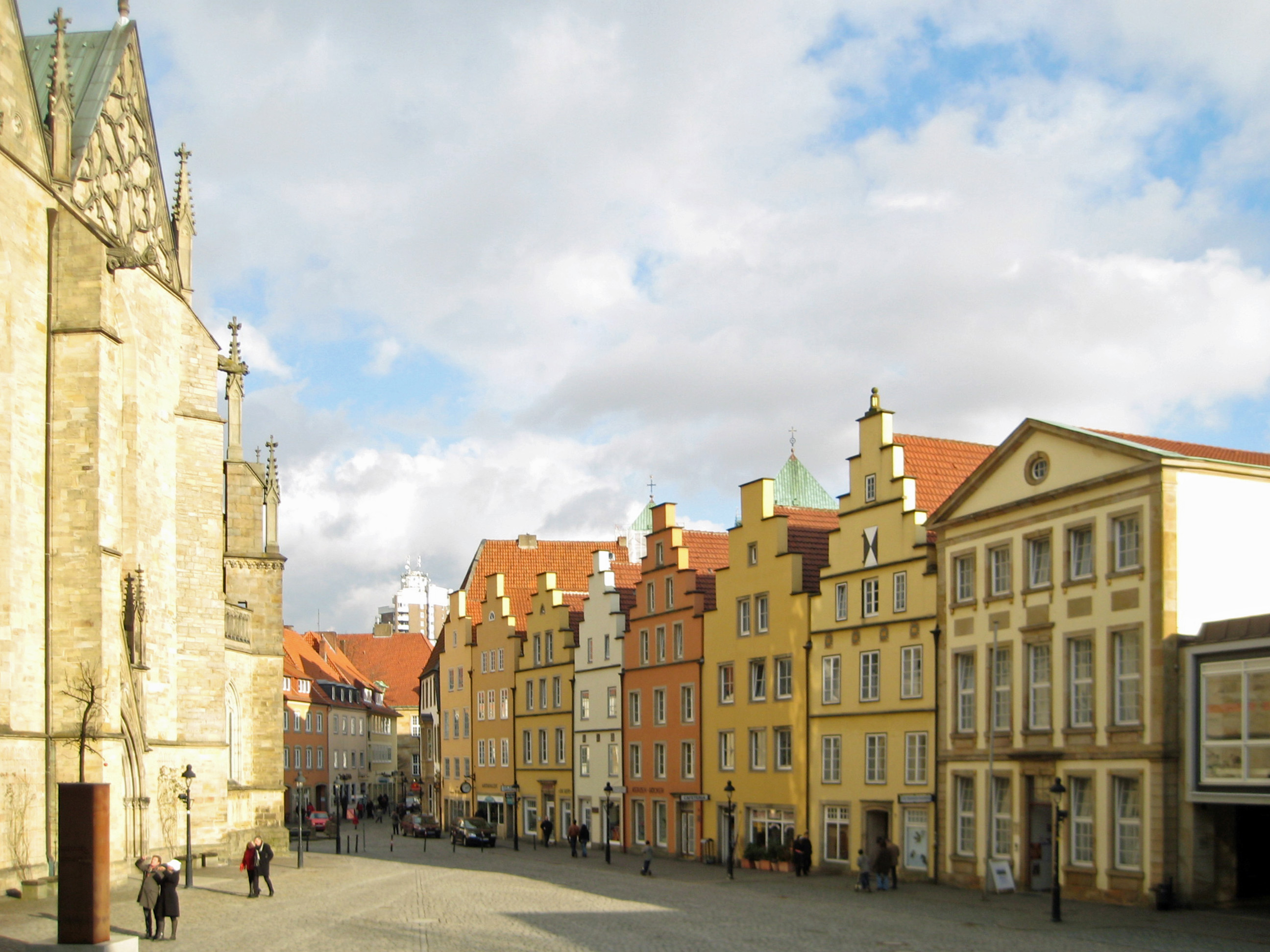
Blick von der Rathaustreppe

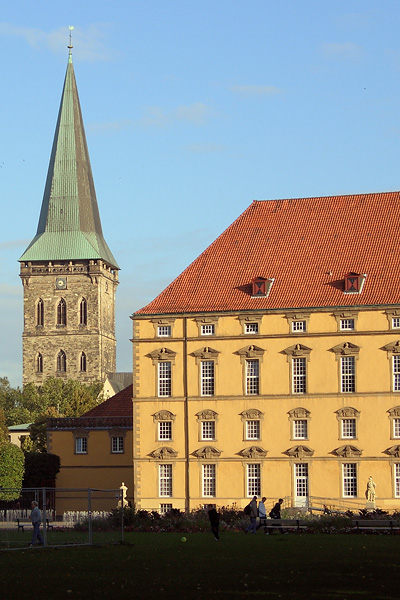
Schloss (Hauptsitz der Universität) mit Katharinenkirche

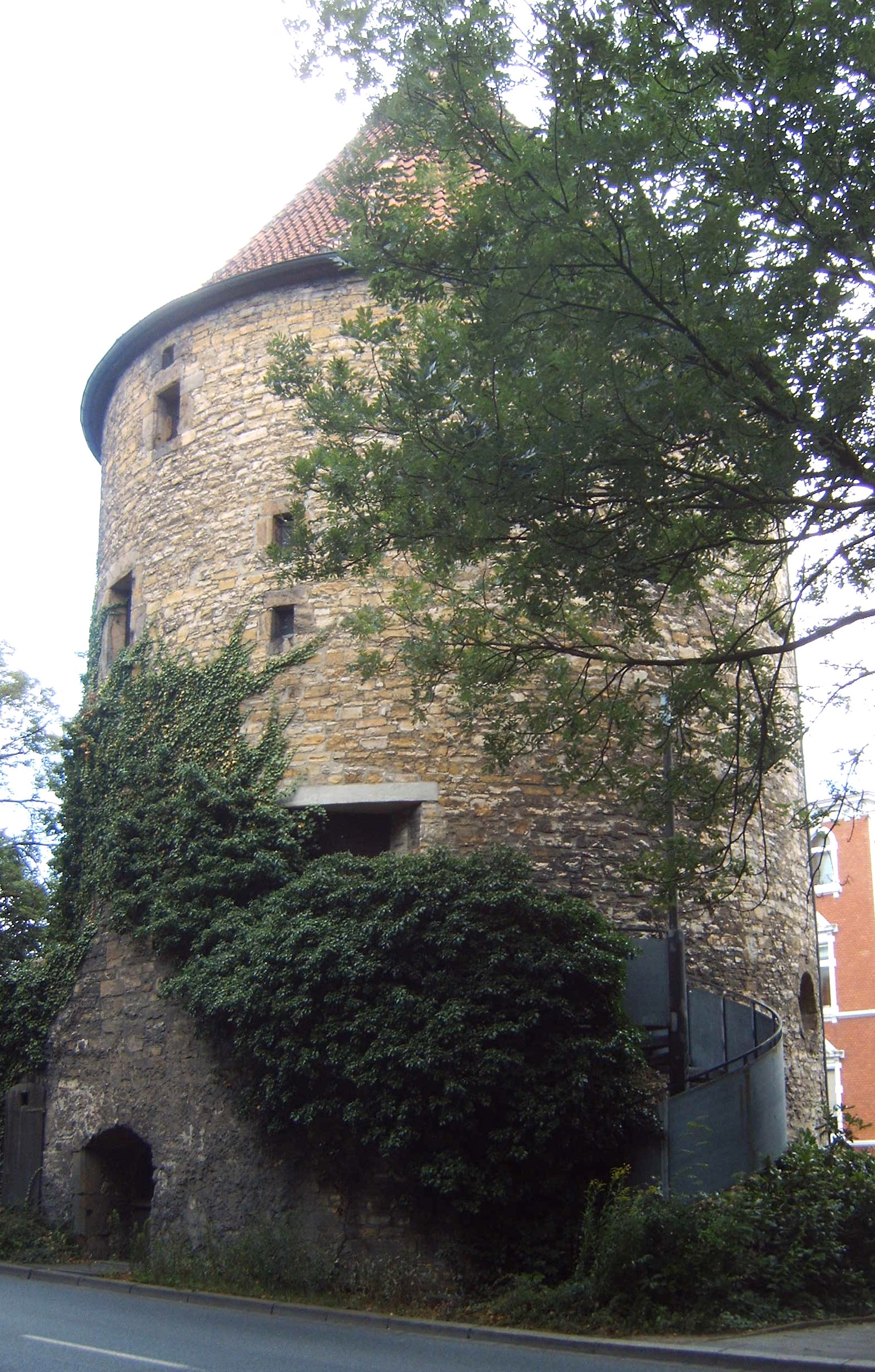
Alter Stadtbefestigungsturm Bürgergehorsam

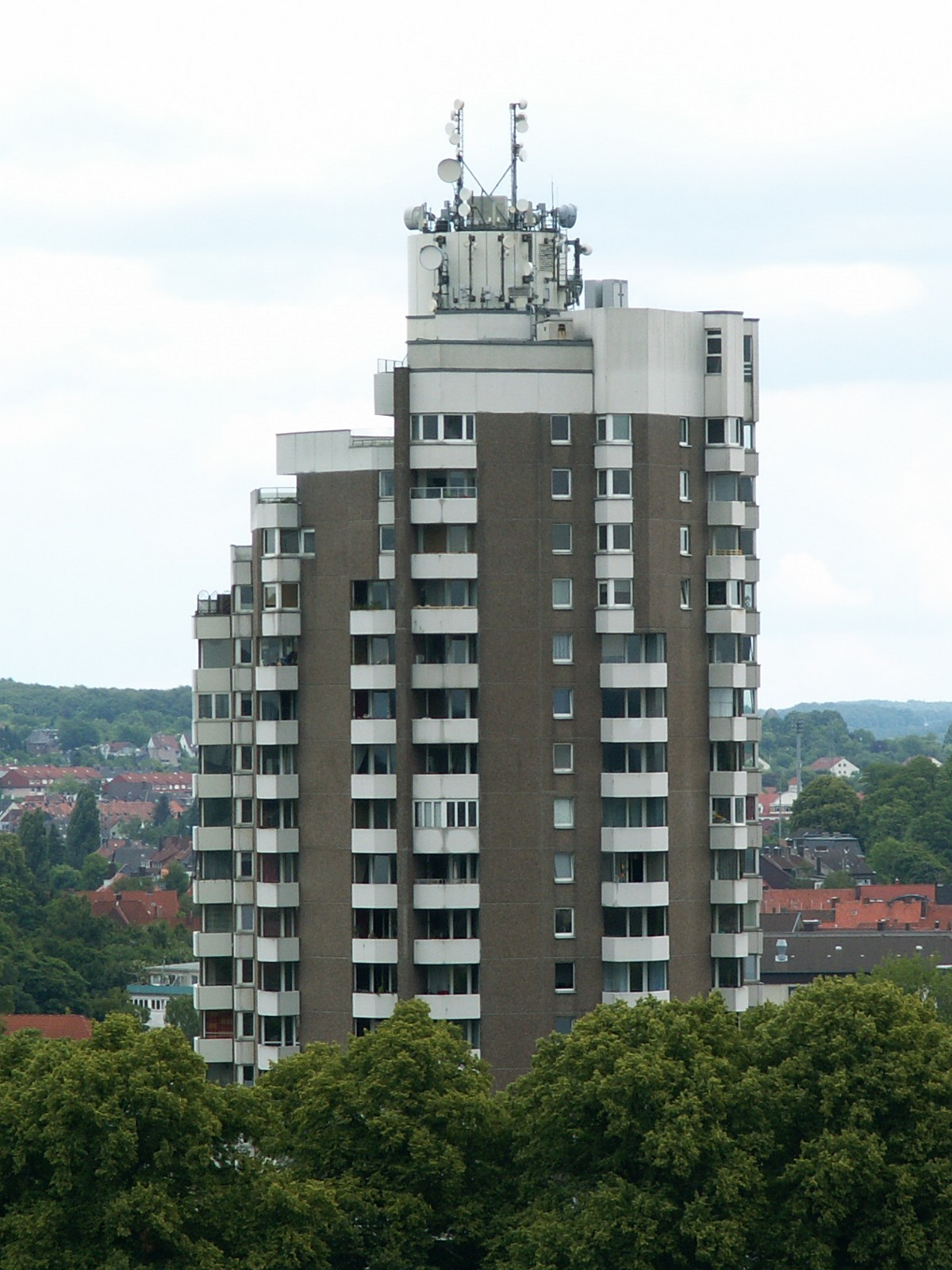
Iduna-Hochhaus

Das Bild der Innenstadt ist von Kirchen (Turmhöhen bis zu 103,5 Meter: St. Katharinen) geprägt. Im nördlichen Teil der Innenstadt, zwischen der Kathedrale Dom St. Peter und Heger Tor, erstreckt sich die historische Altstadt mit dem Rathaus des Westfälischen Friedens. Hier finden sich viele Gebäude des Klassizismus wie das Haus Tenge aus dem Jahr 1813/1814. In der Altstadt finden sich zudem Gebäude des Rokoko sowie Häuser aus der Zeit, als in der Stadt noch in Fachwerkbauweise gebaut wurde. Zu den Fachwerkhäusern gehört das 1690 erbaute Hotel Walhalla.
Der dreieckige Marktplatz mit dem Rathaus des westfälischen Friedens und der Kirche St. Marien ist mittelalterlich geprägt. Zudem konnten in Osnabrück um die 150 romanische und gotische Steinwerke nachgewiesen werden, von denen viele gut erhalten sind. Das sind mehr als in jeder anderen Stadt Deutschlands, Osnabrück wird daher auch die Hauptstadt der Steinwerke genannt. Besonders zu nennen ist der Ledenhof, ein Steinwerk mit Palas gegenüber dem ehemals fürstbischöflichen Barockschloss. Am Domhof befindet sich das Theater Osnabrück, ein Jugendstil-Gebäude von 1909. Im Jugendstil ausgemalt ist die Lutherkirche in der Südstadt. Sie wurde als Tochterkirche der spätgotischen Hallenkirche St. Katharinen, der mit 103,5 m höchsten Kirche der Stadt, gebaut. Von historischer Bedeutung ist das ehemalige Dominikanerkloster, dessen Kirche heute als Kunsthalle genutzt wird.
Die Fußgängerzone im mittleren Teil der Innenstadt schließt an die Altstadt an und bildet die Haupteinkaufsstraße (Große Straße und vorderer Teil der Johannisstraße). Neben wenigen Gebäuden, die den Krieg überstanden haben, dominieren hier moderne Zweckbauten.
Zwischen der Alt- und Neustadt (südliche Innenstadt) befindet sich der Neumarkt. Früher ein zentraler Marktplatz der Stadt, wird er heute von einer vierspurigen Straße durchschnitten und dient als Verkehrsknotenpunkt und Haupt-Busbahnhof. Fußgänger konnten zwischen 1964 und 2001 den Neumarkt nicht ebenerdig überqueren, sondern mussten durch einen unterirdischen Fußgängertunnel gehen. Dieser als Neumarktpassage betitelte Tunnel wurde angelegt, um die Stadt autogerecht zu gestalten. Nachdem ab dem Jahr 2001 wieder übertägiges Queren des Platzes möglich war, sank die Bedeutung des Tunnels, sodass er 2012 geschlossen und 2014–16 abgerissen sowie verfüllt wurde.
Nördlich des Neumarkts, im Bereich Wittekindstraße und Berliner Platz, haben sich Unternehmen des Dienstleistungs- und Finanzsektors mit moderner Baustruktur und gläsernen Fassaden angesiedelt. Die Neustadt bietet besonders im Bereich um die ehemalige Stiftskirche St. Johann noch alte Bausubstanz. Auf dem früheren Kirchhof von St. Johann steht die denkmalgeschützte Abluftsäule, die eine unterirdische Toilettenanlage be- und entlüftet. Südlich des Platzes steht das ehemalige Neustädter Rathaus.
Die Innenstadt wird von einem nierenförmigen Stadtring umschlossen, der den Autoverkehr aufnimmt. Von diesem so genannten Wall gehen sternförmig die Haupt-, Ein- und Ausfallstraßen der Stadt ab. Sieben Türme, eine Wallanlage und zwei Mauern säumen den Stadtring, der ein Überbleibsel der alten Stadtbefestigungen ist.
Der heutige Wall umfasst, gegen den Uhrzeigersinn, den Hasetor-, Natruper-Tor-, Heger-Tor-, Schloss-, Johannistor- und Petersburgerwall sowie den Konrad-Adenauer-, Goethe- und Erich-Maria-Remarque-Ring. Eine Kombination Altem mit Neuem stellt die Vitischanze dar, in der moderne Architektur auf eine alte Stadtbefestigung gesetzt wurde. Hier war bis 2007 ein Teil der Spielbank untergebracht. Zwischenzeitlich wurde das Gebäude vom Studiengang Industrial Design der Hochschule Osnabrück genutzt. Das höchste Bauwerk ist das Iduna-Hochhaus aus der ersten Hälfte der 1970er Jahre mit 20 Stockwerken.
Bis nah an den Stadtkern reichen rundum Grün- und Waldflächen, die auch als Naherholungsgebiete dienen. Dieses Konzept der „grünen Finger“ entstand in den 1920er Jahren durch den damaligen Stadtbaurat Lehmann, der sich damit durchsetzte, dass Wald- und Naherholungsbereiche von außen als grüne Lunge bis hinein an den Stadtkern erhalten blieben. Auch bei der jetzigen Flächennutzungsplanung werden zusätzlich unter dem Gesichtspunkt des Klimaschutzes die grünen Finger weiter berücksichtigt. Osnabrück ist die größte Stadt Deutschlands, die inmitten eines Naturparks liegt, dem Natur- und Geopark TERRA.vita.
Zwischen dem Schloss und dem Ledenhof befand sich von 1977 bis 2023 einer der wenigen gestalteten Plätze Osnabrücks. Er war über einer Tiefgarage und entstand aus einem Wettbewerb der Architekten Helge und Margret Bofinger. Der Platz bestand aus rotbraunen Ziegelsteinen mit verspielten Kreiselementen im Stil der Postmoderne aus versetzten Höhensprüngen, Wasseranlagen, Bepflanzungen und einem Kiosk. 2023 wurde die Gestaltung abgerissen für eine ebene Fläche aus Asphalt.

## Geschichte

### Vorgeschichte

#### Jungsteinzeit

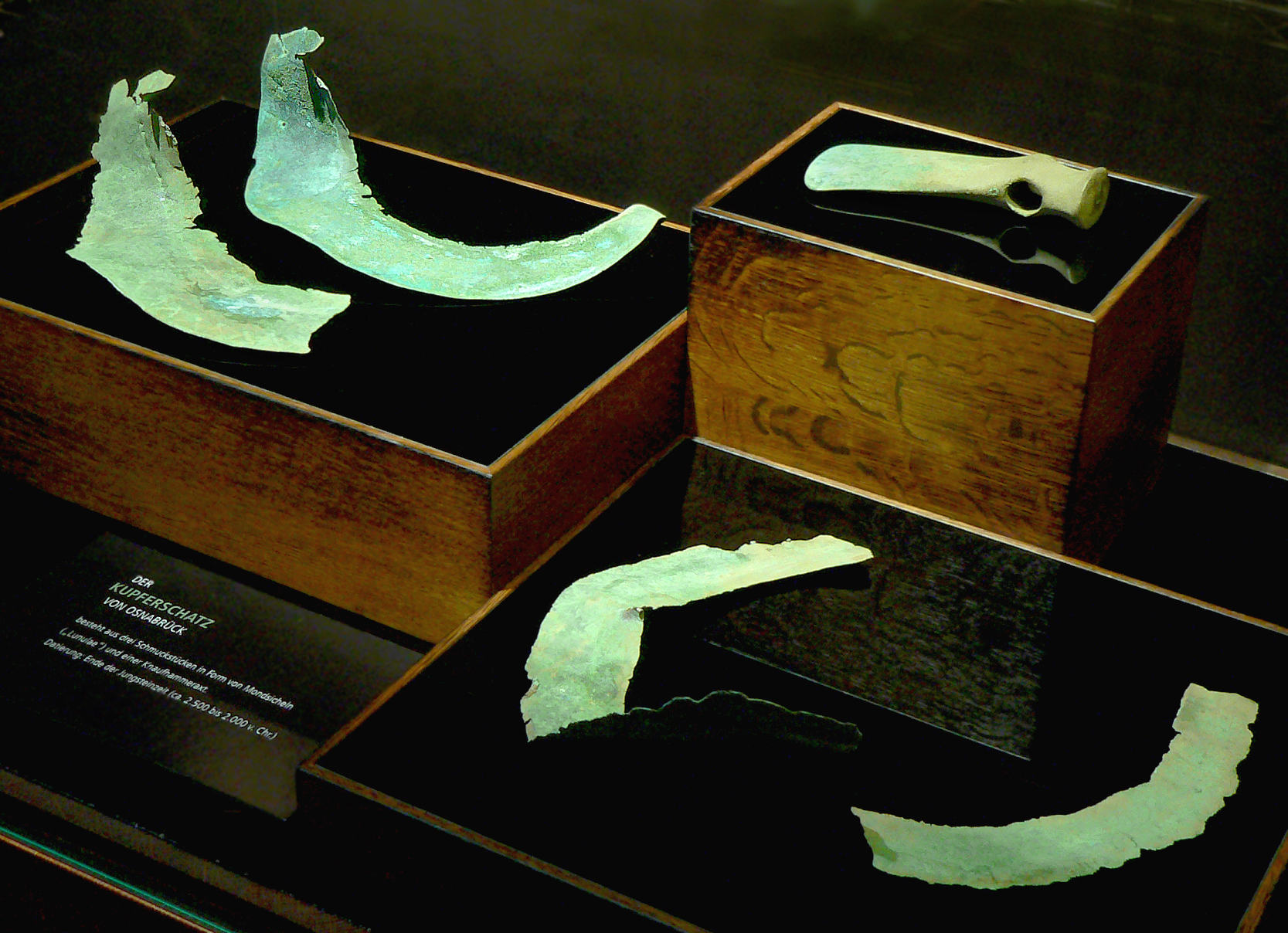
Kupferhort von Lüstringen

Im Bereich der heutigen Sandforter Straße im Stadtteil Voxtrup verlief etwa von der Jungsteinzeit bis zum Mittelalter eine Altstraße, die dem Handel diente und dort die Hase durch eine Furt kreuzte. In der näheren Umgebung der Furt liegen mehrere jungsteinzeitliche Großsteingräber, wie die Gretescher Steine, die Sundermannsteine und die Teufelssteine sowie weitere Grabstätten. 2016 wurde in dem Gebiet der rund 5000 Jahre alte Kupferhort von Lüstringen gefunden. Auch an anderen Orten im heutigen Stadtgebiet finden sich Spuren menschlicher Aktivität aus der Jungsteinzeit.

#### Antike

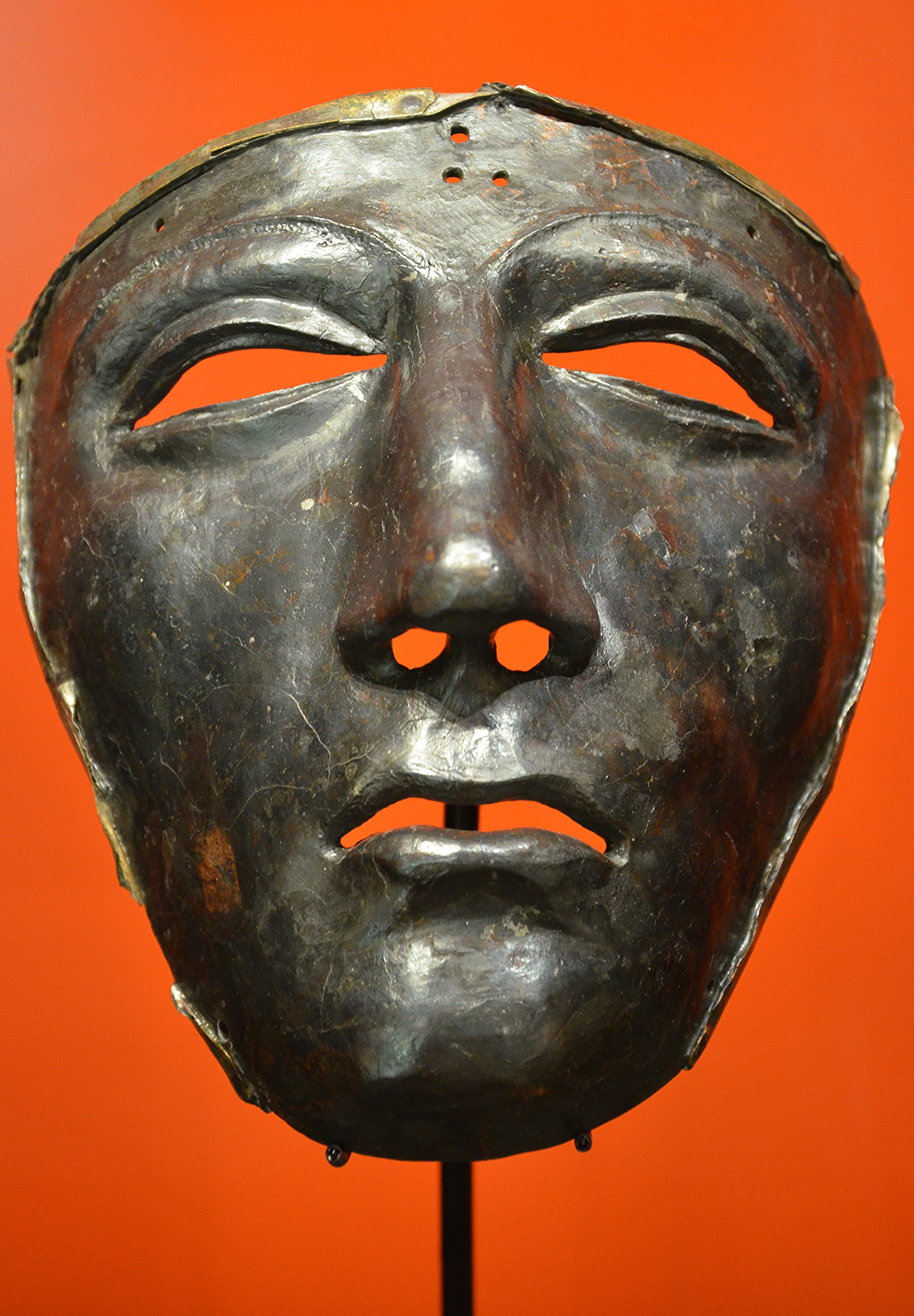
Römische Gesichtsmaske aus Kalkriese

Das heutige Osnabrücker Land lag in der Antike in Germania magna, also dem Einfluss- und Siedlungsgebiet der Germanen nördlich des Römischen Reichs. Lange Zeit versuchten die Römer, ihren Einflussbereich nach Norden auszudehnen. Die Auseinandersetzungen mit den Germanen fanden um 9 n. Chr. ihren Höhepunkt in der Varusschlacht, in der der cheruskische Feldherr Arminius mit germanischen Kämpfern drei römische Legionen unter dem Befehl von Publius Quinctilius Varus vernichtete. Die Schlacht selbst oder ein mit ihr in Verbindung stehendes Kampfereignis fand vermutlich in der Fundregion Kalkriese nördlich von Osnabrück statt. Insbesondere die 1990 in Kalkriese gefundene römische Helmmaske wurde zum Symbol der Varusschlacht im Raum Osnabrück.

### Mittelalter

#### Bistumsgründung
Zur Zeit der Sachsenkriege Karls des Großen wurden erste Bistümer im Sachsenland gegründet, so auch das Bistum Osnabrück an der Hase. 783 besiegte Karl in der Schlacht an der Hase bei Osnabrück den Sachsenherzog Widukind, in der Folge wurden die Sachsen christianisiert und ihr Gebiet fortan durch die Franken beherrscht. Um 785 wurde die erste Kirche am Ort des Bischofssitzes der Osnabrücker Diözese geweiht, sie war eine erste Vorgängerin des heutigen Doms St. Peter. 804 soll Karl der Große auch die Bistumsschule Carolinum gegründet haben, die Urkunde, die dies belegen soll, gilt aber als Fälschung aus dem 11. Jahrhundert.

#### Entstehung der Stadt
Nach der Teilung des Fränkischen Reiches durch den Vertrag von Verdun 843 gehörte das Stammesherzogtum Sachsen und damit Osnabrück zum Ostfrankenreich. Der Ortsname wird erstmals 851 als Osnabrugga im  Gau Threcwiti erwähnt; er bezeichnete einen Übergang über die Hase, das Vorderglied geht wahrscheinlich auf einen früheren Namen des Flusses, rekonstruiert als *Ausana oder *Ausena, zurück. Der Siedlungskern um den Bischofssitz herum wurde mit Wällen und Wassergräben als Domburg ausgebaut, innerhalb derer auch die heutigen Plätze Domhof und Große Domsfreiheit lagen. Trotz der Befestigung wurde Osnabrück um 880 durch Normannen überfallen und die Domburg samt Kirche zerstört. Um 900 wurde der Missionsstützpunkt wieder aufgebaut. Ungefähr zur gleichen Zeit erhielt das Bistum das Marktrecht. Der Markt fand zunächst innerhalb der Domburg statt, da der Platz dort jedoch bald nicht mehr ausreichte, wurde westlich außerhalb der Befestigung auf einer inselartigen Sandkuppe der Marktplatz angelegt. Dort entstand die Vorgängerkirche der heutigen Marienkirche. Damit auch der Marktbereich gegenüber der Umgebung abgegrenzt und vor Angreifern geschützt war, wurde die Stadtbefestigung im 11. Jahrhundert erweitert, sie umfasste dann den Bereich zwischen dem heutigen Straßenzug Krahnstraße–Bierstraße–Lohstraße im Westen und der Hase im Osten. 1011 wurde südlich außerhalb der Stadtmauern die Johanniskirche als Kirche für die dort ansässigen Bauernhöfe gegründet.

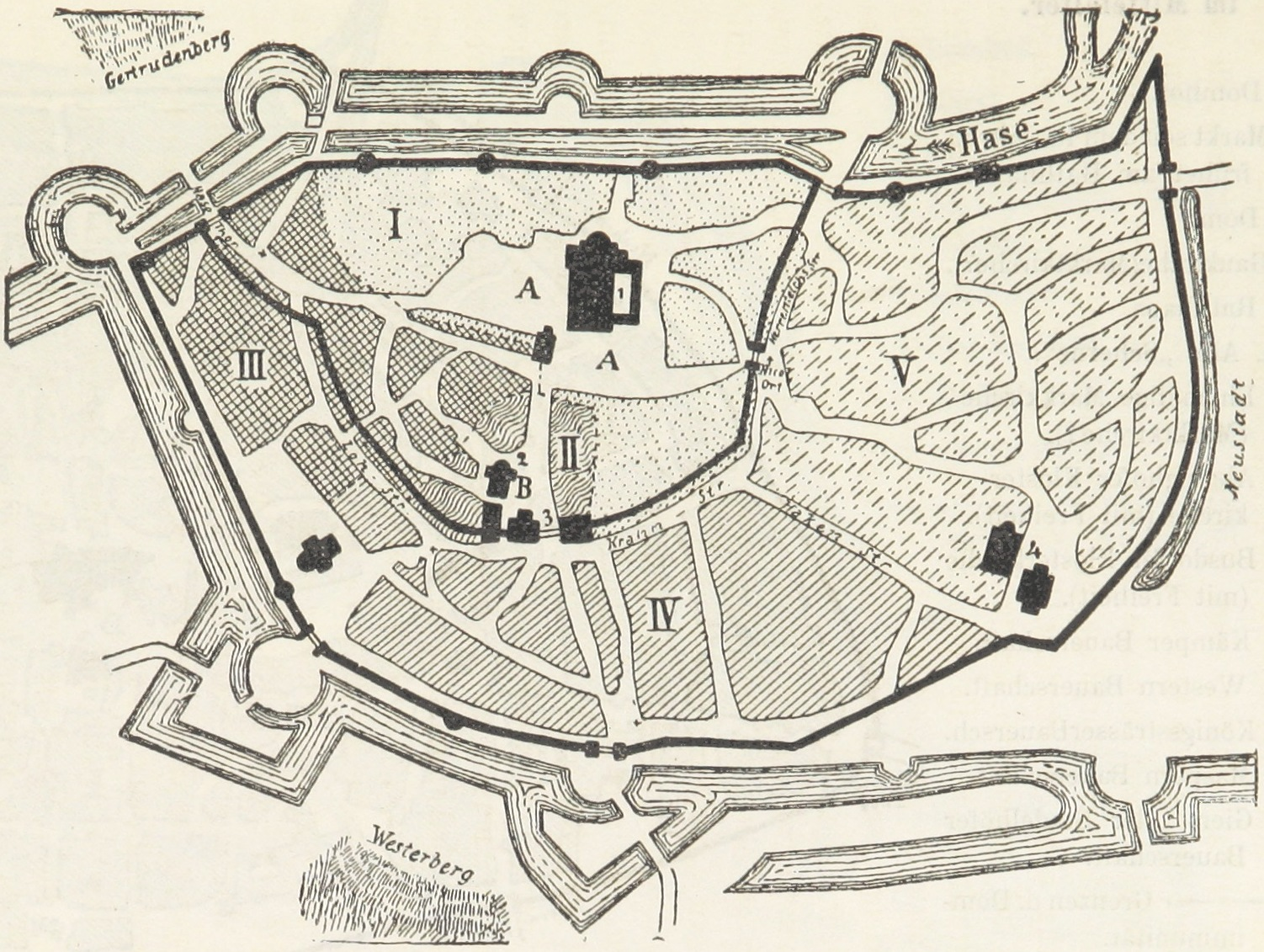
Stadtgebiet ab dem 12. Jahrhundert. Noch zu erkennen die Befestigung der alten Binnenburg entlang Lohstraße/Krahnstraße mit dem Dom im Zentrum.

Nach einem Brand in der Domkirche um 1100, die dadurch stark beschädigt worden war, wurde der Sitz der Osnabrücker Bischöfe in das Schloss Iburg verlegt. Ab dem 12. Jahrhundert baute man den Dom nach und nach bis zu seiner heutigen Größe und Gestaltung aus. Durch das Wachstum der Bevölkerung wurde der Platz innerhalb der Stadtmauern erneut knapp und auch vor der Befestigung siedelten sich Menschen an. Diese organisierten sich in Gruppierungen, aus denen die Laischaften hervorgingen. Der Bereich innerhalb der Stadtbefestigung wurde zu dieser Zeit als Binnenburg, der außerhalb als Butenburg bezeichnet (vgl. niederdeutsch binnen = drinnen, buten = draußen). Im 12. Jahrhundert wurde die Stadtbefestigung erneut vergrößert, auf die Ausmaße des heute als Altstadt bekannten Gebietes innerhalb der Straßen Hasemauer, Bocksmauer, Rolandsmauer und Neuer Graben sowie der Hase.

#### Verleihung des Stadtrechts, Entstehung des Hochstifts

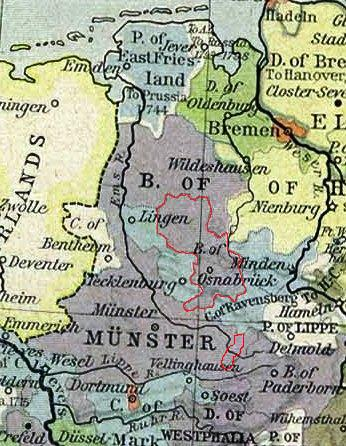
Hochstift Osnabrück (rot umrandet)

1171 erhielt Osnabrück in einer Urkunde von Friedrich I. „Barbarossa“, Kaiser des Heiligen Römischen Reiches, das Gerichts- und somit auch das Stadtrecht. Als Folge dessen entstand als erstes Rathaus der Stadt der Vorgängerbau des sogenannten Alten Rathauses auf der Südseite des Marktplatzes, an der Stelle der heutigen Stadtbibliothek. Den Gerichten des Bistums Osnabrück, wie z. B. dem Gogericht, das vor dem Dom abgehalten wurde, stand der sächsische Herzog Heinrich der Löwe vor. Möglicherweise geht das Löwenpudeldenkmal vor dem Dom auf diese Gerichte zurück. Nachdem Heinrich dem Löwen die Herrschaft über das Herzogtum Sachsen mit der Gelnhäuser Urkunde von 1180 entzogen worden war, ging die Vogtei und die Gerichtsbarkeit in der Diözese Osnabrück an die Grafen von Tecklenburg. Da dies zu Machtstreitigkeiten zwischen den Tecklenburger Grafen und den Osnabrücker Bischöfen führte, sprach König Heinrich (VII.) 1225 die Gerichtsbarkeit dem Osnabrücker Bischof zu. 1236 trat der Graf von Tecklenburg, nach einer Auseinandersetzung mit dem Erzbistum Köln, auch die Vogtei, also die weltliche Herrschaft über die Diözese Osnabrück, an den Bischof ab. Dadurch entstand das Hochstift Osnabrück, auch Fürstbistum Osnabrück genannt. Das Gebiet des Hochstifts entsprach weitgehend der Ausdehnung des heutigen Osnabrücker Landes, ihm gehörte jedoch noch das Amt Reckenberg als Exklave an.

#### Weitere Entwicklungen des 13. Jahrhunderts
Anfang des 13. Jahrhunderts wurde der Bucksturm als Wachturm an der Stadtmauer errichtet. Im Turm war das Städtische Gefängnis untergebracht. Aus dieser Zeit stammt auch das ursprüngliche Heger Tor, eine aus Turm, Tor, Bastion, Zwinger und Durchfahrt bestehende Wehranlage. Für das später an dieser Stelle errichtete Waterloo-Tor hat sich im Volksmund der Name Heger Tor bis heute gehalten. Der Bau der heute gotischen Pfarr- und Marktkirche St. Marien begann ebenfalls im 13. Jahrhundert und war 1430/40 abgeschlossen. Auch die Johanniskirche erhielt einen Neubau, der 1293 geweiht wurde. Um die Kirche herum hatte sich, unabhängig von der Altstadt, ein eigener Ort entwickelt, der folglich Neustadt genannt wurde. Der Ort war ebenfalls durch eine Stadtmauer befestigt, die an jene der Altstadt angrenzte und etwa entlang der heutigen Straßen Schloßwall, Johannistorwall, Petersburger Wall, Pottgraben und Kollegienwall verlief.
Um sich gegenseitig vor möglichen Repressalien durch die Bischöfe als Landesherren zu schützen, gründete Osnabrück 1246 mit den anderen westfälischen Städten Coesfeld, Herford, Minden und Münster den Ladbergener Städtebund. 1265 erhielt neben der Alt- auch die Neustadt vom Bischof das Recht, eigene Gerichte abzuhalten, das Marktrecht erhielt sie jedoch nie. Im Jahr 1268 trat Osnabrück dem Werner Städtebund mit Dortmund, Lippstadt, Münster und Soest bei. 1287 wurde in der Neustadt, auf dem heutigen Neumarkt, ein Augustinerkloster angesiedelt.

#### Vereinigung von Alt- und Neustadt
Da sich die beiden parallel entstandenen Städte immer weiter annäherten und auch die Neustädter den Markt in der Altstadt nutzen mussten, wurde am 3. August 1306 die Vereinigung beschlossen. Die Befestigung am Neuen Graben, die die beiden Städte trennte, wurde abgerissen und die Verwaltung unter einen gemeinsamen Magistrat gestellt, der im Alten Rathaus tagte und jährlich am ersten Werktag nach Neujahr von den Bürgern gewählt wurde. Das Rechtsverhältnis zwischen Alt- und Neustadt sowie die Befugnisse des Magistrats wurden in der ersten Osnabrücker Stadtverfassung, der Sate, 1348 festgelegt. In ihrer Tradition wird noch heute der Handgiftentag gefeiert. Die Neustadt durfte laut Sate einzelne Verwaltungsaufgaben, wie die
niedere Gerichtsbarkeit, den Wegebau und eine eigene Finanzverwaltung, selbstständig durchführen und behielt dafür einen eigenen Rat. Deshalb wurde auch in der Neustadt ein eigenes Rathaus, das Neustädter Rathaus, südlich der Johanniskirche gebaut.
Um 1350 wütete in Osnabrück der Schwarze Tod. Da, wie auch andernorts, Juden als Sündenböcke der Epidemie ausgemacht wurden, wurde die jüdische Bevölkerung der Stadt in Pestpogromen dezimiert. Auch die Neuansiedlung in Osnabrück war Juden in der Folgezeit nur eingeschränkt möglich.

#### Landwehr

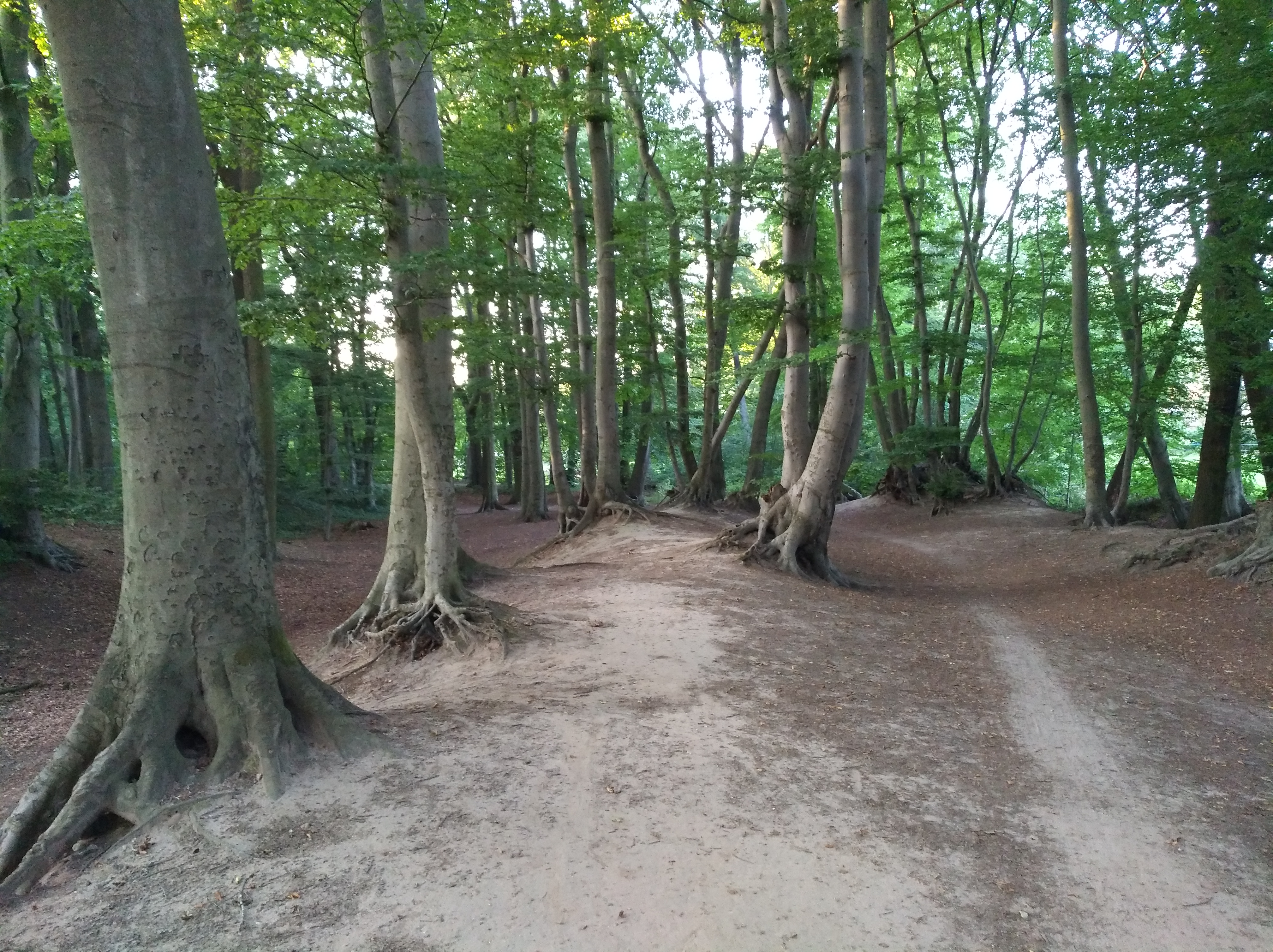
Reste des Landwehrwalls im Bereich Haste

Um die städtische Feldmark, also die Teile des Stadtgebietes, die außerhalb der Stadtbefestigung lagen, vor Feinden, Viehdieben und Räubern zu schützen, wurde zwischen dem 13. und 15. Jahrhundert eine Landwehr errichtet. Diese lag einige Kilometer vor den Stadtmauern und bildete einen Ring von rund 18 Kilometern Länge. Im Westen, Süden und Osten bestand die Landwehr aus je zwei bis drei parallelen Wällen und Gräben, im Südosten und Norden erfüllten teilweise die Flussläufe der Hase und der Nette die Funktion der Landwehr. An den Stellen, an denen Straßen die Landwehr kreuzten, befanden sich Warttürme, z. B. der Heger Turm (Rheiner Landstraße) und der Wulfter Turm (Sutthauser Straße). Auch die Wasserburg in Eversburg war Teil der Landwehr.

#### Handel im Spätmittelalter
Die Handelsherren aus Osnabrück handelten mit Bremen und Hamburg seit dem Ende des 13. Jahrhunderts sowie mit Friesland (über Oldenburg), den Niederlanden (über Nordhorn), Lübeck sowie London. Osnabrücker Kaufleute beteiligten sich auch bei der Gründung des Kontors Peterhof in Nowgorod. Die Beziehungen beruhten zunächst ausschließlich auf dem Tauschhandel und wurden durch die Kaufleute selbst organisiert. Zunehmend wurde der Handel jedoch durch die Städte organisiert, die sich in einzelnen Bündnissen zusammenschlossen. Die westfälischen Städtebünde aus dem 13. Jahrhundert, an denen auch Osnabrück beteiligt war (siehe oben), können als Vorläufer der Städtehanse angesehen werden. Osnabrück schloss sich der Hanse 1412 durch die erstmalige Teilnahme an einem Hansetag an und profitierte von der Mitgliedschaft in der handelspolitischen Großmacht. Osnabrück gehörte als Hauptort (Prinzipalstadt) zum westfälischen Quartier der Hanse.
Zu einem bedeutenden Osnabrücker Handelsgut entwickelte sich Leinen. Maße und Qualität aller Leingewebe, die in der Stadt gehandelt werden sollten, mussten ab 1404 durch die Legge geprüft und mit dem Leggestempel in Form des Osnabrücker Rades versehen werden. Die hohe Qualität des Osnabrücker Leinen machten den Leggestempel der Stadt zu einem überregionalen Gütesiegel. Mit dem Osnabrücker Siegel versehenes Leinen erzielte am Markt höhere Preise, sodass auch die Leinenhändler aus anderen Städten ihre Ware bei der Osnabrücker Legge prüfen ließen und das Siegel oft gefälscht wurde. Die Stadt wurde dadurch zu einem international bedeutsamen Handelsort für Leingewebe.
Zwischen 1450 und 1452 wurde Osnabrück vorübergehend vom Handel der Hanse ausgeschlossen, da die Stadtvertreter den Hansetagen zuvor mehrmals unentschuldigt ferngeblieben waren. Als der Handel mit den Niederlanden und England nachließ, da diese zunehmend unabhängig von der Hanse agierten, wurden neue Absatzgebiete in Süddeutschland und in Norditalien erschlossen.

#### Bürgeraufstand 1488
Von 1477 bis 1504 war Ertwin Ertman (1430–1505) Bürgermeister der Stadt. In seiner Zeit entstand zwischen 1487 und 1512 das spätgotische Rathaus Osnabrück. Der ab 1482 amtierende Bischof Konrad IV. von Rietberg verstrickte die Stadt in Fehden, was ihn und die Stadtbürger finanziell belastete. Einzelne Bürger unter der Leitung des armen Schneidermeisters Johann Lenethun waren darüber so unzufrieden, dass sie im Geheimen weitere Bürger gegen den Stadtrat und den Bischof aufwiegelten. Am 28. August 1488 eskalierte die Situation, als die Bürger sich bewaffneten und zusammen mit der Stadtwache den Marktplatz besetzten, das Kloster Gertrudenberg plünderten und die Zäune um die bischöflichen Besitztümer abbrannten. Anschließend zwangen sie Bürgermeister Ertman, ihre Forderungen umzusetzen. Dieser trat darüber in Verhandlungen mit dem Bischof, was die Lage im Laufe der nächsten Monate beruhigte. Lenethun versuchte vergeblich, den Aufstand neu anzuzetteln. Der Rat nutzte eine Gelegenheit, ihn zu ergreifen, und ließ ihn am 15. Juni 1489 auf dem Marktplatz durch Enthauptung hinrichten.

### 1500 bis 1648
Seit der Reichsreform und der Schaffung von Reichskreisen im Jahre 1500 gehörte das Hochstift Osnabrück zum Niederrheinisch-Westfälischen Reichskreis.

#### Erneuter Bürgeraufstand 1525
1525 kam es erneut zu einem Bürgeraufstand, der von den Gilden ausging und sich vor allem gegen das Domkapitel richtete. Die 20 Forderungen, die die Gildemeister aufstellten, waren verschiedenster Natur. Die Bürger mit ihren Anführern Johann von Oberg und Johann Ertman (Sohn von Ertwin Ertman) versammelten sich am 29. Mai vor dem Rathaus. Zwar stand die Stadtwache, anders als noch 1488, auf der Seite des Rates, konnte jedoch nicht die folgenden Plünderungen und Gewalttaten gegen Geistliche verhindern. Erst als der Bischof, Erich von Braunschweig-Grubenhagen, mit schweren Waffen und Söldnern den Aufstand niederschlagen wollte, stoppten die Gewalttaten. Ertman wurde im Bucksturm festgesetzt, während von Oberg aus der Stadt flüchten konnte. Die Stadt musste 6000 Gulden als Strafzahlung entrichten, Ertman wurden 500 Gulden auferlegt.

#### Reformation
Nach dem Reichstag zu Worms im Jahre 1521 hielt der Augustinermönch Gerhard Hecker, der den Reformator Martin Luther persönlich kannte, die ersten evangelischen Predigten Westfalens im Kloster am Neumarkt. Kaiser Karl V. sendete 1528 einen Brief nach Osnabrück, in dem er mahnte, der bisherigen (katholischen) Glaubenslehre treu zu bleiben. Der in Osnabrück tätige Reformator Adolf Clarenbach wurde vom Rat aus der Stadt vertrieben und später in Köln inhaftiert und hingerichtet, da er nicht von seinen Ansichten abrücken wollte. Auch der Domkaplan Johannes Pollius musste die Stadt verlassen.
Anfang 1529 kam eine Epidemie, der sogenannte Englische Schweiß, nach Osnabrück und forderte viele Opfer. Im April 1530 wurde bei einem Stadtbrand ein großer Teil der Altstadt vernichtet. Etliche Gebäude, die der Brand verschont hatte, wurden im Juli 1530 durch einen heftigen Sturm zerstört. Auch die Obst- und Getreideernte wurde dabei teilweise vernichtet, was hohe Lebensmittelpreise zur Folge hatte. Diese Katastrophen wurden von den Menschen als Gottesstrafen gedeutet; von den einen dafür, dass sich die Protestanten von der alten Glaubenslehre abgewandt haben, von den anderen dafür, dass die Anhänger der alten Lehre an ihren überholten Ansichten festhalten.
Ab 1532 predigte Dietrich Buthmann in Osnabrück die evangelische Lehre und konnte einen größeren Anhang hinter sich versammeln. Er verteidigte seine Ansichten öffentlich gegen einen katholischen Geistlichen, der ihm inhaltlich nichts entgegenzusetzen hatte. Die Gunst der Bürger machte Buthmann zum Priester an der Marktkirche St. Marien, und auch an der Katharinen- und Johanniskirche wurden von da an evangelische Prediger beschäftigt. Nach dem Tod von Bischof Erich 1532 wurde Franz von Waldeck zu seinem Nachfolger gewählt, der dem reformatorischen Streben in der Stadt wiederum ein vorübergehendes Ende bereitete und protestantische Prediger aus der Stadt vertrieb. Hecker durfte bleiben, starb jedoch 1536.

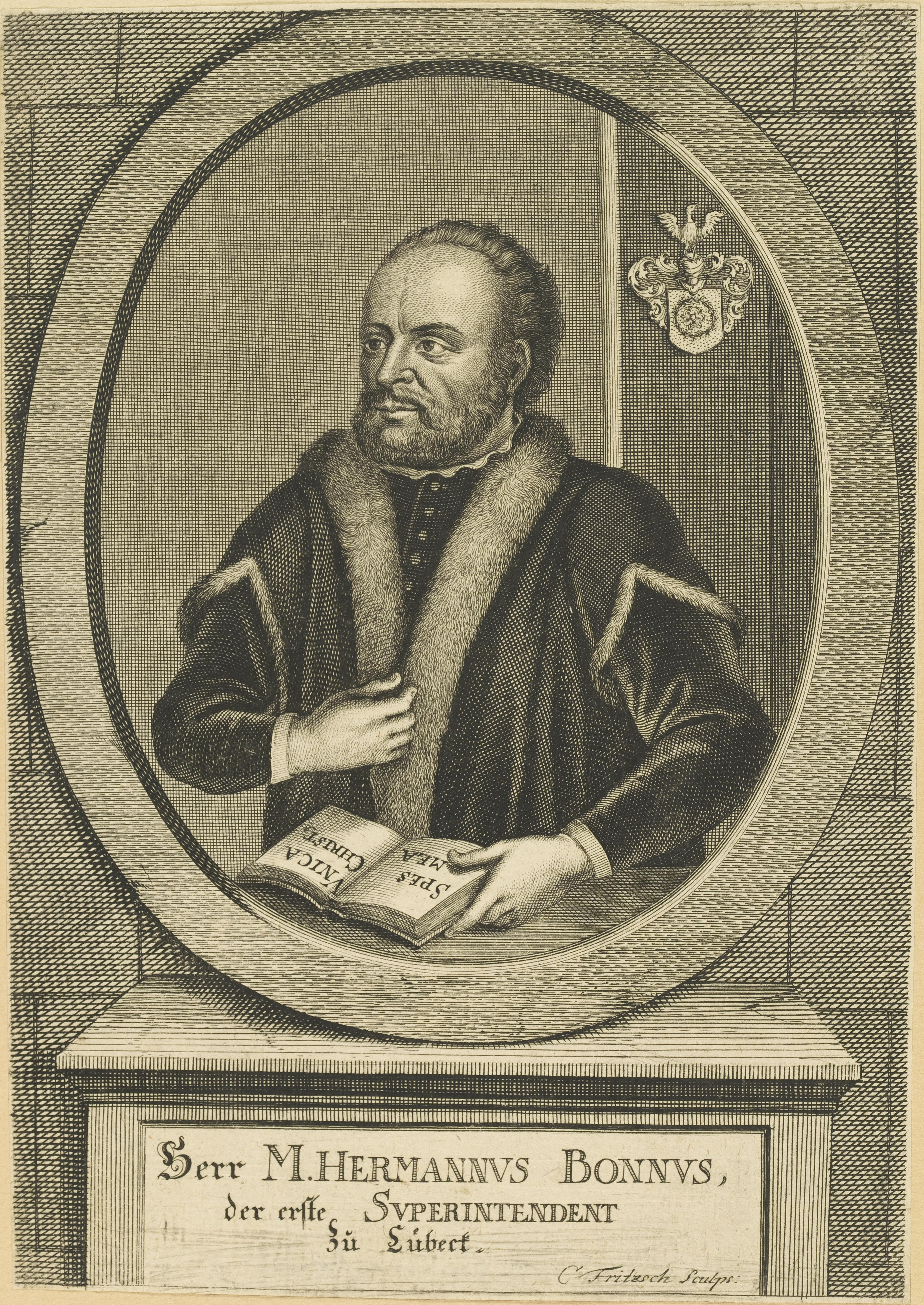
Reformator Hermann Bonnus

Der Bischof, der vor seinem Amtsantritt gelobt hatte, die alte Glaubenslehre zu schützen, und noch 1535 die protestantische Täuferherrschaft in Münster gewaltsam beendete, war jedoch kein überzeugter Gegner der Reformation, sondern handelte wahrscheinlich eher aus politischen Motiven. Ab 1542 sympathisierte er mit dem proreformatorischen Schmalkaldischen Bund. Im selben Jahr genehmigte er dem Osnabrücker Rat, die Reformation durchzuführen, und übereignete der Stadt das Augustiner-, Barfüßer- und Dominikanerkloster. Der Rat bat den aus Quakenbrück stammenden Lübecker Superintendenten Hermann Bonnus nach Osnabrück, der im Januar 1543 eintraf und eine erste evangelische Kirchenordnung für die Stadt verfasste. An St. Marien und St. Katharinen wurden nun auch offiziell evangelische Pfarrer angestellt. Johannes Pollius kehrte nach Osnabrück zurück und wurde Stadtsuperintendent. Nachdem Bonnus auch für das Hochstift eine neue Kirchenordnung verfasst hatte, kehrte er nach Lübeck zurück und starb dort 1548.
Obwohl die Reformation in Osnabrück vergleichsweise behutsam umgesetzt wurde (es wurden beispielsweise die Beichte und die traditionelle Priesterkleidung beibehalten), gab es auch Kritik aus der Bevölkerung, vor allem an der Auflösung der Klöster und dem Umgang mit den Ordensbrüdern. Nach der Zerschlagung des Schmalkaldischen Bundes 1547 und dem Erlass des Augsburger Interim 1548 durch Karl V. musste die Stadt die Klöster schließlich an den Bischof zurückgeben. Trotz der im Augsburger Religionsfrieden 1555 getroffenen Regelung Cuius regio, eius religio, die es dem Landesherrscher, in diesem Fall einem katholischen Bischof, erlaubte, die Konfession seiner Untertanen festzulegen, konnte sich eine Rückkehr zum alten Glauben in der Osnabrücker Bevölkerung nicht durchsetzen.

#### Katastrophenjahre ab 1575
1575 brach erneut die Pest in Osnabrück aus und tötete innerhalb von zweieinhalb Jahren mehrere tausend Menschen. An die Pest schloss sich eine Pockenepidemie an. Eine starke Missernte im Jahr 1579 löste 1580 eine Hungersnot aus. Diesen Ereignissen fielen rund 75 % der damaligen Stadtbevölkerung zum Opfer, die noch aus weniger als 10.000 Menschen bestanden hatte.
Auch in den folgenden Jahrzehnten wütete mehrmals die Pest in der Stadt, so in den Jahren 1597–1599 und 1609. Am 11. März 1613 wurden große Teile der Stadt durch einen Brand zerstört, neben hunderten Häusern auch das Dominikanerkloster, die Marienkirche und die Stadtwaage. Parallel dazu herrschten wirtschaftliche Schwierigkeiten, was auch an dem langsamen Niedergang der Hanse ablesbar ist (1606 wurde der Osnabrücker Johann Domann zum letzten Syndikus der Hanse bestellt). Weil dadurch die Zahl der Armen stieg, kaufte der Stadtrat 1619 den Tecklenburger Hof in der Großen Gildewart und richtete dort ein Armen- und Waisenhaus ein.

#### Hexenverfolgung
In der Frühen Neuzeit wurden in Osnabrück vermeintliche Hexen und Zauberer verfolgt, in Prozessen verurteilt, gefoltert und hingerichtet. Da für die Katastrophen der Jahre ab 1575 auch Hexen verantwortlich gemacht wurden, gelten die folgenden Jahre als Schwerpunkte der Hexenverfolgungen in Osnabrück. Allein in der Regierungszeit des Bürgermeisters Hammacher (1565–1588) wurden 163 Frauen als Hexen hingerichtet, die meisten verbrannt. Unter dem Bürgermeister Pelster fanden gegen Ende des Dreißigjährigen Krieges zwischen 1636 und 1639 mehr als 40 Frauen als Hexen den Tod. Insgesamt wurden 276 Frauen und zwei Männer in Hexenprozessen wegen Zauberei hingerichtet. Der Einsatz des evangelischen Pfarrers von St. Marien und Stadtsuperintendenten Gerhard Grave gegen die vom evangelisch dominierten Stadtrat durchgeführten Hexenprozesse hatte seine spätere Vertreibung aus der Stadt zur Folge. Die Hexenverfolgungen endeten im Zuge der aufkommenden Aufklärung. Am 25. September 2012 sprach der Rat der Stadt Osnabrück eine symbolische Rehabilitation der Opfer der Hexenprozesse aus.

#### Dreißigjähriger Krieg
Im Vorfeld des Ausbruchs des Dreißigjährigen Krieges wurden Westfalen und das Hochstift Osnabrück bereits durch Kriegshandlungen des Niederländischen Unabhängigkeitskrieges gegen die Spanier beeinträchtigt. So wurden ab 1590 mehrmals Orte des Hochstifts von durchziehenden Truppen überfallen und ausgeplündert, Osnabrück selbst hielt jedoch Stand.

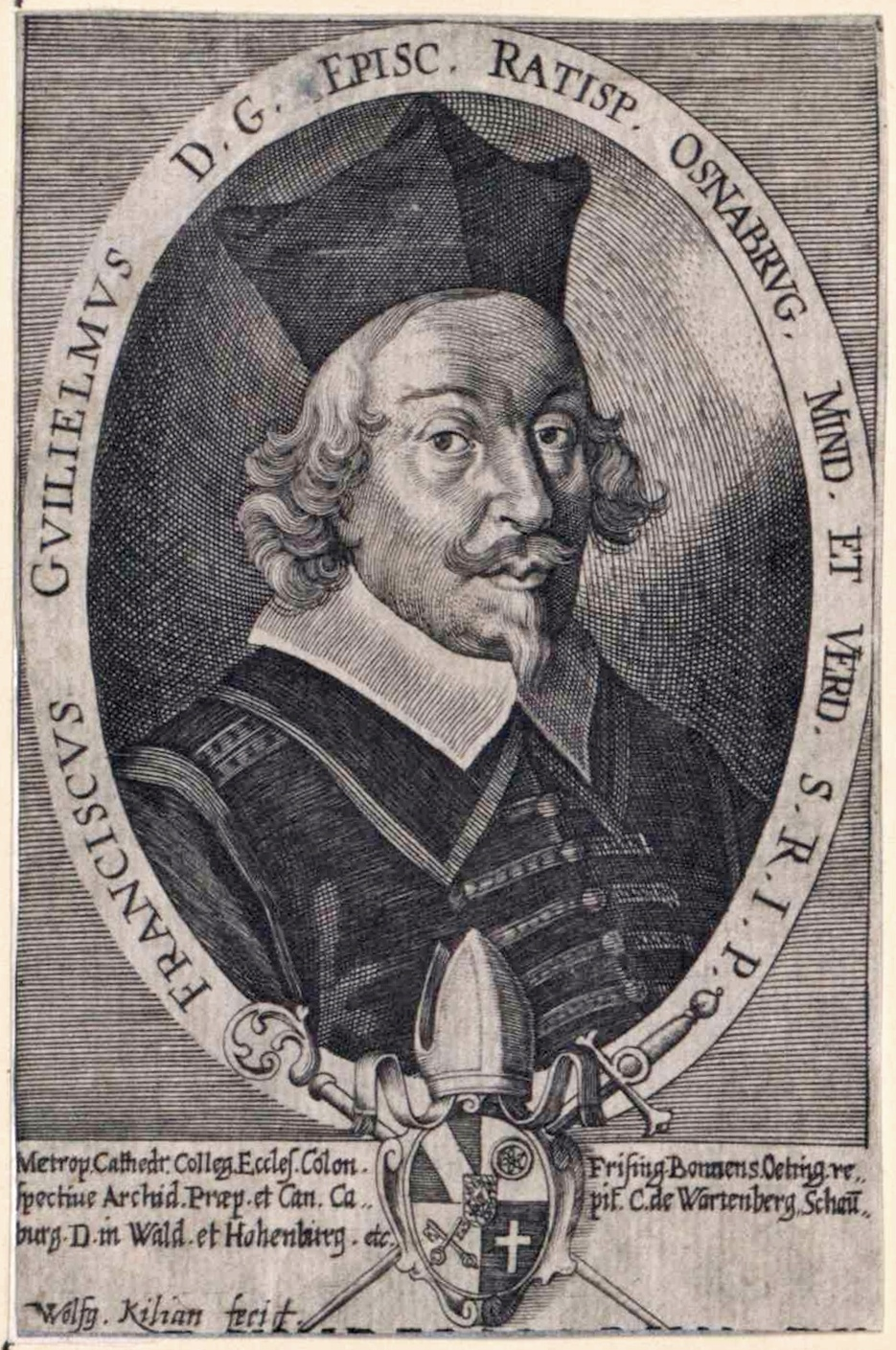
Bischof und Gegenreformator Franz Wilhelm von Wartenberg

Nach Beginn des Dreißigjährigen Krieges rüstete Osnabrück seine Befestigungen weiter auf und stellte eigene Soldaten zur Verteidigung der Stadt ein. Vor allem durch Diplomatie und Geldzahlungen schaffte es Osnabrück in den ersten Kriegsjahren, Drohungen und Besatzungen der Kriegsparteien abzuwenden und somit offiziell neutral zu bleiben. Dies hatte jedoch den Nachteil, dass um 1624 ein Ersuchen der Stadt an den Kaiser, den Titel „Freie Reichsstadt“ führen zu dürfen, abgelehnt wurde. Innerhalb der Stadt wuchsen Konflikte des protestantischen Rates und Bürgertums mit dem Domkapitel und dem amtierenden Bischof Franz Wilhelm von Wartenberg, der auf der Seite der Katholischen Liga stand. Nachdem die katholischen Truppen die protestantischen Dänen unter König Christian IV. stark zurückdrängen konnten, war die Neutralität aufgrund der katholischen Übermacht nicht mehr aufrechtzuerhalten, weshalb sich Osnabrück 1628 kampflos einnehmen ließ. Die Stadt musste anschließend Besatzungstruppen aufnehmen und versorgen, was die Bürger schwer belastete.
Der Bischof nutzte die veränderten Machtverhältnisse, um Osnabrück zu rekatholisieren: er ließ die Klöster wiederaufleben und die evangelischen Prediger mussten ihre Posten und die Stadt verlassen. Die evangelische Ratsschule, die im Nachgang der Reformation als Gegenpol zur katholischen Domschule (Carolinum) gegründet worden war, musste schließen. Kinder durften ausschließlich katholisch getauft werden. Da größere Erfolge bei der Rekatholisierung der Stadtbevölkerung allerdings ausblieben, ließ der Bischof südlich der Stadt die Zitadellenfestung Petersburg errichten, um die Bürger besser überwachen zu können. Bei den Ratswahlen Anfang 1629 intervenierte Franz Wilhelm und sorgte durch Strafandrohung für die Wahl eines mehrheitlich katholischen Stadtrates. Die alten Ratsherren mussten, da sie sich weigerten, die Konfession zu wechseln, ebenfalls die Stadt verlassen. Im gleichen Jahr gründete er im vormaligen Augustinerkloster am Neumarkt eine Jesuitenuniversität, die 1632 eröffnet wurde.

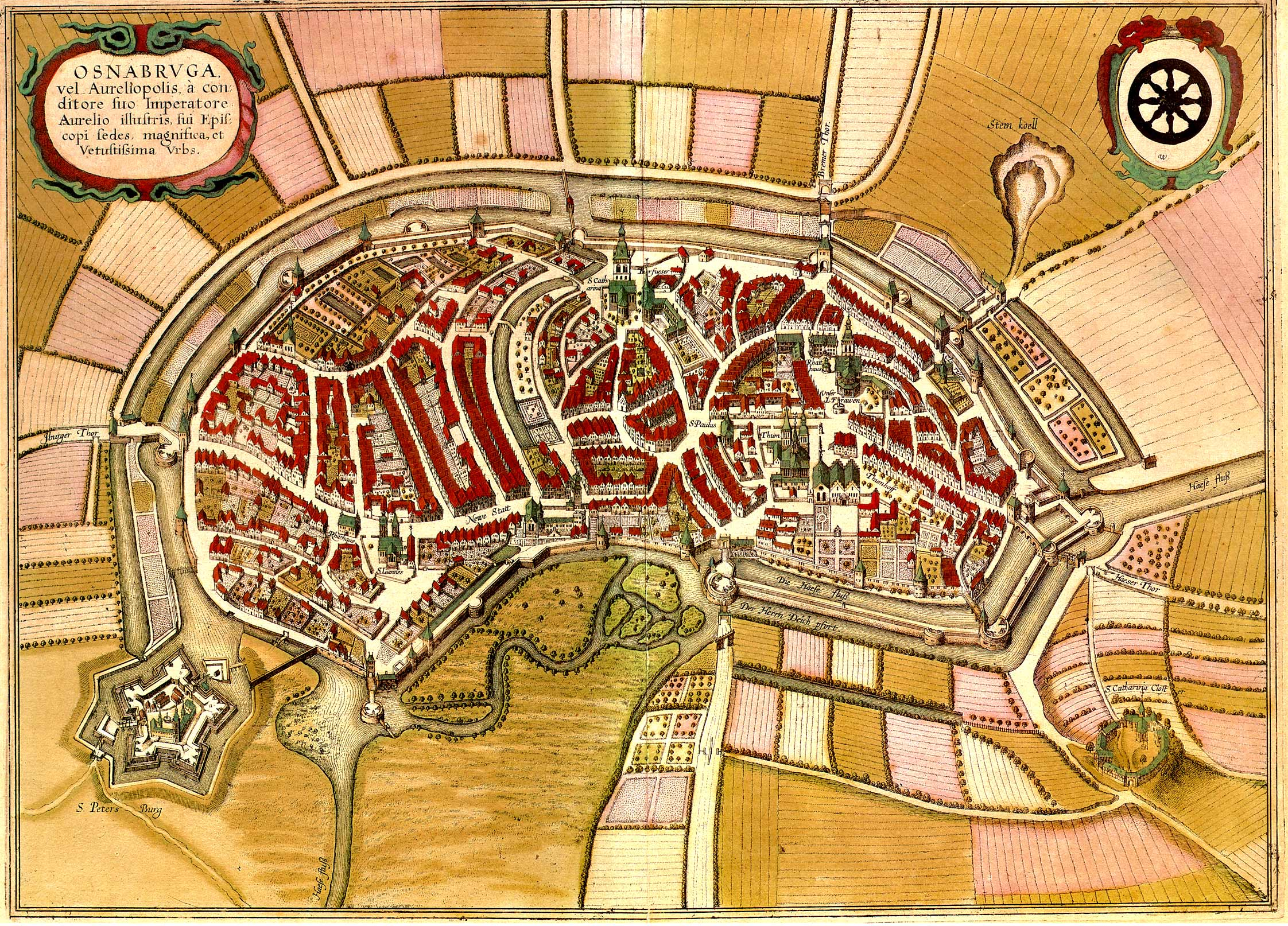
Stadtansicht aus der Vogelperspektive, Blickrichtung West. Wenzel Hollar 1633

Mit dem Kriegseintritt der protestantischen Schweden unter Gustav II. Adolf und ihrem Sieg bei Breitenfeld 1631 änderte sich die Kriegslage. Schwedische Truppen unter Befehl von Georg von Braunschweig-Lüneburg besetzten 1633 kurzzeitig das Stift Osnabrück, was die nun offiziell katholische Stadt und ihre Besatzer in den Alarmzustand versetzte. Nach der Schlacht bei Hessisch Oldendorf zog die geschlagene kaiserliche Armee von Graf von Bronckhorst-Gronsfeld nach Osnabrück und verlangte um Einlass, um sich neu gruppieren zu können, der ihr durch den Bischof auch gewährt wurde. Wenig später kam erneut die Schwedische Armee unter Dodo von Knyphausen und begann den Angriff auf die Stadt. Nach rund zweiwöchiger Belagerung, der die Stadtmauern standhielten, stimmten die zahlenmäßig unterlegenen Besatzer Verhandlungen zu. Am 12. September verließ die Führungsriege die Stadt, Teile der Besatzungstruppen zogen sich auf die Petersburg zurück und die Stadt wurde durch die Schweden eingenommen. Die kaiserlichen Soldaten auf der Petersburg wurden noch einige Wochen belagert und beschossen und kapitulierten schließlich, da sie keine Hilfe von außerhalb erhielten. Die Schweden zogen ab, nachdem die Stadt ihre finanziellen Forderungen erbrachte, ließen aber auch eine Besatzung zurück.
In der Folgezeit wurden die kirchlichen und politischen Verhältnisse aus der Zeit vor der Rekatholisierung weitgehend wiederhergestellt. Als schwedischer Administrator des Hochstifts wurde Gustav Gustavson eingesetzt, Bischof Franz Wilhelm hatte sich nach Köln abgesetzt. Die Jesuitenuniversität wurde wieder aufgelöst. Die kaiserlichen Truppen konnten bis 1636 das Stift Osnabrück zurückerobern, ließen von einem Versuch der Rückeroberung der Stadt jedoch ab. Abgesehen von der fortwährenden Besatzung blieb Osnabrück für den Rest des Krieges vom Kriegsgeschehen weitgehend unberührt.

#### Westfälischer Friede

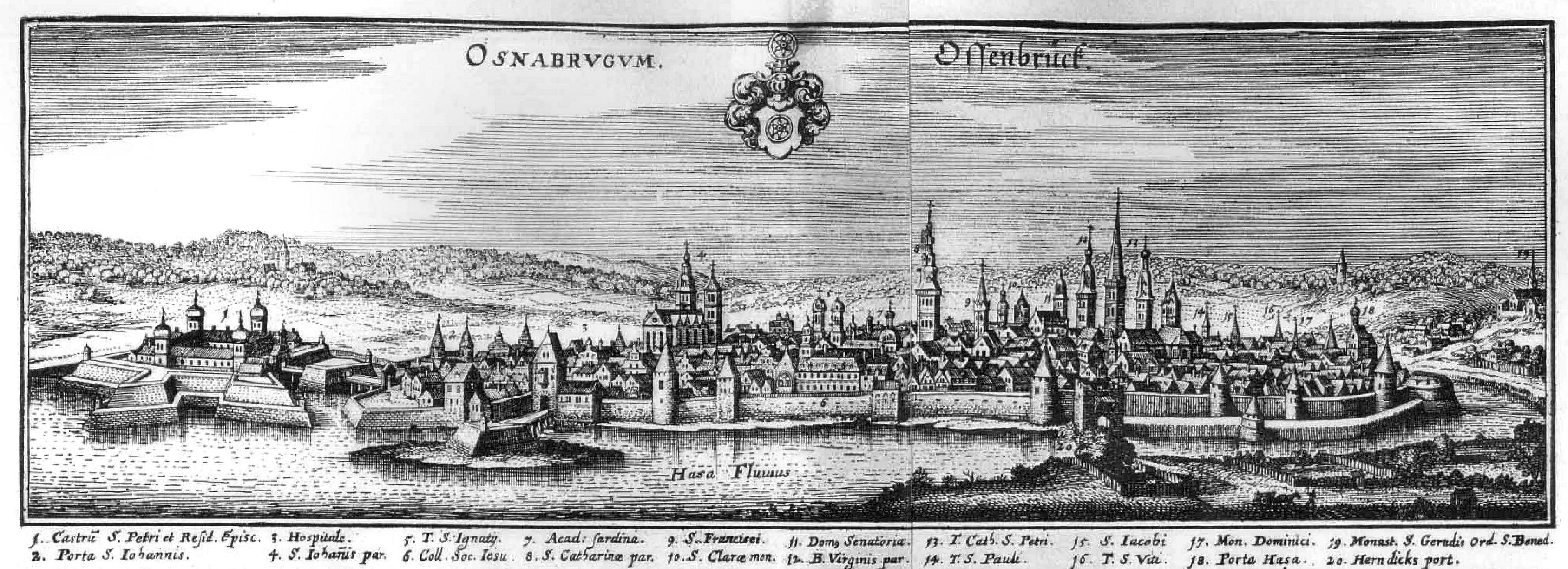
Ansicht Osnabrücks zur Zeit der Friedensverhandlungen, Blickrichtung West. Matthäus Merian 1647

Wohl aufgrund der vergleichsweise geringen Zerstörungen wurden Münster und Osnabrück 1641 in den Hamburger Präliminarien zu den Kongressorten für Friedensverhandlungen bestimmt. Für den Zeitraum der Verhandlungen wurden die beiden Städte und ein sie verbindender Korridor zu neutralem Gebiet erklärt. Dies führte dazu, dass die schwedische Garnison Osnabrück bis zum Verhandlungsbeginn 1643 verlassen musste. Die Gesandten der katholischen Seite residierten in Münster, die protestantischen in Osnabrück. Die Friedensverhandlungen fanden auch im Osnabrücker Rathaus statt. Die Anwesenheit der Gesandten brachte es unter anderem mit sich, dass in der Stadt erstmals eine Straßenreinigung eingeführt wurde. Ein erneuter Versuch der Erlangung der Reichsunmittelbarkeit scheiterte, stattdessen erreichte man 1647 die Erlaubnis zur Schleifung der Petersburg, die zeitnah umgesetzt wurde.
Im August 1648 konnte der Friedensvertrag von Osnabrück (Pacis Osnabrugensis, IPO) verabschiedet werden, der den Friedensschluss zwischen dem deutschen Kaiser und Schweden beinhaltete. Nachdem der Westfälische Friede am 24. Oktober 1648 in Münster unterzeichnet worden war, wurde er einen Tag später von der Osnabrücker Rathaustreppe den Menschen verkündet.

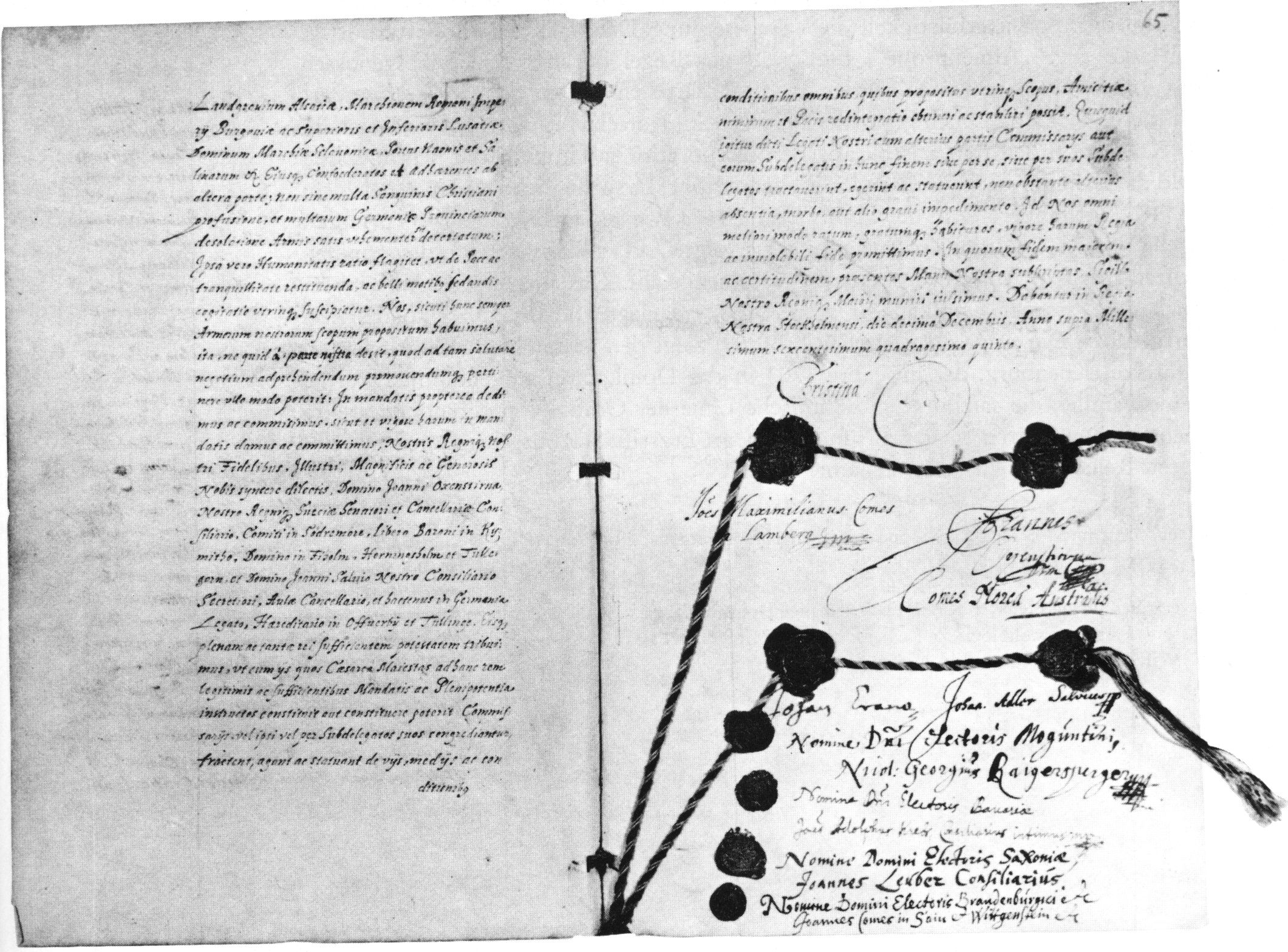
Friedensvertrag von Osnabrück, Kopie von 1649
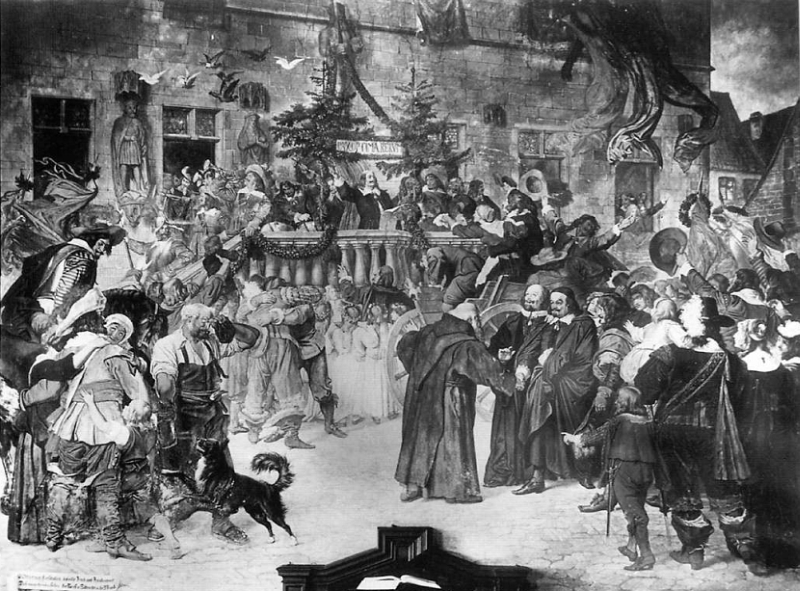
Verkündung des Westfälischen Friedens von der Treppe des Osnabrücker Rathauses am 25. Oktober 1648
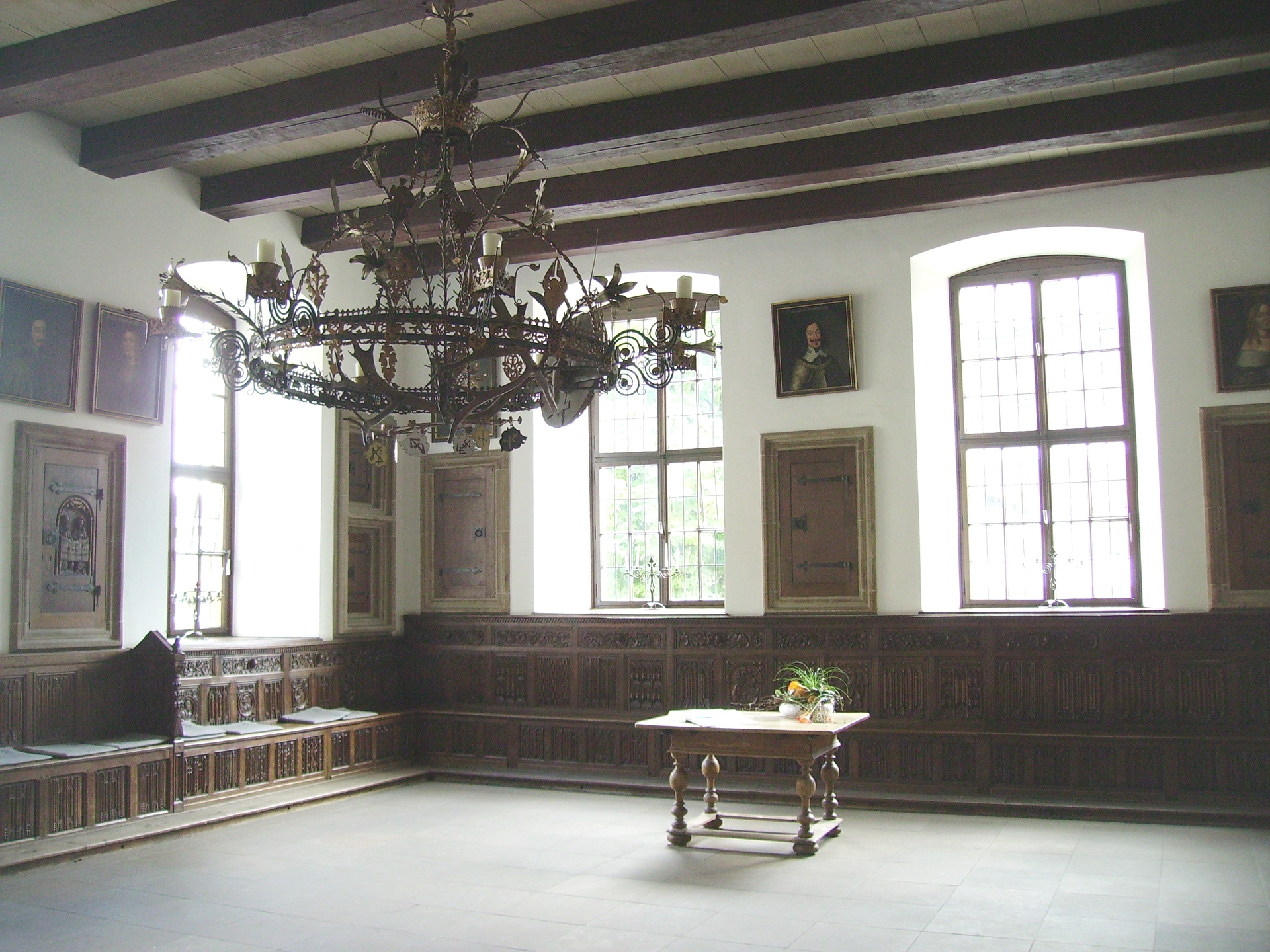
Friedenssaal im Osnabrücker Rathaus

### 1648 bis 1800

#### Fürstbischöfe mit wechselnder Konfession
Nach dem Friedensschluss von 1648 wurde zur Klärung der kirchlichen und weltlichen Verhältnisse das Jahr 1624 als „Normaljahr“ festgelegt. Da in diesem Jahr das Hochstift Osnabrück weder klar katholisch, noch klar protestantisch war, wurde auf dem Nürnberger Exekutionstag 1650 die sogenannte „Immerwährende Kapitulation“ (Capitulatio Perpetua Osnabrugensis)
als Sonderregelung beschlossen. Demnach wechselten sich von nun an katholische und evangelische Fürstbischöfe mit der Herrschaft über das Hochstift ab (alternative Sukzession). Die katholischen Bischöfe wurden dabei wie bisher vom Domkapitel gewählt, die evangelischen Landesherren kamen aus dem Herzogtum Braunschweig-Lüneburg. Die Konfessionszugehörigkeit der Untertanen blieb davon unberührt. Das Hochstift Osnabrück wurde damit der erste konfessionell-paritätische Staat auf dem Gebiet des heutigen Deutschlands.

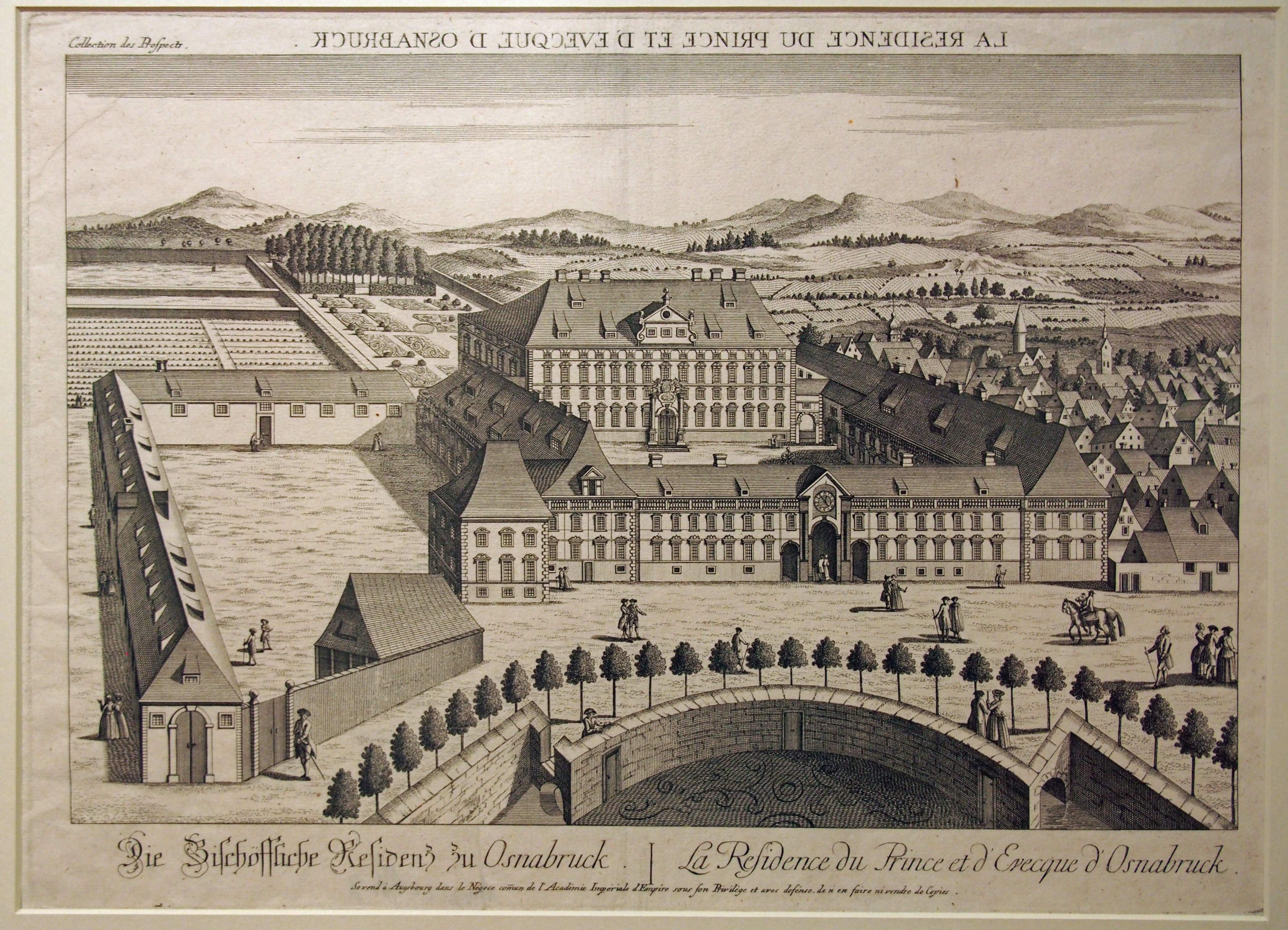
Schloss Osnabrück als Fürstbischöfliche Residenz

Mit dem Tod Bischof Franz Wilhelms 1661 wurde Ernst August I. von Braunschweig-Lüneburg, jüngster Sohn von Georg von Braunschweig-Lüneburg, zum neuen Fürstbischof. Er residierte zunächst, wie seine Vorgänger, im Iburger Schloss. Da dieses jedoch seinen Ansprüchen an Komfort und Sicherheit nicht gerecht wurde, beschloss er seinen Umzug nach Osnabrück. In der Stadt fand sich ebenfalls kein repräsentatives Gebäude, sodass Ernst August ein Grundstück am Neuen Graben erwarb und dort ab 1667 das Schloss Osnabrück im Stil des Barock als neue Residenz errichten ließ. Noch vor der endgültigen Fertigstellung des Schlosses samt seiner Nebengebäude und seines Gartens verließ Ernst August mit seiner Familie die Stadt 1679 wieder, um die Nachfolge im Fürstentum Calenberg anzutreten.
Am 29. Mai 1669 nahm Osnabrück als eine von neun Städten am letzten Hansetag in Lübeck teil, wobei der Städtebund zwar nicht offiziell aufgelöst wurde, danach aber auch nicht mehr in Erscheinung trat. Ernst Augusts katholischer Nachfolger als Fürstbischof, Karl III. Joseph von Lothringen, bewohnte ebenfalls das Osnabrücker Schloss. Er ließ 1714 die erste Chaussee des Hochstifts nach Bad Iburg anlegen (die heutige Bundesstraße 51), schaffte es aber in der kurzen Amtszeit (1698–1715) vor seinem Tod trotz guter Kontakte in seine Geburtsstadt Wien nicht, die Politik der Stadt nachhaltig zugunsten der Katholiken zu prägen.
Als zweiter evangelischer Fürstbischof des Hochstifts wurde 1715 Ernst August II. von Hannover, jüngster Sohn Ernst Augusts I., gewählt. Er ließ das Schloss weiter ausbauen und versuchte, nach der Theorie des Merkantilismus, die wirtschaftliche Entwicklung der Stadt durch den Bau neuer Produktionsstätten zu fördern. 1727 gab er den Bau eines Lustschlosses vor den Toren der Stadt in Auftrag, das den Namen Augustenburg tragen sollte. Hieran erinnert die heutige Augustenburger Straße im Stadtteil Weststadt. Am 22. Juni 1727 starb der amtierende britische König Georg I., der Bruder von Ernst August II., auf der Reise von England nach Hannover im Osnabrücker Schloss.
Nachfolger von Ernst August II. wurde 1728 Clemens August von Bayern, der gleichzeitig Erzbischof von Köln war und viele weitere Hochstifte regierte. Da er hauptsächlich in Bonn residierte, bildete Ferdinand von Kerssenbrock seinen Vertreter vor Ort, der auf der Eversburg wohnte.
Ende 1715 erhielt der Organist, Kapellmeister und Komponist Paul Ignaz Liechtenauer eine Anstellung am Dom zu Osnabrück, die er bis zu seinem Tod 1756 behielt.

#### Siebenjähriger Krieg

Karte von Osnabrück (um 1780)

In Clemens Augusts Amtszeit fiel der Beginn des Siebenjährigen Krieges. Im Verlauf des Krieges musste Osnabrück mehrmals Truppen beider Kriegsparteien beherbergen und bewirten sowie hohe Geldzahlungen leisten und hatte unter Plünderungen der Soldaten zu leiden, was mit der Zeit zu hoher Verschuldung und Verarmung der Stadt und ihrer Bewohner führte. Als nachteilig für die Stadt stellte sich dabei die Tatsache heraus, dass ein katholischer Fürstbischof eine nach wie vor mehrheitlich evangelisch geprägte Bevölkerung regierte, weshalb beide Kriegsparteien sie als feindlich betrachteten. Außerdem hätte sich die Stadtbevölkerung deutlich schlechter gegen Angriffe und Belagerungen zur Wehr setzen können als noch im Dreißigjährigen Krieg, da die Stadtbefestigung nach dem Friedensschluss von 1648 nicht mehr gepflegt worden und teils verfallen war. Die Stadttore wurden deshalb bei heranziehenden Truppen nicht mehr geschlossen und die Stadt konnte stets kampflos besetzt werden. Im Vorfeld der Schlacht bei Minden sammelte im Juli 1759 Herzog Ferdinand von Braunschweig-Wolfenbüttel, Oberbefehlshaber der alliierten hannoverschen, britischen und preußischen Truppen, seine Verbände in und um Osnabrück. Erst nach dem Tod Clemens Augusts im Februar 1761 stand Osnabrück offiziell auf der Seite der Alliierten, wurde danach bis zum Kriegsende 1763 aber noch dreimal von französischen Truppen überfallen.

#### Die Verdienste Justus Mösers

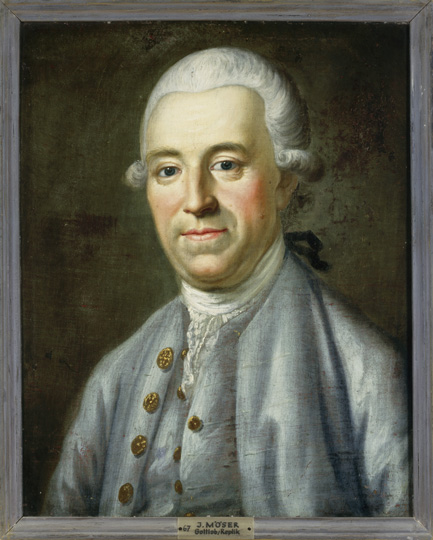
Justus Möser 1777

Zum Nachfolger Clemens Augusts und damit zum letzten Fürstbischof von Osnabrück wurde im Februar 1764 der erst sechs Monate alte Friedrich August, Herzog von York und Albany, zweiter Sohn des britischen Königs Georg III., gewählt. Da ein so junges Kind freilich noch keine Amtsgeschäfte führen kann, beauftragte Georg III. zwei Mitglieder der Adelsgeschlechter Von Lenthe und Von dem Bussche mit der Vertretung seines Sohnes und stellte ihnen den erfahrenen Osnabrücker Juristen Justus Möser (1720–1794) zur Seite. Da sich die beiden Geheimräte mit der Regierung des Hochstifts nicht auskannten, führte de facto Möser die meisten Amtsgeschäfte. Trotz seiner guten Kontakte zum englischen Hof wurde Möser die Regierung jedoch nicht offiziell übertragen, da er nicht adelig war.
Neben verschiedenen Ämtern betätigte sich Möser als Historiker und Schriftsteller und veröffentlichte 1768 die Osnabrückische Geschichte, eine erste Abfassung über die Geschichte und Rechtsbeschaffenheit der Stadt und des Hochstifts. Außerdem gab er ab 1766 die Osnabrückischen Intelligenz-Blätter heraus, eine wöchentlich erscheinende Zeitung mit behördlichen und privaten Anzeigen sowie einem von Möser selbst verfassten Aufsatzteil, in dem er u. a. Regionales über Wirtschaft, Politik, Kultur und das Alltagsleben der damaligen Menschen schrieb. Zu den Lesern zählte Johann Wolfgang von Goethe. Eine Sammlung der Aufsätze erschien 1774 unter dem Namen Patriotische Phantasien.
1783 übernahm offiziell Friedrich August die Regierung des Hochstifts, setzte jedoch einen Geheimen Rat zur Führung der Amtsgeschäfte ein, dem Möser als Geheimer Justizrat angehörte. In diese Zeit fällt der Bau der Fürstbischöflichen Kanzlei neben dem Dom als Regierungsgebäude. Der Leinenhandel der Stadt, der seit dem Beginn der Frühen Neuzeit unter nachlassender Qualität und schlechter Wirtschaftslage gelitten hatte, lebte aufgrund einer Verschärfung der Leggeregeln und der Erschließung der neu gegründeten Vereinigten Staaten als neuem Absatzmarkt wieder auf. Dabei wurde sich auch an Empfehlungen aus Mösers Aufsätzen orientiert. Der wirtschaftliche Aufschwung, der auch andere Wirtschaftsbereiche umfasste, bescherte der Stadt zum Ende des 18. Jahrhunderts bescheidenen Reichtum. Indirekt profitierte man dabei im Rahmen des sogenannten „Dreieckshandels“ vom atlantischen Sklavenhandel.

### 1800 bis 1945
Mit der Säkularisation kirchlicher Besitztümer durch den Reichsdeputationshauptschluss von 1803 und dem Übergang des Hochstifts zum Fürstentum Osnabrück kam auch die Stadt an das Kurfürstentum Hannover, wurde jedoch 1803 von französischen Truppen besetzt. Im Jahr 1805 wurde das letzte Mal städtisches Kupferkleingeld (1 Heller, 1-, 1½-, 2- und 3-Pfennigstücke) geprägt. 1806 gehörte Osnabrück für kurze Zeit zu Preußen. 1807 kam die Stadt an das vom französischen Kaiser Napoleon geschaffene Königreich Westphalen und am 10. Dezember 1810 zum Kaiserreich Frankreich. Als eines von vier Hanseatischen Departements war Osnabrück von 1811 bis 1813 der Sitz des Departement der Oberen Ems, in dem alle vorher trennenden Landesgrenzen aufgehoben wurden und das bis ca. 30 km nach Süden sowie bis über 50 km nach Norden, Westen und Osten reichte. Nach der Abdankung Napoleon Bonapartes im Frühjahr 1814 fiel der überwiegende Teil des Ober-Ems-Departements an das im Zuge des Wiener Kongresses im Oktober 1814 geschaffene Königreich Hannover. Danach setzte eine „Entwestfalisierung“ in Osnabrück und Umland ein (siehe Geschichte Westfalens). Die westfälische Prägung Osnabrücks ist jedoch immer noch an dem von der einheimischen Bevölkerung gesprochenen Standarddeutsch, an der Architektur in und um Osnabrück sowie der regionalen Küche (siehe Westfälische Küche) deutlich zu erkennen. Etwa 400 Osnabrücker Soldaten nahmen am 18. Juni 1815 an der Schlacht bei Waterloo teil, die Napoleons Herrschaft der Hundert Tage beendete. Zu Ehren dieser Krieger stiftete Gerhard Friedrich von Gülich das 1817 errichtete Waterloo-Tor am Heger Tor, ein Triumphtor mit der Inschrift: „Den Osnabrückischen Kriegern die bei Waterloo den 18. Juni 1815 deutschen Muth bewiesen widmet dieses Denkmal G. F. v. Gülich D.R.D.“ (sic).
1843 wurde das sogenannte Festungsgebot aufgehoben, das es zuvor verboten hatte, außerhalb der Osnabrücker Stadtbefestigung Gebäude zu errichten. Die Stadtmauern als Mittel zur Verteidigung gegenüber Angreifern waren aufgrund der Entwicklung moderner Feuerwaffen nutzlos geworden und wurden geschleift. Im Zuge des Bevölkerungswachstums und der Industrialisierung führte dies in den kommenden Jahrzehnten zu einer starken räumlichen Ausdehnung der Stadt in alle Richtungen. Entlang der ehemaligen Befestigung wurde ein Boulevard angelegt, die heute als Wallring bezeichnete Ringstraße um die Innenstadt. Von den Stadtmauern sind lediglich Reste vorhanden, darunter mehrere Wehrtürme und der Herrenteichswall.
Mit der Eröffnung der Hannoverschen Westbahn am 21. November 1855 in Richtung Hannover und am 19. Juni 1856 in Richtung Rheine wurde Osnabrück an das Netz der Eisenbahn angeschlossen. An dieser Bahnstrecke lag mit dem Hannoverschen Bahnhof der erste Personen- und Güterbahnhof der Stadt, welcher als Baudenkmal noch heute erhalten ist. Mit der Inbetriebnahme der Hamburg-Venloer Bahn am 1. September in Richtung Münster und am 15. Mai 1873 in Richtung Hemelingen wurde mit dem Bremer Bahnhof am Klushügel ein weiterer Bahnhof eingerichtet. Der Abstand der Bahnhöfe untereinander verkomplizierte den Umstieg, sowie der Bau der Oldenburger Südbahn und des Haller Willem brachten die beiden Bahnhöfe an ihre Kapazitätsgrenzen. 1895 wurde durch Kaiser Wilhelm II. der neue Centralbahnhof als Turmbahnhof am Kreuzungspunkt der Bahnstrecken eingeweiht.
1860 wurde die Osnabrücker Aktien-Bierbrauerei am Westerberg gegründet, die bis 1987 Getränke produzierte und 1992 abgerissen wurde. Anfang der 1870er Jahre nahm das Osnabrücker Stahlwerk seinen Betrieb auf, welches bis 1989 existierte.
Als Folge des Deutschen Krieges 1866 ging das Königreich Hannover und damit auch Osnabrück in der preußischen Provinz Hannover auf. Von 1880 bis zum Ende des Deutschen Kaiserreiches 1918 erhielt Osnabrück Repräsentation im Preußischen Herrenhaus durch den jeweiligen Oberbürgermeister. Als erstes öffentliches Badehaus in Osnabrück wurde 1883 das Pottgrabenbad eröffnet. Nach der Schließung des Schwimmbads 1998 wurde es zur Diskothek Alando umgebaut. Die Stadt wurde 1885 zu einem Stadtkreis im neu gegründeten Regierungsbezirk Osnabrück und ist bis heute Kreisstadt des ebenfalls 1885 geschaffenen Landkreises Osnabrück. Osnabrück war Sitz des Regierungsbezirks, der 1978 im Regierungsbezirk Weser-Ems aufging.
Aus den beiden Freizeitmannschaften Antipodia Osnabrück und Minerva Osnabrück wurde am 17. April 1899 der FC 1899 Osnabrück gegründet, aus dem später der VfL Osnabrück hervorging, welcher der größte und bedeutendste Sportverein für die gesamte Region ist. Im selben Jahr wurde das Vereinshaus am Kollegienwall eröffnet, das heute auch als Alte Stadthalle bekannt ist und im Zweiten Weltkrieg vollständig zerstört wurde. 1905 wurde die Osnabrücker Synagoge in der Rolandstraße gebaut. 1906 nahm die Straßenbahn mit anfangs zwei Linien ihren Betrieb auf. 1916 lief das erste Schiff vom Mittellandkanal kommend über den Stichkanal Osnabrück in den neu gebauten Stadthafen ein, damit war Osnabrück auch an das Wasserstraßennetz angeschlossen.
1930 richtete Osnabrück den 22. Niedersachsentag des Niedersächsischen Heimatbundes aus. Der Kaufmann Herbert Eklöh eröffnete am Jürgensort 6/8 in der Osnabrücker Innenstadt im Jahr 1938 den ersten SB-Supermarkt in Deutschland.

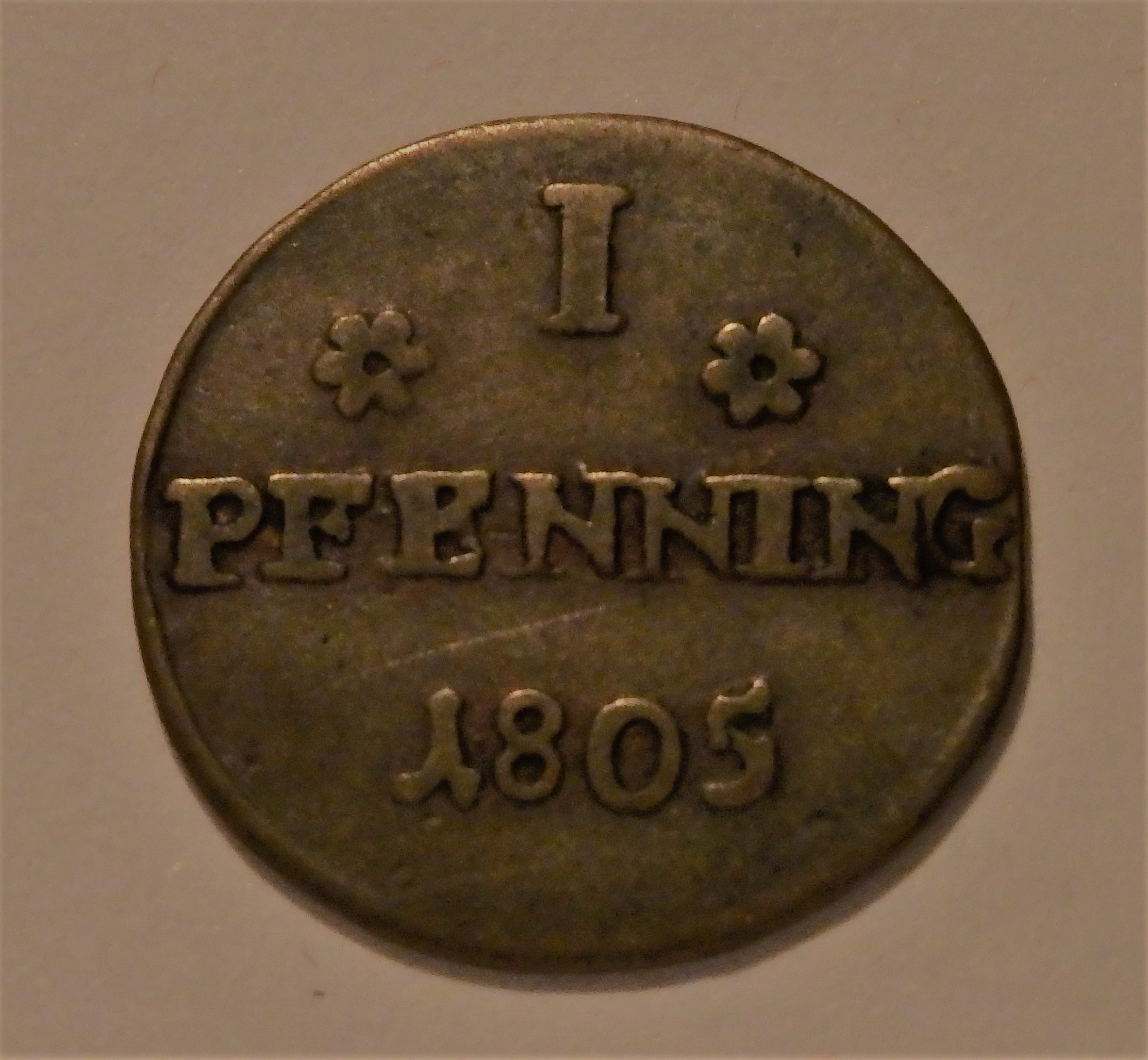
Osnabrücker Pfenning von 1805, Wertseite
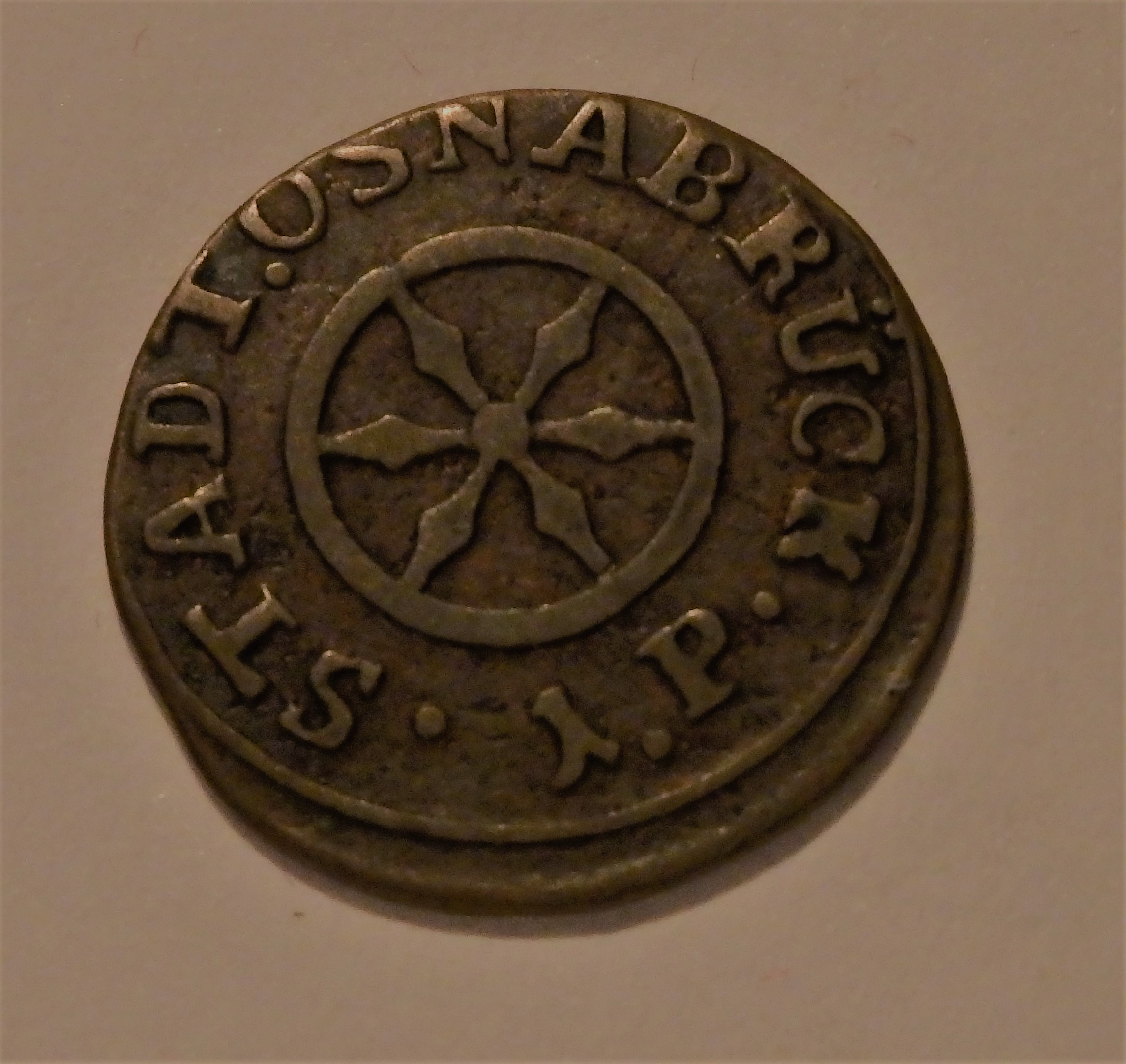
Osnabrücker Pfenning von 1805, Wappenseite
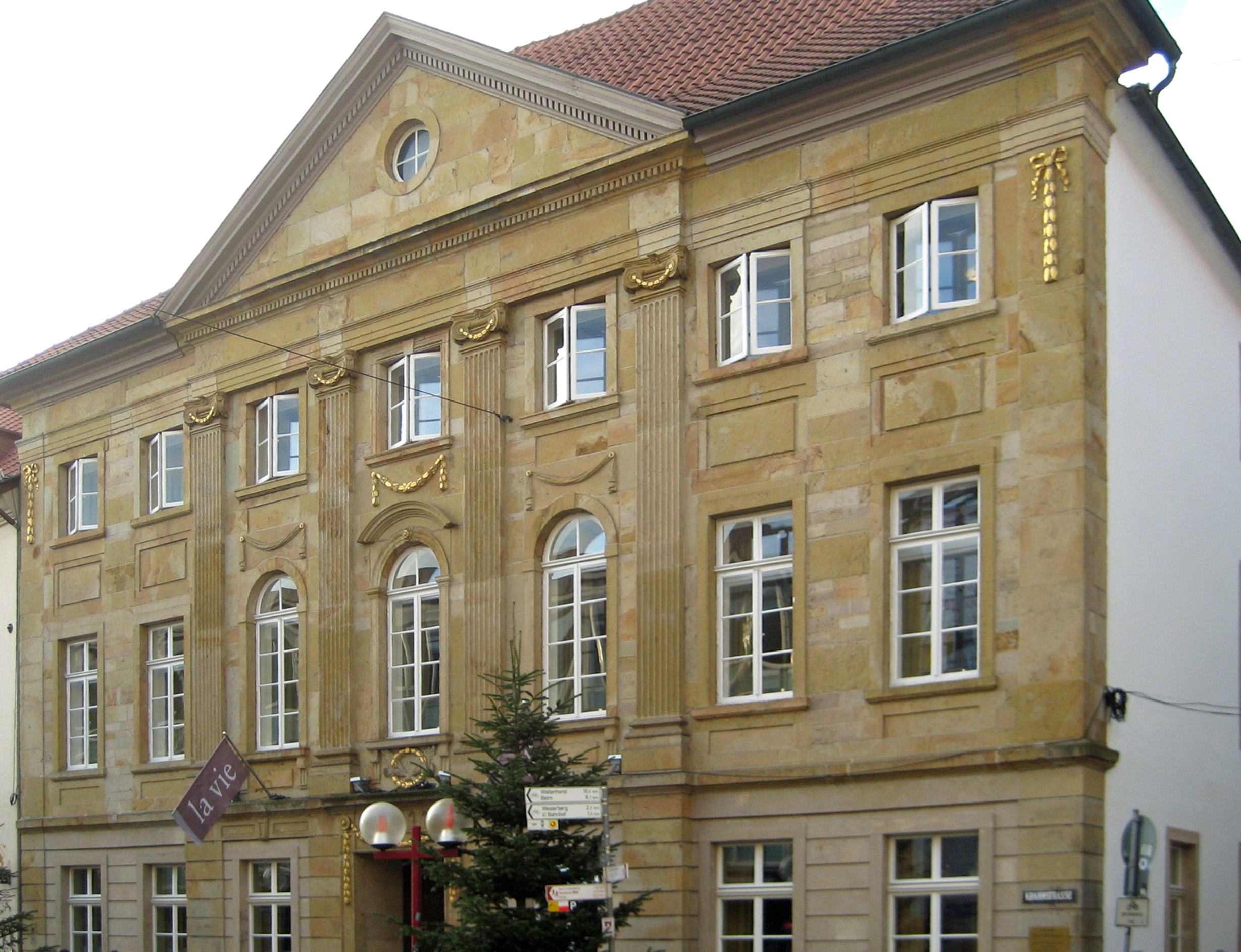
Das 1813/14 erbaute Haus Tenge
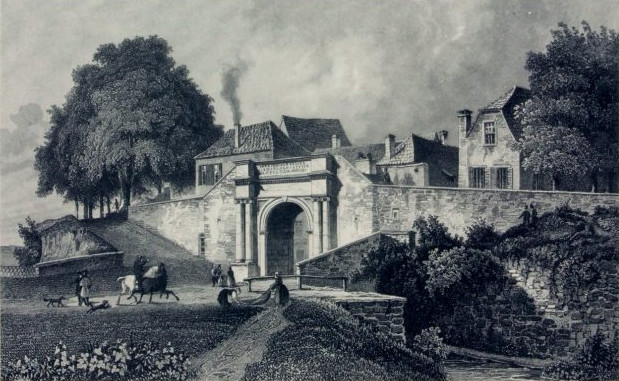
Waterloo-Tor (Stahlstich von 1850)
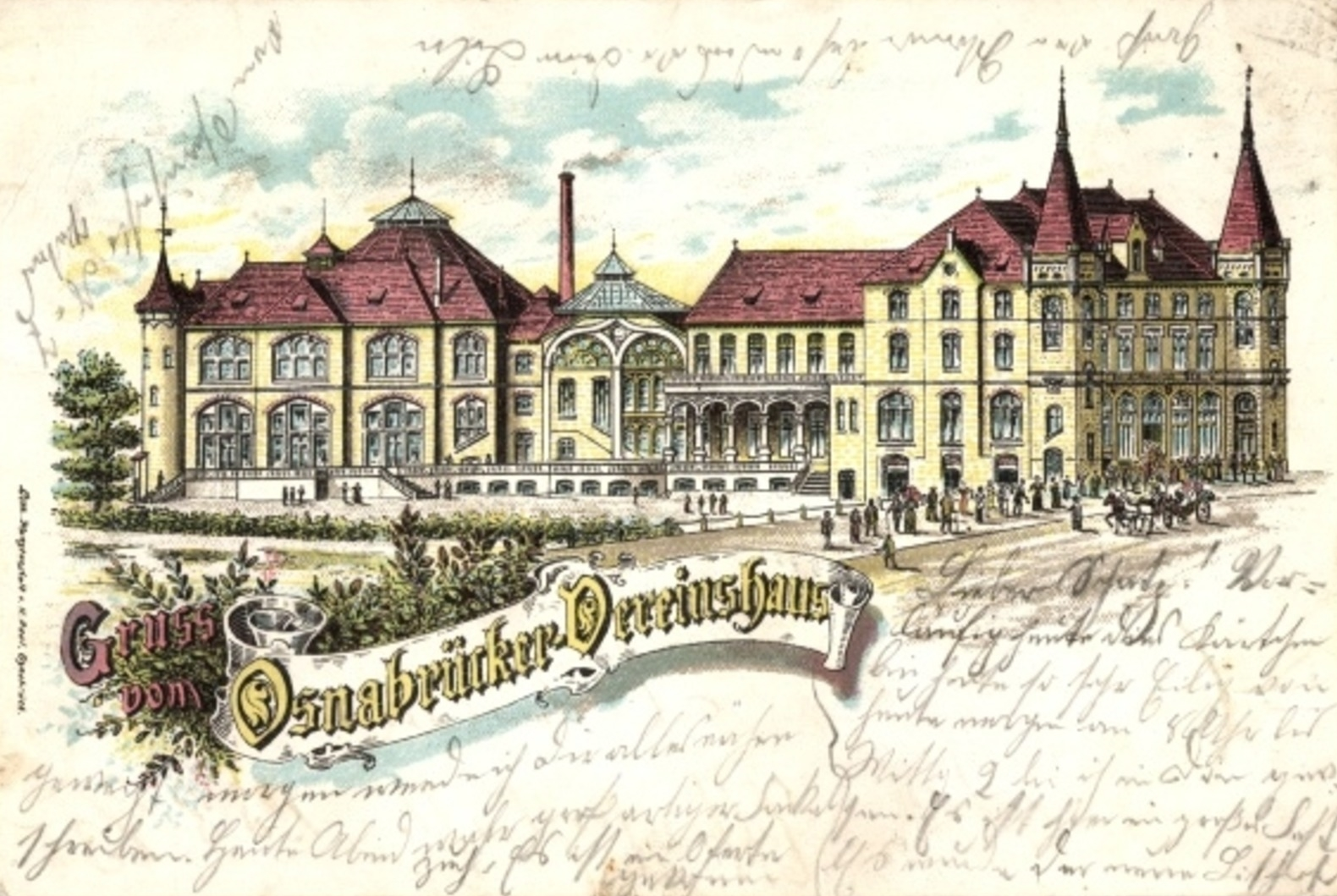
Osnabrücker Vereinshaus, Ansichtskarte von 1899
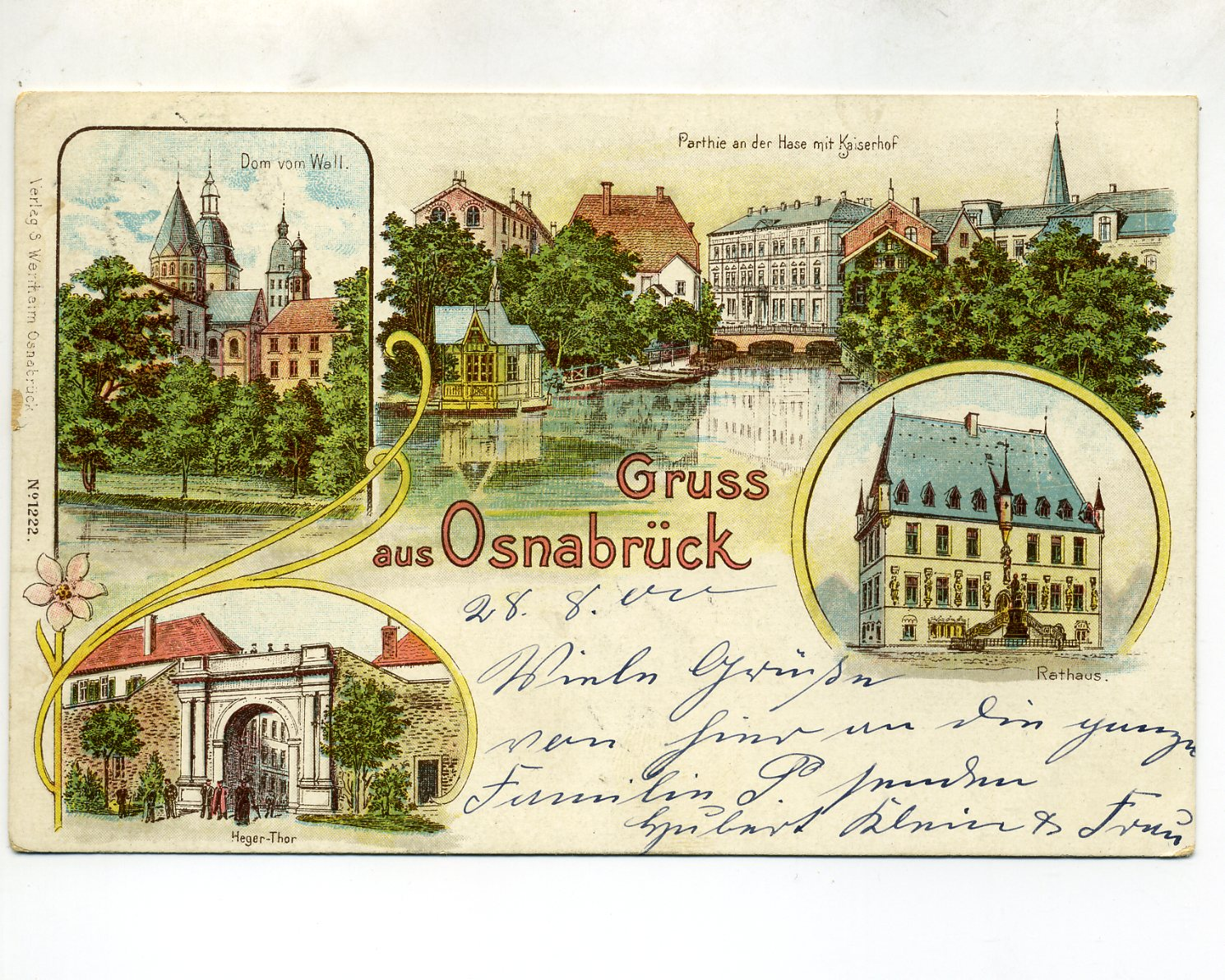
Gruß aus Osnabrück – Ansichtskarte von 1900

#### Nationalsozialismus

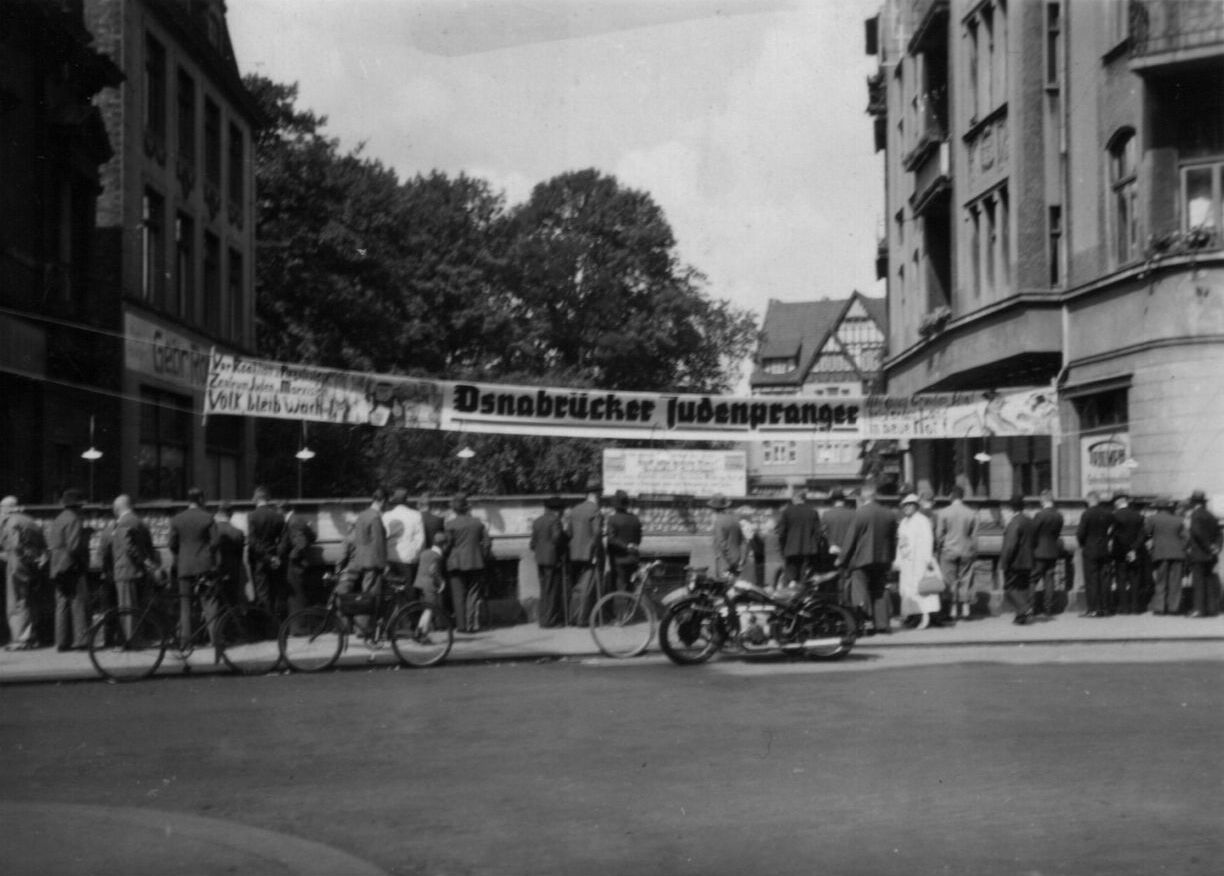
„Osnabrücker Judenpranger“ an der Georgstraße als antisemitische Propaganda, September 1934

Eine Ortsgruppe der NSDAP bestand schon seit Mitte der 1920er Jahre. Den ersten Sitz im Stadtrat konnte sie 1928 mit Otto Marxer besetzten. Von 1932 bis 1945 war die Partei in der Villa Schlikker am Heger-Tor-Wall ansässig. Das Gebäude war der NSDAP von dem vorherigen Besitzer zur Verfügung gestellt worden. Offiziell hieß das Gebäude zu dieser Zeit „Adolf-Hitler-Haus“, wurde im Volksmund jedoch „Braunes Haus“ genannt. Nach der Machtergreifung der NSDAP im Januar 1933 hielt auch in Osnabrück vermehrt der Nationalsozialismus Einzug, was mit einer antijüdischen Haltung einherging und zur Verfolgung der Osnabrücker Juden führte.
Am Abend der Landtagswahl in Preußen am 5. März 1933 wurde durch die Nationalsozialisten auf dem Neumarkt eine Verbrennung von Flaggen durchgeführt. Die verbrannten Flaggen, welche aus dem Schinkel und Sonnenhügel hergeholt wurden, stammten von der demokratischen Linken und galten als Symbole der Weimarer Republik.
Am 11. März besetzte die Osnabrücker SS kurzzeitig das Gewerkschaftshaus am Kollegienwall. Bei der Besetzung wurde eine Tafel mit der Beschriftung „SS–Heim“ über dem Eingang angebracht. Kurz darauf wurde das Gebäude der Polizei übergeben, jedoch einige Tage später erneut durch die SS besetzt, als SPD-Mitglieder die Hakenkreuzfahne auf dem Dach entfernten und in die Hase warfen. Am 2. Mai 1933 wurde, wie auch an anderen Orten im Deutschen Reich, das Gewerkschaftshaus endgültig besetzt und die Gewerkschaftsfunktionäre in Schutzhaft genommen. Auch die Osnabrücker Sozialdemokratin Alwine Wellmann wurde verhaftet. Einer der anwesenden SS-Männer war der spätere Kriegsverbrecher Gustav Sorge.
Der Chefredakteur der sozialdemokratisch geprägten Osnabrücker Tageszeitung Freie Presse, Josef Burgdorf, wurde am 1. April 1933 durch die SA verhaftet, misshandelt und mit Schlägen und Tritten durch die Große Straße getrieben. Während dieses Spießrutenlaufs musste er ein Schild mit der Aufschrift: „Ich bin Ilex“ tragen. Unter dem Pseudonym Ilex (Stechpalme) hatte er vor der Machtergreifung Zeitungsartikel veröffentlicht, welche gegen die NSDAP gerichtet waren.
Das 1910 in der Osnabrücker Innenstadt (Große Straße 34) eröffnete Kaufhaus Alsberg war in der Bevölkerung sehr geschätzt – auch für die Mode der Goldenen Zwanziger Jahre. Da die Inhaber Juden waren, wurde es 1935 zwangsweise verkauft und seitdem als Modehaus Lengermann und Trieschmann betrieben. Auch andere Osnabrücker Geschäfte, wie das Modegeschäft Samson David im Haus Tenge, mussten im Rahmen der Arisierung geschlossen oder verkauft werden. In der Zeit davor wurden Kunden, die noch zum Einkauf kamen, fotografiert und durch öffentlichen Aushang angeprangert. Den sogenannten „Judenpranger“ betrieb federführend der Uhrmacher und NSDAP-Ortsgruppenleiter Erwin Kolkmeyer neben seinem Juweliergeschäft an der Georgstraße.
Die lokale Abteilung der Geheimen Staatspolizei war im Osnabrücker Schloss ansässig. Im sogenannten Gestapokeller unter dem Schloss wurden Personen inhaftiert und teilweise gefoltert. Während der Novemberpogrome 1938 wurde die Synagoge in der Rolandstraße in Brand gesetzt und noch am selben Tag der Abriss verfügt.
Die Juden der Stadt mussten ab 1941 den gelben Judenstern tragen. Am 13. Dezember 1941 fand die erste Deportation von Osnabrücker Juden statt, in der 34 Juden aus der Stadt und 477 weitere aus der Region nach Riga geschafft wurden. Vorher waren sie in der Turnhalle der Pottgrabenschule zusammengetrieben und am Güterbahnhof in Waggons verladen wurden. Die zweite Deportation wurde im Juli 1942 ins KZ Theresienstadt durchgeführt. Die Dritte und letzte der Osnabrücker Deportationen erfolgte am 1. März 1943 direkt ins KZ Auschwitz-Birkenau. Mit diesem Transport wurde auch das letzte Judenhaus in der Kommenderiestraße aufgelöst.

#### Luftangriffe im Zweiten Weltkrieg

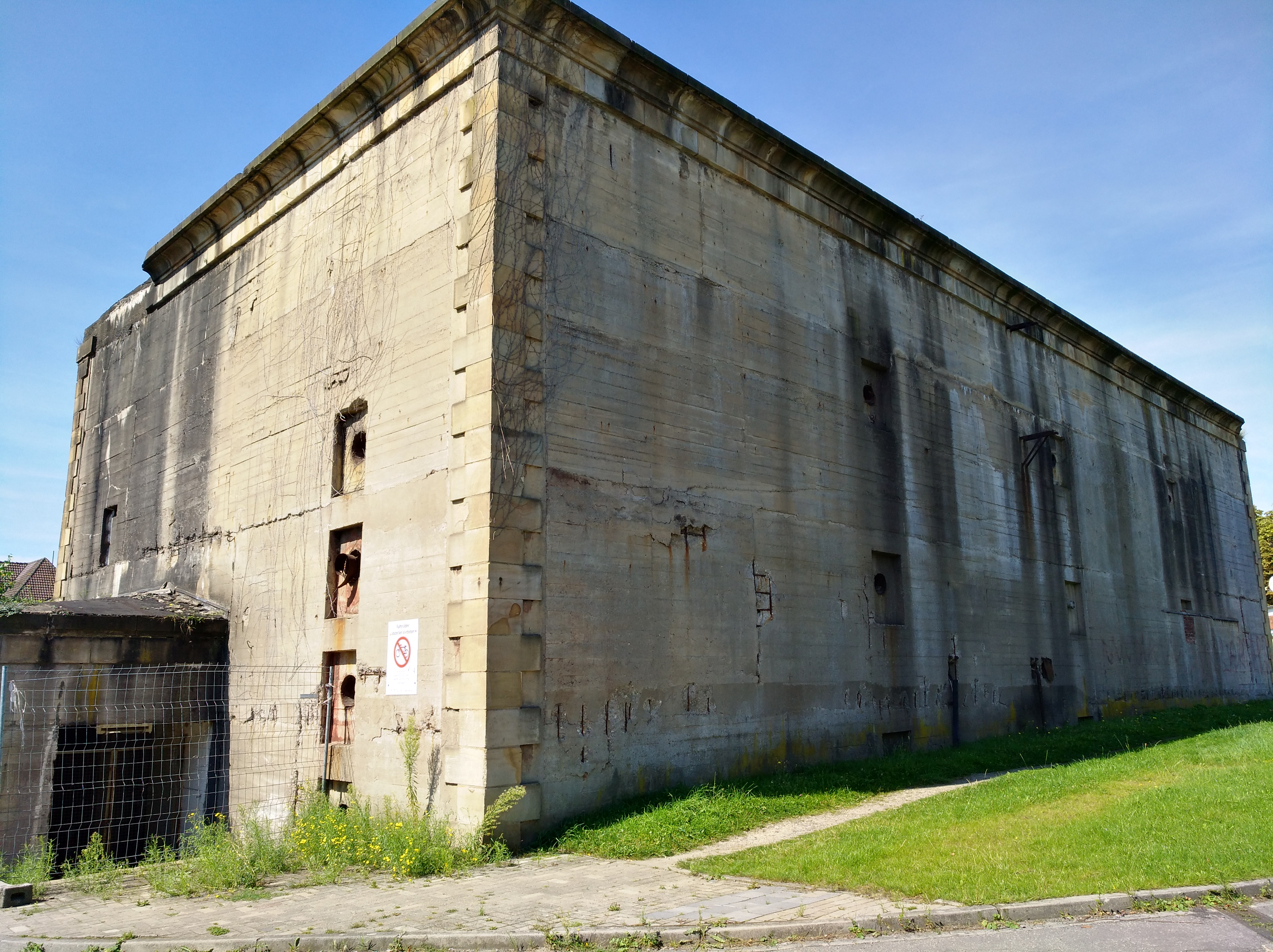
Relikt aus dem Zweiten Weltkrieg: Hochbunker am Osnabrücker Hauptbahnhof

Während des Zweiten Weltkrieges verursachten die 79 Luftangriffe auf Osnabrück schwere Schäden. Osnabrück war dabei ein „beliebtes“ Ziel britischer Bomberverbände, da es von Großbritannien aus schnell zu erreichen war und zudem auf der Rückflugroute von weiter im Landesinneren gelegenen Zielen lag. Das Stadtgebiet wurde zu mehr als 65 Prozent zerstört; die mittelalterliche Altstadt war mit 94 Prozent am stärksten betroffen. Einige der Luftschutzbunker, die in jenen Tagen angelegt wurden, stehen bis heute. Von mehreren über das Stadtgebiet verteilten Flakstellungen aus wurde versucht, die feindlichen Bomberverbände abzuwehren, die Stellungen befanden sich z. B. auf dem Westerberg und in der Gartlage.
Der erste Angriff mit Sprengbomben erfolgte am 23. Juni 1940 auf das Klöckner-Stahlwerk im Fledder. Während zunächst hauptsächlich militärische und industrielle Ziele wie Fabriken und der Hauptbahnhof angegriffen wurden, wurde das Bombardement ab 1942 im Rahmen der Area Bombing Directive zunehmend auch auf die Wohngebiete ausgedehnt. Der Palmsonntag am 25. März 1945 ging als Qualmarum (abgeleitet von Palmarum) in die Geschichte der Stadt ein, als die 4. und 8. britischen Bombergruppe am Vormittag den 79. und letzten Luftangriff auf die Stadt flogen. Bei diesem Luftangriff, der zu den schwersten auf die Stadt geflogenen zählt, wurden 178 Personen getötet.

#### Kriegsende 1945
Letzte unter Befehl stehende Verbände der Wehrmacht hatten sich bis zum 3. April in Richtung Belm abgesetzt. Auch die Führungsriege der örtlichen NSDAP, darunter der Oberbürgermeister Erich Gaertner, NSDAP-Kreisleiter Fritz Wehmeier und der vorherige Kreisleiter Wilhelm Münzer, verließ fluchtartig die Stadt und überließ sie ihrem Schicksal. Am Stadtrand ermordete einer der drei die Bäuerin Anna Daumeyer, welche bezichtigt wurde, eine weiße Flagge gehisst zu haben. Dieses Endphaseverbrechen wurde nie geahndet.
In Eile zur Verteidigung der Stadt aufgestellte Volkssturmverbände und Polizei lösten sich durch Flucht der Volkssturmmänner auf oder wurden nach Hause geschickt. Die Magazine des Heeresverpflegungsamtes am Hafen und die verlassenen Kasernen wurden von Osnabrückern und Zwangsarbeitern geplündert. Bei der Plünderung einer Schnapsfabrik soll sich eine Explosion mit rund 30 Todesopfern ereignet haben. Viele Menschen suchten in Erwartung von Kämpfen um die Stadt Luftschutzbunker auf.
Am Morgen des 4. April 1945 besetzten britische und kanadische Truppen Osnabrück. Der Einmarsch der alliierten Soldaten erfolgte aus Richtung Westen. Sie wurden von einzelnen deutschen Heckenschützen beschossen. Schon ab dem 2. April hatten einige alliierte Verbände die Stadt nördlich umfahren.
Briten und Kanadier machten rund 450 Kriegsgefangene. In den folgenden Tagen durchsuchten sie die Wohnungen der Stadtbewohner, beschlagnahmten Waffen und bestimmte Gebrauchsgegenstände wie Fotoapparate. Räumpanzer schufen Schneisen durch die Schuttberge, damit nachrückende Kräfte die Stadt durchqueren konnten. Um weitere Plünderungen unter den Zivilpersonen und den Displaced Persons zu verhindern, wurde eine nächtliche Ausgangssperre verhängt.

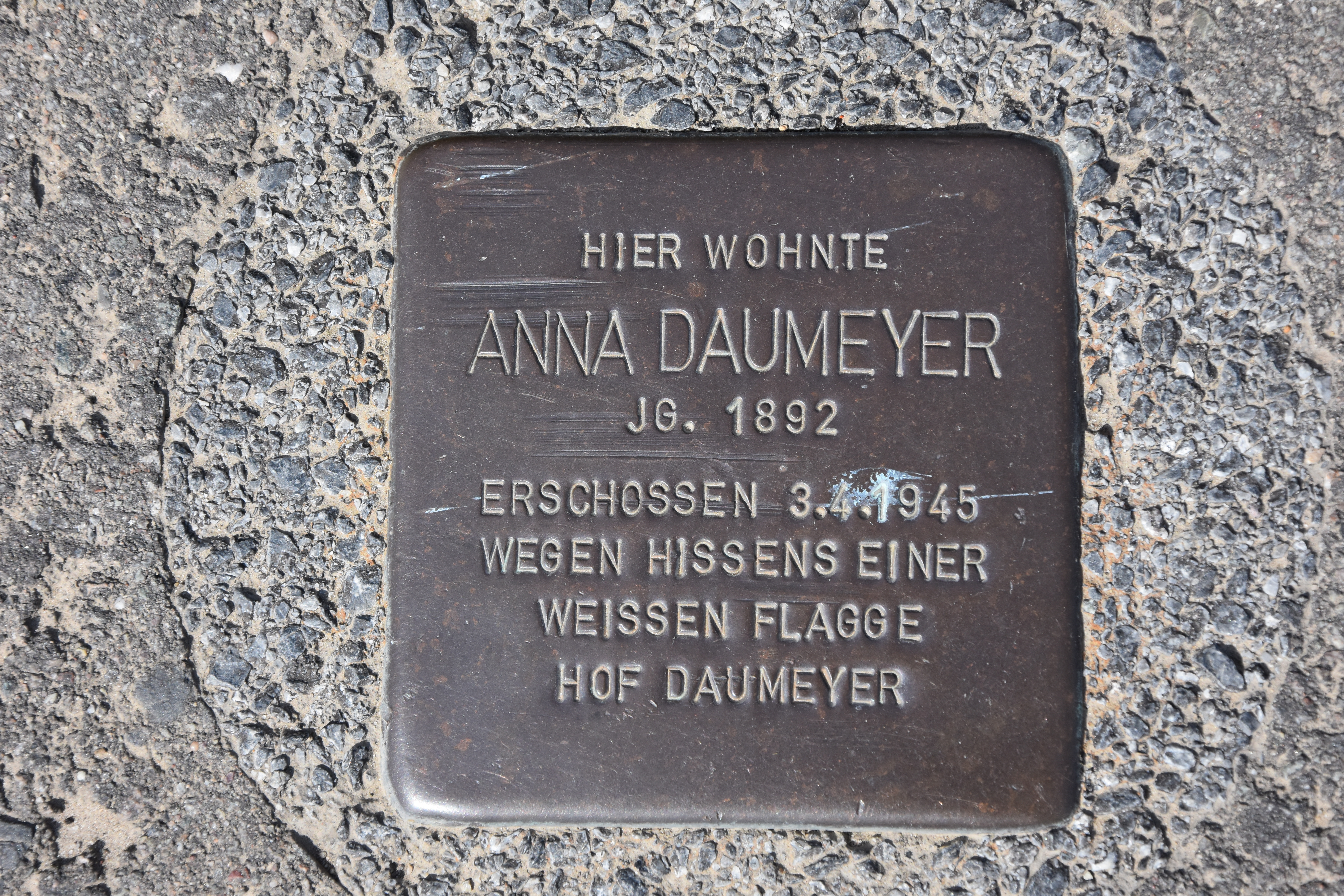
Stolperstein für Anna Daumeyer
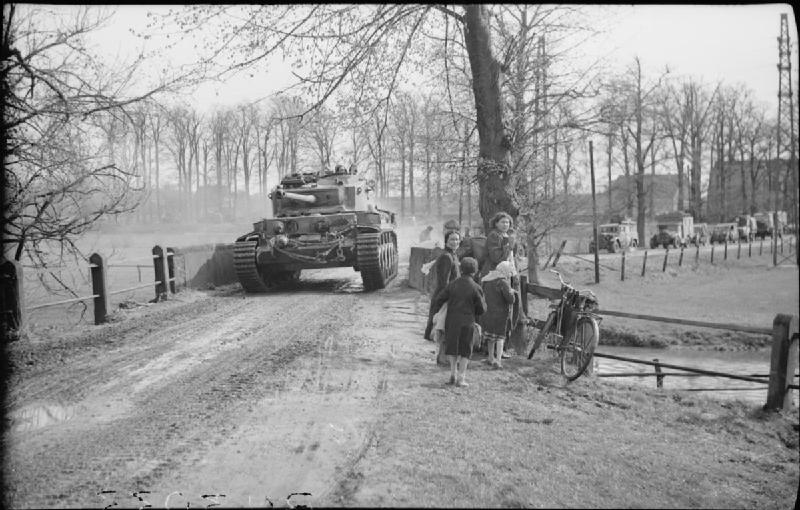
3. April 1945: Ein britischer Konvoi überquert die sogenannte Römerbrücke in Eversburg
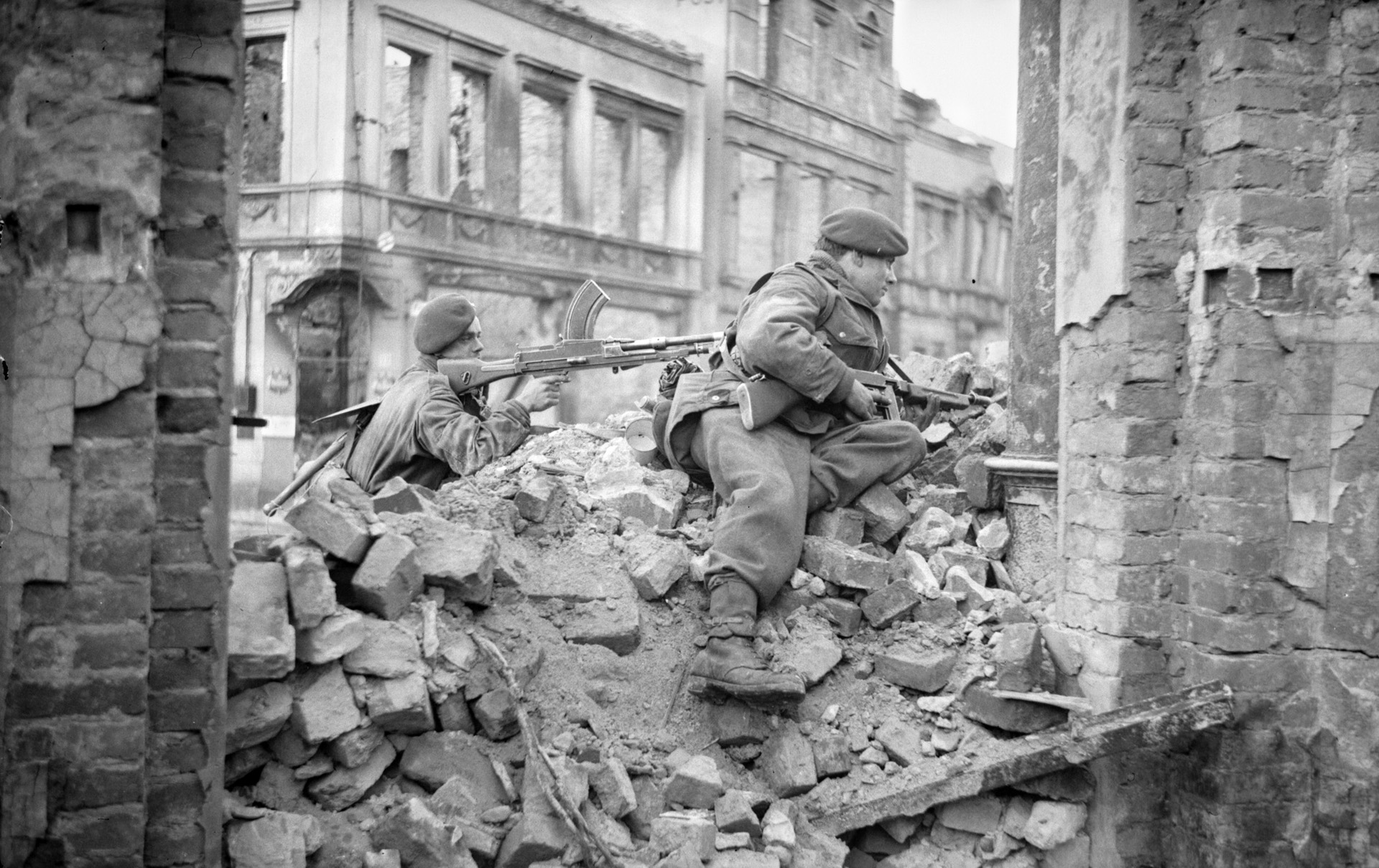
Britische Soldaten der 1st Special Service Brigade am 4. April 1945 in Osnabrück

### Seit 1945

#### Besatzungszeit und Britische Garnison

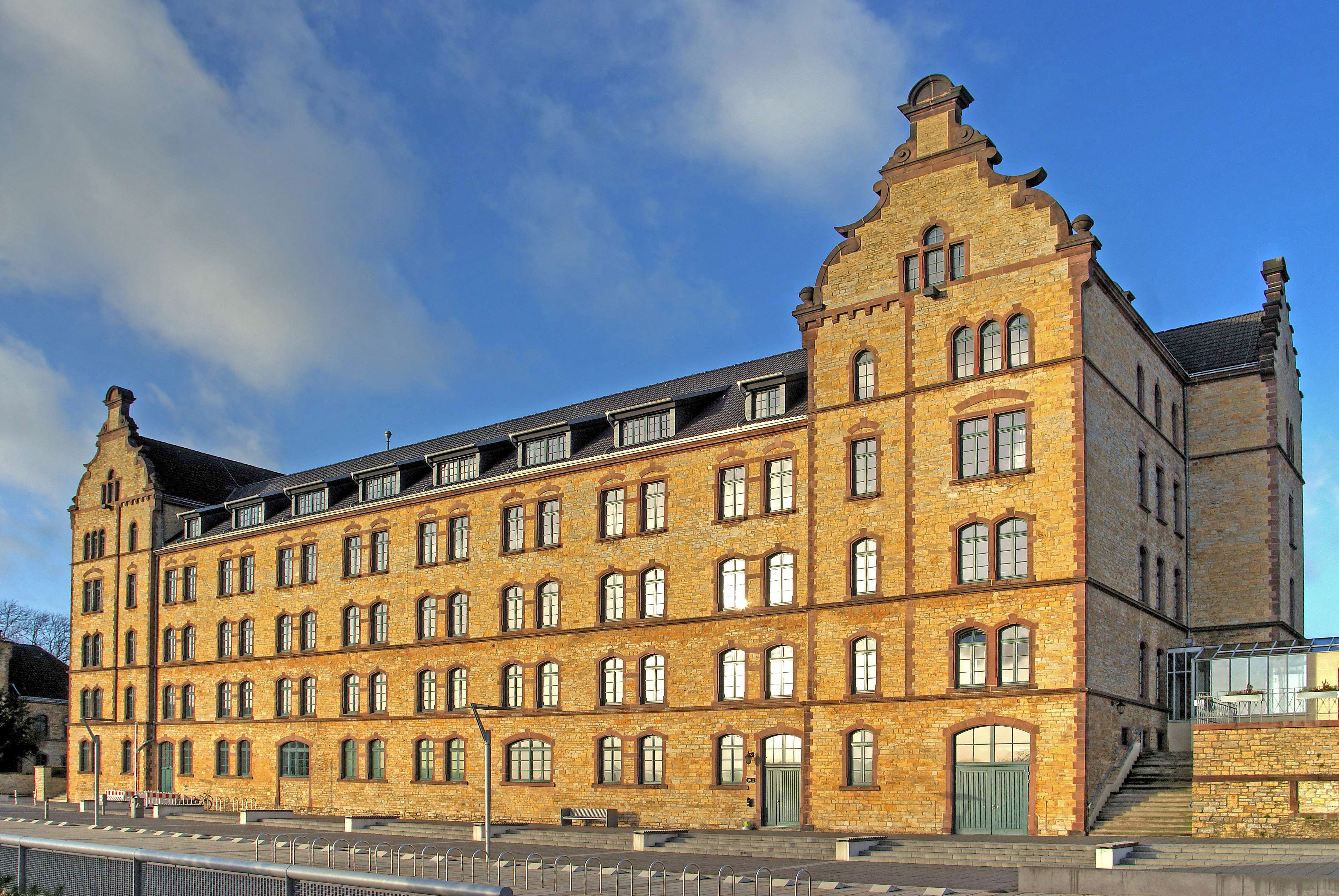
Die als Scarborough Barracks genutzte Caprivi-Kaserne, heute Teil der Hochschule Osnabrück

Nach der Kapitulation sah der Bakker-Schut-Plan eine Annexion der Stadt durch die Niederlande vor; diese unterblieb jedoch aufgrund des Widerstandes der Besatzungsmächte USA und Großbritannien. Unmittelbar nach Kriegsende wurden Besatzungstruppen der Britischen Rheinarmee in Osnabrück stationiert. In den Folgejahren wurde der Standort der Garnison Osnabrück immer weiter ausgebaut. Zwischenzeitlich beherbergte Osnabrück die größte britische Garnison außerhalb des Vereinigten Königreiches – Britische Soldaten und ihre Familienangehörigen gehörten für die Osnabrücker jahrzehntelang zum gewohnten Stadtbild. Am 19. Juni 1989 und 28. Juni 1996 kam es zu Terroranschlägen der irischen Untergrundorganisation IRA auf die britischen Quebec Barracks im Osnabrücker Stadtteil Eversburg, bei denen erheblicher Sachschaden entstand. 2005 beschloss das britische Verteidigungsministerium im Zuge von Umstrukturierungsmaßnahmen die vollständige Auflösung der Osnabrücker Garnison. Der Abzug wurde in den Folgejahren schrittweise umgesetzt. Am 31. März 2009 verließ der letzte britische Standortkommandeur, Colonel Mark Cuthbert-Brown, Osnabrück.

#### Wiederaufbau und jüngere Vergangenheit
Nach Kriegsende wurden große Teile der zerstörten Altstadt wiederaufgebaut. Zum 300. Jahrestag der Verkündung des Westfälischen Friedens wurde 1948 das zerstörte Rathaus am historischen Marktplatz wiedereröffnet. Das wiederaufgebaute Stadttheater am Domhof wurde 1950 eingeweiht. Der 33. Niedersachsentag des Niedersächsischen Heimatbundes fand 1951 in Osnabrück statt. Zehntausende Menschen zogen aus diesem Anlass durch die Innenstadt. Osnabrück richtete auch 1962 den Niedersachsentag aus. 1954 wurde die Mehrzweckhalle Halle Gartlage eröffnet, die bis heute ein bedeutender Veranstaltungsort der Stadt ist.
Wie in ganz Deutschland setzte in Osnabrück in der Nachkriegszeit die Massenmotorisierung ein. Schon vor der Fertigstellung der Autobahnen führten mit der Bundesstraße 51 und der Bundesstraße 68 zwei wichtige Nord-Süd-Verbindungen durch Osnabrück. Durch die Massenmotorisierung wurde der Autoverkehr maßgebend für die Stadtplanung. Um die Stadt autogerecht zu gestalten, erfolgten viele Neubauten von im Krieg zerstörten Gebäuden außerhalb der historischen Altstadt nicht in den ursprünglichen Grundstücksgrenzen oder bestehende Gebäude wurden abgerissen, sodass breitere Straßenquerschnitte ermöglicht wurden. Beispiele hierfür sind die Dielingerstraße und der Straßenzug Neuer Graben–Neumarkt–Wittekindstraße. Das Konzept autogerechte Stadt wirkte noch lange nach, beispielsweise wurde im Jahr 1991 eine Industriehalle am Petersburger Wall abgerissen, um dort eine Straße verbreitern zu können.
Im April 1959 wurde der Flugplatz in der Atterheide eröffnet. Im Mai 1959 eröffnete in einem vorherigen Café an der Herrenteichsstraße direkt am Haarmannsbrunnen der Ocambo-Club, die erste Diskothek der Stadt und eine der ersten in Deutschland. Osnabrück stellte 1960 den Betrieb seiner Straßenbahn ein. Das Osnabrücker O-Bus-Netz wurde 1968 eingestellt. Der Öffentliche Personennahverkehr wurde gänzlich auf den Stadtbus-Verkehr mit Dieselomnibussen umgestellt. Am 5. Mai 1968 (Europatag) erfolgte die Verleihung der Ehrenfahne des Europarates an die Stadt Osnabrück. Am 14. November 1968 erhielt die Stadt durch die Freigabe der Bundesautobahn 1 Anschluss an das Bundesautobahnnetz. 1971 wurde Osnabrück Hochschulstandort, als durch Zusammenlegung zweier staatlicher Ingenieurakademien die Fachhochschule Osnabrück (heute: Hochschule Osnabrück) entstand. 1972 gemeindete Osnabrück im Rahmen einer Gebietsreform mehrere umliegende Gemeinden ein, siehe auch Gebietsreform in Niedersachsen#Osnabrück-Gesetz. Im gleichen Jahr begann die Einrichtung der Fußgängerzone in der Innenstadt. Die Universität Osnabrück nahm 1974 den Lehrbetrieb auf und hat ihren Sitz im Osnabrücker Schloss. 1977 verlor Osnabrück seinen Status als Sitz einer Bezirksregierung, als aufgrund der Gebietsreform der Regierungsbezirk Weser-Ems mit Sitz in Oldenburg geschaffen wurde. In Osnabrück verblieb lediglich eine Außenstelle der Bezirksregierung, bis alle Regierungsbezirke des Landes Niedersachsen zum 1. Januar 2005 aufgelöst wurden.
1979 wurde die neue Stadthalle Osnabrück, heute OsnabrückHalle, im Schlossgarten eröffnet. 1980 feierten die Stadt und das Bistum ihr 1200-jähriges Bestehen. Im selben Jahr schloss sich Osnabrück dem Städtebund Neue Hanse an. Am 16. November 1980 besuchte Papst Johannes Paul II. Osnabrück und zelebrierte im Sportstadion an der Illoshöhe vor 140.000 Menschen einen Gottesdienst. 1990 wurde Osnabrück erneut vom Europarat ausgezeichnet, dieses Mal mit der Ehrenplakette. Die 1990 gegründete Deutsche Bundesstiftung Umwelt hat ihren Sitz in Osnabrück und bezog 1995 ihren neuen Verwaltungsbau An der Bornau.
Das vom Architekten Daniel Libeskind entworfene Felix-Nussbaum-Haus eröffnete 1998. Das Museum enthält über 180 Werke von Felix Nussbaum und ist damit die umfassendste Sammlung des Osnabrücker Künstlers. Die 350-Jahr-Feier von 1998 anlässlich der Verkündung des Westfälischen Friedens führte zahlreiche Monarchen und Staatsoberhäupter zum Besuch in die Stadt. Osnabrück feierte 1999 den 100. Geburtstag des Künstlers Friedrich Vordemberge-Gildewart mit zwei Ausstellungen. 2000 wurde Osnabrück externer Standort der Weltausstellung Expo 2000. Seit April 2002 ist das Steinwerk Ledenhof Sitz der Deutschen Stiftung Friedensforschung. Ab dem 25. November 2005 wurde Osnabrück und die umliegenden Regionen mehrere Tage vom Münsterländer Schneechaos heimgesucht, wobei es in der Stadt zu extremem Schneefall und teilweiser Unterbrechung der Stromversorgung kam.
2006 war Osnabrück Gastgeber des 26. Hansetages der Neuzeit. Im Jahr 2008 war Osnabrück Ausrichter des 97. Deutschen Katholikentages, zu dem mehrere zehntausend Gläubige die Stadt besuchten. Seit 2015 ist das Rathaus Osnabrück als eine der Stätten des Westfälischen Friedens mit dem Europäischen Kulturerbe-Siegel ausgezeichnet. Vom 30. Mai bis 2. Juni 2019 fand in Osnabrück das 6. Deutsche Musikfest statt.
Am 3. Dezember 2024 beschloss der Rat mit der Annahme eines Haushaltssicherungskonzeptes den Austritt aus dem Städtebund Die Hanse, da den Mitgliedsbeiträgen und weiteren Kosten nur geringe Erträge aus dem Tourismusmarketing gegenüberstünden.

### Eingemeindungen
Folgende Gemeinden wurden nach Osnabrück eingemeindet:
- 1914: Schinkel
- 1940: Haste
- 1970: Sutthausen
- 1972 (1. Juli):[90] Atter, Darum, Gretesch, Hellern, Lüstringen, Nahne, Pye und Voxtrup

Durch seine Tallage und die geographische Nähe zu Nordrhein-Westfalen wurden in Osnabrück vergleichsweise wenige Orte eingemeindet. So wurden beispielsweise die Gemeinden Belm (hinter dem Schinkelberg), Wallenhorst, Büren (inzwischen in die Gemeinde Lotte eingemeindet), Hasbergen und Georgsmarienhütte nicht eingemeindet. Die nördlich gelegenen Orte Hollage, Lechtingen und Rulle wurden (statt von Osnabrück) von Wallenhorst eingemeindet.

### Einwohnerentwicklung

Einwohnerentwicklung von Osnabrück von 1871 bis 2018

Osnabrück zählte im 11. Jahrhundert rund 1.500 und im 13. Jahrhundert rund 3.000 Einwohner. Mitte des 16. Jahrhunderts hatte die Stadt ca. 7.000 Einwohner. 1575 starben etwa 75 Prozent der Einwohner Osnabrücks an der Pest. Wegen der folgenden Epidemien, Feuersbrünste, Hungersnöte und Kriege dauerte es über 200 Jahre, bis wieder die Bevölkerungszahl vor Ausbruch der Pest von 1575 erreicht wurde. Mit der Industrialisierung verfünffachte sich die Einwohnerzahl von über 10.000 im Jahre 1817 auf mehr als 50.000 im Jahre 1900. Großen Einfluss darauf hatte der Bau der beiden über Osnabrück führenden Eisenbahnstrecken zwischen Löhne und Rheine (1855) bzw. Münster und Bremen (1873), der viele Arbeitskräfte schaffte. Die Bevölkerung verdoppelte sich bis Ende 1939 auf über 100.000, wodurch Osnabrück in diesem Jahr erstmals zur Großstadt wurde. Nachdem die Bevölkerungszahlen gegen Ende des Zweiten Weltkriegs zurückgingen, wurde Osnabrück 1948 wieder Großstadt und hat diesen Status bis heute ununterbrochen beibehalten. Durch Eingemeindungen wurde Ende 1972 die Marke von 150.000 Einwohnern überschritten, unter die Osnabrück seitdem nicht mehr gefallen ist. 1995 erreichte die Einwohnerzahl mit 168.618 ihren historischen Höchststand. Am 31. Dezember 2006 betrug die Amtliche Einwohnerzahl für Osnabrück nach Fortschreibung des Niedersächsischen Landesamtes für Statistik (seit 2014: LSN) 164.020 und war auch 2010 nahezu auf dieser Höhe. Beim Zensus 2011 wurde nur die Zahl von 154.513 festgestellt. Bis 2015 stieg die Einwohnerzahl auf 162.403, Ende 2019 lag sie bei 165.251 Einwohnern.

## Religion

### Christentum

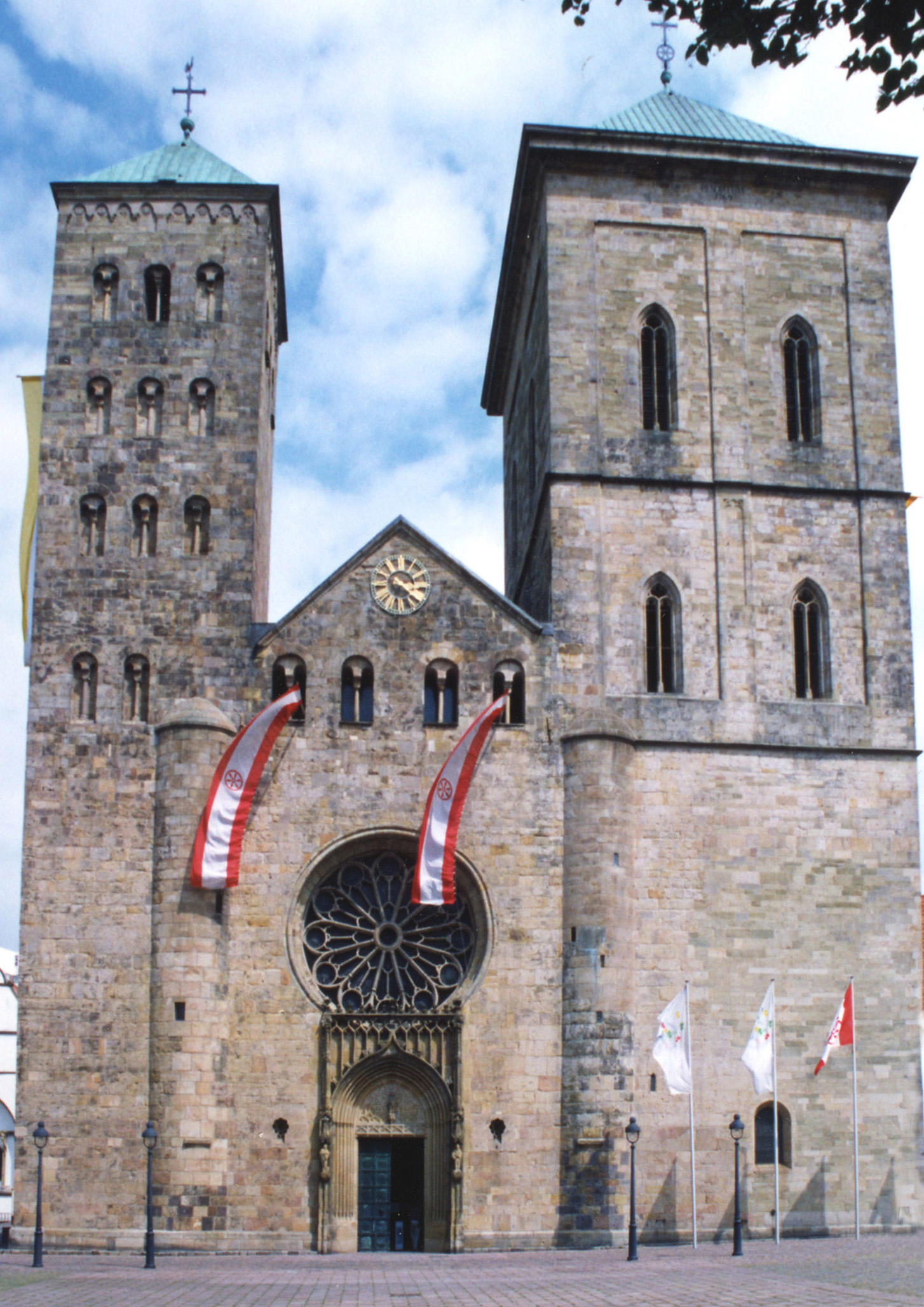
Dom St. Peter

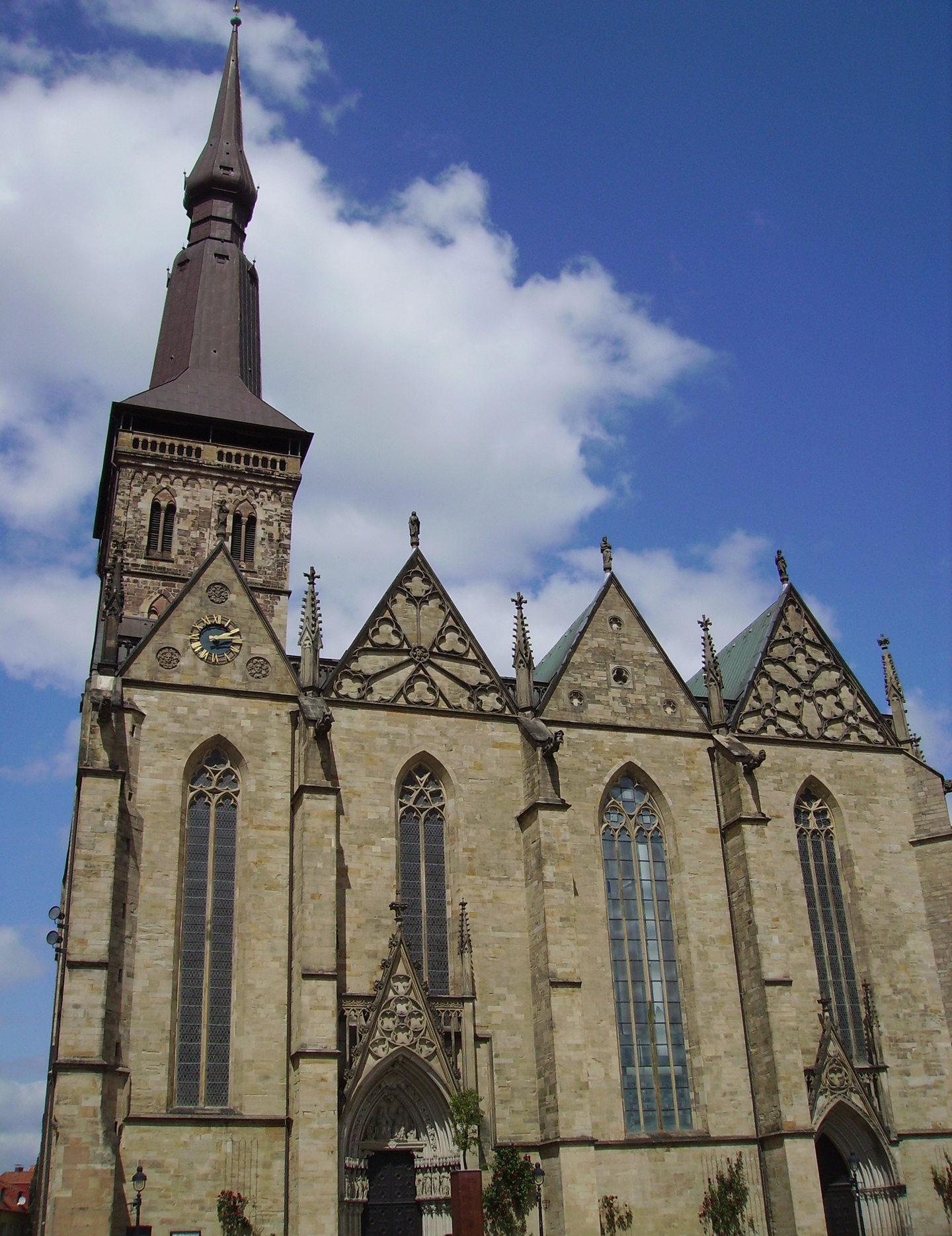
Kirche St. Marien

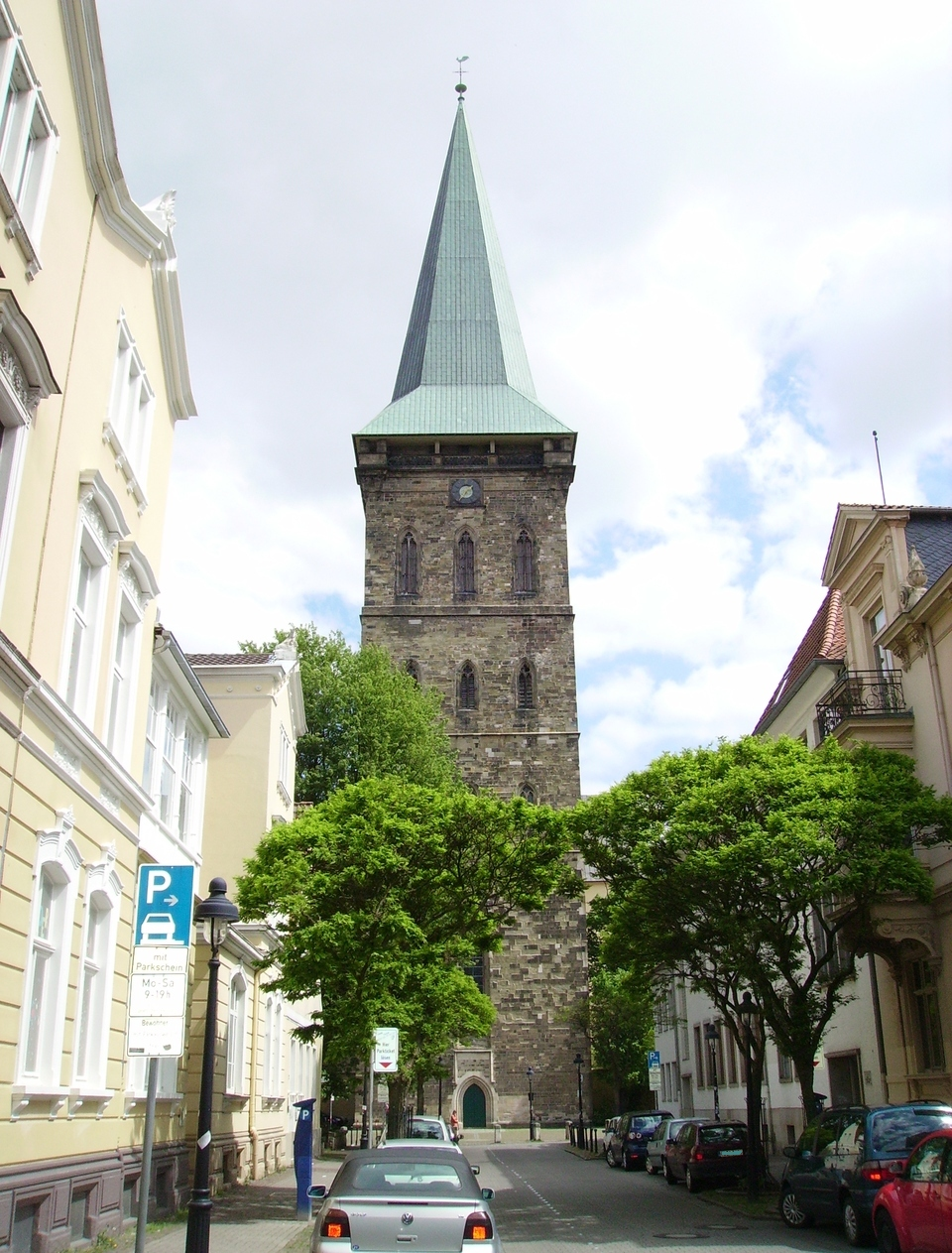
Blick auf den Turm von
St. Katharinen

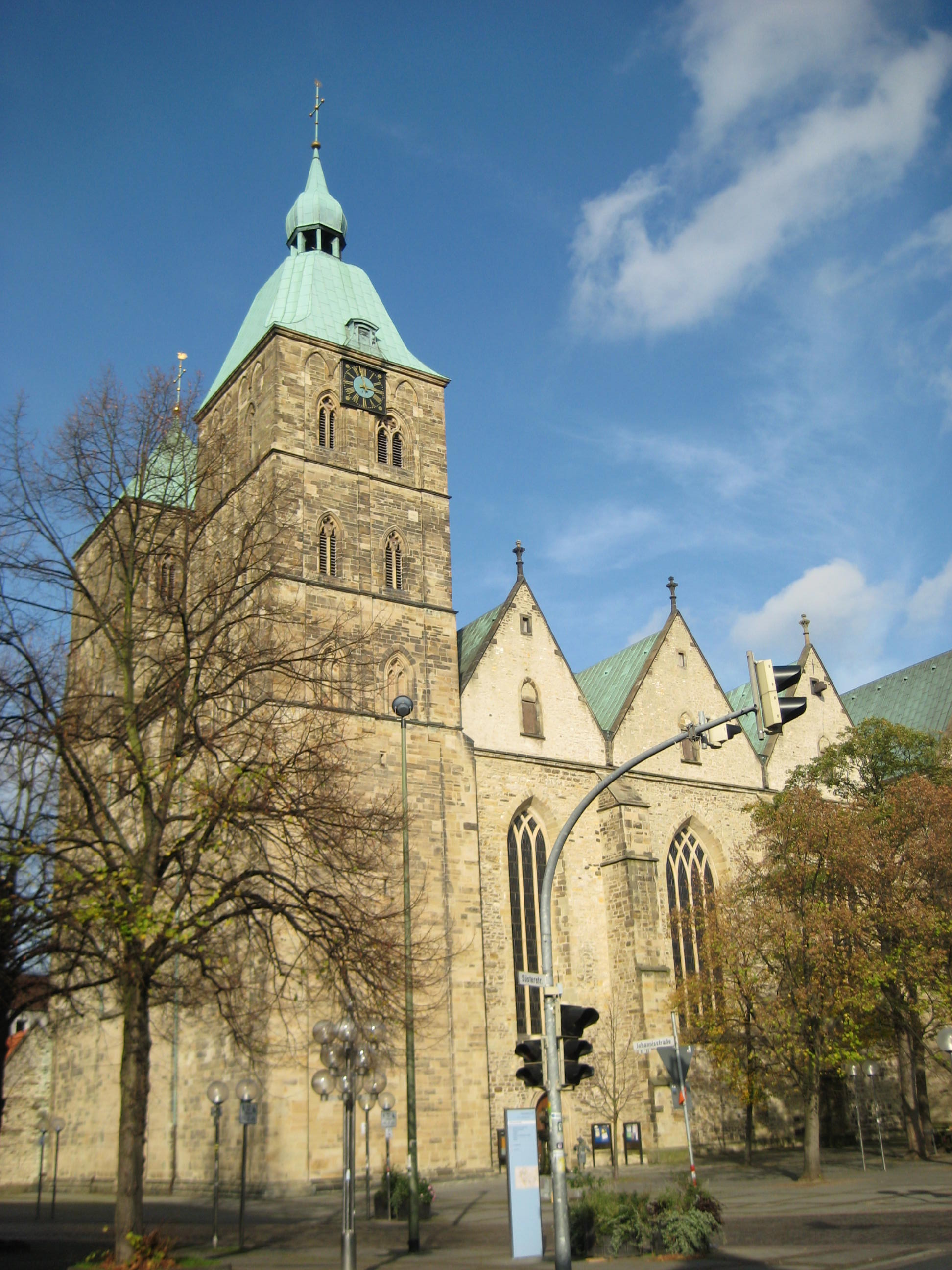
Die ehemalige Stiftskirche
St. Johann

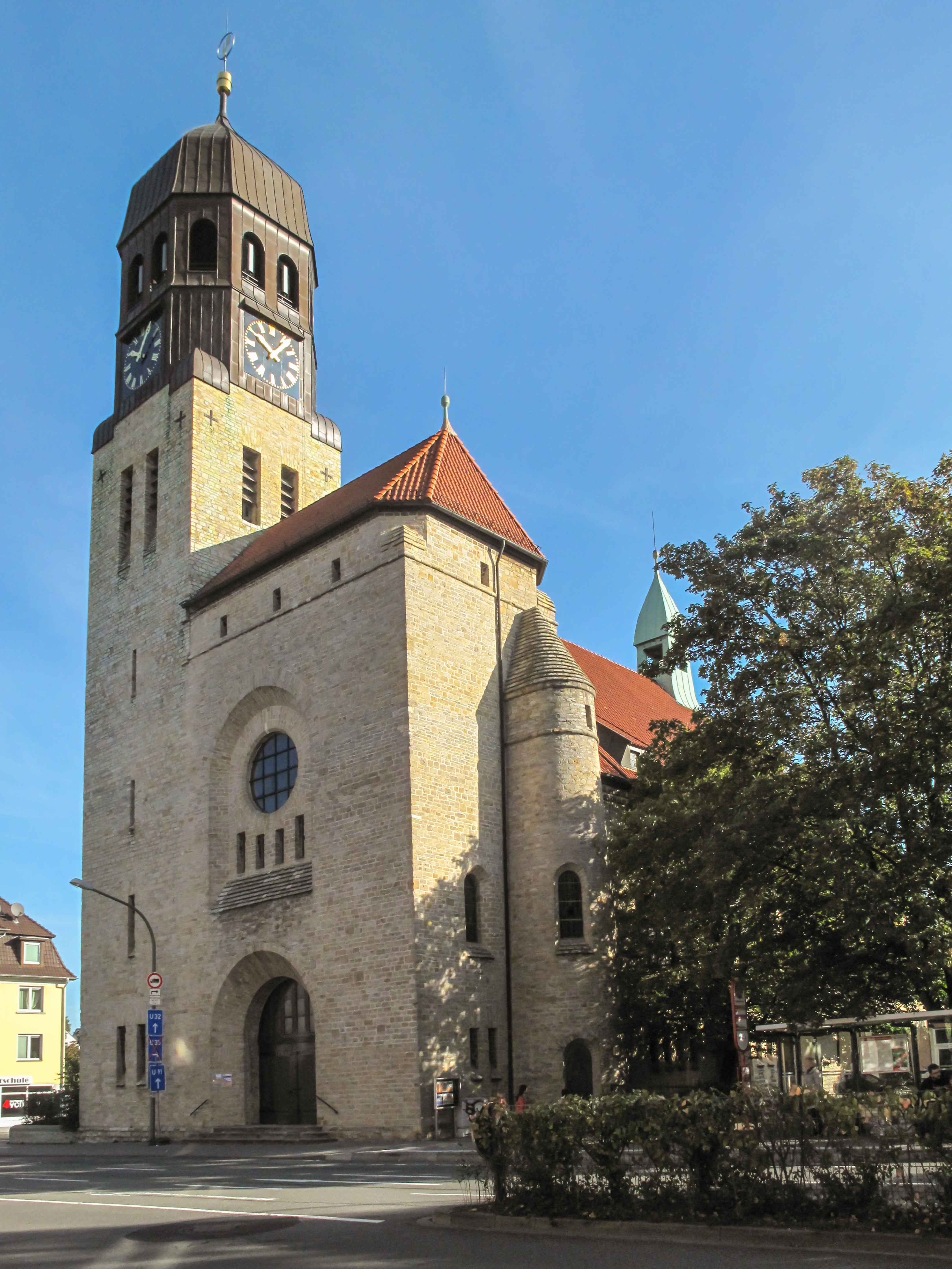
Die Lutherkirche

Osnabrück wurde 804 Sitz eines Bistums. Das zuständige Archidiakonat war die Dompropstei. Seit 1521 wurden in Osnabrück lutherische Predigten gehalten. Nachdem 1543 in der Stadt Osnabrück die Reformation nach lutherischem Bekenntnis eingeführt worden war, verblieben den Katholiken der Dom St. Peter und die Kirche St. Johann, während den Lutheranern St. Katharinen und St. Marien als Pfarrkirchen dienten.
Zusätzlich zu Teilen des Stadtgebietes gehörten zu jedem der vier Kirchspiele Bauerschaften außerhalb der Stadtgrenzen. Zum Domkirchspiel zählten Haste und Schinkel, zu St. Johann gehörten Düstrup, Harderberg (bis auf den zu St. Marien zählenden Erbkötterhof Buddemeyer), Hettlich, Hickingen, Holzhausen, Malbergen, Nahne und Voxtrup. Zu St. Katharinen gehörig waren Hörne (bis auf den zu St. Marien zählenden Vollerbenhof Meyer zu Hörne), Ohrbeck und Westrup, während St. Marien die Einwohner der Bauerschaften Atter, Gaste, Hasbergen und Hellern angehörten. Diese Kirchspielseinteilung blieb bis zum Ende des 19. Jahrhunderts bestehen.
Der Dom bildete das Herz des Hochstifts Osnabrück, das bis 1803 ein Geistliches Territorium innerhalb des Heiligen Römischen Reichs Deutscher Nation blieb. Die katholischen Bewohner unterstanden dem Hochstift, für die protestantischen Bewohner übte der Rat der Stadt die Kirchenverwaltung aus, indem er ein Konsistorium einrichtete. 1803 kam das Hochstift Osnabrück an Hannover, anschließend an Frankreich und 1813 zum Königreich Hannover. Dieses bildete 1815 für die protestantische Kirchenverwaltung insgesamt fünf Konsistorialbezirke, darunter ein lutherisches Konsistorium in Osnabrück und ein paritätisch (lutherisch und reformiert) besetztes Konsistorium in Aurich. Die Konsistorialbezirke wurden in Superintendenturen beziehungsweise Kirchenkreise eingeteilt. Osnabrück wurde Sitz eines Kirchenkreises. 1903 wurde der Konsistorialbezirk Osnabrück aufgelöst, als alle lutherischen Gemeinden der inzwischen zu Preußen gehörigen Provinz Hannover dem Landeskonsistorium in Hannover (Evangelisch-Lutherische Landeskirche Hannovers) unterstellt wurden. Osnabrück wurde später jedoch wieder Sitz eines Sprengels, der sich ebenfalls in Kirchenkreise gliedert.
Heute gehören die ev.-lutherischen Gemeinden der Stadt, sofern es sich nicht um Freikirchen handelt, zu den Kirchenkreisen Osnabrück (Innenstadt und die meisten Stadtteile) oder Kirchenkreis Melle-Georgsmarienhütte im Stadtteil Osnabrück-Sutthausen innerhalb des Sprengels Osnabrück der Landeskirche Hannovers.
Eine reformierte Bewegung ist in Osnabrück seit 1788 nachweisbar. Die Gläubigen waren der benachbarten Grafschaft Tecklenburg angeschlossen. Die vermehrte Zuwanderung reformierter Gemeindeglieder im 19. Jahrhundert führte 1889 zur Gründung einer reformierten Gemeinde in Osnabrück, die dem Konsistorium in Aurich unterstand. Die Gemeinde konnte 1893 die Bergkirche bauen. Sie war der erste Kirchenbau Osnabrücks nach der Reformation. 1926 entstand die Friedenskirche und in den 1960er Jahren wurden drei weitere reformierte Kirchen gebaut, die Gnadenkirche (1960), die Atterkirche (1962) und die Erlöserkirche (1966). Im Zuge einer Gemeindereform wurden die drei letztgenannten Kirchen im Dezember 2007 an die Evangelische Stiftung verkauft. Die Friedenskirche fungiert seitdem als Jugendkirche, während die Bergkirche für den sonstigen Gemeindealltag genutzt wird. Die reformierte Gemeinde Osnabrück gehört heute zum Synodalverband Emsland/Osnabrück, dem VII. Synodalverband innerhalb der Evangelisch-reformierten Kirche.
Da der Dom und die ehemalige Stiftskirche St. Johann auch nach der Reformation katholisch geblieben sind und Osnabrück bis 1803 Hauptstadt des Hochstifts Osnabrück war, lebten in der Stadt stets auch Katholiken. Ihr Anteil betrug etwa ein Drittel. Das um 780 errichtete Bistum Osnabrück war in den Wirren der Reformation stark verkleinert worden.
1824, nach Auflösung des Hochstifts Osnabrück, wurde die Stadt 1824 Sitz des neu umschriebenen Bistums Osnabrück. Dieses umfasste danach den Westteil des damaligen Königreichs Hannover mit dem Emsland, der Grafschaft Bentheim und Ostfriesland. 1841 erhielt es die Jurisdiktion der Nordischen Mission Skandinaviens und 1868 der Norddeutschen Mission mit Bremen, Hamburg, Schleswig-Holstein und Mecklenburg. Formell wurden die deutschen Gebiete 1929 dem Bistum Osnabrück angegliedert. Es war damit das flächengrößte Bistum Deutschlands. Bis 1995 gehörte es zur Kirchenprovinz Köln, dann wurde es dem neuen Erzbistum Hamburg zugeordnet. Die Pfarreien und Gemeindeverbünde der Stadt Osnabrück gehören heute zum Dekanat Osnabrück-Stadt. Dieses umfasst auch die Gemeinde (Hasbergen), die nicht zur Stadt Osnabrück gehört.
Zum Brauchtum der Osnabrücker Katholiken gehört seit 1852 die Telgter Wallfahrt, die nach ihrer Teilnehmerzahl die zweitgrößte in Deutschland ist. Die 1899 vollendete Herz-Jesu-Kirche war der erste Neubau einer römisch-katholischen Kirche nach der Reformation. Am 16. November 1980 besuchte Papst Johannes Paul II. Osnabrück.
Vom 21. bis 25. Mai 2008 fand in Osnabrück der 97. Deutsche Katholikentag mit 60.000 Teilnehmern statt. Bereits 1901 hatte der 48. Deutsche Katholikentag in Osnabrück stattgefunden.
Freikirchen in Osnabrück.
- Evangelisch-Freikirchliche Gemeinde (Baptisten) – Die Anfänge der Evangelisch-Freikirchlichen Gemeinde gehen auf das Jahr 1928 zurück. Zur eigentlichen Gemeindegründung kam es allerdings erst 1948. Dabei spielte der Flüchtlingszustrom aus den ehemals deutschen Ostgebieten eine große Rolle.
- Andreas-Gemeinde Osnabrück (Mülheimer Verband) – Die Andreas-Gemeinde bestand vor 1997 unter dem Namen Christliche Gemeinschaft Osnabrück. Die ersten Anfänge reichen in die Zeit vor dem Ersten Weltkrieg zurück; die Gemeinde feierte ihre Gottesdienste zunächst einige Jahrzehnte als Hausversammlung, seit den 1950er Jahren in eigenen Gemeinderäumen. Die Gemeindearbeit intensivierte sich und wuchs seit der Einstellung eines hauptamtlichen pastoralen Mitarbeiters im Jahr 1984. Zu ihrem Umzug in den Hauswörmannsweg 90 gab sich die Christliche Gemeinschaft Osnabrück den Namen Andreas-Gemeinde.
- Christus-Centrum Osnabrück der Freien Christengemeinde (Pfingstgemeinde des BfP)
- Lebensquelle – Die 2001 in Schinkel gegründete Pfingstgemeinde (BfP) feiert ihre Gottesdienste seit 2003 in einer ausgebauten Fabrikhalle und gründete vier weitere Ortsgemeinden in der Region. Lokale Bekanntheit erreichte sie Ende 2012 durch die Kontroverse um den Grundstückskauf am alten Güterbahnhof für ein neues Gemeindezentrum, durch den sich die lokale Kulturszene bedroht sieht, darunter mehrere Künstlerateliers, das Theater am Güterbahnhof[95][96] und Vertreter eines Homosexuellenverbands.[97]
- Selbständige Evangelisch-Lutherische Kirche (SELK)
- Siebenten-Tags-Adventisten
- Evangelisch-methodistische Kirche (EmK)
- Freie evangelische Gemeinde – Die 2015 gegründete Gemeinde gehört zum Bund Freier evangelischer Gemeinden in Deutschland und feiert ihre Gottesdienste in der reformierten Friedenskirche.[98]
- Freikirche FIT-Gemeinde fürs Leben
- Freikirche homezone
- Serbisch-orthodoxe Gemeinde des Heiligen Georgius
- Russisch-orthodoxe Gemeinde
- Griechisch-orthodoxe Gemeinde von Antiochien (Rum-Orthodox) der Heiligen Mutter Gottes Maria
- Altkatholische Kirche

Die meisten christlichen Kirchen arbeiten in der ACKOS (Arbeitsgemeinschaft der christl. Kirchen in Osnabrück) zusammen und gestalten Themengespräche zu Glaubensfragen und den alljährlichen großen ökumenischen Gottesdienst zum Osnabrücker Friedenstag am 25. Oktober. Zur 350-Jahr-Feier des Westfälischen Friedens veranstalteten die Kirchen einen Ökumenischen Kirchentag, der auch überregional Beachtung fand.
Außerdem sind in Osnabrück die Kirche Jesu Christi der Heiligen der Letzten Tage (Mormonen), die Neuapostolische Kirche, die Apostolische Gemeinschaft, die katholisch-apostolische Gemeinde und die Zeugen Jehovas vertreten.

### Bahaitum
Seit 1972 leben Bahá'í Gläubige in Osnabrück und treffen sich regelmäßig bei sich zu Hause zu Andachten, interreligiösen Versammlungen sowie zu den Bahá'í Feiertagen. Die Bahá'í Gemeinde ist Mitglied im Runden Tisch der Religionen und im Religions for Peace in Osnabrück.

### Buddhismus
Buddhisten haben im Buddhistischen Zentrum der Karma Kagyü-Linie eine Anlaufstelle (tibetischer Buddhismus).
Für Praktiker des Zen gibt es das Zen-Dôjô (Soto-Tradition) oder auch den Zen-Kreis Osnabrück (Rinzai-Tradition).
Die Gruppe 'Weg der Achtsamkeit’ praktiziert den Buddhismus nach Thich Nhât Hanh.

### Islam
Die meisten Muslime sind türkischer Herkunft; auch Araber und Kurden bilden einen beträchtlichen Teil. Die 2011 erbaute Basharat-Moschee (bascharat = Gutes Omen) der Ahmadiyya Muslim Jamaat war der erste muslimische Sakralbau in Osnabrück. Mittlerweile bestehen in der Stadt 12 weitere Moscheen und Gebetsräume.

### Judentum
Die Alte Synagoge wurde 1906 fertiggestellt. Die Synagoge war in der so genannten Reichspogromnacht am 9. November 1938 in Brand gesteckt worden; ihren Abriss verfügte Oberbürgermeister Erich Gaertner am selben Tag.
Der im 19. Jahrhundert angelegte jüdische Friedhof wurde schon im Oktober 1927 von Schülern geschändet. Im November 1938 wurden mehrere jüdische Geschäfte geplündert, Wohnungen jüdischer Familien verwüstet und der jüdische Friedhof geschändet. Schon Anfang 1938 wurden so genannte Judenhäuser errichtet. Am 12. Dezember 1941 verließ der erste Deportationszug mit 190 noch verbliebenen Juden die Stadt. Kurz vor der Plünderung umfasste die jüdische Gemeinde Osnabrück etwa 500 Mitglieder, darunter die Familie von Felix Nussbaum.
Nach dem Zweiten Weltkrieg lebten noch fünf Juden in Osnabrück. 1969 wurde die neue Synagoge in der Weststadt eröffnet. Bis 1991 hatten etwa 90 Juden ihren Wohnsitz in Osnabrück. Nach dem Zuzug von Kontingentflüchtlingen aus den Staaten der ehemaligen Sowjetunion umfasste die jüdische Gemeinde 2005 etwa 1544 Mitglieder. Am Anbau des 1893 bis 1896 errichteten Gebäudes der früheren Bezirksregierung Osnabrück befinden sich seit 1978 Gedenktafeln zur Erinnerung an die Alte Synagoge und deren Zerstörung. Hier wurden jedes Jahr am 9. November zum Gedenken an die Reichspogromnacht Kränze niedergelegt und das Kaddisch gebetet. 1986 wurde der jüdische Friedhof erneut geschändet. 2004 wurde neben dem früheren Standort der Alten Synagoge auf den Grundmauern der jüdischen Schule ein neues Mahnmal errichtet. Der Abschnitt der Rolandstraße, an dem die Synagoge stand, trägt heute den Namen Alte Synagogenstraße.

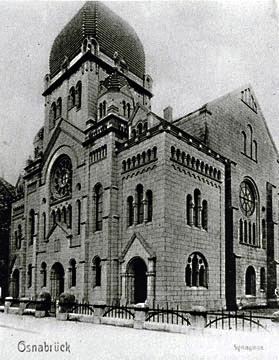
Alte Synagoge (1906–1938)
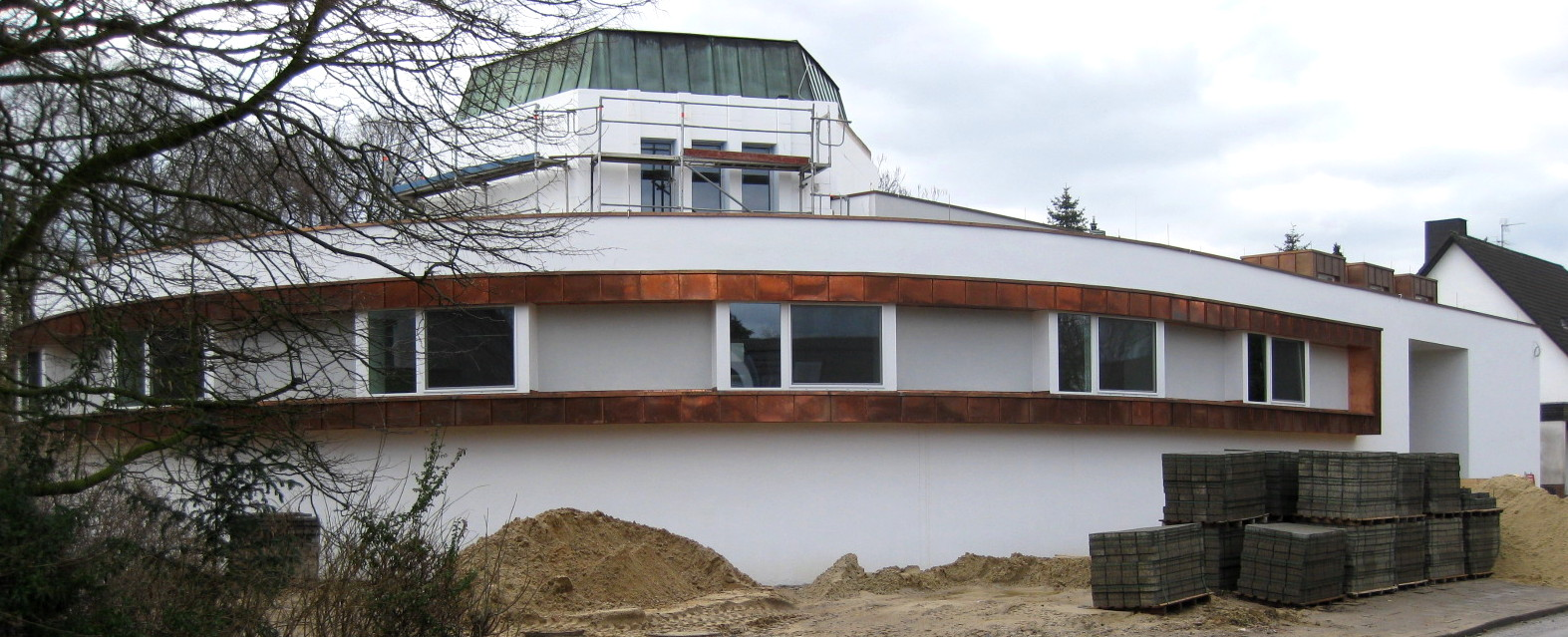
Neue Synagoge von 1969 mit Erweiterungsbau von 2008/2010
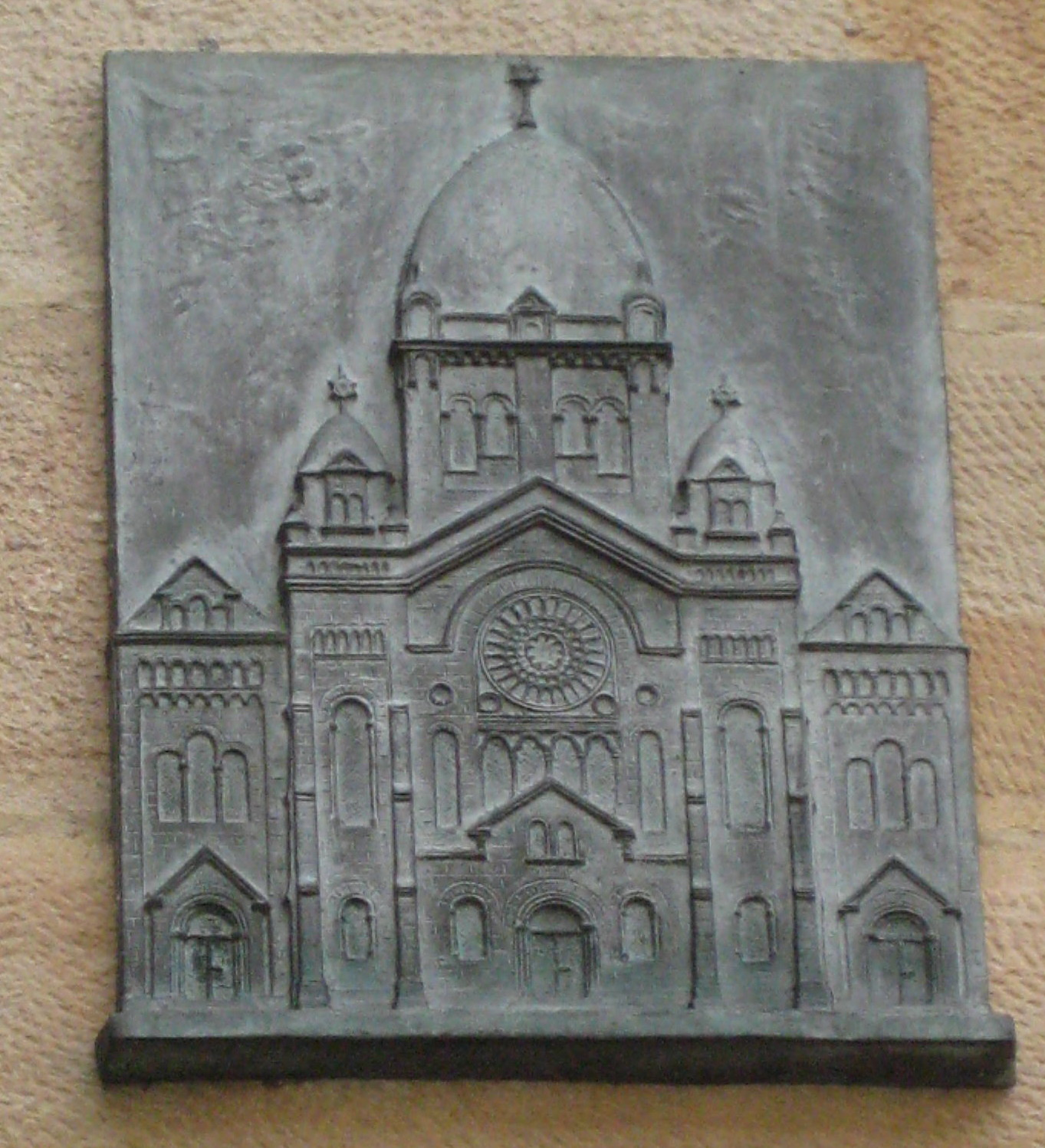
Gedenktafel Alte Synagoge von 1978
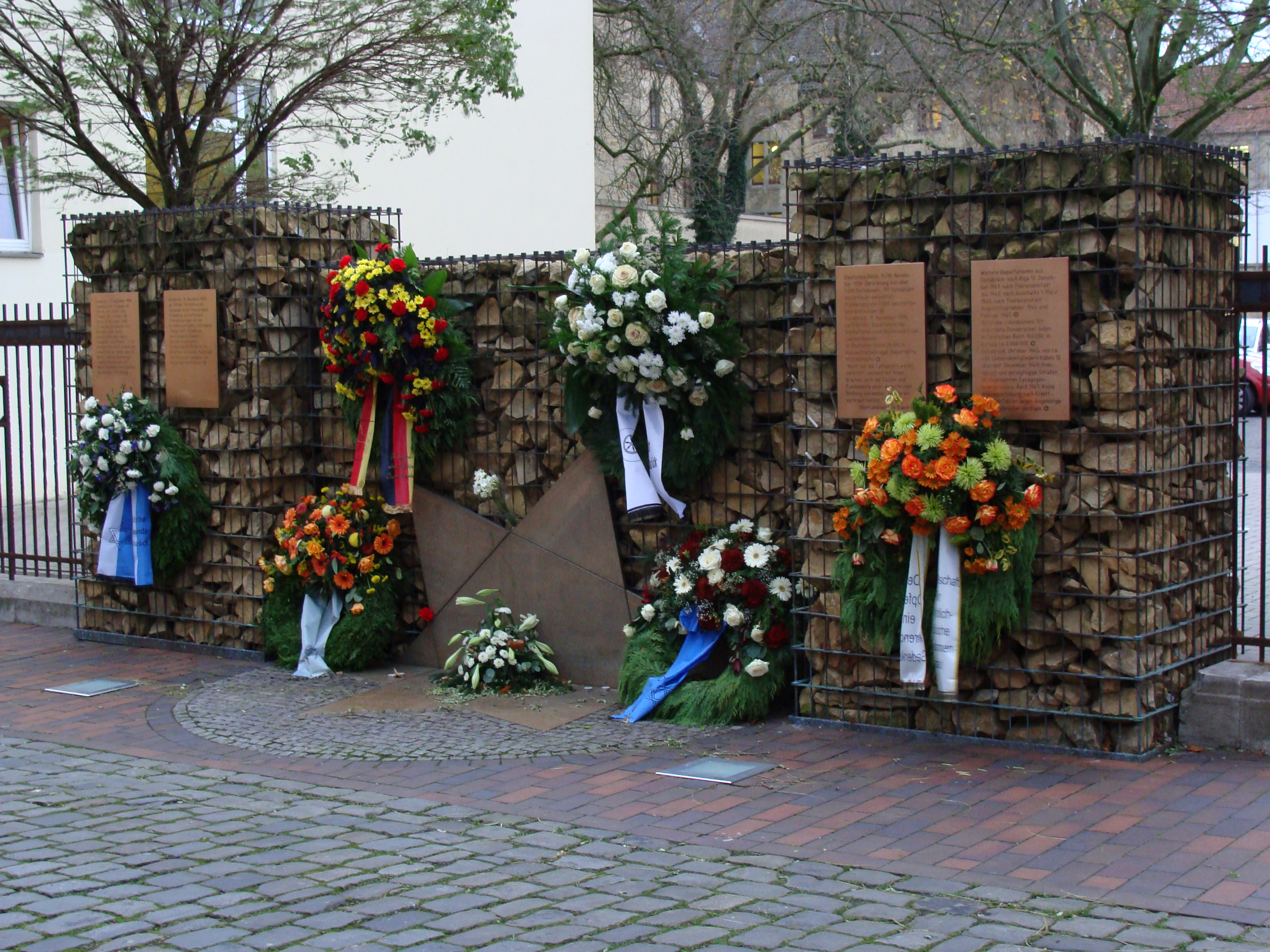
Mahnmal Alte Synagoge von 2004

### Konfessionsstatistik
Im Jahre 1812 waren gut 60 % der Einwohner lutherisch, während knapp 40 % dem katholischen Glauben angehörten. Abgesehen von der Neustadt, in der die Katholiken über eine Mehrheit verfügten, waren alle anderen Teile der Innenstadt mehrheitlich lutherisch:
|                         |               | Lutheraner | Lutheraner | Reformierte | Reformierte | Katholiken | Katholiken | Juden  | Juden  |
| Laischaft               | Einwohnerzahl | Anzahl     | Anteil     | Anzahl      | Anteil      | Anzahl     | Anteil     | Anzahl | Anteil |
| ----------------------- | ------------- | ---------- | ---------- | ----------- | ----------- | ---------- | ---------- | ------ | ------ |
| Markt und Haselaischaft | 2.062         | 1.197      | 58,05 %    | 45          | 2,18 %      | 810        | 39,28 %    | 10     | 0,48 % |
| Butenburg               | 2.105         | 1.603      | 76,15 %    | 40          | 1,90 %      | 457        | 21,71 %    | 5      | 0,24 % |
| Neustadt                | 2.956         | 1.412      | 47,77 %    | 33          | 1,12 %      | 1.506      | 50,95 %    | 5      | 0,17 % |
| Johannislaischaft       | 2.106         | 1.341      | 63,68 %    | 23          | 1,09 %      | 741        | 35,19 %    | 1      | 0,05 % |
| Gesamt                  | 9.229         | 5.553      | 60,17 %    | 141         | 1,53 %      | 3.514      | 38,08 %    | 21     | 0,23 % |

Am Ende des 19. Jahrhunderts waren knapp zwei Drittel der Stadtbevölkerung evangelisch, während etwas mehr als ein Drittel katholisch war. Seitdem wuchs der Anteil der Katholiken bis zum Beginn des Zweiten Weltkriegs auf knapp 38 % an, während der der Protestanten auf etwa 56 % sank.
| [ 102 ] |               | Protestanten | Protestanten | Katholiken | Katholiken | Sonstige Christen | Sonstige Christen | Juden  | Juden  | Sonstige bzw. Konfessionslose | Sonstige bzw. Konfessionslose |
| Jahr    | Einwohnerzahl | Anzahl       | Anteil       | Anzahl     | Anteil     | Anzahl            | Anteil            | Anzahl | Anteil | Anzahl                        | Anteil                        |
| ------- | ------------- | ------------ | ------------ | ---------- | ---------- | ----------------- | ----------------- | ------ | ------ | ----------------------------- | ----------------------------- |
| 1890    | 39.929        | 25.740       | 64,46 %      | 13.628     | 34,13 %    | N/A               | –                 | 423    | 1,06 % | 138                           | 0,35 %                        |
| 1900    | 51.573        | 33.051       | 64,09 %      | 17.844     | 34,60 %    | N/A               | –                 | N/A    | –      | 678                           | 1,31 %                        |
| 1910    | 65.957        | 41.769       | 63,33 %      | 23.520     | 35,66 %    | N/A               | –                 | N/A    | –      | 668                           | 1,01 %                        |
| 1925    | 89.079        | 54.397       | 61,07 %      | 32.828     | 36,85 %    | 97                | 0,11 %            | 454    | 0,51 % | 1.303                         | 1,46 %                        |
| 1933    | 94.277        | 56.919       | 60,37 %      | 35.438     | 37,59 %    | 20                | 0,02 %            | 403    | 0,43 % | 1.497                         | 1,59 %                        |
| 1939    | 97.918        | 55.099       | 56,27 %      | 36.934     | 37,72 %    | 424               | 0,43 %            | 122    | 0,12 % | 5.339                         | 5,45 %                        |

Infolge der umfangreichen Eingemeindungen von 1970/1972 sowie bedingt durch die demographischen Veränderungen seit dem Zweiten Weltkrieg waren im Jahr 2011 58.430 Einwohner Osnabrücks katholisch (38,3 %), 51.800 evangelisch (34,0 %) und 2.980 orthodox (2,0 %). 5.740 Einwohner (3,8 %) gehörten einer sonstigen und 32.310 (21,2 %) keiner öffentlich-rechtlichen Religionsgemeinschaft an. Nach einer Berechnung aus den Zensuszahlen für die Personen mit Migrationshintergrund lag der Bevölkerungsanteil der Muslime in Osnabrück 2011 bei 5,3 Prozent (rund 8.200 Personen).
Nach der städtischen Statistik waren 2015 33,4 % der Einwohner Osnabrücks katholisch und 30,8 % evangelisch. 35,8 % gehörten keiner der beiden großen christlichen Konfessionen an.
Zum 31. Dezember 2018 gehören 48.341 (28,6 %) Personen zur evangelischen Konfession und 53.275 (31,5 %) zur katholischen. 67.226 (40,0 %) haben keine Angaben gemacht oder gehören zu sonstigen Religionsgemeinschaften. Ende Dezember 2023 waren nach Recherchen der Forschungsgruppe Weltanschauungen in Deutschland 26,8 % der Einwohner der Stadt römisch-katholisch, 24,2 % evangelisch und 49 % waren konfessionsfrei oder gehörten einer sonstigen Religionsgemeinschaft an.
In Osnabrück ist die Zahl der Kirchenaustritte gestiegen. Bis Mitte Dezember 2023 waren es bereits 2842 (fast 2 % der Gesamtbevölkerung), im gesamten Jahr 2022 waren es 2524 (zirka 1,5 % der Gesamtbevölkerung). 2021 gab es 1500 Kirchenaustritte (1 % der Gesamtbevölkerung).

## Politik

### Geschichte
An der Spitze der Stadt Osnabrück stand schon seit dem 14. Jahrhundert ein Rat, der sich aus einem Alten Rat und einem sitzenden Rat aufteilte. Dem Rat stand ein Bürgermeister vor. Gegenüber dem Bischof konnte sich die Stadt schon sehr früh verschiedene Freiheiten erwerben, doch reichte es nie zur vollständigen Reichsfreiheit. Nach vorübergehender Zugehörigkeit zu Frankreich, in der die Mairieverfassung galt, standen in hannoverischer Zeit ein Verwaltungs- und ein Justizbürgermeister an der Spitze der Stadt. 1851 wurde die hannoversche Städteordnung eingeführt. Danach gab es einen Bürgermeister, der meist den Titel Oberbürgermeister erhielt. Während der Zeit des Nationalsozialismus wurde dieser von der NSDAP eingesetzt, es blieb allerdings Erich Gaertner.
Seit 1946 wird der Oberbürgermeister nach den jeweiligen Regeln des niedersächsischen Kommunalrechts gewählt – zunächst ehrenamtlich nach dem Modell der zweigleisigen Norddeutschen Ratsverfassung, seit 1997 eingleisig als hauptamtliche Verwaltungsspitze (vgl. dazu ausführlich: Eingleisigkeit, Gemeindeordnungen in Deutschland). Als erster hauptamtlicher Oberbürgermeister amtierte von 1997 bis 2006 der SPD-Politiker Hans-Jürgen Fip, der zuvor schon sechs Jahre als ehrenamtlicher Oberbürgermeister tätig gewesen war. Seit der Kommunalwahl 2006 war Boris Pistorius, ebenfalls SPD, Oberbürgermeister. Am 19. Februar 2013 wurde Pistorius als neuer niedersächsischer Innenminister vereidigt. Bei der Neuwahl am 22. September 2013 erreichte kein Kandidat die absolute Mehrheit. Zur Stichwahl am 6. Oktober 2013 kandidierten Birgit Bornemann (SPD) aus Osnabrück und Wolfgang Griesert (CDU) aus Krefeld. Griesert gewann die Wahl mit 54,85 % der abgegebenen Stimmen bei einer Wahlbeteiligung von 41,77 %. Nachdem Griesert zur Wahl 2021 nicht mehr angetreten war, wurde in einer Stichwahl am 26. September 2021 die CDU-Politikerin Katharina Pötter zur Nachfolgerin gewählt. Ihr Amt trat sie am 1. November an.
Im Jahr 2019 wurde der erste kommunale Bürgerentscheid in Osnabrück durchgeführt. Eine Initiative hatte sich für die Neugründung einer kommunalen Wohnungsbaugesellschaft in Osnabrück eingesetzt und im Rahmen eines Bürgerbegehrens rund 13.500 Unterschriften gesammelt. Dadurch wurde ein Bürgerentscheid zu diesem Thema erwirkt, der am 26. Mai, dem Wahltag der Europawahl 2019, durchgeführt wurde. Von den 74.802 Abstimmenden (56,6 % Beteiligung) stimmten 76,44 % für „Ja“ und 23,56 % für „Nein“, womit das Anliegen Erfolg hatte. Die Gründung der Gesellschaft unter dem Namen Wohnen in Osnabrück GmbH (WiO) wurde am 7. Juli 2020 schließlich einstimmig vom Rat bestätigt und am 8. Juli 2020 durchgeführt.

### Rat
Seit 2001 besteht der Rat der Stadt Osnabrück aus 50 Mitgliedern. Stimmberechtigt ist außerdem die oder der hauptamtliche und gesondert gewählte Oberbürgermeister(in). Der Stadtrat wird alle fünf Jahre von den Bürgern gewählt, zuletzt bei den Kommunalwahlen am 12. September 2021.
| Stadtratswahl Osnabrück 12.09.2021Amtliches Endergebnis; Wahlbeteiligung: 53,35 % (2016: 51,23 %) %3020100 29,2125,6423,346,404,633,501,921,621,421,251,07 GrüneCDUSPDFDPLinkeBOBfAfDPARTEIVoltUWGSonst.Gewinne und Verlusteim Vergleich zu 2016 %p 12 10 8 6 4 2 0 −2 −4 −6 −8−10−12+11,06−11,95−1,55+0,47−0,12−0,20+1,92+1,62+1,42−0,57−2,10GrüneCDUSPDFDPLinkeBOBAfDPARTEIVoltUWGSonst.Anmerkungen:f Bund Osnabrücker Bürger | Sitzverteilung im Rat der Stadt Osnabrück seit 2021Insgesamt 50 Sitze - Linke: 2 - PARTEI: 1 - SPD: 12 - Grüne: 14 - Volt: 1 - FDP: 3 - UWG: 1 - CDU: 13 - BOB: 2 - AfD: 1 |

| Parteien und Wählergemeinschaften | Parteien und Wählergemeinschaften              | 2021    | 2021  | 2016    | 2016  | 2011    | 2011  | 2006    | 2006  | 2001    | 2001  |
| Parteien und Wählergemeinschaften | Parteien und Wählergemeinschaften              | Prozent | Sitze | Prozent | Sitze | Prozent | Sitze | Prozent | Sitze | Prozent | Sitze |
| --------------------------------- | ---------------------------------------------- | ------- | ----- | ------- | ----- | ------- | ----- | ------- | ----- | ------- | ----- |
| Grüne                             | Bündnis 90/Die Grünen                          | 29,21   | 14    | 18,15   | 9     | 20,91   | 11    | 12,11   | 6     | 10,27   | 5     |
| CDU                               | Christlich Demokratische Union Deutschlands    | 25,64   | 13    | 37,59   | 19    | 35,17   | 18    | 38,41   | 19    | 43,01   | 23    |
| SPD                               | Sozialdemokratische Partei Deutschlands        | 23,34   | 12    | 24,89   | 13    | 29,88   | 15    | 34,73   | 18    | 31,67   | 17    |
| FDP                               | Freie Demokratische Partei                     | 6,40    | 3     | 5,93    | 3     | 4,61    | 2     | 9,96    | 5     | 10,89   | 5     |
| Linke                             | Die Linke                                      | 4,63    | 2     | 4,76    | 2     | 3,43    | 2     | 2,54    | 1     | 1,14    | 0     |
| BOB                               | Bund Osnabrücker Bürger                        | 3,50    | 2     | 3,70    | 2     | –       | –     | –       | –     | –       | –     |
| AfD                               | Alternative für Deutschland                    | 1,92    | 1     | –       | –     | –       | –     | –       | –     | –       | –     |
| Die PARTEI                        | Die PARTEI                                     | 1,62    | 1     | –       | –     | –       | –     | –       | –     | –       | –     |
| Volt                              | Volt Deutschland                               | 1,42    | 1     | –       | –     | –       | –     | –       | –     | –       | –     |
| UWG                               | Unabhängige Wählergemeinschaft Osnabrück-Stadt | 1,25    | 1     | 1,82    | 1     | 2,90    | 1     | 2,26    | 1     | 1,8     | 0     |
| dieBasis                          | Basisdemokratische Partei Deutschland          | 0,70    | 0     | –       | –     | –       | –     | –       | –     | –       | –     |
| Piraten                           | Piratenpartei Deutschland                      | –       | –     | 1,88    | 1     | 2,03    | 1     | –       | –     | –       | –     |
| BIG                               | Bündnis für Innovation und Gerechtigkeit       | –       | –     | 0,53    | 0     | 0,84    | 0     | –       | –     | –       | –     |
| DMD                               | Demokratische Mitte Deutschlands               | –       | –     | 0,53    | 0     | –       | –     | –       | –     | –       | –     |
| ödp                               | Ökologisch-Demokratische Partei                | –       | –     | –       | –     | 0,22    | 0     | –       | –     | 0,68    | 0     |
| DKP                               | Deutsche Kommunistische Partei                 | –       | –     | –       | –     | –       | –     | –       | –     | 0,38    | 0     |
| EB                                | Einzelbewerber                                 | 0,37    | 0     | 0,23    | 0     | –       | –     | –       | –     | 0,16    | 0     |
| Gesamt                            | Gesamt                                         |         | 50    |         | 50    |         | 50    |         | 50    |         | 50    |
| Wahlbeteiligung in Prozent        | Wahlbeteiligung in Prozent                     | 53,35   | 53,35 | 51,23   | 51,23 | 45,86   | 45,86 | 47,12   | 47,12 | 50,34   | 50,34 |

1. ↑  2006 als Osnabrücker LINKE WählerInnengemeinschaft (OsL)
2. ↑  2001 als Partei des Demokratischen Sozialismus (PDS)
3. ↑  2011 als Muslimisch-Demokratische Union (MDU)

→ Ergebnisse der Kommunalwahlen in Osnabrück

### Bürgermeister
- 1477–1504: Ertwin Ertman
- 1565–1587: Rudolf Hammacher
- 1636–1640: Wilhelm Pelzer
- 1647–1656: Gerhard Schepeler

Maire des Kantons Osnabrück (Stadt)
- 1808–1812: Heinrich David Stüve
- 1812–1813: Christian Franz Thorbecke

Justizbürgermeister von Osnabrück 1814–1852
- 1814–1833: August Eberhard Stüve
- 1833–1841: Arnold Heinrich Kemper
- 1841–1852: Wilhelm Stüve

Verwaltungsbürgermeister von Osnabrück 1814–1848
- 1814–1830: Christian Franz Thorbecke
- 1830–1832: Ludwig Wiethoff
- 1833–1848: Johann Carl Bertram Stüve

Bürgermeister beziehungsweise Oberbürgermeister von Osnabrück seit 1852

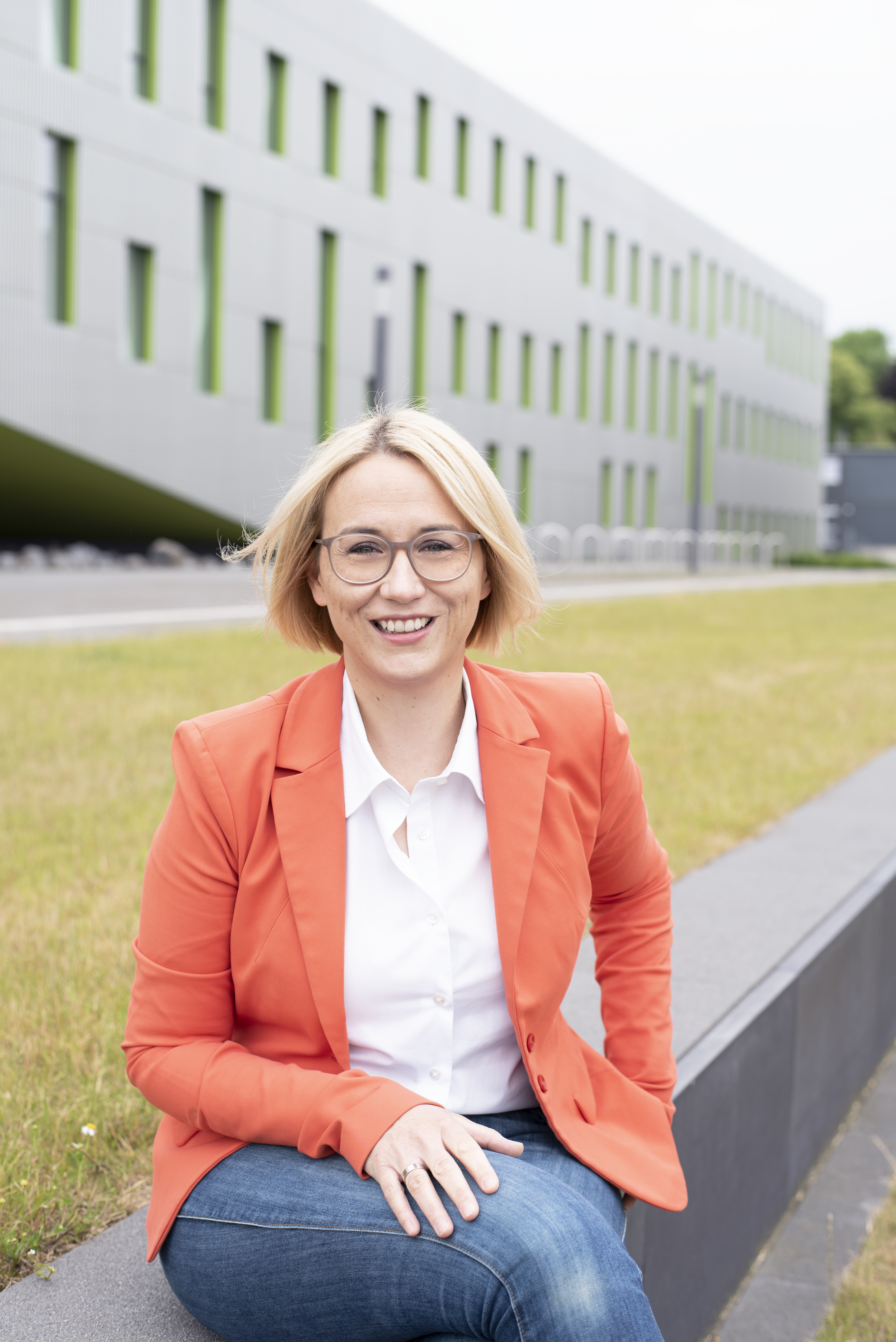
Katharina Pötter, amtierende Oberbürgermeisterin von Osnabrück

- 1852–1864: Johann Carl Bertram Stüve (liberal), Bürgermeister
- 1865–1869: Johannes von Miquel (bis 1867 DFP, dann NLP), Bürgermeister, ab 1869 Oberbürgermeister
- 1870–1876: Johann Werner Detering (linksliberal), Oberbürgermeister (vertretungsweise)
- 1876–1880: Johannes von Miquel (NLP), Oberbürgermeister
- 1880–1888: Heinrich Brüning (NLP), Oberbürgermeister
- 1888–1897: Bernhard Dietrich Friedrich Möllmann (parteilos), Bürgermeister, ab 1892 Oberbürgermeister
- 1898–1901: Karl Westerkamp, Bürgermeister (parteilos), ab 1899 Oberbürgermeister
- 1901–1927: Julius Rißmüller, Bürgermeister (parteilos), ab 1904 Oberbürgermeister
- 1927–1945: Erich Gaertner (DVP bis 1933, dann parteilos, ab 1937 NSDAP), Oberbürgermeister
- 1945: Johannes Petermann (CDU), amtierender Oberbürgermeister
- 1945: Wilhelm Rosenbrock, amtierender Oberbürgermeister
- 1945–1946: Willi Vollbrecht, amtierender Oberbürgermeister
- 1946: Adolf Kreft (CDU), Oberbürgermeister
- 1946–1948: Heinrich Herlitzius (SPD), Oberbürgermeister
- 1948–1949: Adolf Kreft (CDU), Oberbürgermeister
- 1949–1951: Heinrich Herlitzius (SPD), Oberbürgermeister
- 1951–1952: Friedrich Janssen (CDU), Oberbürgermeister
- 1952–1956: Heinrich Buddenberg (DP), Oberbürgermeister
- 1956–1959: Hellmut Drescher (SPD), Oberbürgermeister
- 1959–1972: Willi Kelch (SPD), Oberbürgermeister
- 1972–1981: Ernst Weber (SPD), Oberbürgermeister
- 1981–1985: Carl Möller (CDU), Oberbürgermeister
- 1985–1991: Ursula Flick (CDU), Oberbürgermeisterin
- 1991–2006: Hans-Jürgen Fip (SPD), Oberbürgermeister
- 2006–2013: Boris Pistorius (SPD), Oberbürgermeister
- 2013–2021: Wolfgang Griesert (CDU), Oberbürgermeister
- seit 2021: Katharina Pötter (CDU), Oberbürgermeisterin

Oberstadtdirektoren von Osnabrück 1945–1997 (zweigleisige Kommunalverfassung)
- 1946–1953: Willi Vollbrecht
- 1953–1960: Walter Wegner
- 1960–1972: Joachim Fischer
- 1972–1983: Raimund Wimmer
- 1983–1995: Dierk Meyer-Pries
- 1995–1997: Jörg Haverkämper (nach seinem Rücktritt führte bis zum Amtsantritt des ersten hauptamtlichen Oberbürgermeisters Fip vorübergehend Stadtdirektor Karl-Josef Leyendecker die Amtsgeschäfte)

### Bürgerforen
Osnabrück ist nicht in Stadtbezirke mit eigenen Stadtbezirksräten unterteilt. Die Ortsräte der Anfang der 1970er Jahre eingemeindeten Ortsteile wurden nach einem Ratsbeschluss im Jahr 1999 aufgelöst. Stattdessen wurden unterhalb der Ebene des Stadtrates 14 Bürgerforen eingerichtet, um Bürgerbeteiligung auf Stadtbezirksebene zu ermöglichen. Bis zu vier Stadtteile sind zu einem Bezirk zusammengelegt, wobei sich die Bezirksgrenzen an den Zuständigkeitsbereichen der alten Ortsräte orientieren und dadurch teils erheblich von den heutigen Stadtteilgrenzen abweichen. Die Foren werden mindestens halbjährlich abwechselnd in digitaler und Präsenzform abgehalten und entsprechen dem Charakter einer Bürgerversammlung. Sie dienen einerseits Rat und Stadtverwaltung als Medium zur Bürgerinformation, andererseits interessierten Bürgern und Bürgervereinen als Plattform zur Diskussion und zum Einbringen von Themen aus dem jeweiligen Stadtteil/Bezirk in die stadtpolitische Debatte. Dazu können vonseiten der Bürger Tagesordnungspunkte angemeldet werden, deren Annahme oder Ablehnung jedoch der Stadtverwaltung vorbehalten ist. Direktdemokratische Entscheidungsgewalt wie bei einer Gemeindeversammlung besteht nicht. Die Sitzungen werden von dem Oberbürgermeister/der Oberbürgermeisterin oder einem Stellvertreter geleitet, außerdem nehmen Mitglieder des Rates an den Foren teil.

### Wappen

Das Osnabrücker Wappen-Rad

Das Wappen der Stadt Osnabrück zeigt in Silber ein sechsspeichiges stehendes schwarzes Rad. Die Stadtflagge ist weiß mit schwarzen Randstreifen, belegt mit dem Rad. Die Stadtfarben sind Schwarz und Silber.
Das Rad als Münzzeichen des Hochstifts Osnabrück ist schon seit dem 13. Jahrhundert in den Siegeln nachzuweisen, im Laufe der Geschichte wurde es in unterschiedlichen Formen abgebildet: Anfangs hatte es acht Speichen und war rot; seit 1496 ist es in schwarzer Farbe überliefert. Eine weitere Darstellung zeigt ein sechsspeichiges 'bewegtes’ Rad, das zwei Speichen parallel zum Boden abbildet (waagerecht, im Gegensatz zum stehenden Rad, bei dem zwei Speichen eine vertikale Linie bilden), das vom weltlichen Handel wie der Leinenherstellung zu Zeiten der mittelalterlichen Hanse benutzt wurde. Später wurde es erneut auch rot dargestellt. Das Rad des Bistums ist heute rot, das der Stadt schwarz, jeweils auf Silbergrund.
Das Rad wird als Teil des Wagens Gottes (currus Dei) gedeutet, ein Zeichen der Kirche und des Evangeliums im Laufe der Zeit.
Im 13. Jahrhundert war im Wappen neben dem Rad auch der Heilige Petrus als Patron des Domes abgebildet. Später wurde nur noch das Rad gezeigt.

### Städtepartnerschaften

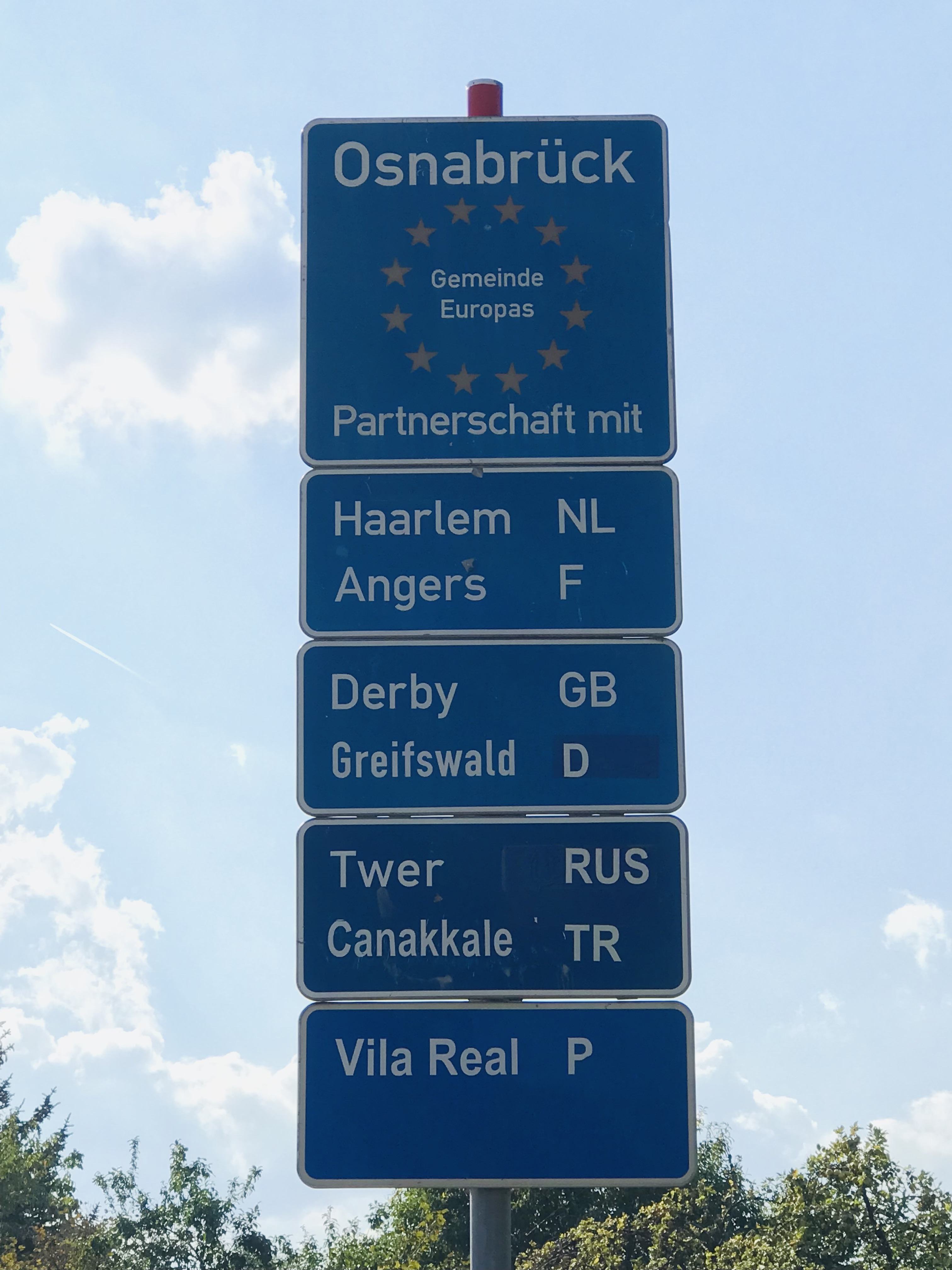
Tafel der Osnabrücker Städtepartnerschaften

Osnabrück unterhält Städtepartnerschaften und -freundschaften mit mehreren Städten. Als einmalig in Deutschland gilt der wechselseitige Austausch von offiziellen Städtebotschaftern mit den ausländischen Partnerstädten. Junge Frauen und Männer arbeiten für ein Jahr in der Stadtverwaltung der Partnerstadt. Dabei erledigen sie Aufgaben, die im Rahmen der jeweiligen Städtepartnerschaft anfallen.
Städtepartnerschaften
- Haarlem (Niederlande), seit 1961
- Angers (Frankreich), seit 1964[126]
- Derby (Vereinigtes Königreich), seit 1976
- Greifswald (Deutschland), seit 1988
- Twer (Russland), seit 1991 (ruht seit 2022 aufgrund des russischen Überfalls auf die Ukraine[127])
- Çanakkale (Türkei), seit 2004
- Vila Real (Portugal), seit 2005

Städtefreundschaften
- Gmünd in Kärnten (Österreich), seit 1971
- Evansville (Vereinigte Staaten), seit 1991
- Gwangmyeong (Republik Korea), seit 1997
- Hefei (Volksrepublik China), seit 2006

### Klimaschutz
Seit 2012 verfügt Osnabrück über einen Masterplan 100 % Klimaschutz, der darlegen soll, wie bis 2050 die CO2-Emissionen in der Stadt um 95 % und der Energieverbrauch um 50 % reduziert werden können (Bezugsjahr 1990). Die Stadt erhielt dafür als sogenannte Masterplan-Kommune Fördermittel vom Bund. Dabei kooperiert Osnabrück im Rahmen einer „Masterplan-Region“ mit den Landkreisen Osnabrück und Steinfurt sowie der Stadt Rheine.
Ein symbolischer Klimanotstand, wie in vielen anderen Gemeinden 2019 geschehen, wurde in Osnabrück bisher nicht ausgerufen. Im November 2019 wurde jedoch die Mitteilungsvorlage VO/2019/4559 beschlossen, nach der der Rat Auswirkungen auf das Klima bei relevanten Entscheidungen stärker berücksichtigen wird. Dabei sollen Lösungen bevorzugt werden, die sich positiv auf den Klimaschutz auswirken.
Nachdem im Jahr 2021 ein Bürgerbündnis mehr als 4200 Unterschriften für einen Einwohnerantrag gesammelt hatte, musste sich der Stadtrat mit der Frage befassen, wie die Stadt bis 2030 Klimaneutralität erreichen kann. In seiner Sitzung am 15. März 2022 wurde eine entsprechende Vorlage beschlossen, laut derer „der Rat Klimaneutralität soweit wie möglich bis 2030 an[strebt]“. Demnach soll die Stadtverwaltung bis 2030 und die städtischen Tochtergesellschaften bis 2035 klimaneutral werden. Die Klimaneutralität der gesamten Stadt muss bis spätestens 2040 erreicht sein. Mit der Vorlage wurde die Verwaltung beauftragt, einen Aktionsplan zu erarbeiten, der konkrete Maßnahmen zur Erreichung dieser Ziele anführt. Zur Finanzierung sollen Fördergelder beantragt werden.

### Landespolitik
Die Stadt Osnabrück ist in die beiden Landtagswahlkreise Osnabrück-Ost und Osnabrück-West eingeteilt. Direkt gewählter Abgeordneter im Wahlkreis Osnabrück-Ost ist Frank Henning (SPD), im Wahlkreis Osnabrück-West wurde bei der Landtagswahl 2022 Boris Pistorius (SPD) gewählt. Mit dessen Ernennung zum Bundesverteidigungsminister rückte im Januar 2023 Daniela Behrens nach.

## Kultur und Sehenswürdigkeiten

### Bauwerke

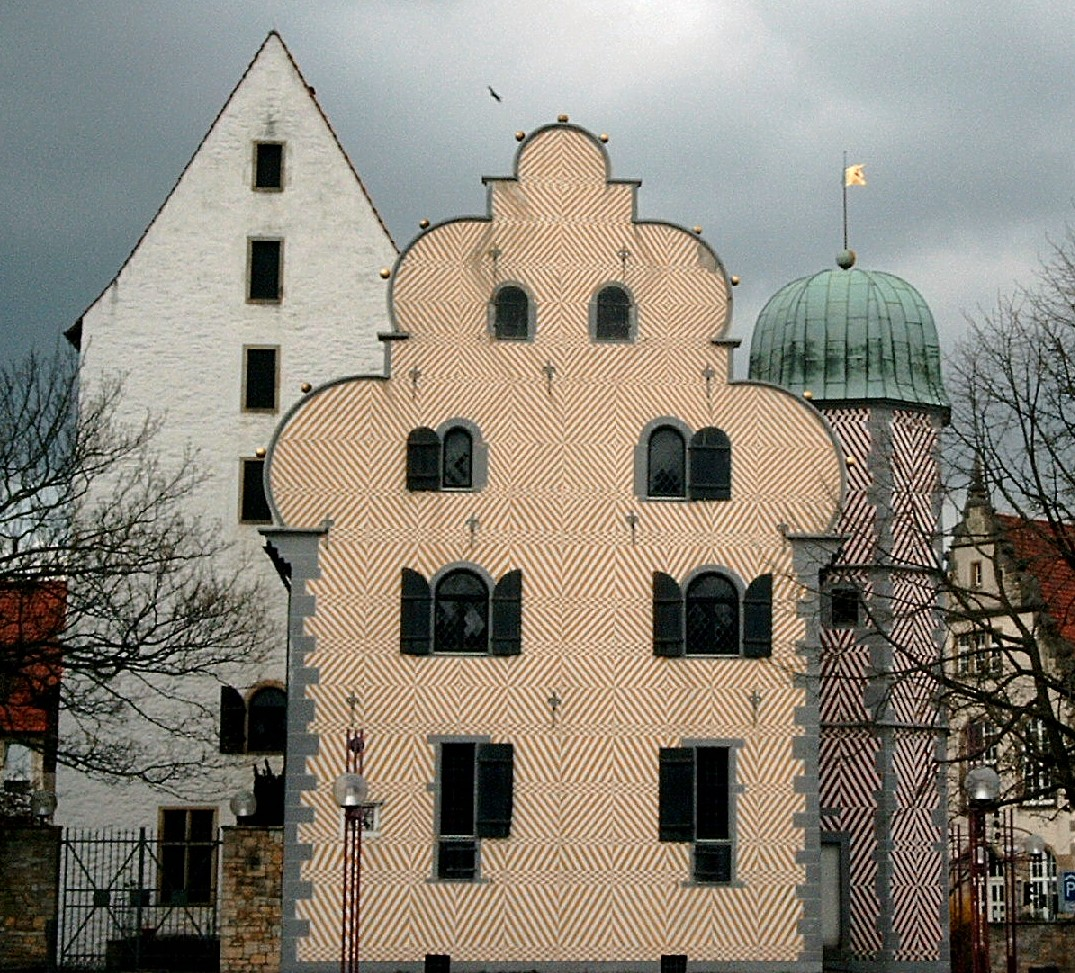
Der Ledenhof
mit Steinwerk (links), Palas (Mitte) und Treppenturm (rechts)

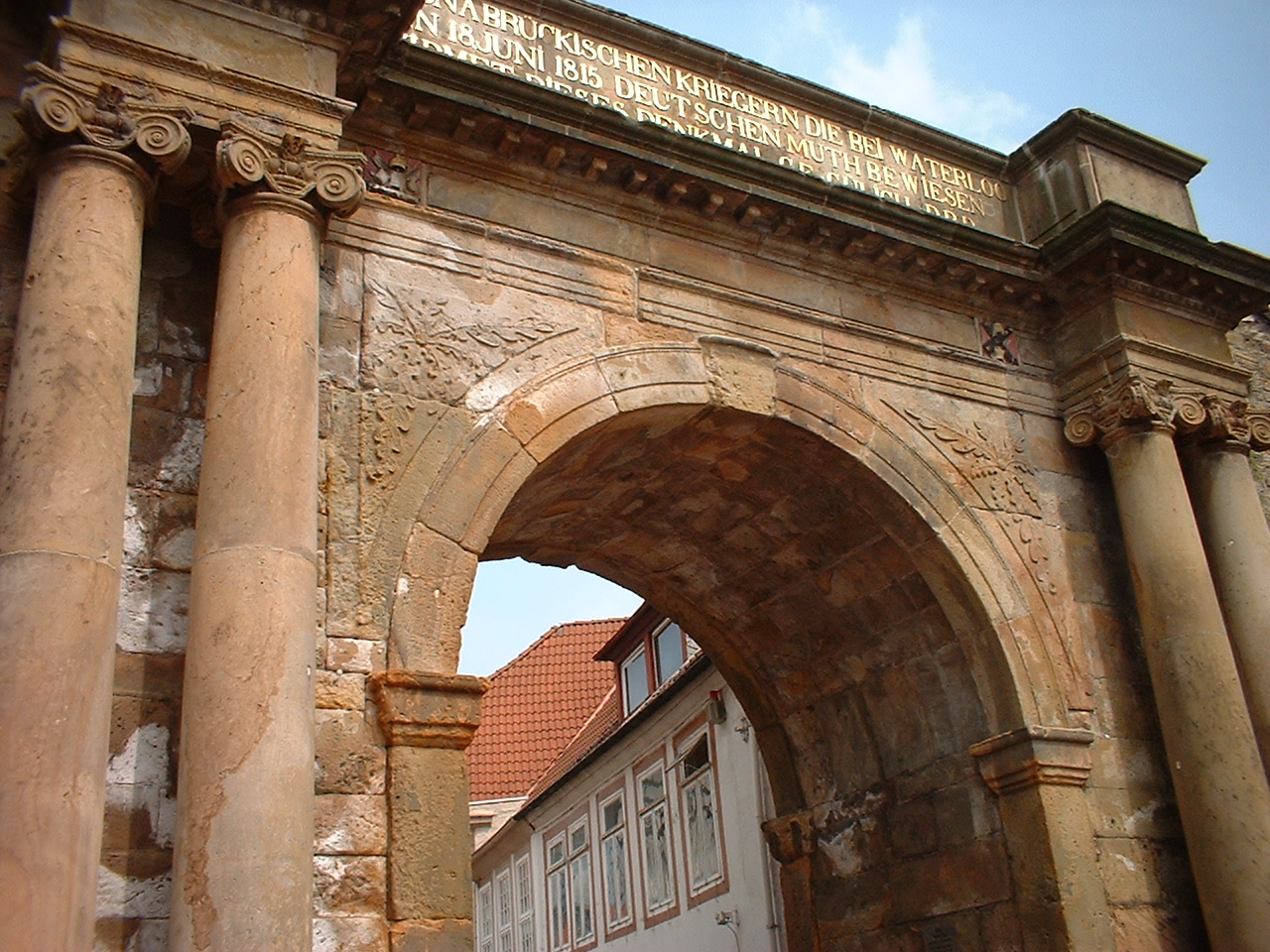
Waterloo-Tor am Heger Tor

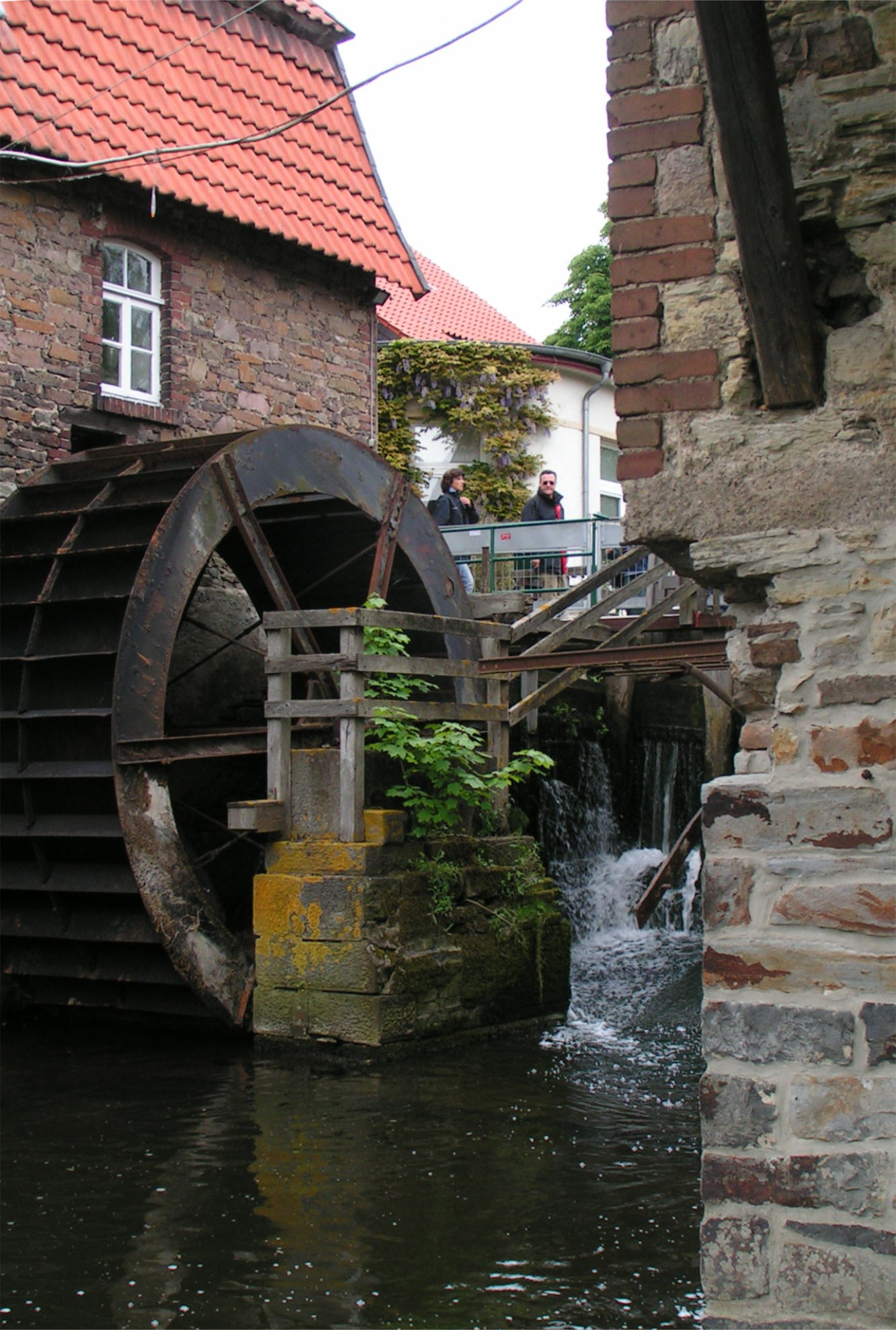
Nackte Mühle an der Nette

Das Osnabrücker Rathaus ist das Wahrzeichen der Stadt. Es wurde 1512 nach 25-jähriger Bauzeit im spätgotischen Stil fertiggestellt. In diesem Rathaus wurde 1648, neben dem Münsteraner Rathaus, der Westfälische Friede ausgehandelt. Im Friedenssaal hängen heute 42 Porträtgemälde von den Herrschern sowie europäischen Gesandten aus jener Zeit. In der Schatzkammer ist eine Nachbildung der Friedensurkunde von 1648 zu sehen.
Das Osnabrücker Schloss im Barockstil stammt aus der zweiten Hälfte des 17. Jahrhunderts. Es war die Residenz des protestantischen Fürstbischofs Ernst August I. von Braunschweig-Lüneburg und seiner Frau Sophie von der Pfalz. Das Schloss wurde im Zweiten Weltkrieg bis auf die Außenmauern zerstört und nach Kriegsende wieder aufgebaut. Es diente ab 1953 als Pädagogische Hochschule und ist seit 1974 Sitz der Universität Osnabrück. Der südlich gelegene Schlosspark ist Versailles nachempfunden und wurde zwischen 1966 und 1969 wieder hergestellt.
Der Bucksturm wurde Anfang des 13. Jahrhunderts als Wachturm an der Stadtmauer errichtet. Im Mittelalter war im Turm das Städtische Gefängnis untergebracht. Zusätzlich kam während der Hexenverfolgung im 16. und 17. Jahrhundert die Funktion einer Folterkammer hinzu.
Das heutige Heger Tor erinnert in seinem Erscheinungsbild an eine Wehranlage. Die ursprüngliche Wehranlage, bestehend aus Turm, Tor, Bastion, Zwinger und Durchfahrt, wurde um 1815 weitgehend abgerissen. An dieser Stelle wurde 1817 das Waterloo-Tor errichtet, also zwei Jahre nach dem weitestgehenden Abriss der eigentlichen Wehranlagen. Es erinnert an die Osnabrücker Krieger der King’s German Legion, die in der Schlacht bei Waterloo kämpften. Gestiftet wurde das Tor durch Gerhard Friedrich von Gülich, der Johann Christian Sieckmann mit dem Entwurf des Tores beauftragte. Es trägt die Inschrift „Den Osnabrückischen Kriegern, die bei Waterloo den 18. Juni 1815 deutschen Muth bewiesen, widmet dieses Denkmal G. F. v. Gülich D.R.D.R.“. Auf dem Tor befindet sich eine Aussichtsplattform, von der aus man über die Dächer der Altstadt blickt. Die Plattform ist über Rampen und Treppen zu erreichen. Der Platz um das Waterloo-Tor wird heute dennoch als Heger Tor bezeichnet, da es den Eingang aus der Altstadt in die Heger Laischaft bezeichnet.
Die Kirche St. Marien war im Gegensatz zum Dom die Kirche der Bürger. Aufgrund von Bestattungen, die um 800 stattfanden, wird davon ausgegangen, dass sich an heutiger Stelle bereits ein Vorgängerbau aus Holz befand. Dies ist jedoch nicht belegt. Im 10./11. Jahrhundert entstand ein einschiffiger Saalbau mit Turm, der bereits im 13. Jahrhundert um die beiden Seitenschiffe erweitert wurde. In der ersten Hälfte des 15. Jahrhunderts kamen Chor und Chorgewölbe dazu. Seit dem 13. Jahrhundert wurde sie im Stil einer gotischen Hallenkirche umgebaut. Auch heute noch ist dieses Aussehen prägend für den Osnabrücker Marktplatz, da die Kirche eine architektonische Einheit mit dem Rathaus und der Stadtwaage bildet. Im Innern befinden sich unter anderem das Triumphkreuz aus dem 13. Jahrhundert und der Hauptaltar, der von 1510 bis 1515 in Antwerpen gefertigt wurde. Im Chorumgang sind Grabsteine in den Boden eingelassen, auch der Grabstein von Justus Möser, einem bedeutenden Osnabrücker Staatsmann und Juristen. Den 79 Meter hohen Turm kann man über 190 Stufen besteigen und erhält einen Blick über Osnabrück. Die im Zweiten Weltkrieg völlig zerstörte kupferne Turmspitze wurde Anfang der 1960er-Jahre wieder aufgebaut.
Der Dom St. Peter wurde 785 an der heutigen Stelle geweiht. Der heutige Bau entstand von 1218 bis 1277. Die Kathedralkirche wurde im spätromanischen Stil erbaut. Ursprünglich verfügte der Dom über Zwillingstürme, jedoch wurde der Nordwestturm im 15. Jahrhundert durch einen dickeren gotischen Turm ersetzt. Im Innern finden sich unter anderem ein bronzenes Taufbecken von 1225 und ein großes Triumphkreuz, entstanden gegen Ende des 12. Jahrhunderts. Es zählt mit seiner Höhe von fast sechs Metern und dem Korpus von 3,80 Meter Länge zu den größten seiner Art in Europa. In Domnähe lebte von 1210 bis 1233 der aus Groningen stammende Einsiedler und später heiliggesprochene Reiner von Osnabrück. Vor dem Dom steht das Standbild des Löwenpudels.
Zu den im Mittelalter gegründeten Klöstern gehören das Kloster Gertrudenberg sowie das Dominikanerkloster zum heiligen Kreuz. Sie wurden 1803 im Zuge des Reichsdeputationshauptschlusses aufgehoben und die bis heute erhaltenen Gebäude anderen Zwecken zugeführt.
Die Bauzeit des Pernickelturmes ist unbekannt. Er wird in der ersten Hälfte des 13. Jahrhunderts erstmals erwähnt und diente als Wachturm und zum Schutz der Pernickelmühle, wie man an den Schießscharten erkennen kann. Der Turm wird seit dem 19. Jahrhundert als Wohngebäude genutzt, weshalb sein Inneres nicht mehr dem Ursprung entspricht. Die Pernickelmühle wurde 1891 zerstört und kurz darauf am anderen Ufer der Hase wiederaufgebaut.
Ein weiterer Turm der historischen Stadtbefestigung ist der Anfang des 16. Jahrhunderts errichtete Bürgergehorsam.
Die Bauepoche des Klassizismus wurde mit der 1785 mit der Fertigstellung der Fürstbischöflichen Kanzlei begonnen. Bauwerke des Klassizismus sind auch das Wohn- und Geschäftshaus Haus Tenge sowie das Gebäude Große Straße 43.

#### Kirchen
- Gertrudenkirche des ehemaligen Klosters Gertrudenberg
- Kirchen
  - Dom St. Peter (Osnabrück), siehe oben
  - Marienkirche
  - Katharinenkirche
  - Lutherkirche
  - Melanchthonkirche
  - St. Joseph
  - St. Johann
- Bürgerbrunnen
- Romanische Steinwerke Dielingerstraße, Bierstraße und Ledenhof
- Krahnstraße 4, ältestes Fachwerkdielenhaus der Stadt

Ehemalige Bauwerke in Osnabrück sind die Festung Petersburg sowie das Alte Rathaus, das 1836 abgerissen wurde.

### Kunst im öffentlichen Raum

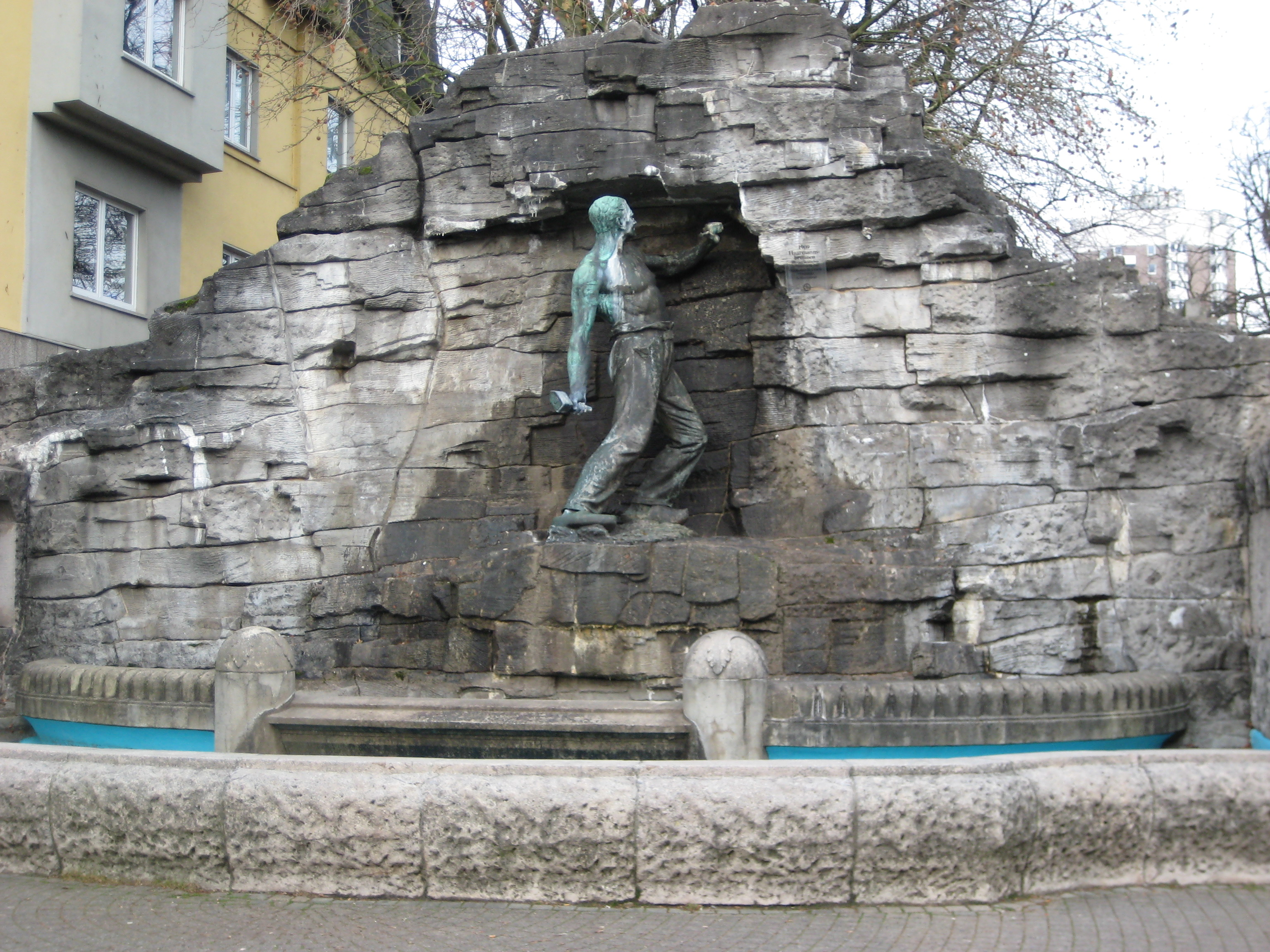
Haarmannsbrunnen
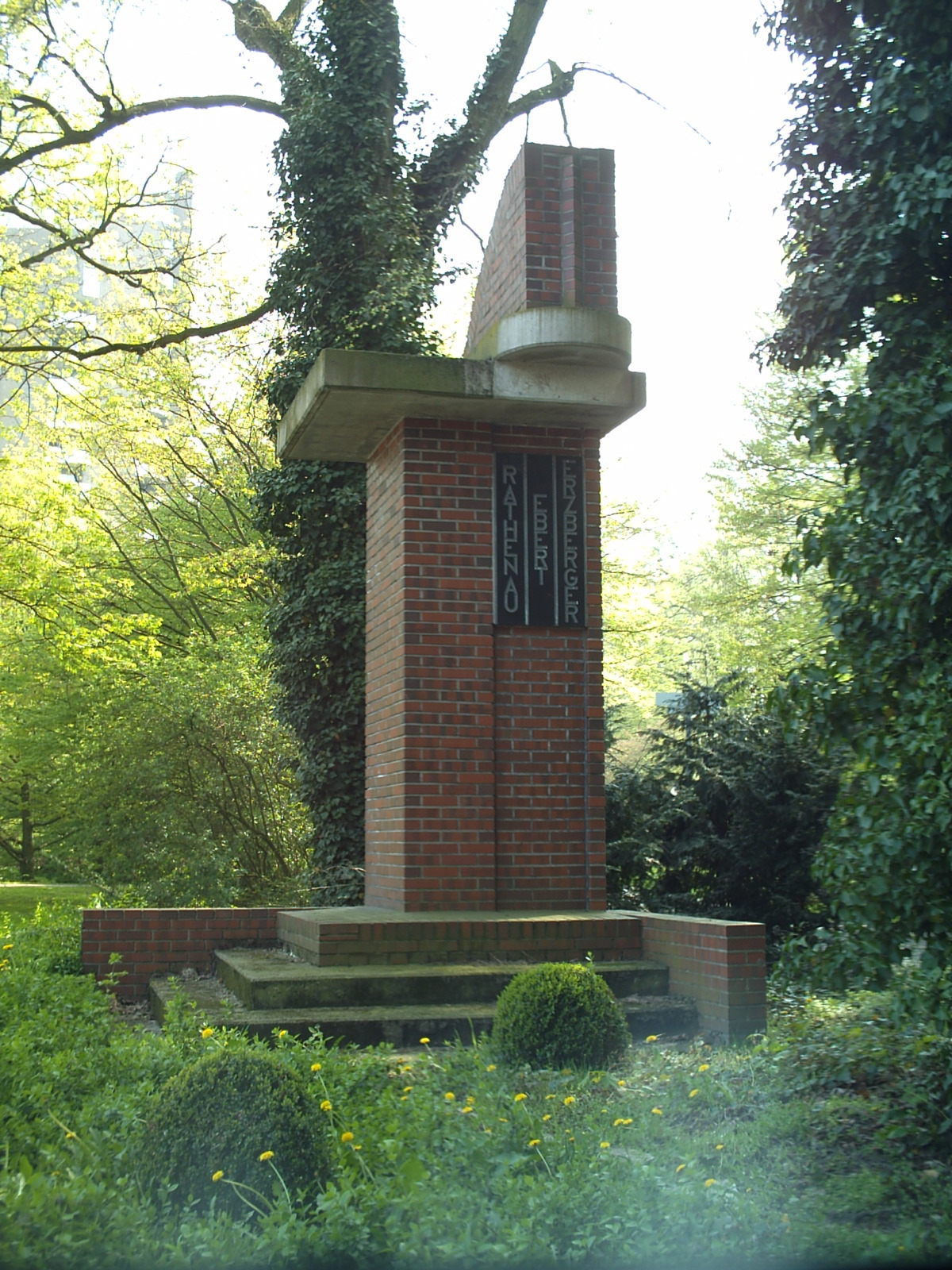
Ebert-Erzberger-Rathenau-Mahnmal
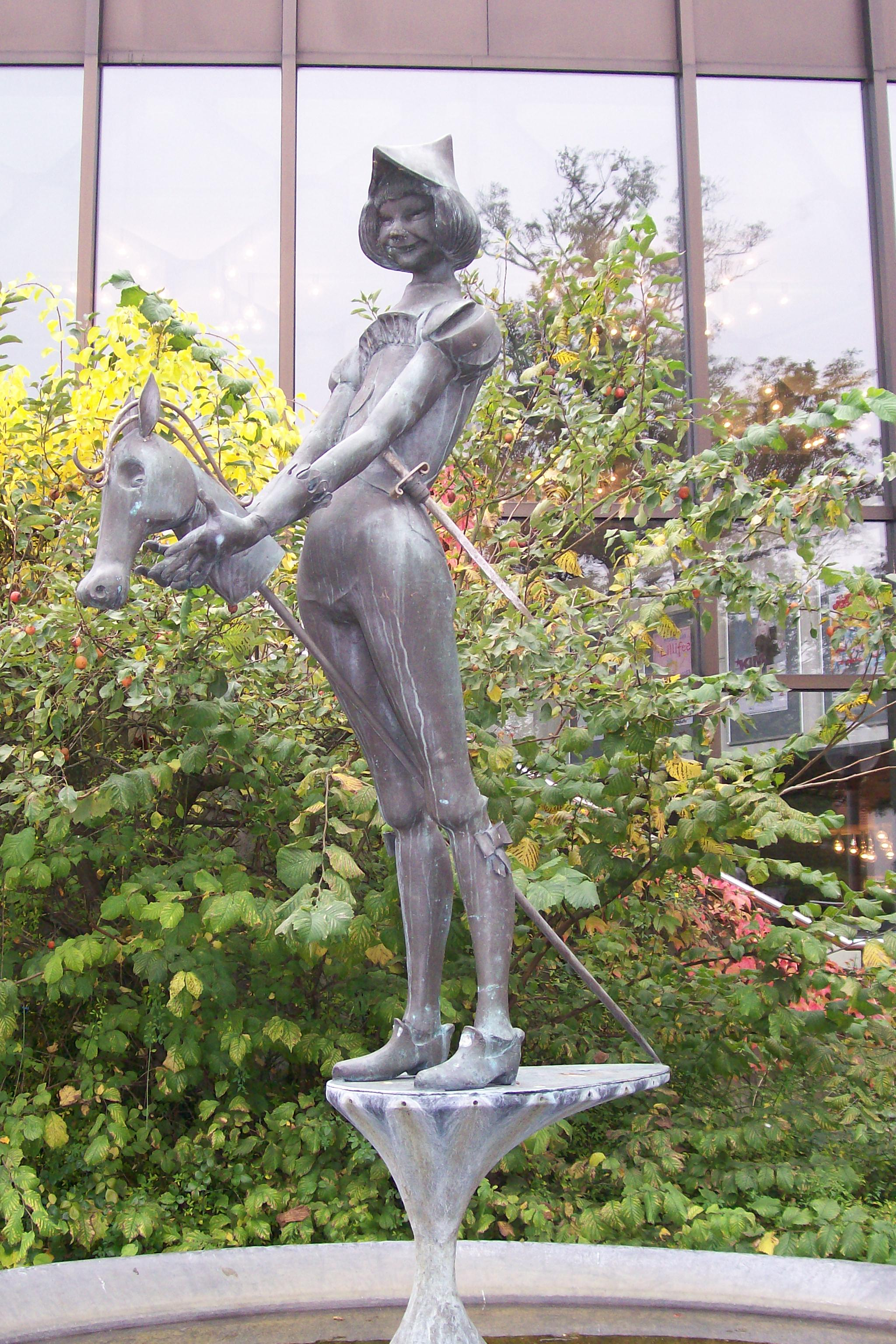
Die Plastik des Steckenpferdreiters setzt dem Steckenpferdreiten im Oktober ein Denkmal
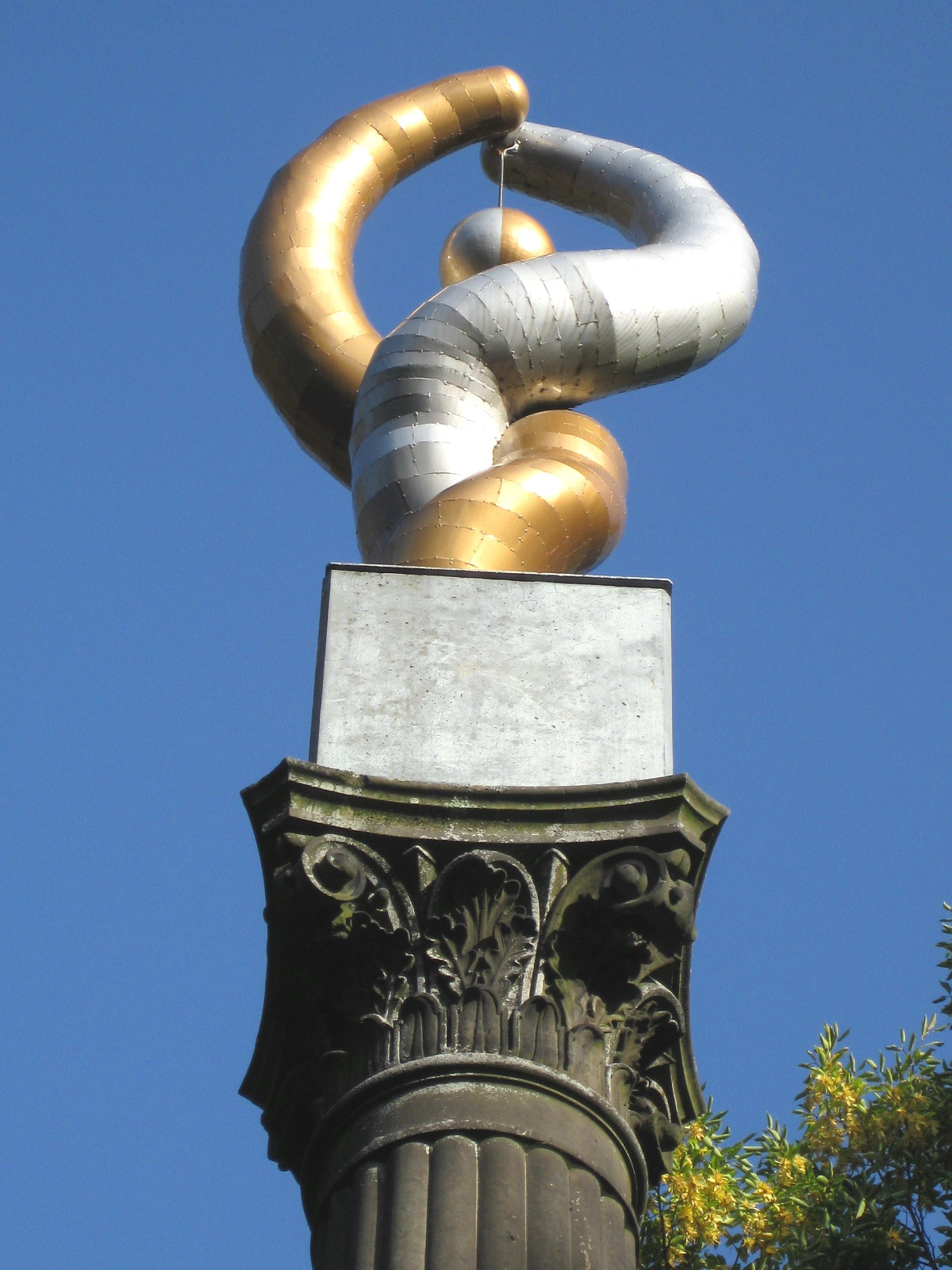
Die Skulptur Die schützende Torsion auf dem Ehrenmal auf dem Straßburger Platz
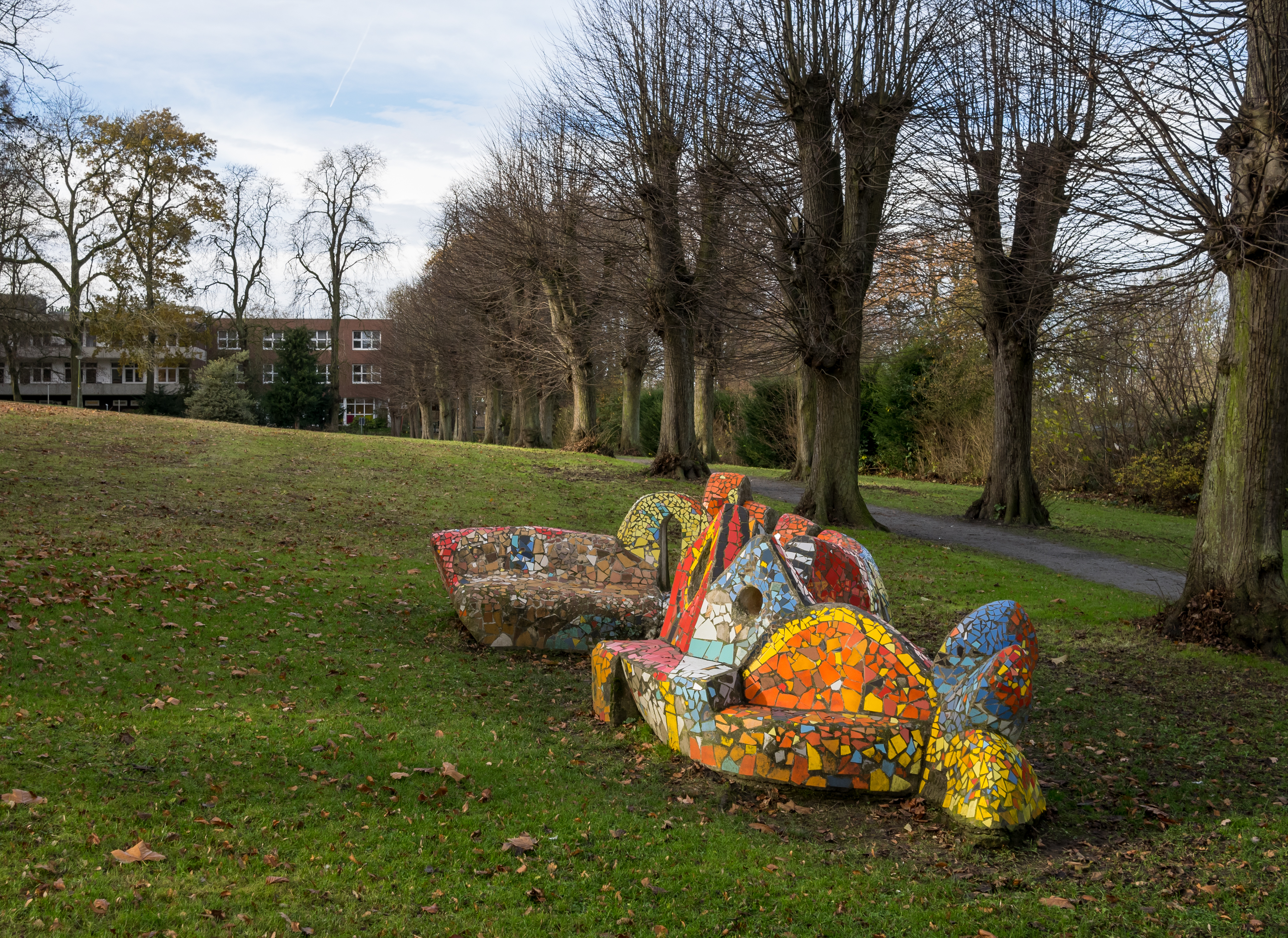
Mosaikbank im Gaudí-Stil im Bürgerpark

Eines der bekanntesten Denkmäler Osnabrücks ist der Haarmannsbrunnen am Herrenteichswall. Der Stahlwerksdirektor und Senator August Haarmann stiftete 1909 den Brunnen, um dem Bergmannsberuf ein Denkmal zu setzen. Die Brunnenanlage mit der leicht überlebensgroßen Bronzeskulptur eines Bergarbeiters wird in Osnabrück häufig fälschlich mit dem Grubenunglück am Piesberg von 1893 in Zusammenhang gebracht, bei dem mehrere Bergleute bei einem Wassereinbruch während des Steinkohlenabbaus am Piesberg ums Leben kamen.
Das Ebert-Erzberger-Rathenau-Mahnmal am Herrenteichswall erinnert an die drei bedeutenden Politiker der Weimarer Republik. Die abstrakt gestaltete Denkmalskulptur symbolisiert die Demokratie und ist wahrscheinlich das einzige Denkmal in Deutschland, das diese drei Persönlichkeiten würdigt. 1928, bei der Errichtung des Denkmals, kam es zu Protesten der politischen Rechten, und bereits am 15. Mai 1933 wurde die Skulptur von SA-Mitgliedern entfernt. Erst Anfang der 1980er Jahre wurde sie durch die Stadt wieder aufgebaut. Eine Inschriftenrolle, die ein mutiger Bürger beim Abriss des Denkmals heimlich sicherte, wurde bei der Wiederherstellung in die Skulptur integriert.
Das Ehrenmal auf dem Straßburger Platz nach dem Entwurf des Stadtbaumeisters Emil Hackländer (1830–1902) ist dem Gedächtnis der Gefallenen des Deutsch-Französischen Kriegs 1870/1871 aus dem Fürstentum Osnabrück gewidmet. Es wurde 1880 auf dem Neumarkt errichtet und 1928 auf den Straßburger Platz im Stadtteil Westerberg versetzt. Die allegorische Germania-Skulptur wurde im Zweiten Weltkrieg eingeschmolzen. Mit der Skulptur „Die schützende Torsion“ nach einem Entwurf von Schülerinnen des Ratsgymnasiums setzt es nun der deutsch-französischen Freundschaft ein Denkmal.

### Grünflächen und Naherholung

#### Grünflächen und Parks
- Der Schlossgarten wurde im 17. Jahrhundert angelegt und maßgeblich von Sophie von der Pfalz gestaltet. Heute stellt er einen beliebten Treffpunkt in der Innenstadt dar.
- Der älteste öffentliche Park der Stadt Osnabrück ist der Bürgerpark auf dem Gertrudenberg nordöstlich der Altstadt mit einem wertvollen alten Baumbestand. Durch die Beschilderung der Bäume hat der Bürgerpark den Charakter eines Arboretums.[135]
- Seit 1984 betreibt die Universität Osnabrück in einem alten Steinbruch auf dem Westerberg den 5,6 ha großen Botanischen Garten Osnabrück.[136]
- Im Südwesten des Stadtteils Eversburg bzw. an der Grenze zwischen Atter und Westerberg befindet sich ein großes Naherholungsgebiet mit dem Rubbenbruchsee.
- Der ehemalige Zechenstandort Piesberg wird seit der Stilllegung der dortigen Mülldeponie in 2005 schrittweise zu einem Kultur- und Landschaftspark ausgebaut.
- Entlang der Fließgewässer Hase, Nette und Düte befinden sich Grünflächen, die zur Naherholung genutzt werden. Der Hasepark auf dem früheren Klöckner-Gelände östlich des Hauptbahnhofs ist hier zu nennen.[137] Am Flusslauf der Hase besteht innerhalb der Stadtgrenzen ein System von Uferwegen für den Fuß- und Radverkehr.
- An der Hase in der Innenstadt liegt außerdem der Herrenteichswall, ein erhaltenes Teilstück der historischen Stadtmauer, mit einer denkmalgeschützten Winterlinden-Allee.

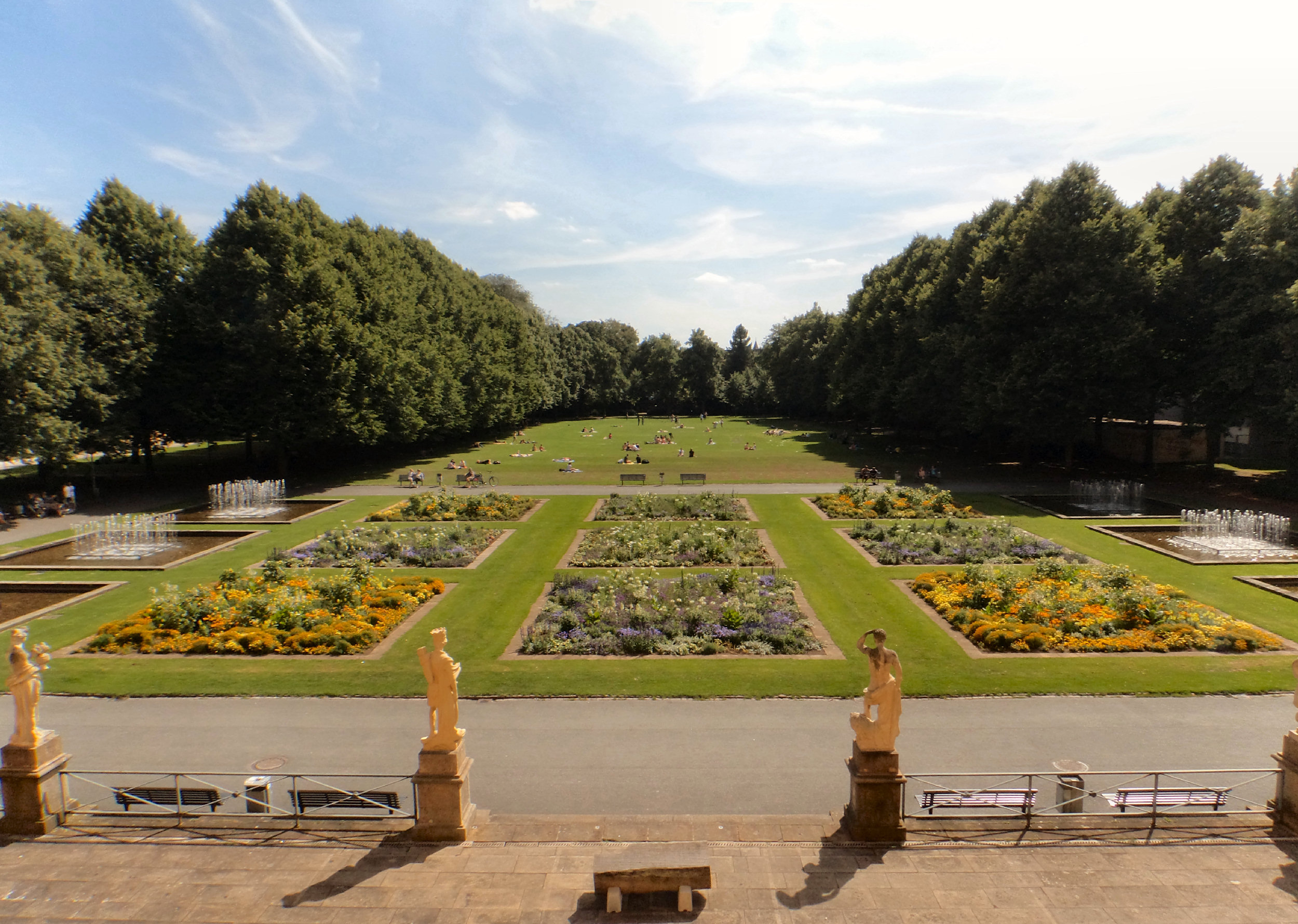
Schlossgarten
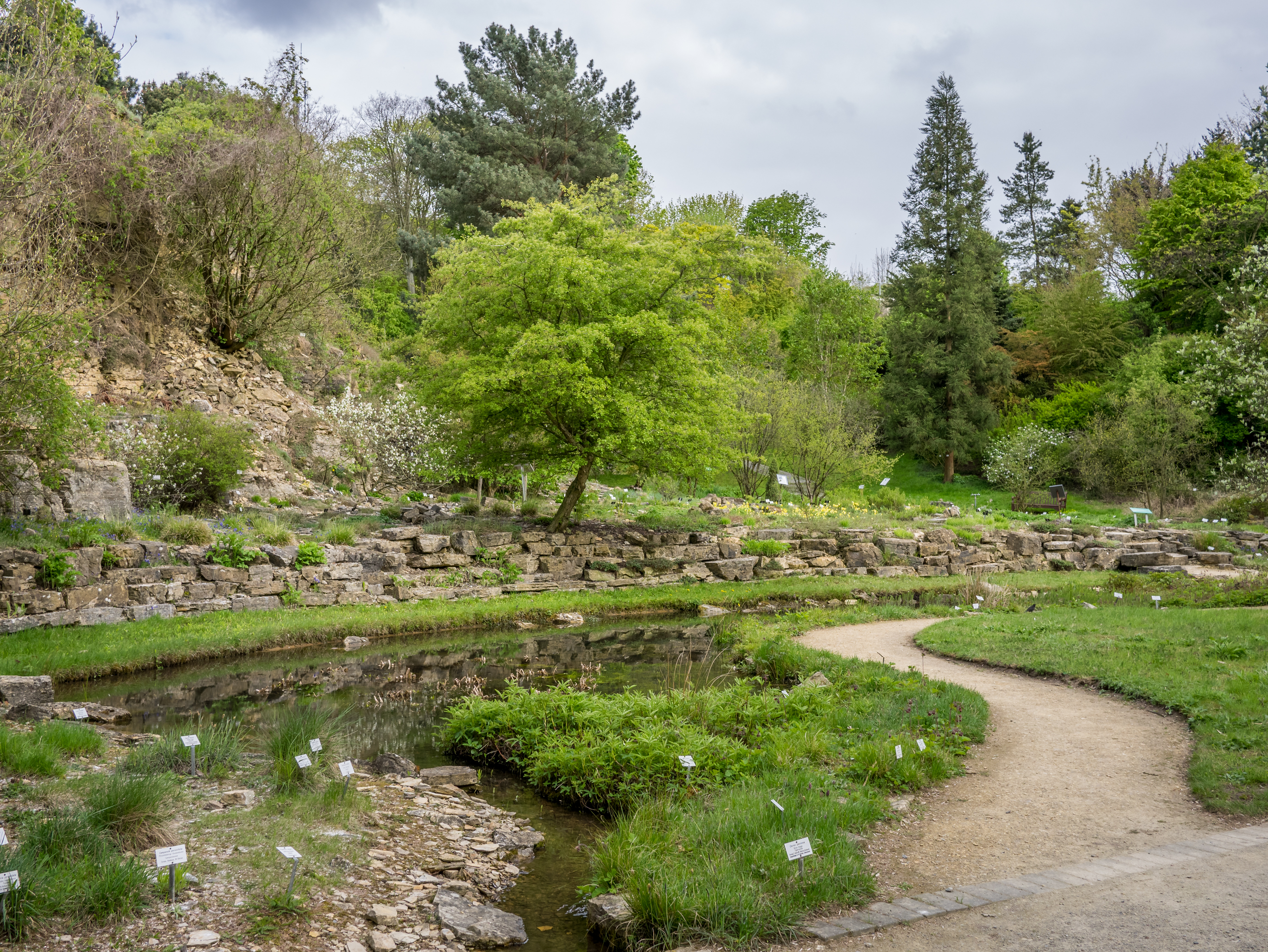
Botanischer Garten
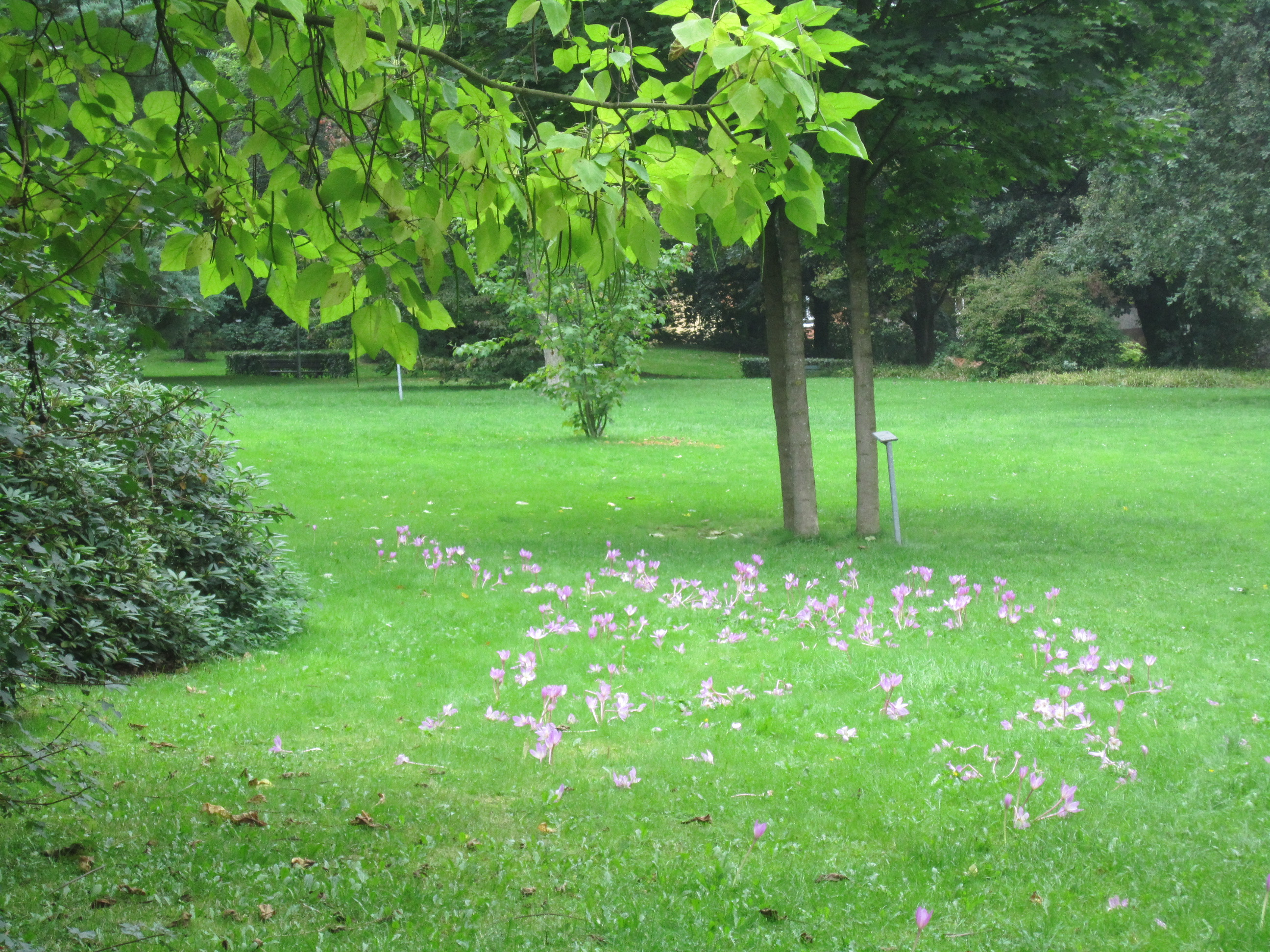
Bürgerpark
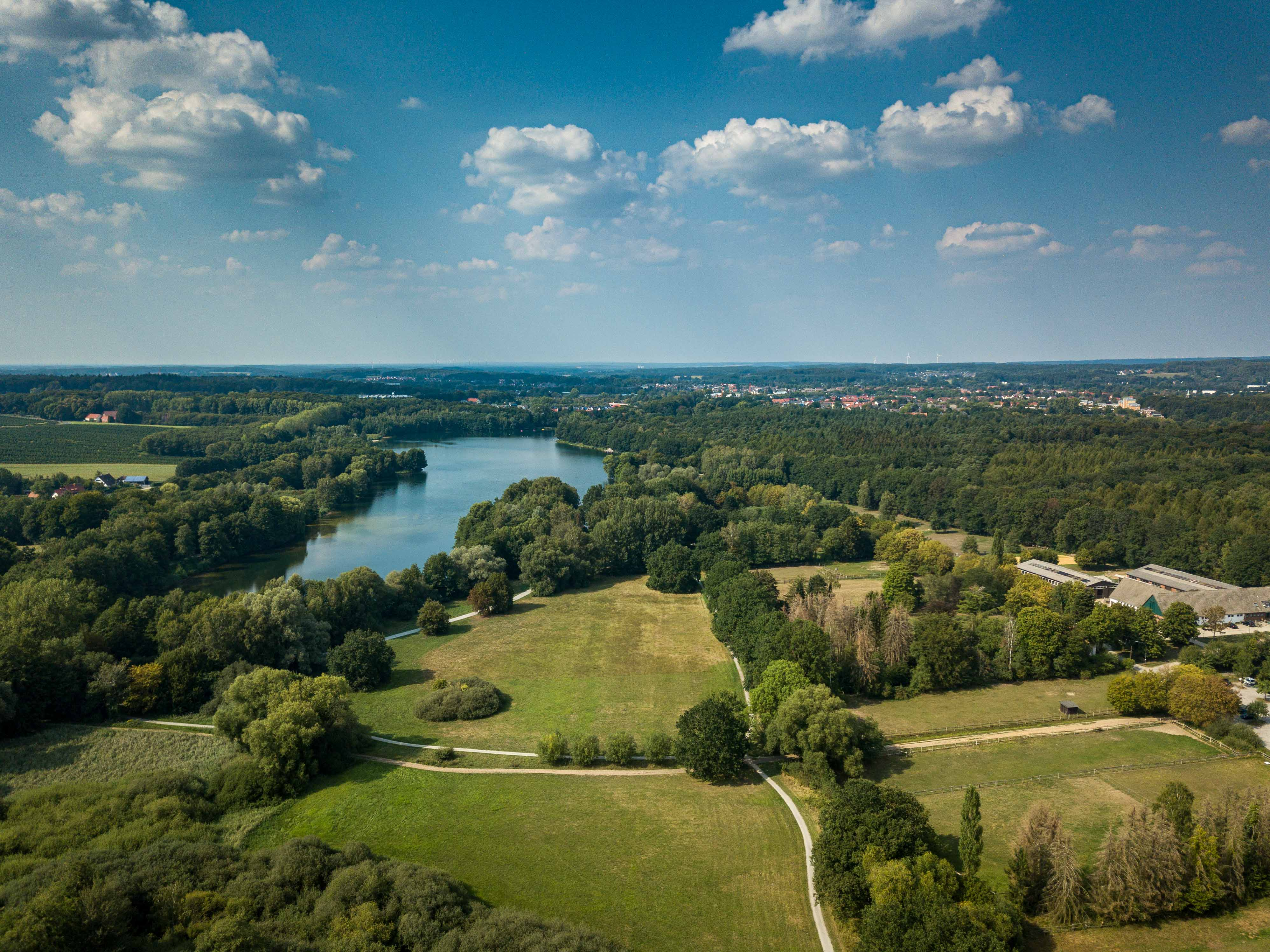
Naherholungsgebiet Rubbenbruch mit gleichnamigem See
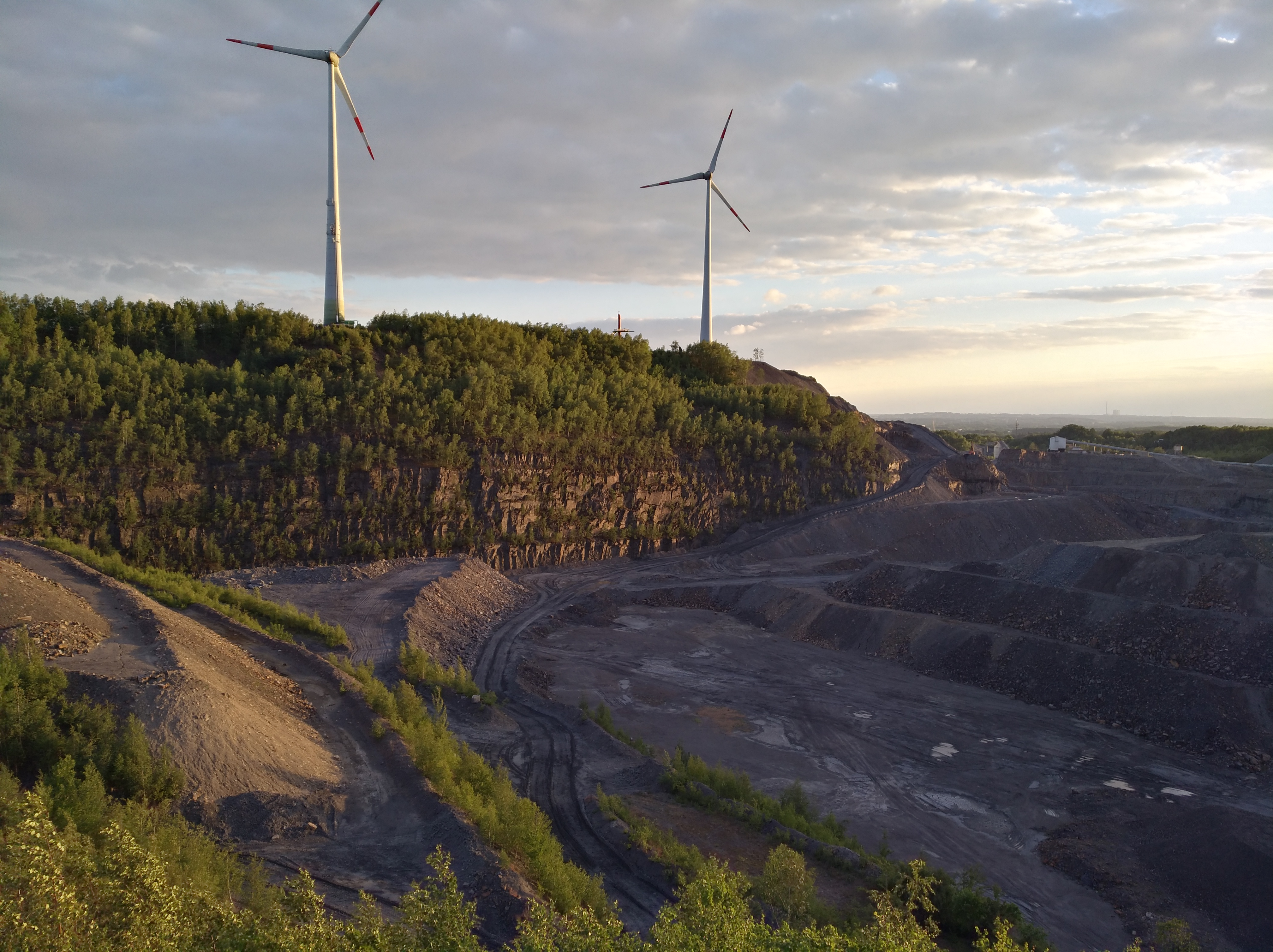
Kultur- und Landschaftspark Piesberg mit Steinbruch

#### Zoologischer Garten

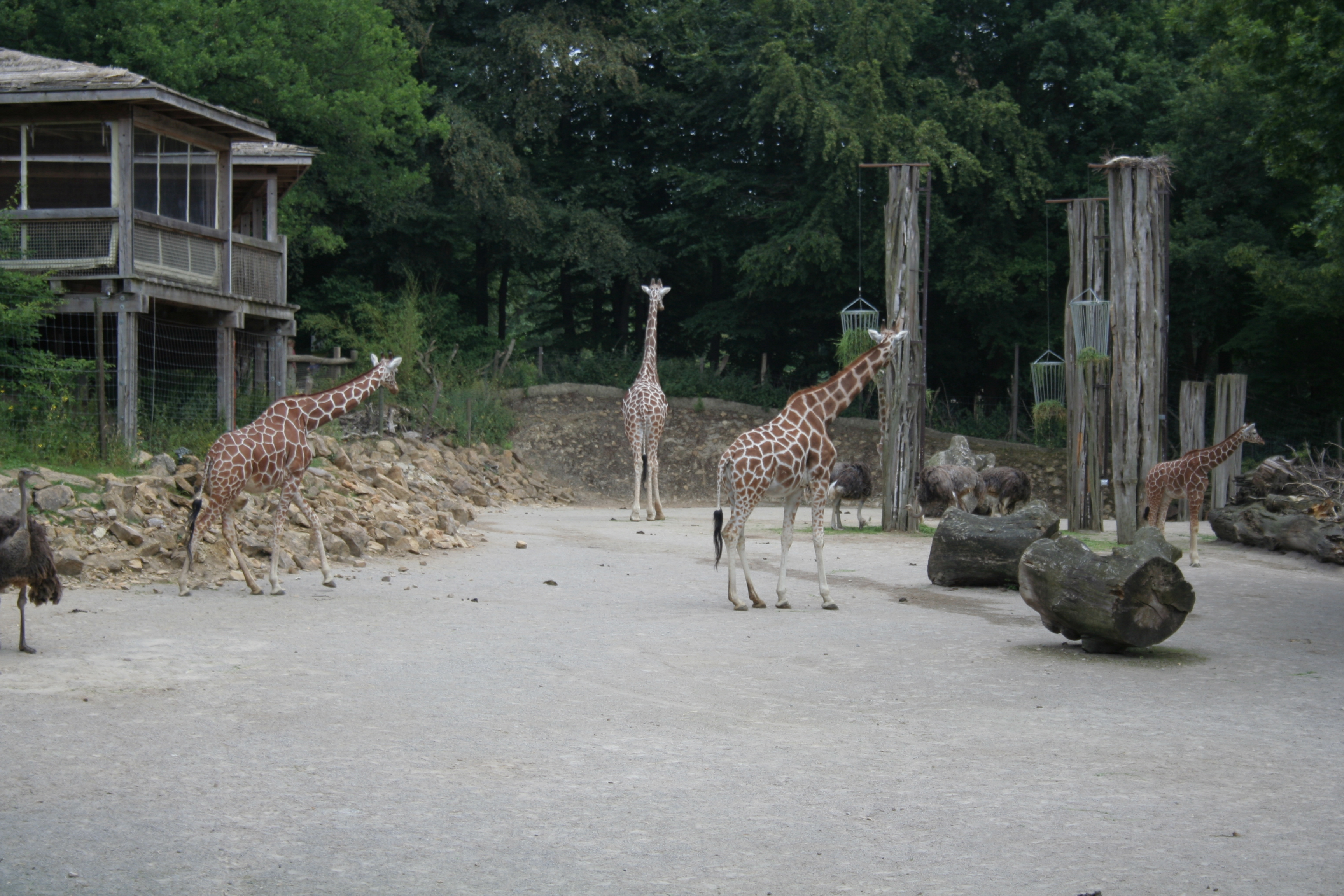
Tiere im Osnabrücker Zoo

Im Stadtteil Schölerberg befindet sich der Zoo Osnabrück. Dieser wurde 1936 als Heimattiergarten eröffnet. Angelegt ist der Zoo im Waldgebiet am gleichnamigen Berg Schölerberg.

#### Historische Friedhöfe

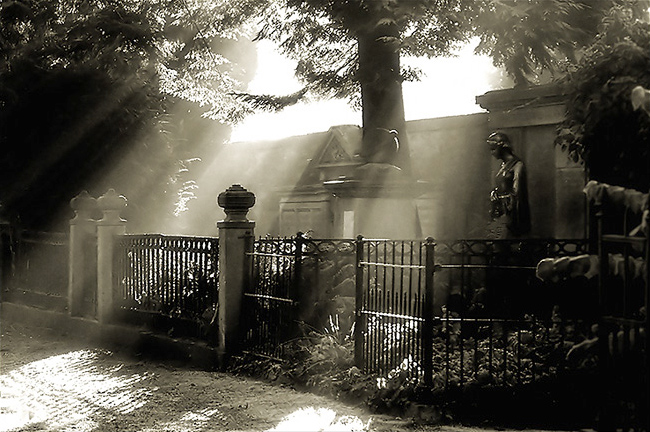
Morgenstimmung auf dem Johannisfriedhof

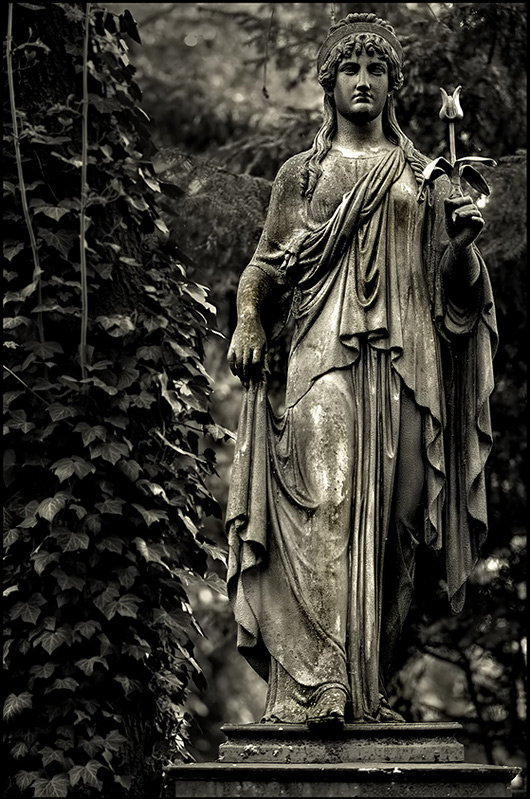
Statue auf dem Hasefriedhof

Historische Friedhöfe sind der Johannisfriedhof und der Hasefriedhof. Beide Friedhöfe entstanden 1808 und wurden damals aus hygienischen Gründen außerhalb der Stadt angesiedelt; der Hasefriedhof vor dem Hasetor und der Johannisfriedhof an der Iburger Straße. Ein Erlass von König Jérôme Bonaparte verbot ab 1808 innerstädtische Bestattungen.
Ein Rundgang über die ältesten Abteilungen zeigt, dass es sich bei den Bestattungen überwiegend um Mitglieder reicher, alteingesessener Familien handelt, die entlang der Mauern bestattet wurden. Im Innenbereich fanden die gesellschaftlich schlechter Gestellten ihre letzte Ruhe.
Ein für das frühe 19. Jahrhundert typisches Symbol zeigt die älteste Pforte des Hasefriedhofs: zwei kindliche Gestalten auf den Torpfeilern, Genien als Sinnbild von Tod und Schlaf.
Des Weiteren hervorzuheben ist die florale Ausgestaltung der Steine – als tiefgründiges Symbol, beispielsweise Mohnkapseln als Sinnbild für den ewigen Schlaf, Wein als Blut Christi. Die letzte Beerdigung fand 1995 statt.
Sowohl der Hase- wie auch der Großteil des Johannisfriedhofs wurden mittlerweile als Friedhöfe entwidmet und stehen als Grünflächen zur Verfügung. Die historischen Gräber und Anlagen stehen weiterhin unter Denkmalschutz und sollen erhalten werden.

### Theater

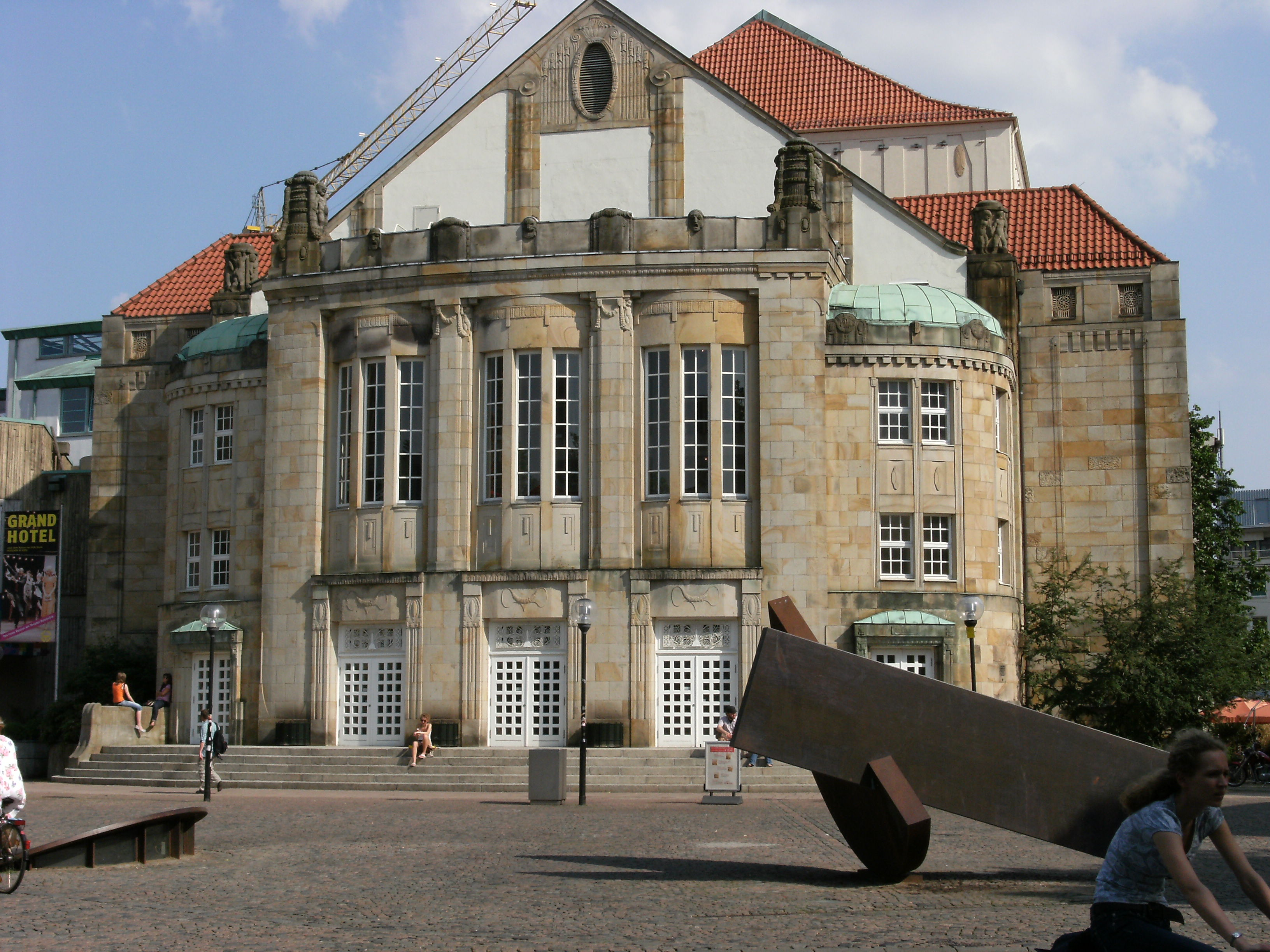
Theater am Domhof

Osnabrück verfügt über mehrere Theater.
- Das Theater Osnabrück hat die Sparten Musiktheater, Schauspiel, Tanztheater und Theater für Kinder und Jugendliche. Hauptspielstätte ist das Theater am Domhof, daneben existiert das kleinere emma-theater an der Lotter Straße.
- Die Probebühne ist Osnabrücks erstes Amateurtheater mit eigener Spielstätte in der Komtureikirche
- Das erste unordentliche Zimmertheater befindet sich in einem Innenhof in der Lohstraße
- Das Figurentheater Osnabrück befindet sich in der „Alten Fuhrhalterei“ in der Altstadt.
- Der Theaterverein Ostsensibles führt englischsprachiges Theater auf.[138]
- Die Theaterpädagogische Werkstatt bietet Präventionsprogramme für Kinder und Jugendliche an.

### Orchester
- Osnabrücker Symphonieorchester[139]

### Chöre
- Bach-Chor Osnabrück e. V.
- Carolinum cantat
- Ensemble Romantik
- Frauenchor Viva la Musica e. V.
- Johannis-Chor e. V.
- Marienkantorei Osnabrück
- Original Osnabrücker Windjammer-Shantychor
- Osnabrücker Domchor
- Osnabrücker Jugendchor e. V.
- Vokalconsort Osnabrück e. V.

### Musikclubs
- Alando Palais
- Bastard Club
- Blue Note
- Brücks
- Hyde Park
- Kleine Freiheit
- Kubik Club
- Neo Club
- Rosenhof
- Sonnendeck
- Virage Discothek
- Gleis 3 (ehem. Works)
- Aiconi Bar & Club (ehem. Carls)
- Darknet Club

Der von 1959 bis 1969 bestehende Ocambo-Club gilt als erste deutsche Diskothek.

### Kulturzentren
- Lagerhalle Osnabrück

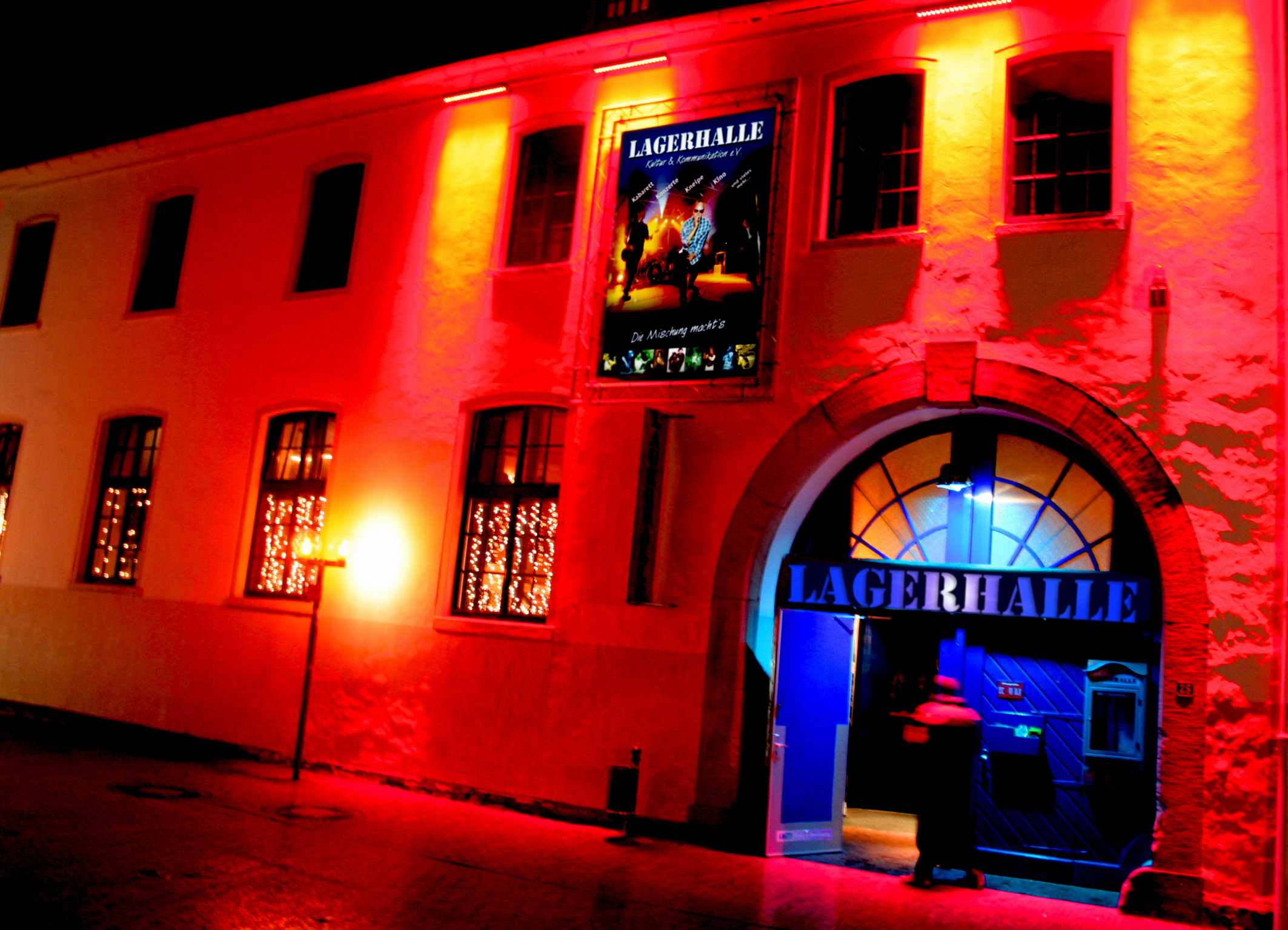
Die Lagerhalle bei Nacht

- Selbstverwaltetes Zentrum SubstAnZ[140] an der Frankenstraße
- OsnabrückHalle (ehemals „Stadthalle Osnabrück“)
- Freiraum Petersburg e. V., auch als Kulturschutzgebiet bekannt, betreibt ein freies Kulturzentrum am ehemaligen Güterbahnhof. Mittlerweile verfügt der Verein auch über Räumlichkeiten auf dem Gelände der ehemaligen Winkelhausen-Kaserne am Hafen.[141]

Neben der oben genannten Kulturstätten gibt es in Osnabrück mehrere städtische Jugend- und Gemeinschaftszentren in verschiedenen Stadtteilen, darunter das Haus der Jugend in der Innenstadt, die Gemeinschaftszentren am Ziegenbrink und an der Lerchenstraße, die Jugendzentren Ostbunker und Westwerk sowie das Heinz-Fitschen-Haus.

### Museen
Zum Museumsquartier Osnabrück (MQ4) am Heger-Tor-Wall/Lotter Straße gehören:
- Felix-Nussbaum-Haus
- Kulturgeschichtliches Museum Osnabrück
- Villa Schlikker
- Akzisehaus

Weitere:
- Domschatzkammer im Diözesanmuseum
- Erich Maria Remarque-Friedenszentrum[142]
- Kunsthalle Osnabrück
- Museum am Schölerberg: Natur und Umwelt, Planetarium[143]
- Museum Industriekultur am Piesberg[144]
- Museum für feldspurige Industriebahnen Osnabrück-Piesberg e. V.

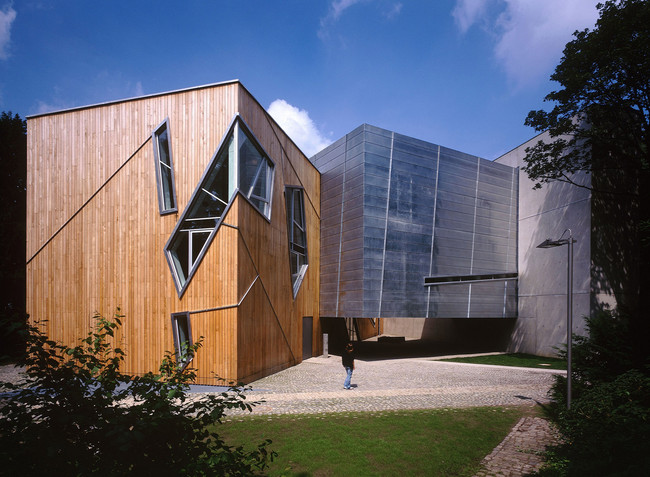
Felix-Nussbaum-Haus
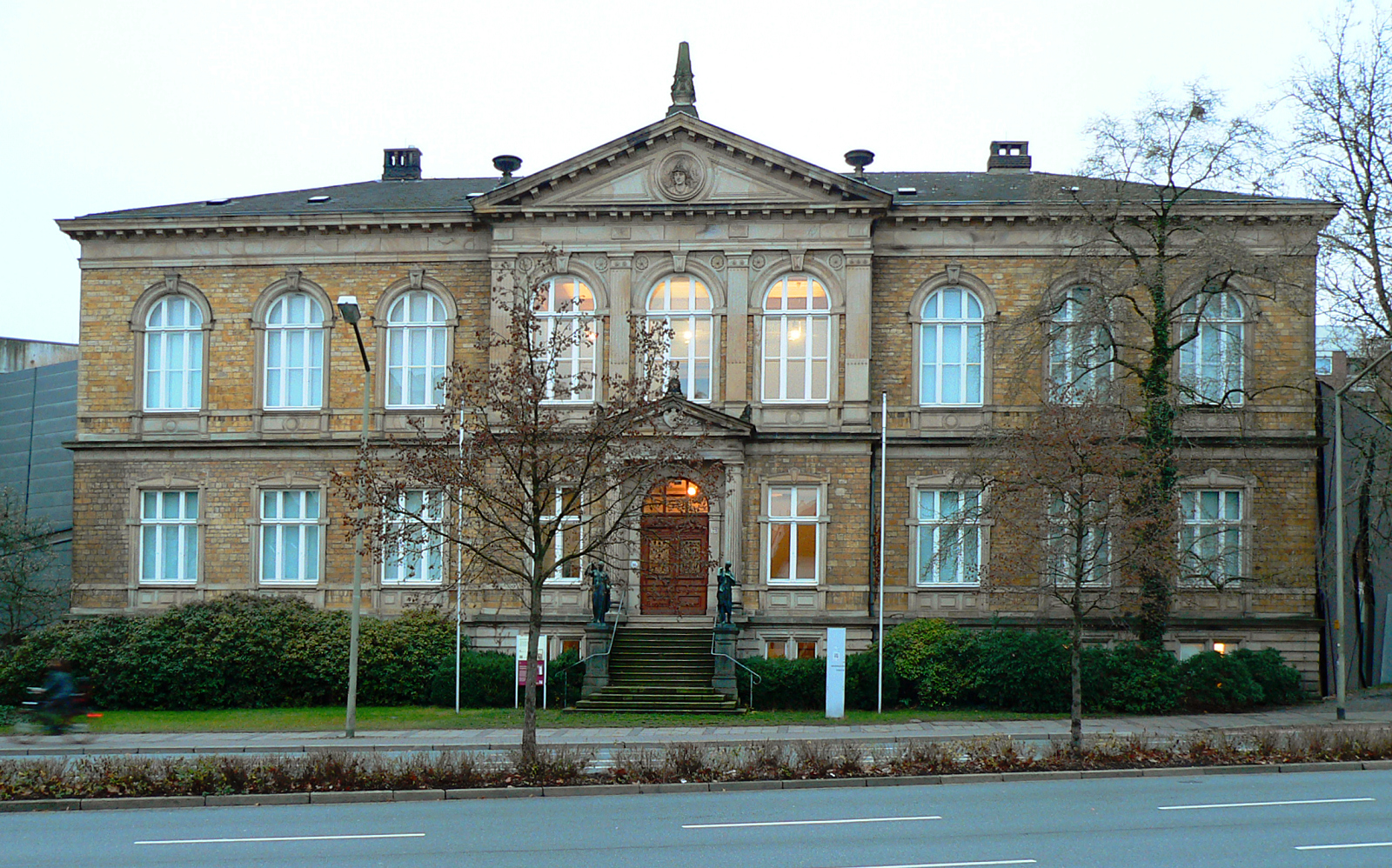
Kulturgeschichtliches Museum
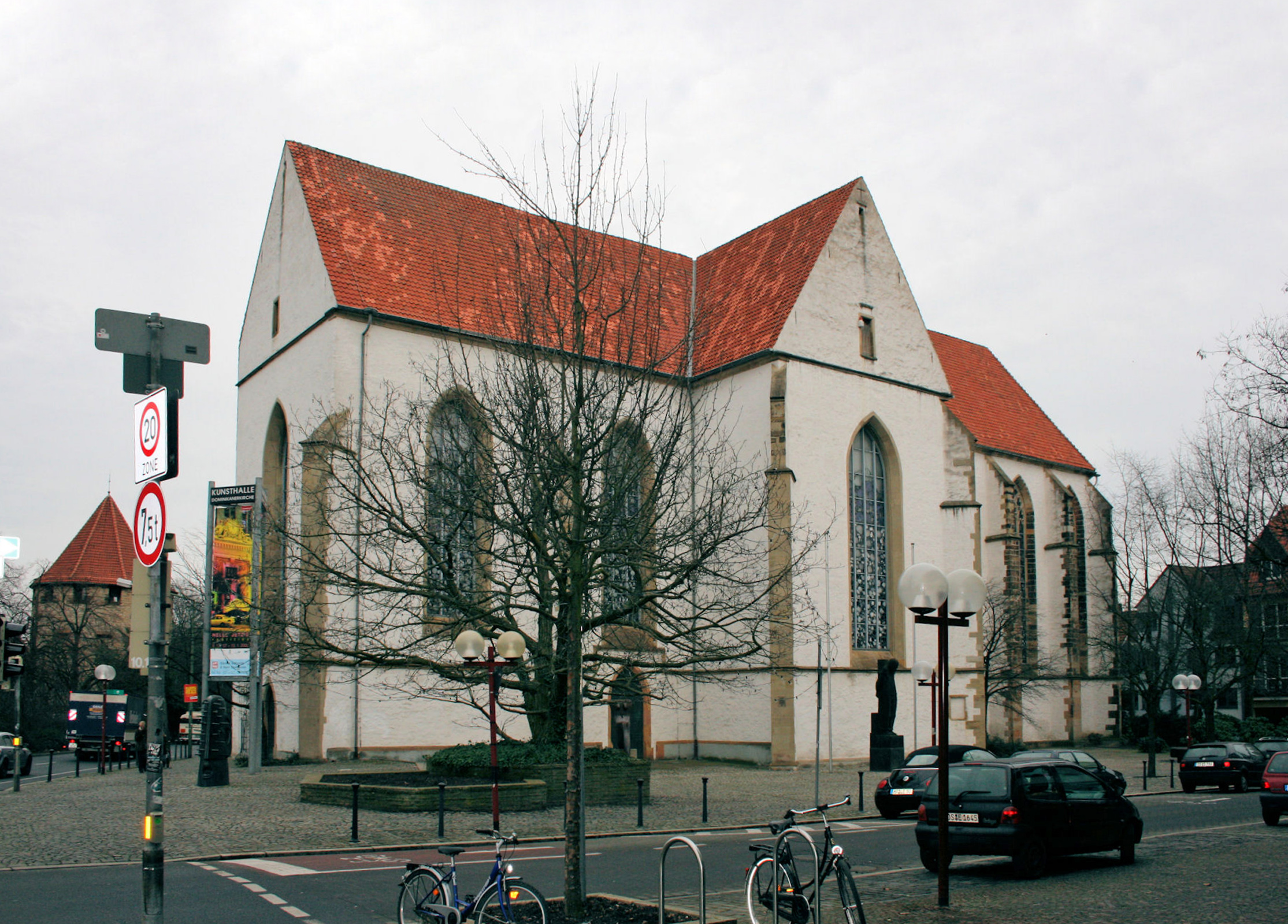
Kunsthalle Osnabrück, ehem. Dominikanerkirche
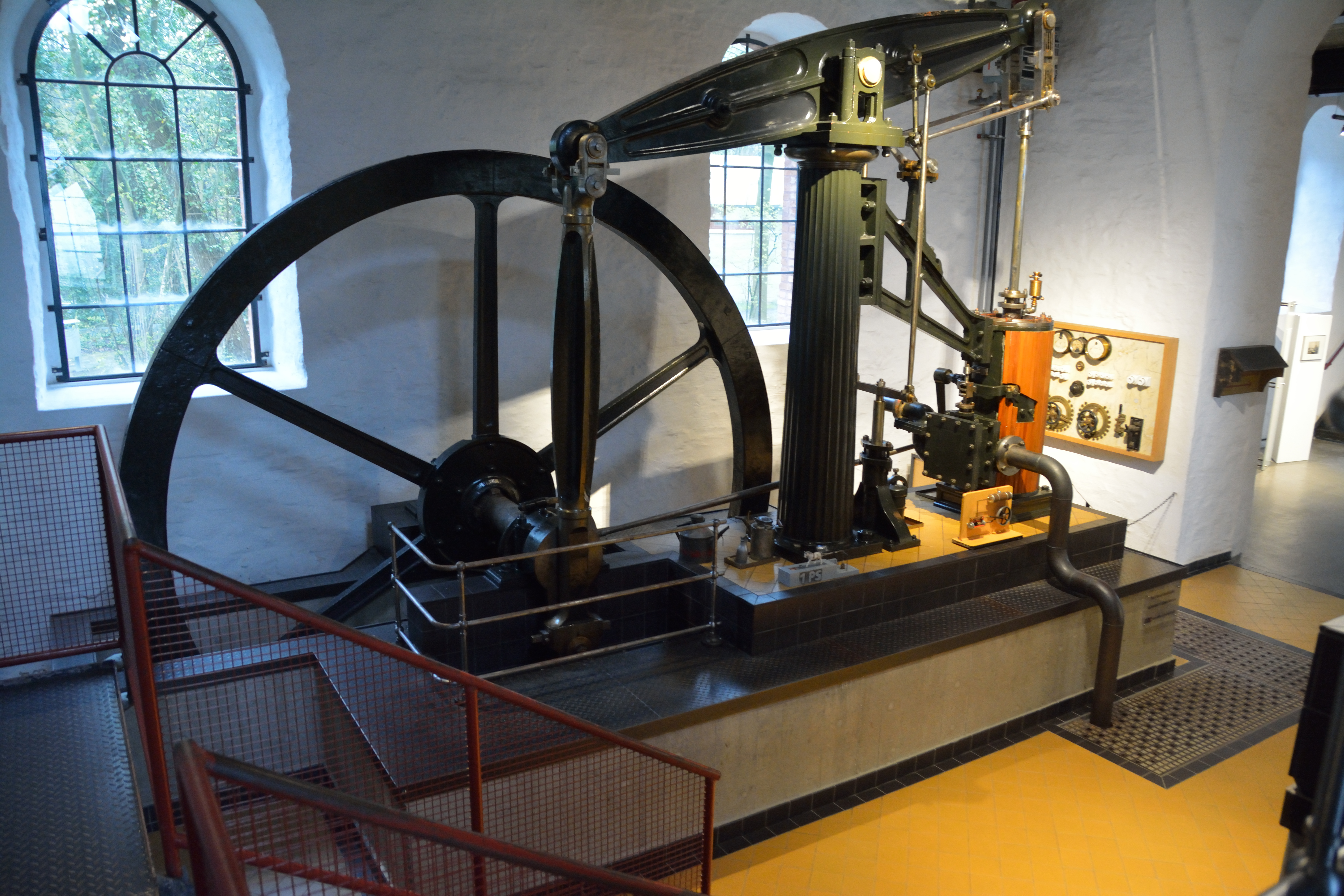
Historische Dampfmaschine im Museum Industriekultur

### Kinos
- Cinema Arthouse – Multiplex-Kino mit fünf Leinwänden
- Hall of Fame Osnabrück (ehemals Cinestar-Filmpalast und UFA-Palast) – Multiplex-Kino mit sieben Leinwänden
- Filmtheater Hasetor – Filmkunst- und Programmkino mit einer Leinwand

Filmvorführungen finden regelmäßig auch im Kino in der Lagerhalle sowie durch die Initiative Uni-Film in einem Hörsaal der Universität statt.

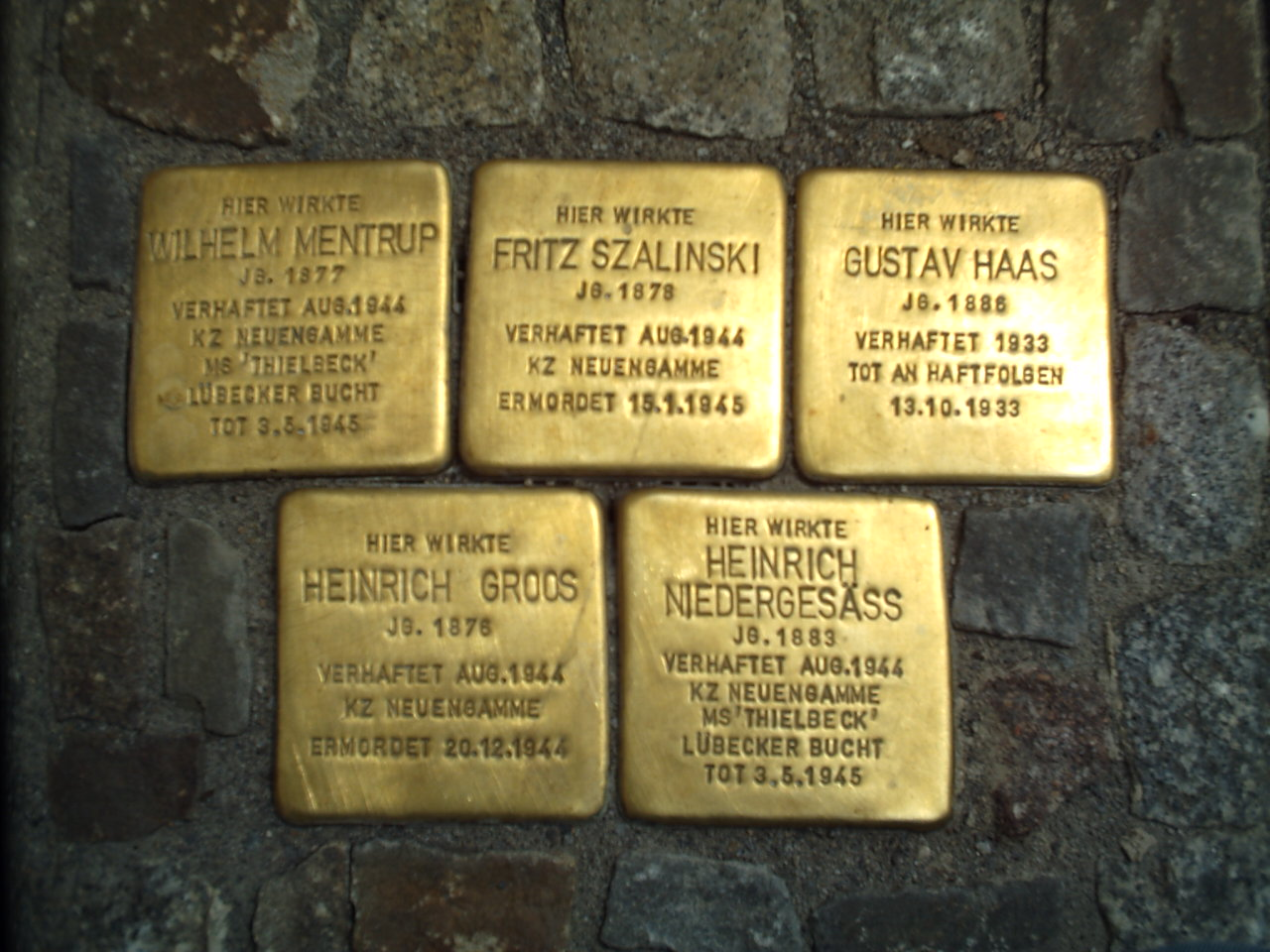
Stolpersteine als Erinnerung für Gewerkschafter und Sozialdemokraten im Kollegienwall 14/14a

### Stolpersteine
Im Dezember 2006 beschloss der Rat der Stadt Osnabrück, die Idee des Kölner Künstlers Gunter Demnig zu übernehmen, Stolpersteine zu verlegen. Sie sollen an die Opfer der nationalsozialistischen Diktatur erinnern und werden vor deren ehemaligen Wohn- oder Arbeitsstätten verlegt. Dieses Projekt wird seit dem 15. November 2007 umgesetzt und bis zum November 2017 wurden bislang 284 Stolpersteine verlegt.

### Regelmäßige Veranstaltungen
- Januar: Handgiftentag

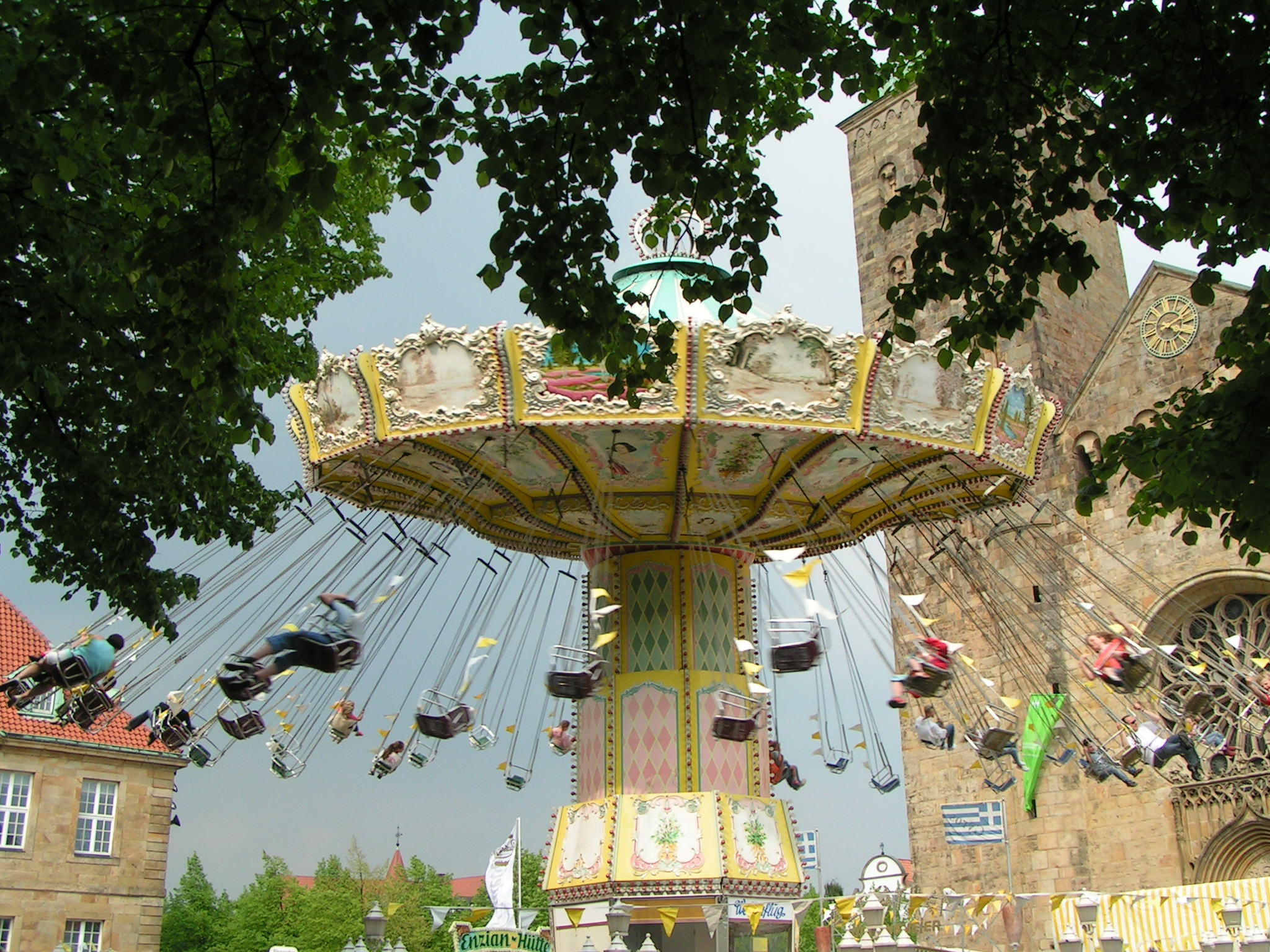
Maiwoche in Osnabrück (hier auf dem Domplatz)

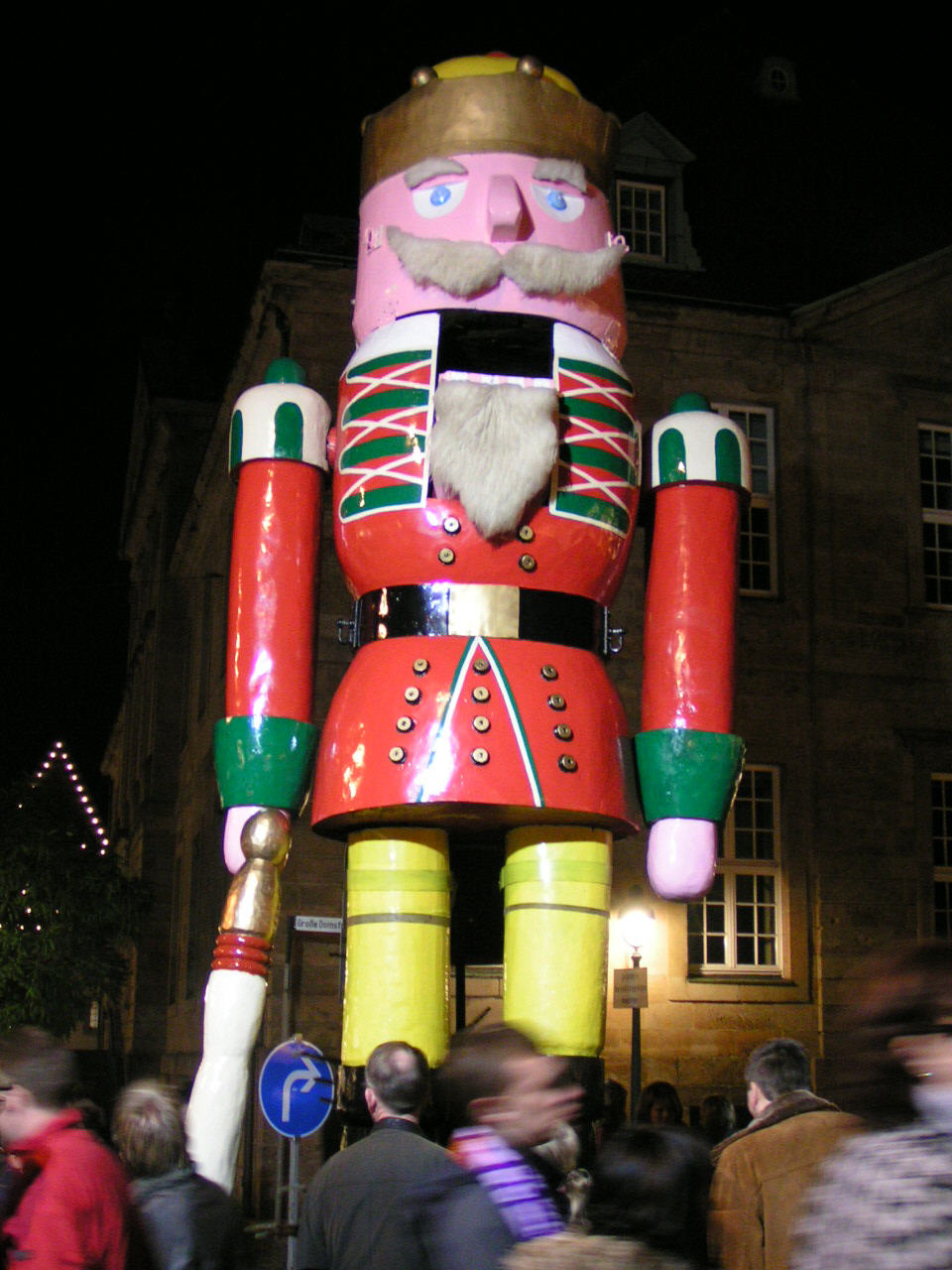
Nussknacker auf dem Weihnachtsmarkt

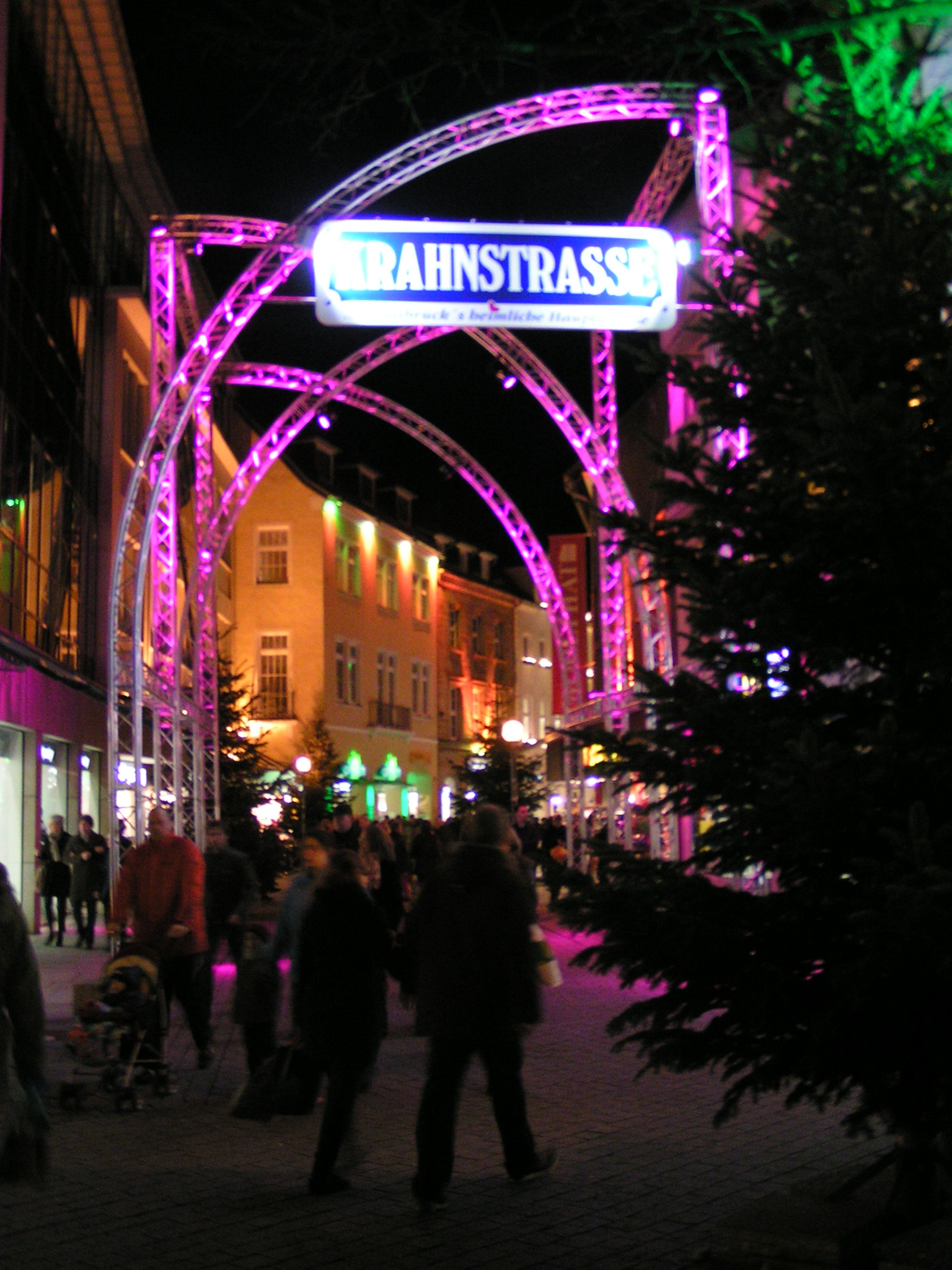
Krahnstraße im Advent

- Februar: Osnabrücker Mahlzeit, das Grünkohlessen der Herren des Verkehrsvereins Osnabrück (seit 1954)
- Samstag vor Rosenmontag: Ossensamstag (großer Karnevalsumzug mit etwa 100.000 Besuchern).
- Vor Ostern: Frühjahrsjahrmarkt an der Halle Gartlage
- Vor Ostern: Osnabrücker Kammermusiktage
- April: European Media Art Festival[147]
- April–Mai: Osnabrück-Börse und Großtauschtag für Briefmarken und Münzen (OsnabrückHalle)
- Mai: Maiwoche und Hasestraßenfest in der Innenstadt
- Mai: Gay in May – lesbisch-schwule Kulturtage
- Mai und September: jeweils an einem der ersten Wochenenden großer Nachtflohmarkt (Samstagabend bis Sonntagnachmittag) in der Innenstadt
- Sommer: Kulturnächte, Osnabrücker Volks-, Schützen- und Heimatfest
- Juni: Afrika-Festival (alle zwei Jahre)[148]
- Ende Juni, Anfang Juli: Internationales Motorrad-Grasbahnrennen auf der Nahner Waldbahn in Osnabrück-Nahne
- Juli: Johannisstraßenfest
- Juni–August: Osnabrücker Sommer in der Stadt – Städtisches Sommerkulturprogramm
- August: immer am ersten Samstag: Die Goldenen Säge – Das Osnabrücker Straßenmusikfest
- August: Das Schlossgarten Open Air (zweitägiges Musikfestival mit nationalen Größen der Pop- und Rockmusik) findet seit 2015 jährlich an einem Augustwochenende im Schlossgarten statt.
- Ende August: Weinfest
- Ende August: Folk im Viertel - Altstadtfest im Heger-Tor-Viertel[149]
- Ende August/Anfang September: Lichterfest an der Hase seit 2007 alle zwei Jahre
- Ende August/Anfang September: Osnabrücker Kulturnacht[150]
- Anfang September: Theaterfestival des ersten unordentlichen Zimmertheaters[151]
- September: Morgenland Festival Osnabrück[152]
- September: Jobmesse Osnabrück (jährlich seit 2004)
- September: Immobilienmesse Osnabrück (jährlich)
- September: Bergfest am Piesberg (Piesberger Gesellschaftshaus, Museum für feldspurige Industriebahnen Osnabrück-Piesberg e. V., Museum für Industriekultur) und Osnabrück unter Dampf am Zechenbahnhof Piesberg (Dampflokfest der Osnabrücker Dampflokfreunde e. V.), jährlich im Wechsel
- September: Osnabrücker Erlebniswochen 60+[153]
- September–Oktober: inter.kult – Wochen der Kulturen alle zwei Jahre[154]
- Oktober: Unabhängiges FilmFest Osnabrück
- Oktober: Steckenpferdreiten und Klingendes Rathaus (Friedensfest und Brauchtum)
- Ende Oktober/Anfang November: Herbstjahrmarkt an der Halle Gartlage
- November: Osnabrücker Kabarettfestival
- November: Festival des Neuen Japanischen Films, alle zwei Jahre
- Dezember: Weihnachtsmarkt[155] und Illumination vieler Häuser der Altstadt
- Dezember: Osnabrück-Börse und Großtauschtag für Briefmarken und Münzen (OsnabrückHalle)[156]
- Osnabrücker Friedensgespräche mehrmals im Jahr[157]

### Landschaftsverband Osnabrücker Land
Um kulturelle Belange kümmert sich unter anderem der Landschaftsverband Osnabrücker Land, ein eingetragener Verein unter Trägerschaft des Landkreises und der kreisfreien Stadt Osnabrück.

## Wirtschaft

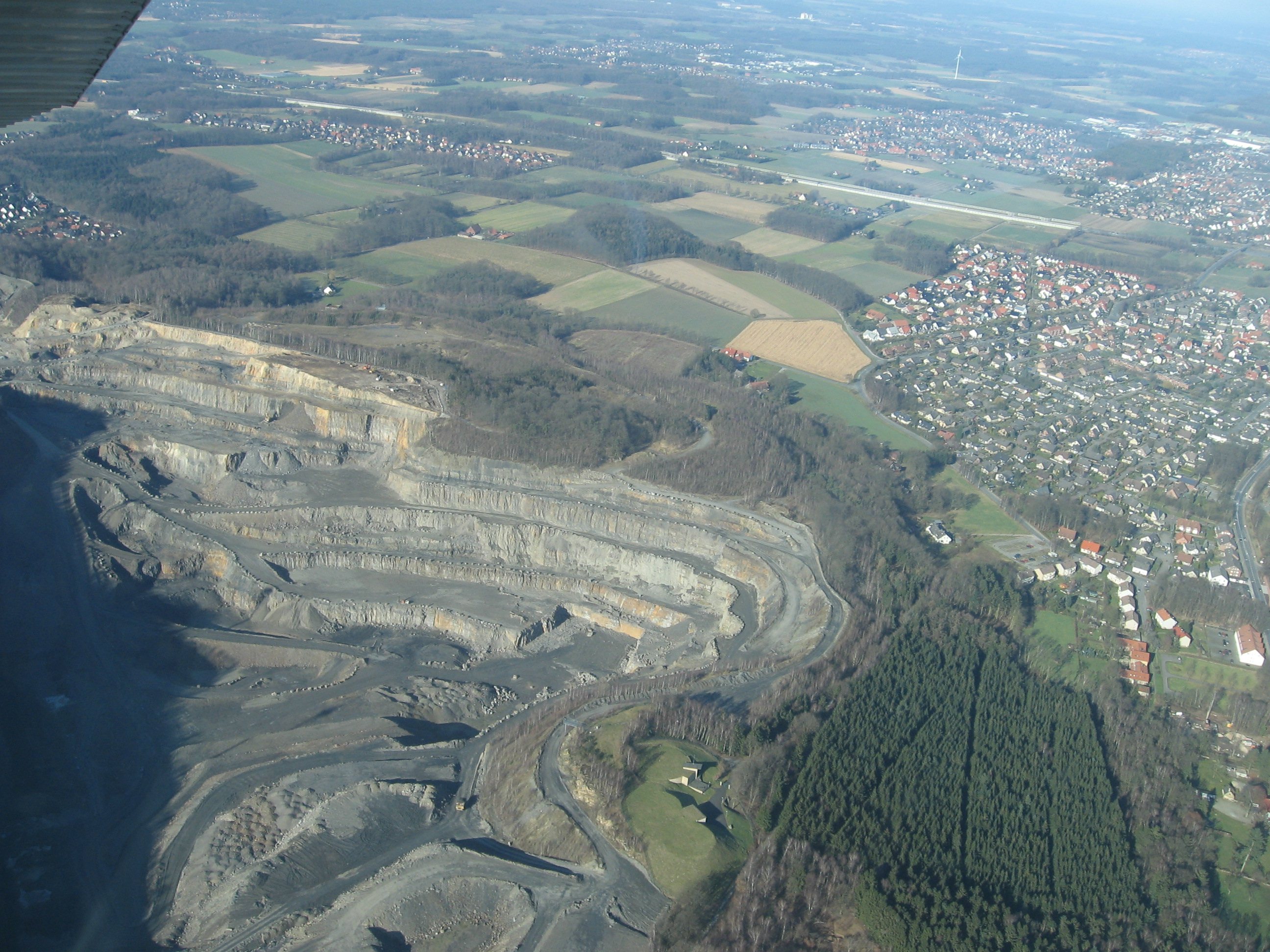
Steinbruch am Piesberg mit der Gemeinde Wallenhorst und dem Osnabrücker Stadtteil Pye

Im Jahre 2016 erbrachte Osnabrück ein Bruttoinlandsprodukt von 7,955 Milliarden € und belegte damit Platz 45 in der Rangliste der deutschen Städte nach Wirtschaftsleistung. Das BIP pro Kopf lag im selben Jahr bei 48.732 € (Niedersachsen: 34.812 €, Deutschland 38.180 €). In der Stadt gab es 2016 ca. 126.500 erwerbstätige Personen. Die Arbeitslosenquote lag im Dezember 2018 bei 6,4 % und damit über dem Niedersächsischen Durchschnitt von 5,0 %.
Osnabrück ist Oberzentrum für das südwestliche Niedersachsen und Teile des angrenzenden Westfalen. Viele Menschen aus den Umlandgemeinden arbeiten in der Stadt und nutzen sie als Einkaufs- und Erlebniszentrum.
Die Osnabrücker Wirtschaft ist seit dem Beginn der Industriellen Revolution in Deutschland vor allem industriell geprägt. Durch die günstige Verkehrslage im Schnittpunkt wichtiger europäischer Straßen-, Schienen- und Wasserwege entwickelten sich in Osnabrück aber auch ein sehr starkes Transportgewerbe und zahlreiche Dienstleistungsunternehmen, die überregionale Bekanntheit erlangten.
Im Zukunftsatlas 2016 belegte die kreisfreie Stadt Osnabrück Platz 140 von 402 Landkreisen, Kommunalverbänden und kreisfreien Städten in Deutschland und zählt damit zu den Orten mit „Zukunftschancen“. In der Ausgabe von 2019 lag sie auf Platz 63 von 401.

### Stahl- und Metallindustrie

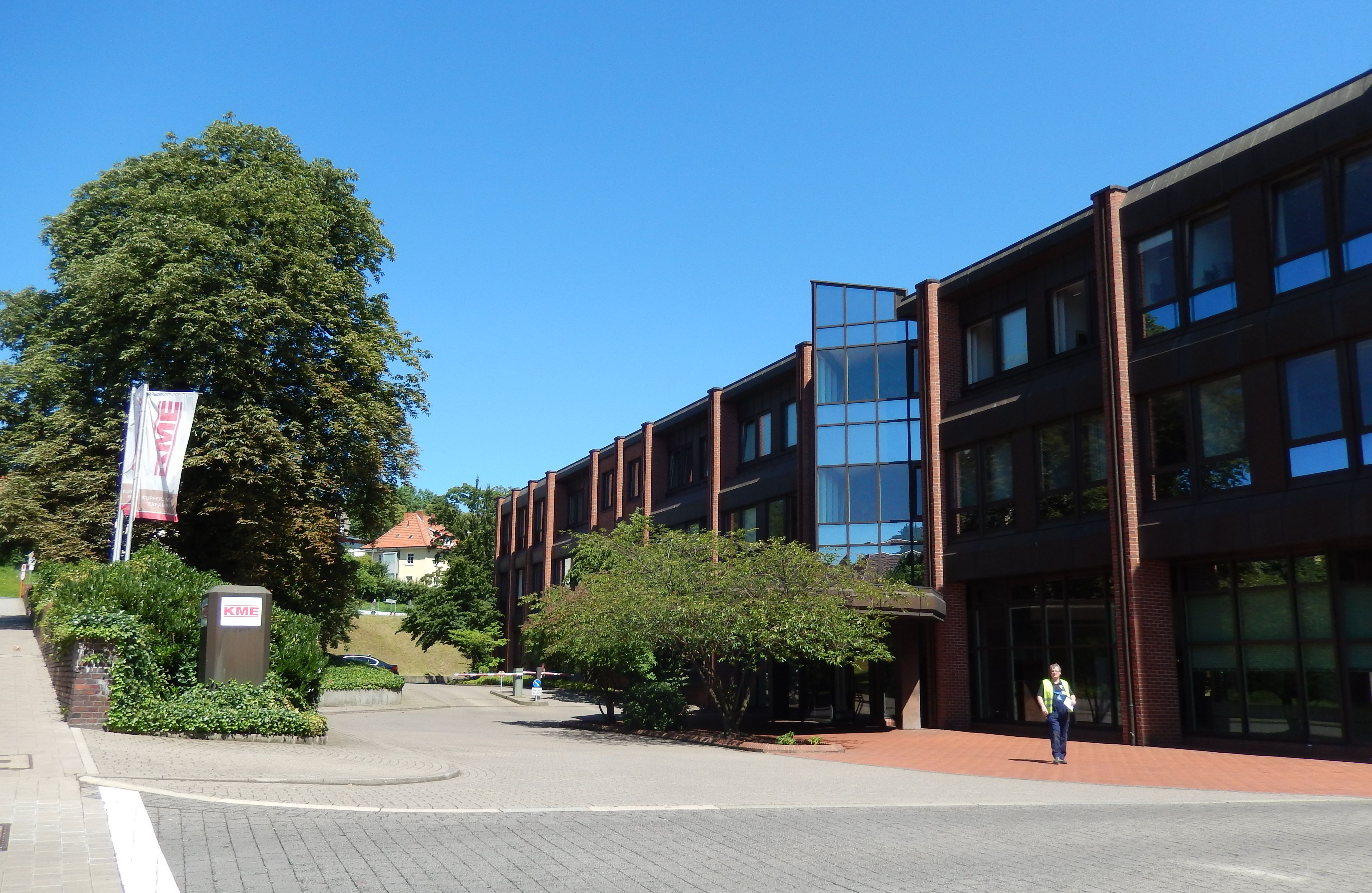
Verwaltung der KME in Osnabrück

Vor allem die Ansiedlungen des Eisen- und Stahlwerks zu Osnabrück im Jahr 1868 und der Georgsmarienhütte südlich der Stadt im selben Zeitraum haben das Bild Osnabrücks als Stahlstandort über Jahrzehnte geprägt.
Nach dem im Zuge der Stahlkrise erfolgten Niedergang des Osnabrücker Stahlwerks im Jahr 1989 besteht noch die Georgsmarienhütte als Edelbaustahlproduzent weiter.
Nördlich der Innenstadt in der Gartlage siedelte sich 1873 die Draht- und Stiftfabrik Witte und Kämper an, welche 1890 in Osnabrücker Kupfer- und Drahtwerke AG (OKD) umfirmiert wurde. Heute trägt das Werk den Namen KME SE und ist ein Hersteller von Produkten aus Kupfer und Kupferlegierungen. Der Bereich KME Special Products & Solutions wurde im Jahr 2022 ausgegliedert und 2023 in cunova umbenannt.

### Papierindustrie

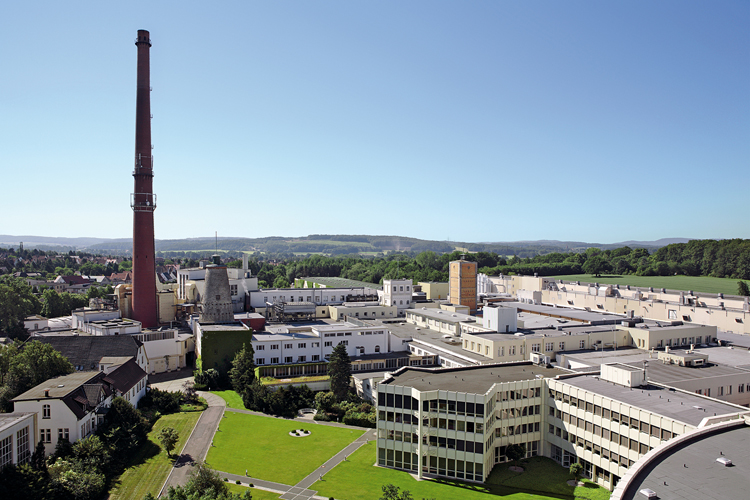
Das Papierwerk Felix Schoeller im Stadtteil Gretesch

Die Stadt und das Umland von Osnabrück sind einer der deutschen Schwerpunkte der Papierherstellung und -verarbeitung.
Schon vor Jahrhunderten siedelten sich Papiermühlen an der Hase und ihren Nebenflüssen an, aus denen sich die Papierfabriken Kämmerer im Hafen sowie die Felix Schoeller Gruppe in Gretesch entwickelten. Das Papierwerk Kämmerer wurde 1976 vom finnischen Unternehmen Ahlstrom übernommen. Seit 2016 firmiert es wieder unter dem Namen Kämmerer.
Im Umland von Osnabrück sind zudem große Papierverarbeiter wie die Tapetenfabrik Rasch und der Haushaltswarenhersteller Duni in Bramsche, oder Fislage in Hörstel ansässig.

### Automobilindustrie
Durch das ehemalige Unternehmen Karmann ist Osnabrück als Herstellungsort zahlreicher Cabriomodelle bekannt. Nach der Insolvenz im Jahr 2009 wurden große Teile des Unternehmens als Volkswagen Osnabrück in den VW-Konzern eingegliedert. Neben der Komplettfertigung von VW-Modellreihen übernahm das Werk in den letzten Jahren vermehrt einzelne Produktionsschritte wie Lackierung oder Endmontage für verschiedene VW-Konzernmarken.
Teilweise unabhängig, teilweise in Abhängigkeit zum VW-Werk existiert in und um Osnabrück zudem eine erhebliche Zulieferindustrie sowie auf Automobillogistik, Fahrzeugbau, Automobilhandel und Fahrzeugteilehandel spezialisierte Unternehmen.

### Konversion
In den letzten Jahren wurden viele ursprünglich industriell oder militärisch genutzte Flächen in Osnabrück in einen Konversionsprozess überführt. Dadurch wurde zwar einerseits die wirtschaftliche Entwicklung der Stadt gefährdet, da die vorherigen Nutzer der Flächen teils erhebliche Wirtschaftsfaktoren darstellten. Andererseits verspricht die Konversion dieser Gebiete lukrative Entwicklungsmöglichkeiten, da sie als stadtnahe Wohn- oder Gewerbegebiete genutzt werden können.
Die Bundeswehr verfügte über mehrere Standorte in Osnabrück, die allesamt bis 1997 aufgegeben worden sind (siehe Liste ehemaliger Bundeswehr-Liegenschaften#O). Nachnutzungen der Bundeswehr-Kasernen finden sich z. B. im Stadtteil Westerberg (Erweiterung der Universität und Hochschule Osnabrück) und im Stadtteil Kalkhügel (Wohngebiet und Behördenzentrum). Durch den Abzug der britischen Truppen und die Schließung der Garnison Osnabrück bis ins Jahr 2009 wurden weitere Kasernenflächen frei. Teilweise befinden sie sich gerade in einem Konversionsprozess (z. B. Kaserne am Limberg in Dodesheide und Kaserne an der Landwehrstraße in Atter, größtes Neubaugebiet Osnabrücks seit dem Zweiten Weltkrieg) oder dieser Prozess ist bereits weitgehend abgeschlossen wie beim heutigen Wissenschaftspark im Stadtteil Westerberg.
Ein Beispiel für ein industrielles Konversionsgebiet in Osnabrück ist das Gelände des 1989 geschlossenen Klöckner-Stahlwerks im Stadtteil Fledder (heute stadtnahes Gewerbegebiet „Hasepark“). Auf dem Gelände des unmittelbar südlich davon gelegenen ehemaligen Güterbahnhofs mit Ringlokschuppen ist nach jahrelangem Stillstand die Entwicklung eines neuen Stadtviertels geplant.

### Unternehmen
Zu den bedeutendsten Unternehmen mit ihren Hauptsitzen in Osnabrück zählen in alphabetischer Reihenfolge:
- Auto Weller
- Bohnenkamp
- DIOSNA Dierks & Söhne, Anlagenhersteller
- Felix Schoeller Gruppe
- Froneri Ice Cream Deutschland, Speiseeisproduzent
- Hellmann Worldwide Logistics
- Heilpädagogische Hilfe Osnabrück
- Heinrich Fip GmbH & Co. KG, Mineralölvertriebsunternehmen
- Kämmerer, Papierhersteller
- KiKxxl
- Kinderhospital Osnabrück
- Klinikum Osnabrück
- KME SE und cunova
- Koch International, Spedition
- Köster, Bauunternehmen
- Lengermann und Trieschmann, Modehaus
- Marienhospital Osnabrück
- Meyer & Meyer, Spedition
- Niels-Stensen-Kliniken
- NordWestBahn
- Nosta Group, Logistikunternehmen
- NOZ Medien
- Paracelsus-Kliniken
- Piepenbrock Unternehmensgruppe
- Q1 Energie, Tankstellen
- Sievert, Bauwesen
- Sparkasse Osnabrück
- Stadtwerke Osnabrück
- Titgemeyer (GTO) Produktion, Großhandel für Nutzfahrzeuge
- Vereinigte Volksbank Bramgau Osnabrück Wittlage
- Volkswagen Osnabrück
- Windel Group
- WM SE, Großhändler für PKW/NKW Ersatzteile und Zubehör

### Medien

#### Tageszeitung
In Osnabrück erscheint die Neue Osnabrücker Zeitung (werktäglich als gedruckte Tageszeitung sowie online als noz). Sie ging 1967 aus der Fusion des 1884 gegründeten Osnabrücker Tageblatts und der Neuen Tagespost hervor. Osnabrück ist damit ein Einzeitungskreis.

#### Onlinemedien
Ausschließlich online erscheint seit 2013 die Hasepost. Das Vorgängerprojekt Loewenpudel.de war das erste regionale Onlineportal in Osnabrück und startete 1996. Seit Januar 2019 gibt es den OSKURIER mit deutsch-niederländischem Redaktionsteam. Darüber hinaus gibt es die Onlinemedien osna.live sowie seit Januar 2021 die als Non-Profit-Projekt angelegte Osnabrücker Rundschau.

#### Wochen- und Monatspresse
Zweimal wöchentlich (zunächst mittwochs und sonntags, mittlerweile mittwochs und samstags) verlegt das Unternehmen Neue Osnabrücker Zeitung die Gratiszeitung Osnabrücker Nachrichten. Außerdem erscheinen monatlich die Anzeigenblätter The New Insider, Eulenspiegel, Mosquito Magazin sowie die Straßenzeitung Abseits. Hinzu kommen Stadtteilzeitungen, darunter Non-Profit-Projekte wie Wüstenwind (seit 2023 nur noch online) und gewerbliche Angebote wie Stadtteil Kurier oder Nette Nachrichten.
Bis Januar 2014 erschien zudem sonntags das Anzeigenblatt Osnabrücker Sonntagszeitung. Von April 1978 bis November 2023 gab es monatlich die Stadtillustrierte Stadtblatt, die politisch im linksalternativen Spektrum verwurzelt war  und zeitweise halbjährlich auch den Gastronomie- und Restaurantführer Stadtblatt-live sowie das Studierendenmagazin Stadtblatt Campus (zum Start von Sommer- und Wintersemester) herausgab. Von 2012 bis 2019 erschien zudem das Magazin Osnabrücker Wissen, ein Medienprojekt der Hochschule Osnabrück.

#### Rundfunk/Fernsehen
Die Lokalradiosender in Osnabrück sind Radio Osnabrück und Osradio 104,8. Bei Letzterem handelt es sich um einen Bürgerrundfunk, in dem jeder Sendungen veröffentlichen kann. Darüber hinaus gab es bis Ende 2018 regionale Studios der Radiosender ffn, Hitradio Antenne und Radio 21.
Ferner ist die Stadt Sitz eines Regionalstudios des NDR, das Beiträge für die Hörfunkwellen und das Fernsehprogramm produziert. Ausgestrahlt werden diese Sendungen vom Rundfunksender Schleptruper Egge in Bramsche. Der Sendebetrieb des lokalen Fernsehsenders OS1.TV, der zum Unternehmen Neue Osnabrücker Zeitung gehörte, wurde zum Jahresende 2015 eingestellt.

### Telekommunikation
Der einzige Fernmeldeturm in Osnabrück ist der Schinkelturm, ein 1977 fertiggestellter Fernmeldeturm der DFMG, auf dem sich diverse Sender befinden. Etwa 5 Kilometer nördlich von Osnabrück befindet sich der Rundfunksender Schleptruper Egge des Norddeutschen Rundfunks auf dem Gebiet der Stadt Bramsche und etwa 10 Kilometer südlich von Osnabrück der Fernmeldeturm Grafensundern der DFMG auf dem Gebiet der Gemeinde Hagen a.T.W. Ein ehemaliger Rundfunksender in Osnabrück war der Sender Osnabrück-Ziegenbrink.

## Verkehr

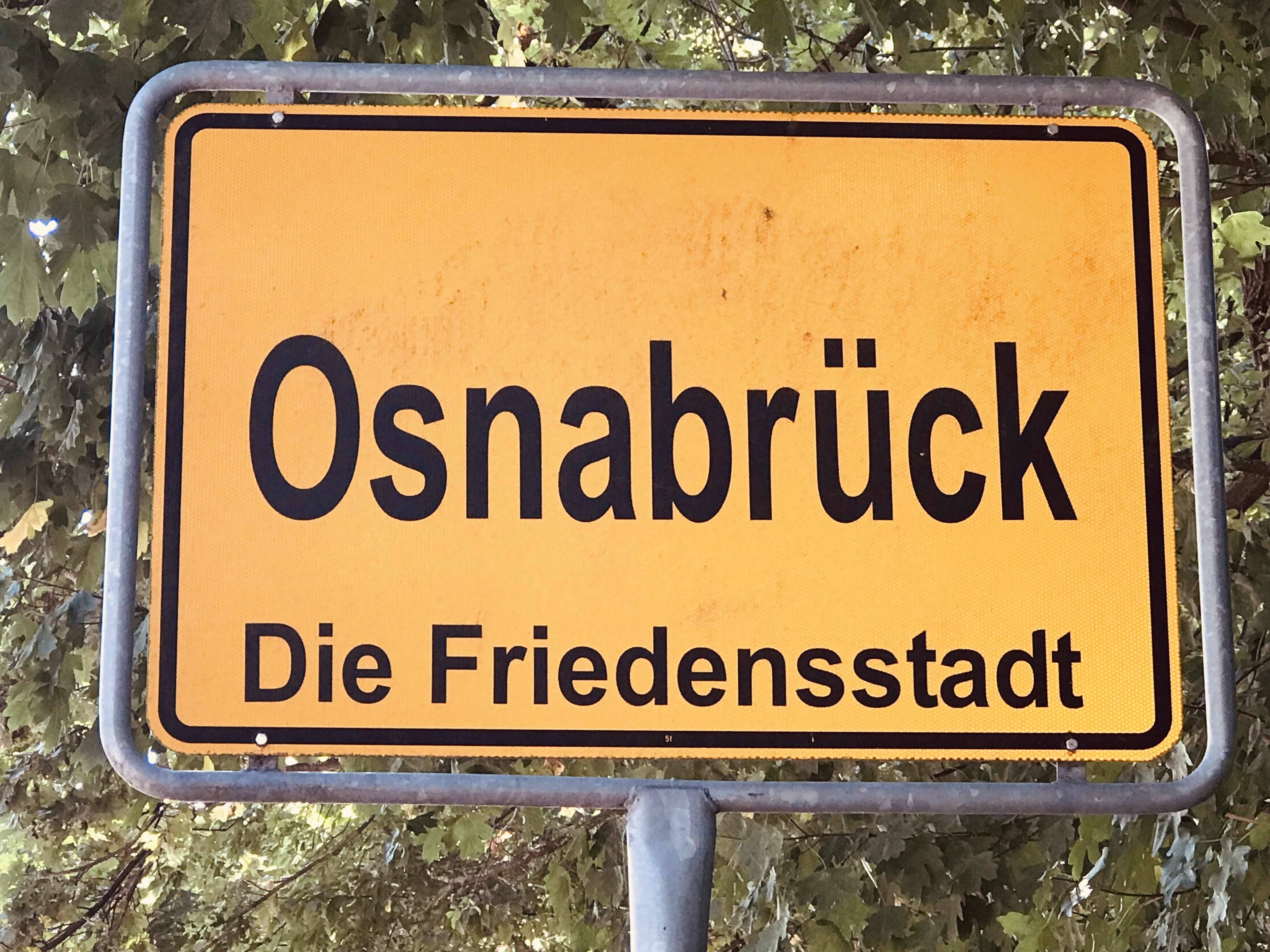
Osnabrücker Ortseingangsschild

In Osnabrück schneiden sich wichtige europäische Verkehrsachsen für den Straßen- und Schienenverkehr, weshalb der Stadt eine bedeutende Rolle als Umstiegsort für Reisende und Umschlagort für Güter zukommt.

### Modal Split
Der Modal Split beschreibt die Anteile bei der Auswahl der Verkehrsmittel für den Personenverkehr in der Stadt Osnabrück.
| Verkehrsmittel | zu Fuß | Fahrrad | ÖPNV | Kfz  | Jahr |
| -------------- | ------ | ------- | ---- | ---- | ---- |
| Anteil         | 22 %   | 24 %    | 9 %  | 45 % | 2018 |
| Anteil         | 24 %   | 20 %    | 8 %  | 48 % | 2013 |
| Anteil         | 19 %   | 12 %    | 16 % | 53 % | 2010 |
| Anteil         | 19 %   | 11 %    | 15 % | 55 % | 2008 |

### Kraftverkehr

#### Autobahnen

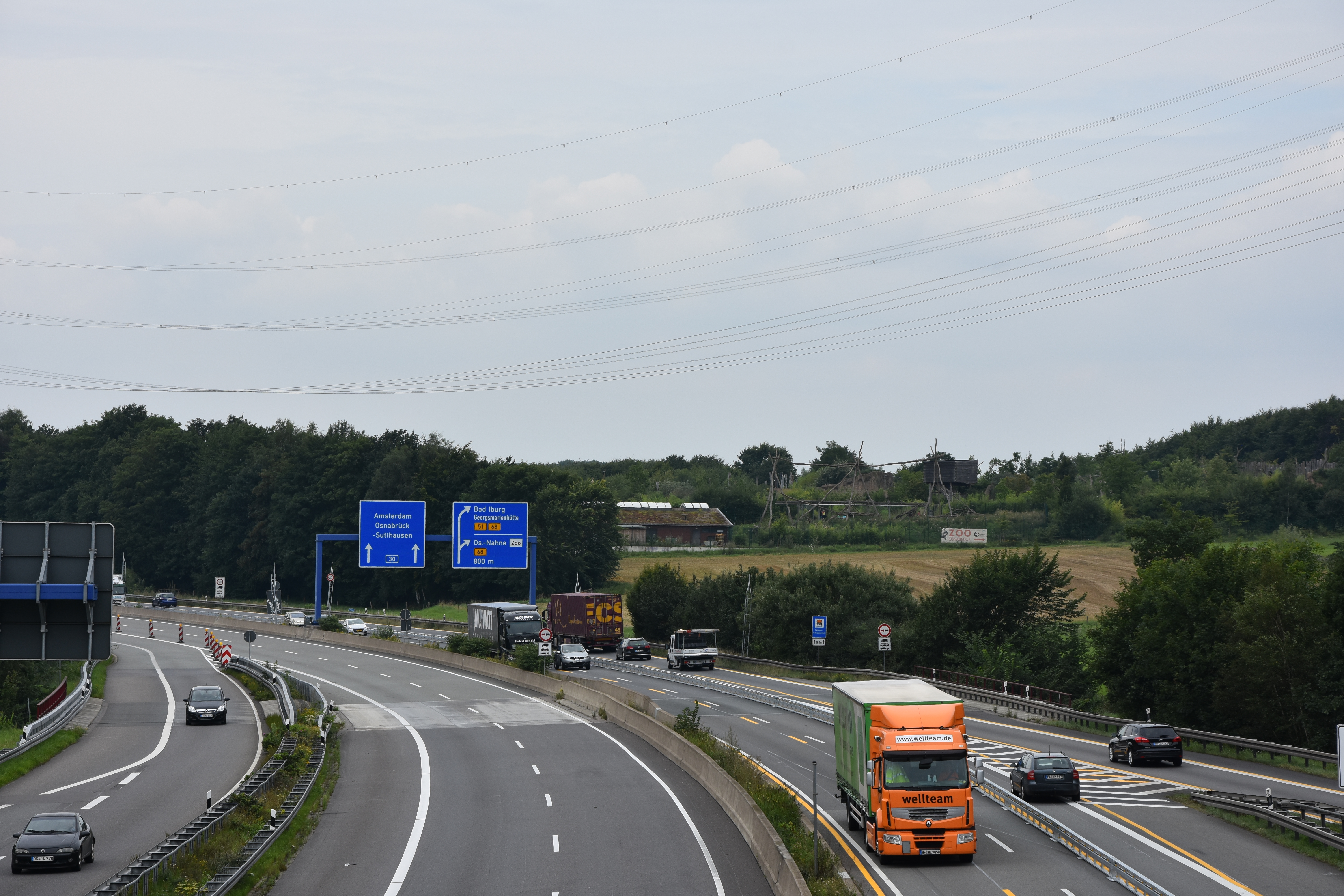
Die Bundesautobahn 30 in der Nähe der Ausfahrt Osnabrück-Nahne

Durch Osnabrück führen mehrere Autobahnen: Im Nordwesten die A 1 „Hansalinie“ Puttgarden–Saarbrücken, im Süden die A 30 Bad Oeynhausen–Bad Bentheim und im Osten die A 33 Osnabrück–Bad Wünnenberg. Die A 30 kreuzt im Südwesten, im Autobahnkreuz Lotte/Osnabrück die A 1 und im Südosten, im Autobahnkreuz Osnabrück-Süd die A 33.
Auf den Autobahnen rund um Osnabrück werden momentan mehrere Bauprojekte durchgeführt oder sind geplant. Im Stadtteil Atter wird das bedeutende Verkehrsbauwerk Dütebrücke, über das die Autobahn 1 den Fluss Düte und die Bahnstrecke Löhne–Rheine überquert, bis 2021[veraltet] neu gebaut. Außerdem wird das Autobahnkreuz Lotte/Osnabrück umgebaut und erneuert.
Die Bundesautobahn 30 soll nach dem Bundesverkehrswegeplan 2030 zwischen dem Lotter Kreuz und dem Autobahnkreuz Osnabrück-Süd von vier auf sechs Fahrstreifen ausgebaut werden, um die Kapazität in diesem Abschnitt zu erhöhen.
Die Bundesautobahn 33, bei der 2019 der südliche Lückenschluss zwischen Halle (Westf.) und Borgholzhausen erfolgt ist, soll laut Bundesverkehrswegeplan in den nächsten Jahren bis zur Bundesautobahn 1 verlängert werden, um auch die nördliche Lücke im Autobahnnetz zu schließen.
Bei Wallenhorst soll ein neues Autobahndreieck entstehen, dadurch wäre der Osnabrücker Autobahnring vollendet.
Die Planungshoheit für die niedersächsischen Autobahnabschnitte im Bereich Osnabrück lag bis 2020 bei der Niedersächsischen Landesbehörde für Straßenbau und Verkehr – Geschäftsbereich Osnabrück, ging jedoch am 1. Januar 2021 an die Autobahngesellschaft des Bundes – Niederlassung Westfalen, Außenstelle Osnabrück über.
Anschlussstellen der Autobahnen in Osnabrück

Anschlussstellen der Autobahnen im Stadtgebiet und Nahbereich um Osnabrück mit Nummer:
Bundesautobahn 1
- Osnabrück-Nord (70)
- Osnabrück-Hafen (71)
- Kreuz Lotte/Osnabrück (72)

Bundesautobahn 30
- Kreuz Lotte/Osnabrück (14)
- Hasbergen-Gaste (15)
- Osnabrück-Hellern (16)
- Osnabrück-Sutthausen (17)
- Osnabrück-Nahne (18)
- Kreuz Osnabrück-Süd (19)
- Natbergen (20)

Bundesautobahn 33
- Osnabrück-Widukindland (6)
- Osnabrück-Lüstringen (7)
- Osnabrück-Fledder (8)
- Kreuz Osnabrück-Süd (9)
- Harderberg (10)

#### Bundesstraßen

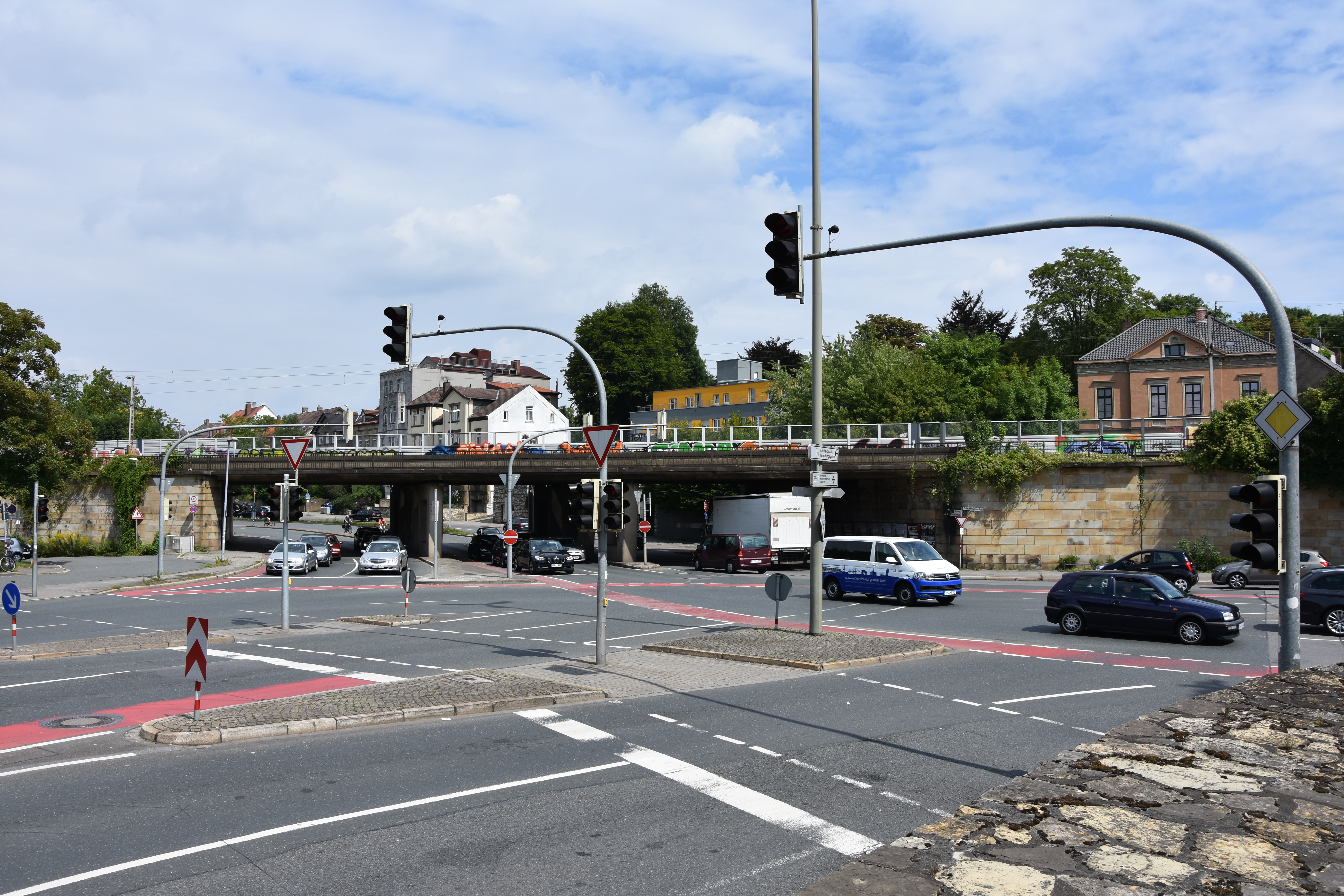
Straßenkreuzung der B 68 am Hasetor

Durch die Stadt führen die Bundesstraßen B 68, B 51 und die B 65.
Die Bundesstraße 68, welche über den westlichen Osnabrücker Wallring und den Rosenplatz verläuft, bildet hier eine starke Unfallquelle und soll mit Fertigstellung der Bundesautobahn 33 Nord auf eine Landesstraße zurückgestuft werden, um den Lkw-Verkehr durch die Stadt zu verringern.
An der nördlichen Stadtgrenze zur Nachbargemeinde Belm wurde eine Ortsumfahrung der Bundesstraßen 51 und 65 um den Ortskern angelegt. Diese Bundesstraßen gehen dort in die Bundesautobahn 33 über.

#### Weitere Straßen und Straßennetz
Innerhalb des Stadtringes (Wall, siehe oben und Innenstadt) sind einige Bereiche als Fußgängerzone ausgewiesen.
Der Neumarkt ist ein zentraler Verkehrsknotenpunkt, da hier der Straßenzug Große Straße / Johannisstraße als zentrale Einkaufsstraße Osnabrücks eine große Hauptstraße kreuzt und die Stadtbusse den Platz als Zentrale Umstiegshaltestelle anfahren. Das Straßennetz in Osnabrück umfasst ca. 820 km, wovon 760 km durch die Stadt unterhalten werden. 31 km umfassen Bundesautobahnen, 12 km Bundesstraßen, Landesstraßen 15 km und Kreisstraßen 65 km.

### Radverkehr

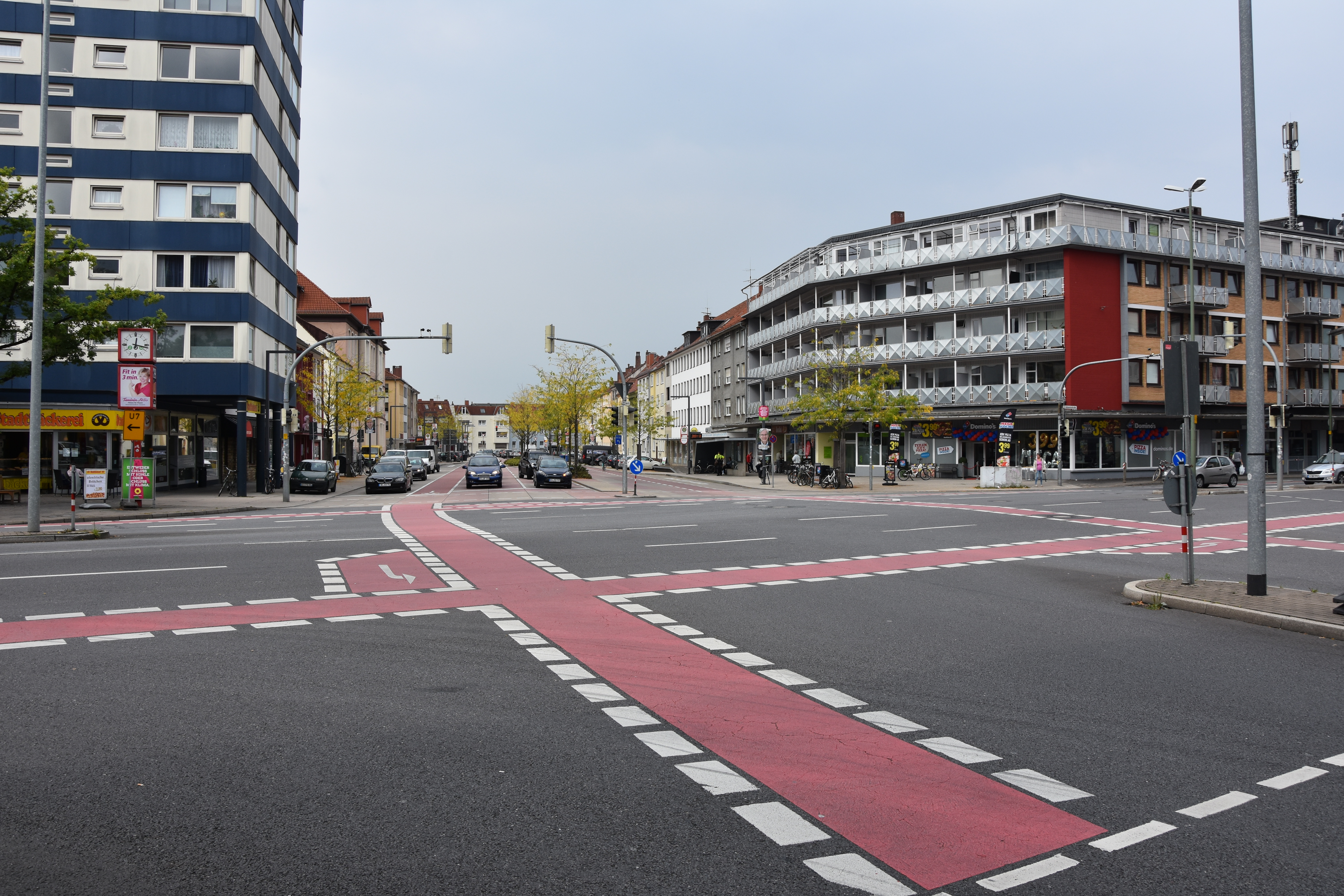
Radfahrstreifen am Rosenplatz

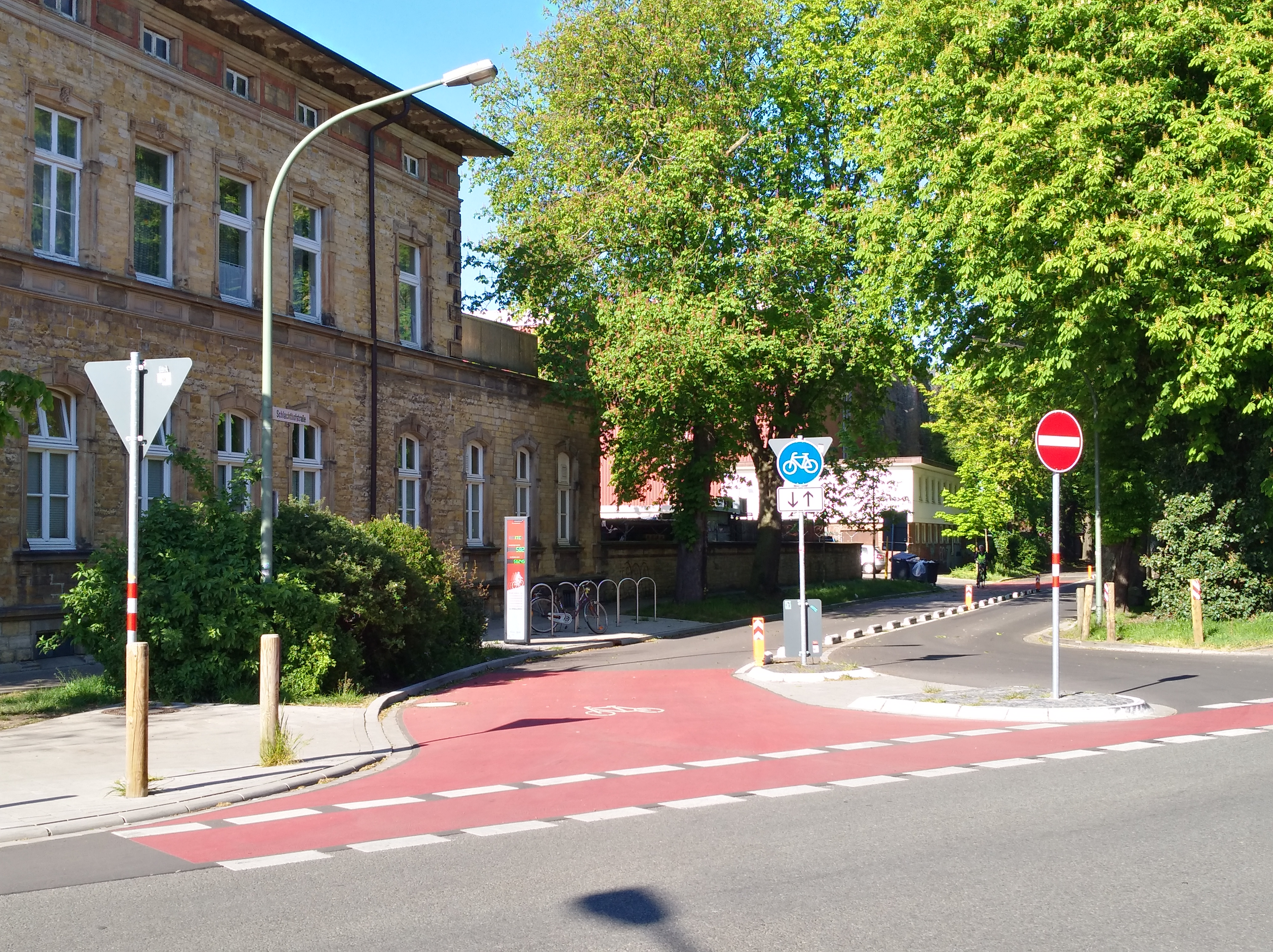
Beginn des Radschnellwegs nach Belm an der Liebigstraße

An den meisten Hauptverkehrsstraßen Osnabrücks existieren Radfahrstreifen auf Fahrbahnniveau oder Radwege auf Höhe des Gehweges. Sie sind jedoch insbesondere an Engstellen oft schmal und führen zwischen den Autospuren hindurch oder direkt an parkenden Autos vorbei, was eine hohe Gefahr für Konflikte mit dem fahrenden und ruhenden Kfz-Verkehr birgt. An mehreren Kreuzungen, wie beispielsweise der Ecke Johannistorwall/Kommenderiestraße, gab es in den vergangenen Jahren vermehrt zum Teil tödlich verlaufende Abbiegeunfälle.
Auch als Reaktion auf die häufigen Unfälle sind jedoch seit einigen Jahren Verbesserungen des Radwegenetzes an Straßen erkennbar. So wurden insbesondere im Innenstadtbereich vielerorts indirekte Linksabbiegespuren für Radfahrer angelegt und durch Markierungen wird ermöglicht, dass sich Radfahrer beim Warten an Kreuzungen vor dem Kfz-Verkehr positionieren können. Die oben genannte Kreuzung wurde mittlerweile so umgebaut, dass Konflikte beim Abbiegen nicht mehr auftreten können. An zentralen Punkten werden Radabstellanlagen gebaut, in der Erdgeschossebene des Parkhauses am Hauptbahnhof wurde am 1. April 2023 eine neue Radstation eröffnet. Mit rund 2300 überdachten Fahrradstellplätzen war diese zum Zeitpunkt der Eröffnung das zweitgrößte Fahrradparkhaus in Deutschland nach der Anlage im benachbarten Münster. Außerdem wurden Modellprojekte wie ein geschützter Radfahrstreifen (protected bike lane) am Heger-Tor-Wall und die Radschnellwegverbindung nach Belm verwirklicht.
Der nationale und europäische Radfernweg D7 / EV3 „Pilgerroute“ quert Osnabrück von Norden nach Süden.

### Schienenverkehr

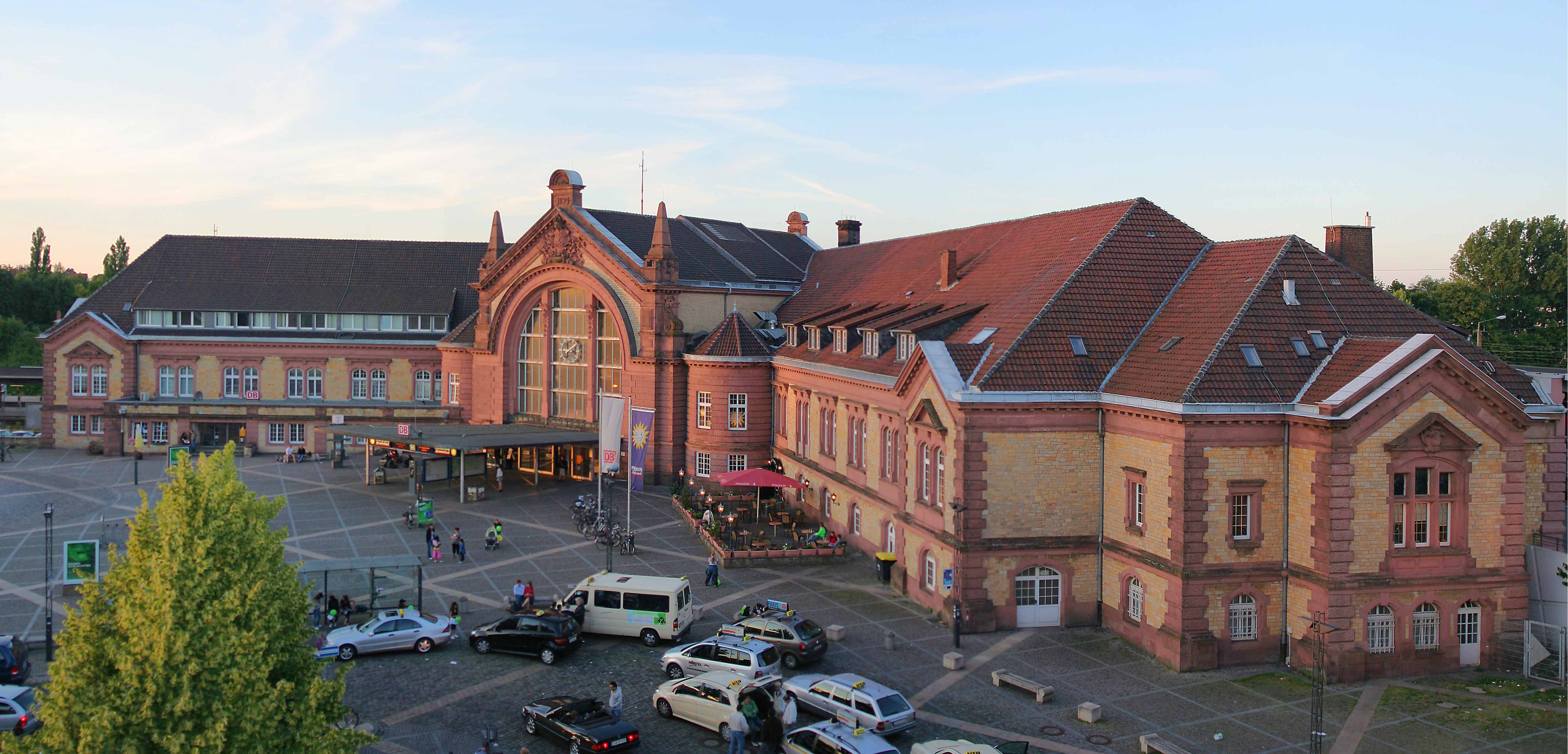
Der Hauptbahnhof Osnabrück wurde 1895 erbaut

Für die Zugverbindungen von und nach Osnabrück im Fern- und Nahverkehr, siehe
Osnabrück ist Bahnknoten mit einem Hauptbahnhof. Dieser besteht aus einem Personenbahnhof in der seltenen Bauform eines Turmbahnhofes sowie einem Rangierbahnhof. Im Hauptbahnhof kreuzen sich die Bahnstrecken Ruhrgebiet–Hamburg und Löhne–Rheine (Teilstrecke der Magistrale Hannover–Amsterdam). Außerdem zweigen in Osnabrück zwei Nebenstrecken ab: Der Haller Willem in Richtung Südosten nach Bielefeld und die Bahnstrecke Osnabrück–Oldenburg in Richtung Norden. Von letzterer zweigt in Hesepe die Bahnstrecke Hesepe–Delmenhorst ab. Ferner gibt es die Tecklenburger Nordbahn (Osnabrück–Mettingen–Recke–Rheine) mit Güter- und Museumszügen, für die im Nahverkehrsplan SPNV Westfalen-Lippe aufgrund einer guten Wirtschaftlichkeit die Wiederinbetriebnahme als moderne Regionalbahn von Osnabrück nach Recke im 30-Minuten-Takt vorgesehen ist.
Der Hauptbahnhof ist seit 2000 Heimatbahnhof der NordWestBahn. Weitere Personenbahnhöfe im Stadtgebiet sind Osnabrück Altstadt (bis Ende 2009 Osnabrück Hasetor) mit Zugverkehr in Richtung Bramsche, Oldenburg, Wilhelmshaven, Vechta, Bremen, Rheine, Bad Bentheim, Bünde, Bielefeld, Hannover und Braunschweig sowie Osnabrück-Sutthausen mit Zugverkehr in Richtung Halle (Westf) – Bielefeld. Die Bahnhöfe Osnabrück-Eversburg, Osnabrück-Lüstringen und Osnabrück West (Hannoverscher Bahnhof) werden nicht mehr bedient.

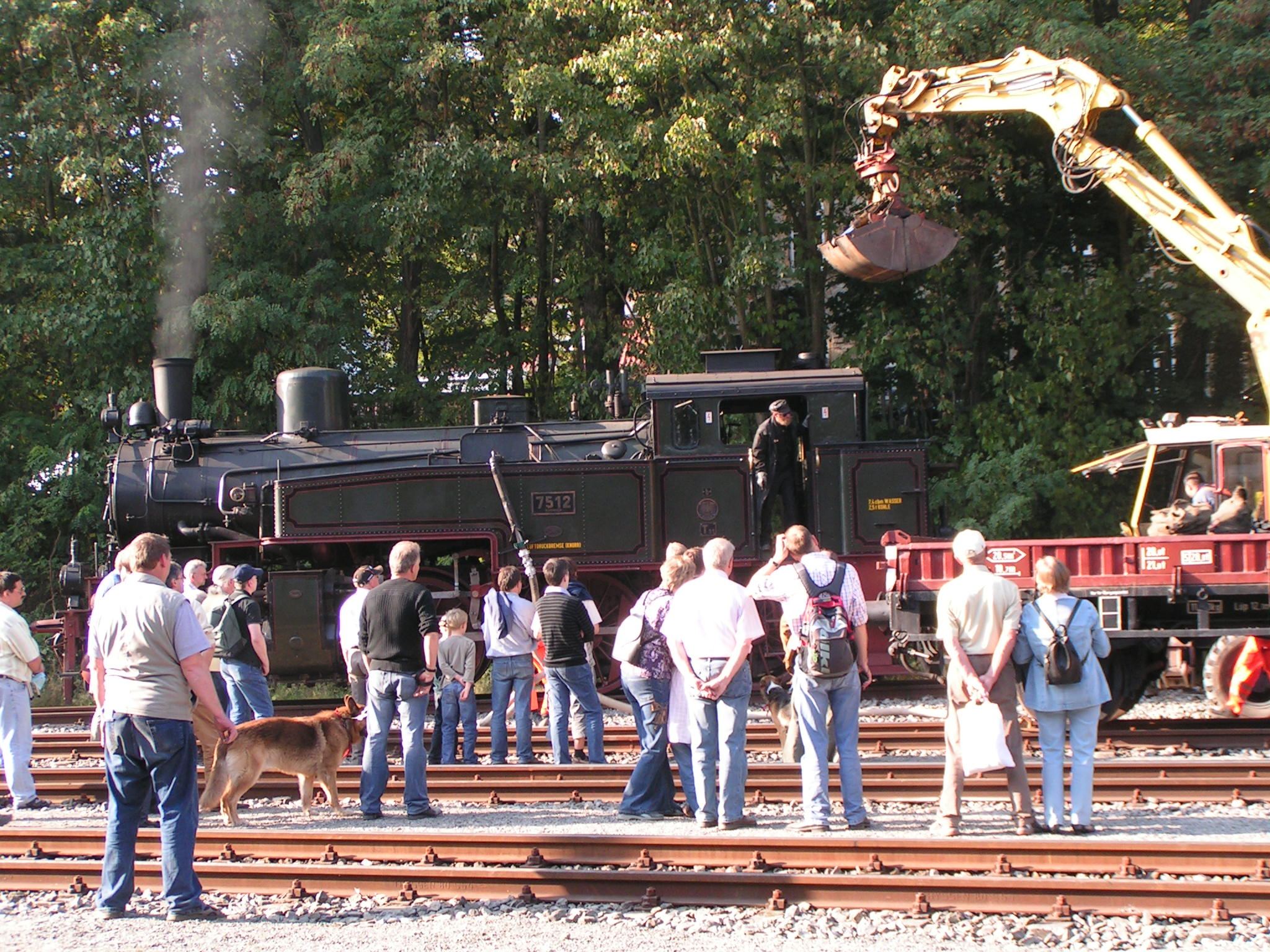
Bahnhofsfest auf dem Zechenbahnhof Piesberg

Der Verein Osnabrücker Dampflokfreunde e. V. bietet Museumsbahnfahrten vom Piesberg (Zechenbahnhof) aus an. Die Fahrten in Richtung Osnabrück Hbf erfolgen entweder über die Strecke Löhne–Rheine (via Hp. Altstadt) oder über die Hafenbahn (via Hp. „Ostbahnhof“ Höhe Römereschstraße).
Die Stadt Osnabrück ließ 1996 eine Machbarkeitsstudie von der Verkehrsconsult Karlsruhe erstellen mit dem Titel „Stadtbahn für die Region Osnabrück“, worin aufgezeigt wird, wie aus den Bahnstrecken innerstädtische Streckenausfädelungen nach dem Karlsruher Modell als Stadtbahn betrieben werden können.
Nach der Stadt ist ein Intercity-Express benannt.
In Osnabrück wurde 1906 die innerstädtische Straßenbahn mit zwei Linien eröffnet. In den 1920er Jahren kam eine dritte Linie hinzu. Die Osnabrücker Straßenbahn wurde bis 1960 betrieben.
Zwischen der Sutthauser Straße und der Iburger Straße ist der Bau eines zusätzlichen Haltepunktes Osnabrück Rosenplatz für den Haller Willem geplant. Im Zuge einer möglichen Reaktivierung der Tecklenburger Nordbahn ist der Neubau eines Haltepunktes an der Buswende Eversburg-Büren angedacht.

### Busverkehr

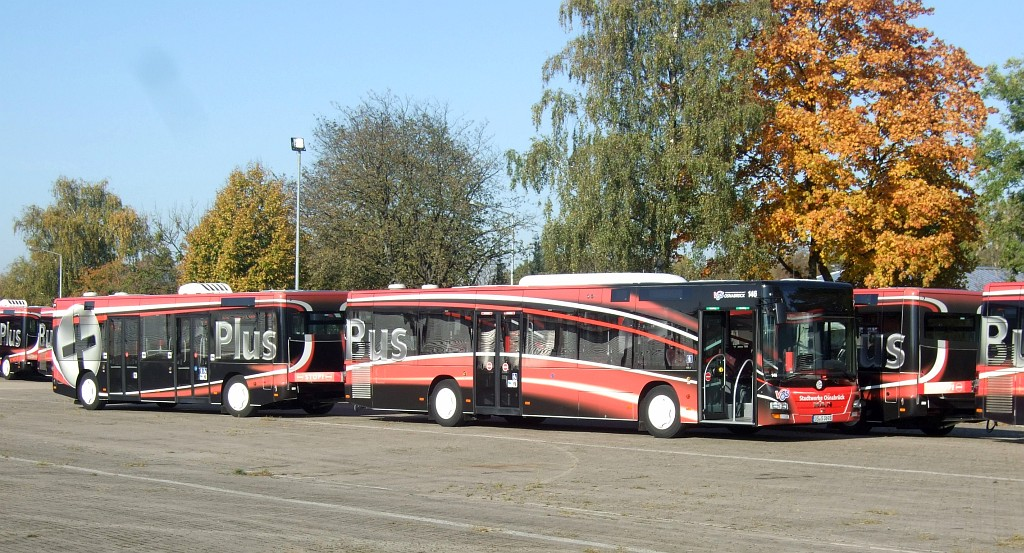
Plusbus: Ein Bus mit Anhänger in Osnabrück

Den Straßenpersonennahverkehr im Stadtbereich bedienen heute neun Stadtbus-Grundlinien und 5 Metrobuslinien der Stadtwerke Osnabrück AG und eng damit verknüpft Regionalbusse der Weser-Ems Bus GmbH und weiterer Unternehmen. Bis in die 1960er Jahre war das Bild durch andere Verkehrsträger geprägt: Von 1906 bis 1960 verkehrten Straßenbahnen. 1949 wurde die erste Linie des Oberleitungsbus Osnabrück in Betrieb genommen; das Obusnetz ersetzte bis 1968 die stillgelegte Straßenbahn. Anschließend wurden die dieselbetriebenen Busse zum einzigen Verkehrsträger im Stadtgebiet. Wichtigster zentraler Umsteigeknoten neben dem Hauptbahnhof ist der Neumarkt.

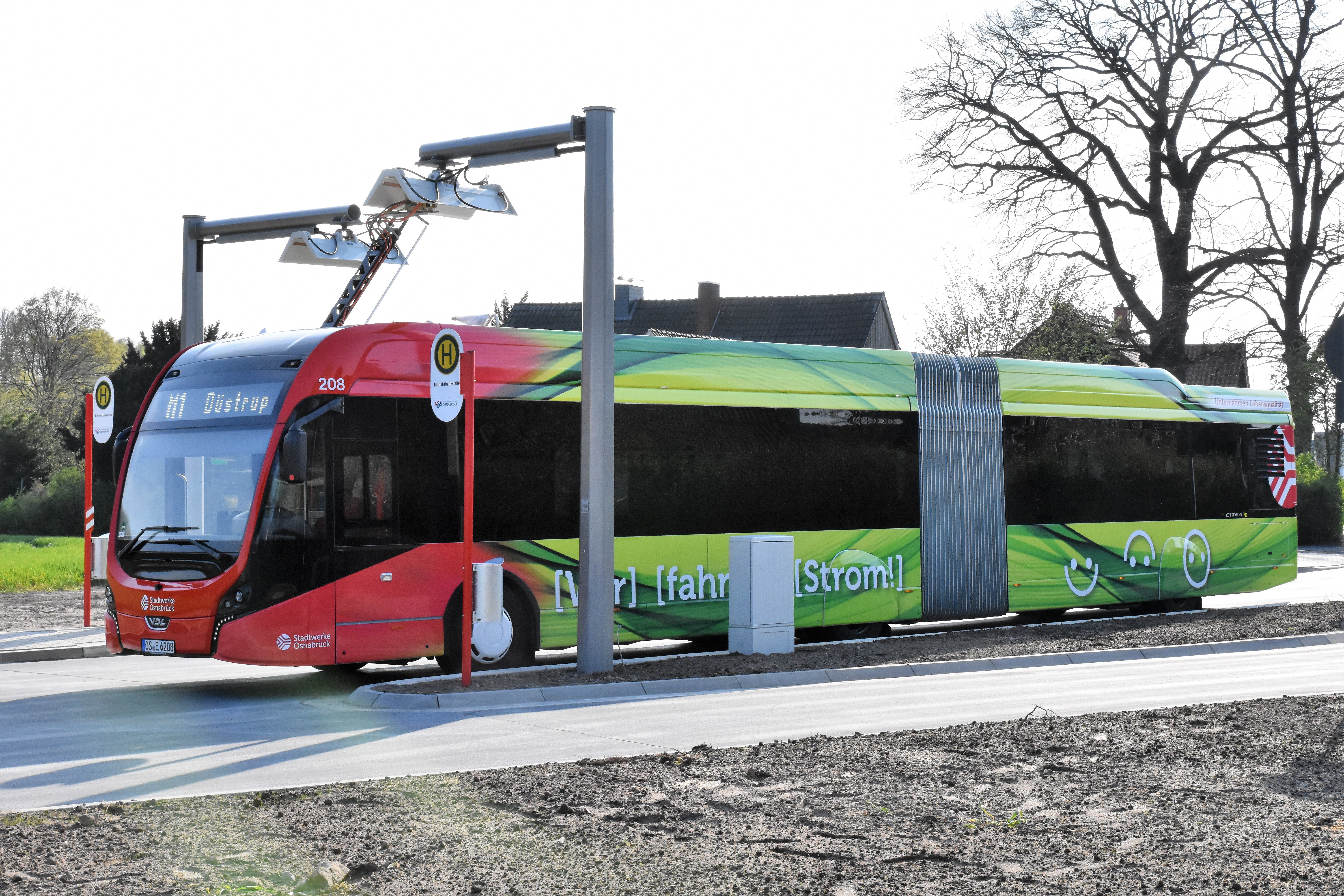
E-Bus in der Ladestation am Endpunkt der Linie M1

Es gibt bisher keinen Verkehrsverbund mit SPNV-Integration; mit Busfahrscheinen der Verkehrsgemeinschaft Osnabrück (VOS) können daher keine Züge benutzt werden. Ausnahme ist die Bahnlinie Haller Willem nach Bielefeld, hier gilt ein besonderer VOS-Plus-Tarif. In Richtung Münsterland und Tecklenburger Land wird der Westfalentarif angewendet – diese Bahnfahrkarten sind auch im Stadtbusnetz Osnabrück gültig.
Des Weiteren gibt es für die Eisenbahnstrecken in Osnabrück seit 2013 zusätzlich den Niedersachsentarif. Das zugehörige Niedersachsen-Ticket gilt im Nahverkehr in Stadt und Landkreis Osnabrück.
Überregionale Reisebusse halten neben dem Hauptbahnhof, in der Eisenbahnstraße. Hier fahren vor allem Linien nach Polen, Ländern im ehemaligen Jugoslawien oder auch der ehemaligen Sowjetunion. Ein weiteres Ziel ist Berlin, welches mehrmals täglich angesteuert wird. Seit der Liberalisierung des Fernbusverkehrs in Deutschland im Jahr 2013 bestehen auch Fernbuslinien zu anderen Zielen innerhalb Deutschlands.

### Wanderwege

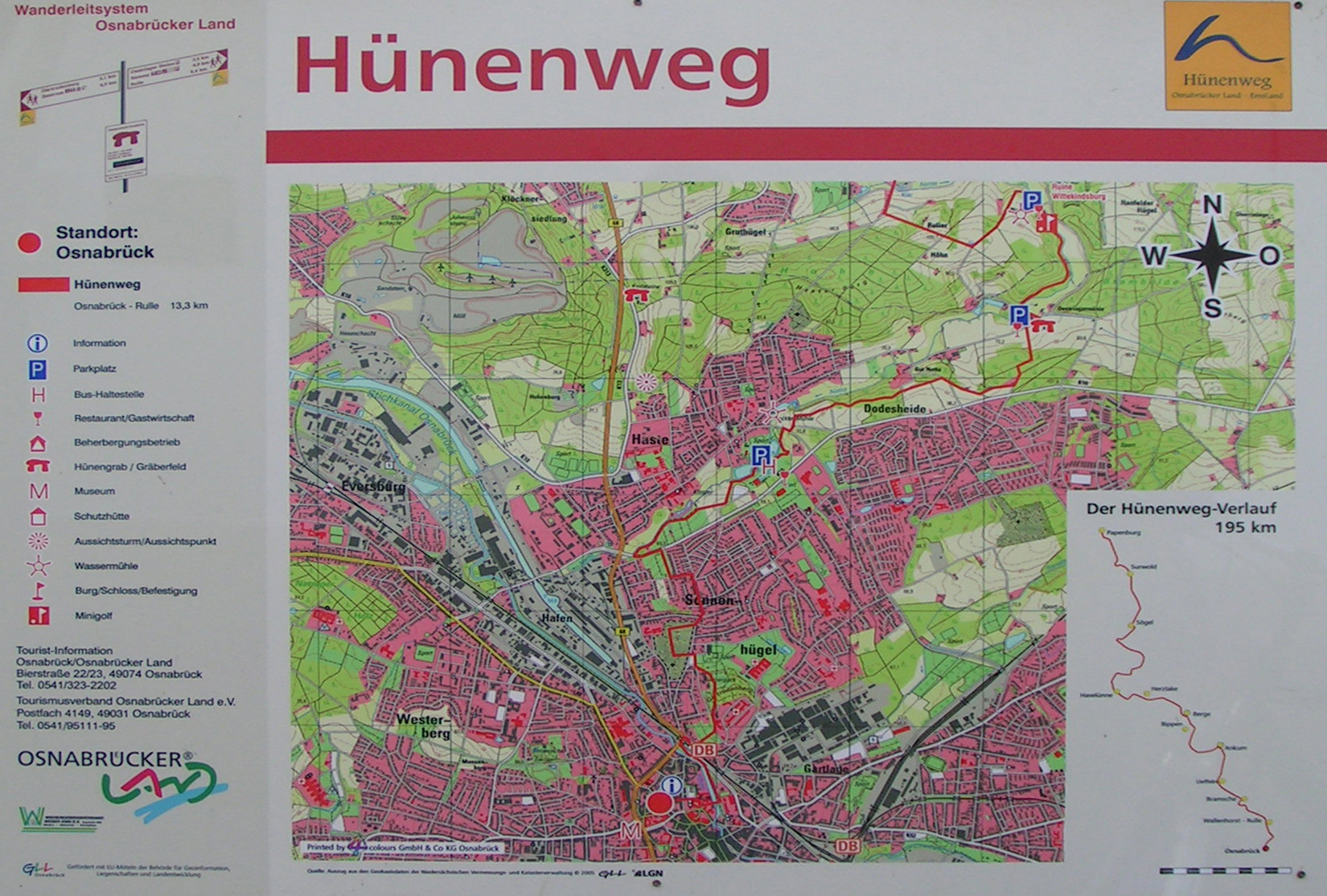
Start- bzw. Zielpunkt des Hünenwegs in der Nähe des Osnabrücker Rathauses

Osnabrück ist Start- bzw. Zielpunkt mehrerer Fernwanderwege, die vom Wiehengebirgsverband Weser-Ems betreut werden, und zwar
- des 229 km langen Handelswegs, bestehend aus dem Töddenweg in Deutschland und dem Marskramerpad in den Niederlanden (nach Deventer),
- des 208 km langen Hünenwegs (nach Papenburg),
- des 107 km langen Pickerwegs (nach Wildeshausen) und
- des 90 km langen Wittekindswegs (nach Porta Westfalica).[177]

### Luftverkehr

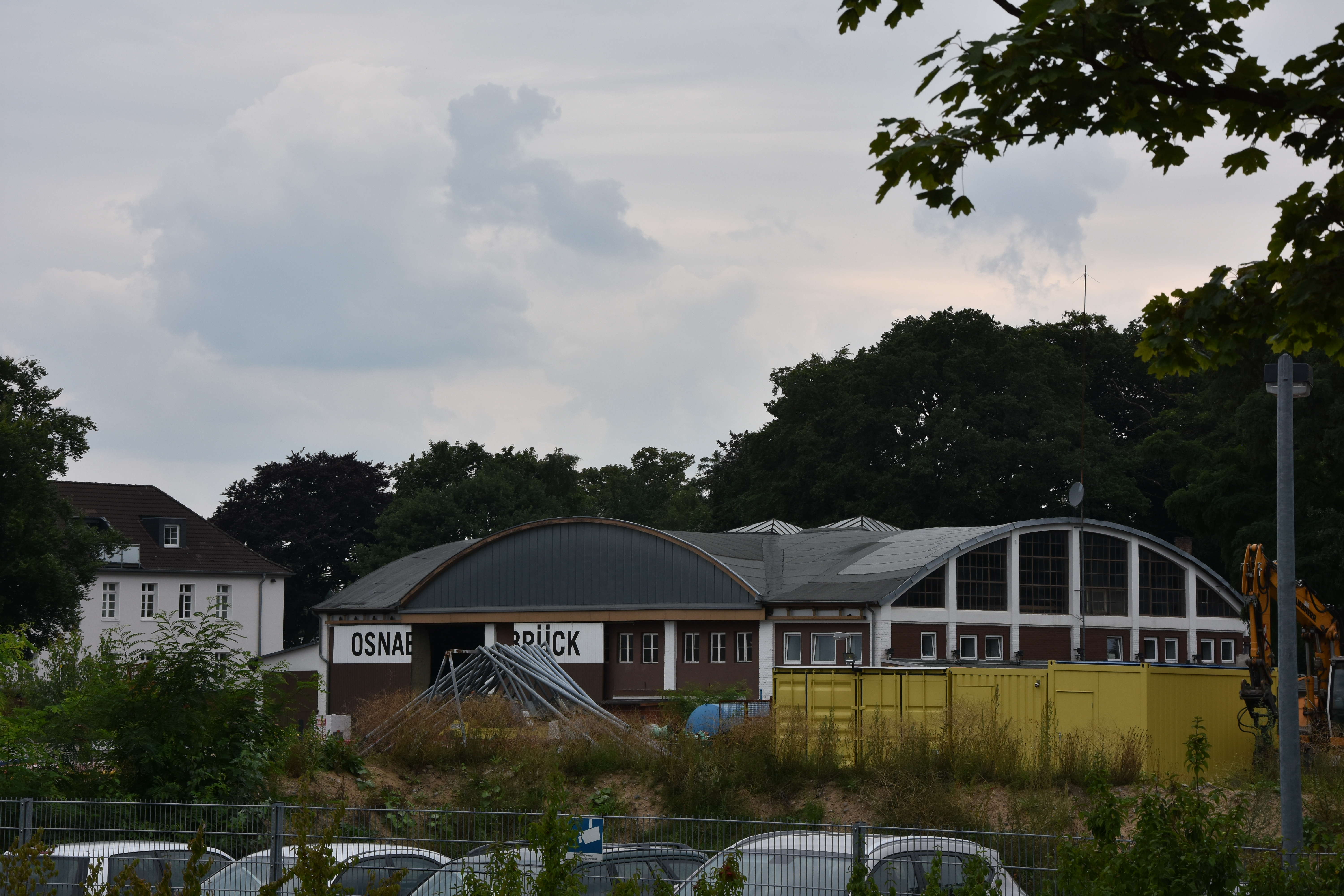
Bild des ehemaligen Hangars im Osnabrücker Hafen

In Osnabrück befindet sich der Flugplatz Osnabrück-Atterheide. Als nächster Verkehrsflughafen befindet sich der Flughafen Münster/Osnabrück in Greven.
Einstmals existierte in der Netter Heide (Stadtteil Hafen) der erste Osnabrücker Flugplatz. Dieser 1911 eingerichtete Flugplatz musste 1934 der neuen Winkelhausenkaserne weichen. Nur der 1914 errichtete Hangar blieb als Relikt des Flugplatzes bestehen. Dieser Hangar ist der älteste noch erhaltene Hangar in Deutschland.

#### Flughafen Münster/Osnabrück (FMO)
Der nächste Verkehrsflughafen, ca. 30 km entfernt, ist der Flughafen Münster/Osnabrück. Mehrmals täglich gibt es Verbindungen zu den innerdeutschen Flughäfen Frankfurt und München. Innerhalb Europas werden Ziele rund um das Mittelmeer, die Kanaren, die Türkei und Ägypten von diversen Fluggesellschaften angeboten. Vom Flughafen erreicht man Osnabrück über die Autobahnen A 1 und A 30. Es gibt eine regelmäßig verkehrende Expressbuslinie der RVM, den X15, der bis zu 19× am Tag die Stadt mit dem Flughafen verbindet.

#### Flugplatz Osnabrück-Atterheide
Im westlichen Stadtteil Atter befindet sich der als Verkehrslandeplatz klassifizierte Flugplatz Osnabrück-Atterheide. Es gibt einen hauptamtlich Beauftragten für Luftaufsicht. Der Flugplatz kann ganzjährig von Flugzeugen bis 5,7 t Gesamtgewicht angeflogen werden und wird in hohem Maße von Geschäftsreisenden genutzt. Rundflüge sind hier ganzjährig möglich.

### Schiffsverkehr
Die wichtigen Schifffahrtskanäle Mittellandkanal und Dortmund-Ems-Kanal verlaufen in der Nähe, aufgrund der Topografie des Osnabrücker Raumes jedoch nicht durch die Stadt. Zur Anbindung Osnabrücks wurde der 13 Kilometer lange Stichkanal Osnabrück gebaut, der den Osnabrücker Binnenhafen im Stadtteil Hafen mit dem Mittellandkanal verbindet. Der Stichkanal weist derzeit einen Ausbau auf, der ein Befahren mit Schiffen knapp unterhalb der Größe von Europaschiffen ermöglicht. Um auch größeren Schiffen eine Anlaufstelle im Raum Osnabrück zu bieten, soll die direkt am Mittellandkanal gelegene Umschlagstelle Bohmte im Bohmter Ortsteil Herringhausen ausgebaut werden.

## Öffentliche Einrichtungen
In Osnabrück haben folgende Einrichtungen und Institutionen ihren Sitz:
- Deutsche Bundesstiftung Umwelt
- Deutsche Stiftung Friedensforschung
- Stiftung Zentrale Stelle Verpackungsregister
- terre des hommes Deutschland
- HelpAge Deutschland
- Handwerkskammer Osnabrück-Emsland – Kammerbezirk: Kreisfreie Stadt Osnabrück sowie Landkreise Emsland, Grafschaft Bentheim und Osnabrück
- Hauptzollamt Osnabrück
- Industrie- und Handelskammer (IHK) Osnabrück-Emsland-Grafschaft Bentheim – Kammerbezirk: Kreisfreie Stadt Osnabrück sowie Landkreise Osnabrück, Grafschaft Bentheim und Emsland mit Ausnahme der Stadt Papenburg
- Amtsgericht Osnabrück, Landgericht Osnabrück, Arbeitsgericht Osnabrück und Staatsanwaltschaft Osnabrück
- Polizei Niedersachsen – Polizeidirektion Osnabrück
- Regionales Landesamt für Schule und Bildung Osnabrück
- Filiale der Deutschen Bundesbank[178]
- Skywarn Deutschland

### Bibliotheken und Archive
- Niedersächsisches Landesarchiv (Abteilung Osnabrück)
  - mit Dienstbibliothek
  - und Bibliothek des Verein für Geschichte und Landeskunde von Osnabrück e. V. (Historischer Verein)
- Diözesanbibliothek und Diözesanarchiv des Bistums Osnabrück
- Universitätsbibliothek Osnabrück mit sechs Standorten
- Bibliothek der Hochschule Osnabrück mit Hauptstandort am Westerberg und Teilbibliotheken im Stadtteil Haste und in Lingen (Ems)
- Stadtbibliothek Osnabrück
- Bibliothek der Deutschen Bundesstiftung Umwelt

### Bildung

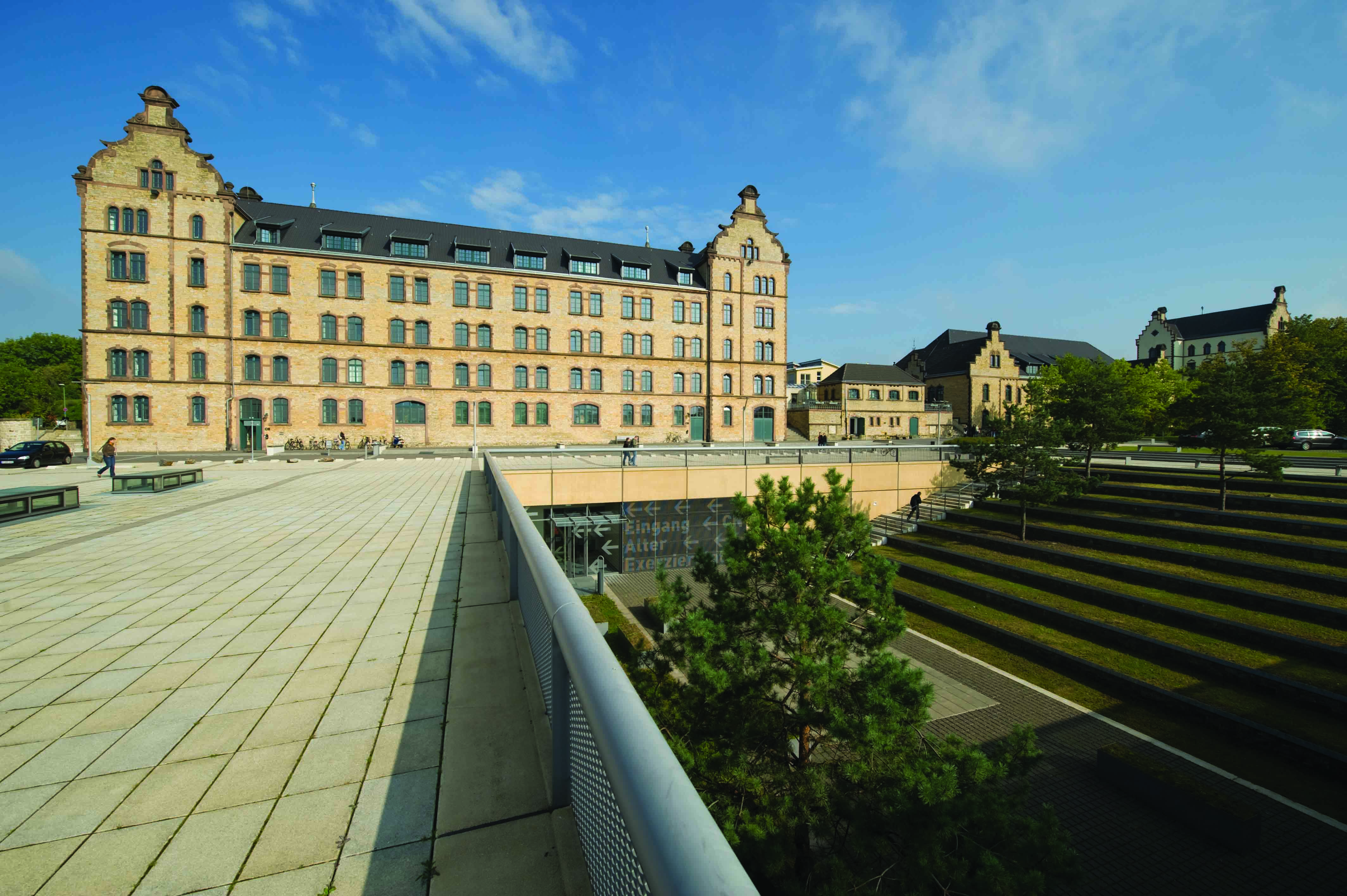
Caprivi-Campus der Hochschule

#### Hochschulen
- Die Universität Osnabrück mit Sitz im Osnabrücker Schloss wurde 1974 gegründet. Sie ging aus einer seit 1953 in Osnabrück bestehenden Pädagogischen Hochschule hervor. Größere Standorte in Osnabrück sind die Innenstadt und der Westerberg.
- Die Hochschule Osnabrück, gegründet 1971, entstand durch die Zusammenlegung mehrerer Einrichtungen. Zu ihnen gehörten die Höhere Landbauschule, die Höhere Gartenbauschule und die Staatliche Ingenieurschule. 2005 ging die ebenfalls 1971 aus einer Höheren Fachschule für Sozialpädagogik gegründete Katholische Fachhochschule Norddeutschland Osnabrück und Vechta in der Fachhochschule Osnabrück auf, als sich die Bistümer Osnabrück und Münster aus der Trägerstiftung zurückgezogen haben. Die Standorte in Osnabrück sind der Campus Westerberg, der Caprivi-Campus und der Campus Haste. Darüber hinaus gibt es eine Außenstelle in Lingen (Ems).

#### Berufsbildende Schulen
Liste ist nicht abschließend
- Die Franz-von-Assisi-Schule ist eine Fachschule für Sozialpädagogik und wurde 1921 als Wilhelmstift gegründet.
- Berufsbildende Schulen des Landkreises Osnabrück, Brinkstraße
- Berufsbildende Schulen des Landkreises Osnabrück in Osnabrück-Haste
- Berufsschulzentrum am Westerberg
- Berufsbildende Schulen der Stadt Osnabrück am Schölerberg
- Berufsbildende Schulen der Stadt Osnabrück am Pottgraben

#### Allgemeinbildende Schulen
Liste ist nicht abschließend
- Das Gymnasium Carolinum wurde angeblich 804 von Karl dem Großen gegründet. Es ist eine der am längsten bestehenden Schulen Deutschlands.
- In direkter Nachbarschaft befindet sich die Ursulaschule, die wie die Angelaschule früher ein von Ursulinen geleitetes Mädchengymnasium war. Heute sind beide Schulen vom Bistum geführte staatlich anerkannte koedukative Gymnasien.
- Das 1595 eingeweihte staatliche Ratsgymnasium Osnabrück ist die älteste nicht geistliche Schule der Stadt.
- Das Gymnasium „In der Wüste“ war 2000 Expo-Schule.
- Das 1965 zunächst als 4. Jungengymnasium gegründete Graf-Stauffenberg-Gymnasium liegt am Kalkhügel. Es bietet bilingualen Unterricht.
- Die Gesamtschule Schinkel, eine UNESCO-Projekt-Schule, ist eine der größten Osnabrücker Schulen. Sie gehörte zu den ersten Gesamt- und Ganztagsschulen in Niedersachsen.
- Das Schulzentrum Sonnenhügel mit der Ganztags- und Europaschule Ernst-Moritz-Arndt-Gymnasium und der Oberschule am Sonnenhügel
- Ein Schulzentrum in Eversburg wurde 2010 in die Integrierte Gesamtschule Osnabrück umgewandelt.
- Zu den Privatschulen zählen eine Montessorischule und die Freie Waldorfschule Evinghausen mit dem Einzugsgebiet Osnabrücks.
- Domschule Osnabrück, Oberschule in kirchlicher Trägerschaft.
- Die Thomas-Morus-Schule Osnabrück, benannt nach dem englischen Juristen und Staatsmann Thomas Morus, ist eine Oberschule in direkter Nachbarschaft zur Angelaschule. Die katholische Oberschule wurde 1977 vom damaligen Bischof Helmut Hermann Wittler eingeweiht.[179]

ehemalige Schulen:
- Von 1961 bis 1990 bestand in der Ameldungstraße das als Mädchengymnasium mit Frauenoberschule gegründete Käthe-Kollwitz-Gymnasium.
- Grundschule Johannisschule, heute befindet sich am selben Standort die Grundschule Drei-Religionen-Schule.
- Beginnend mit dem Schuljahr 2021/2022 werden alle Haupt- und Realschulen zu Gunsten von neugegründeten Oberschulen aufgelöst, darunter z. B. die Wittekind-Realschule, die Hauptschule Felix-Nussbaum-Schule (beide im Schulzentrum Sonnenhügel) und die Möser-Realschule am Westerberg.

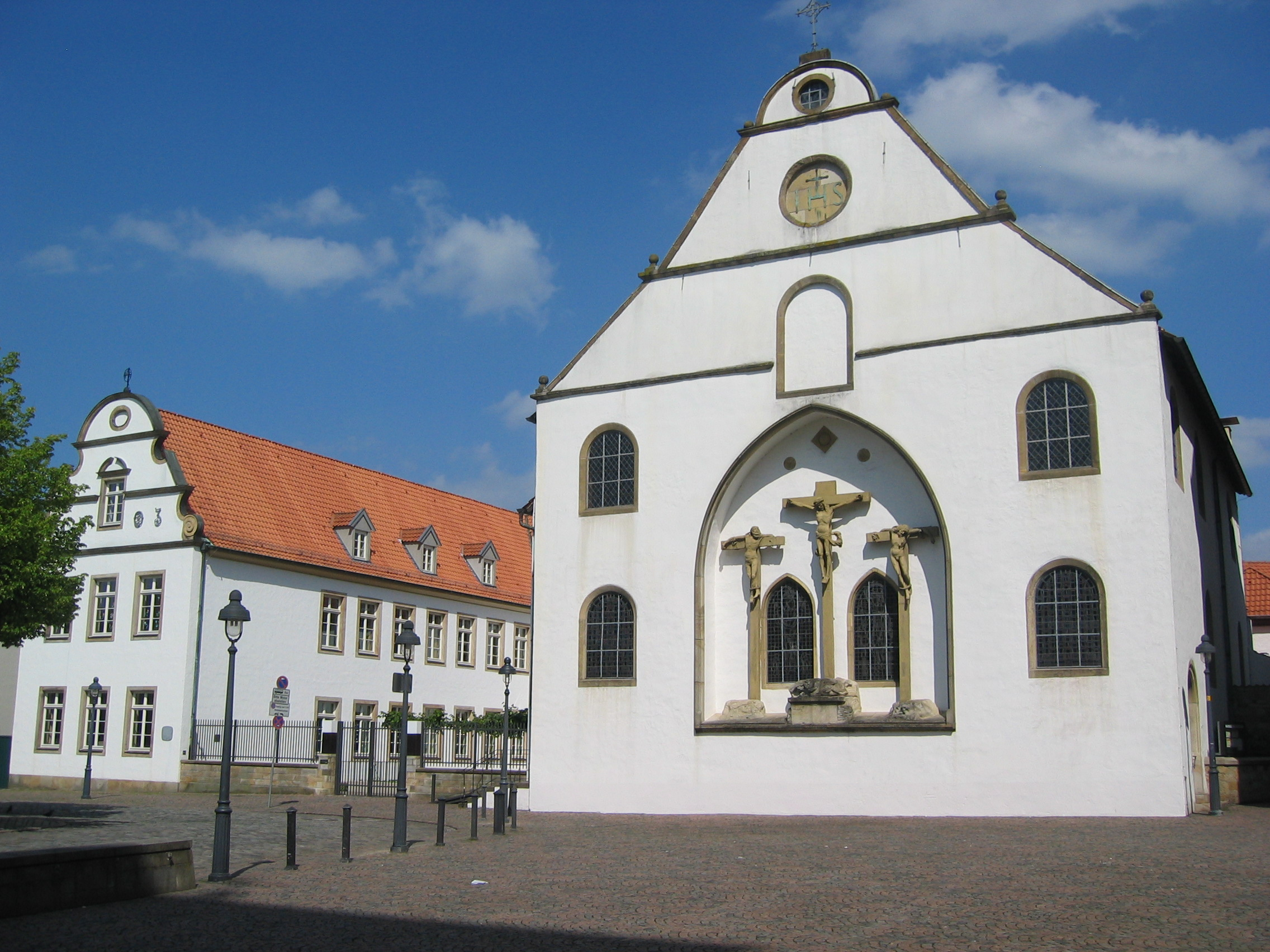
Gymnasium Carolinum
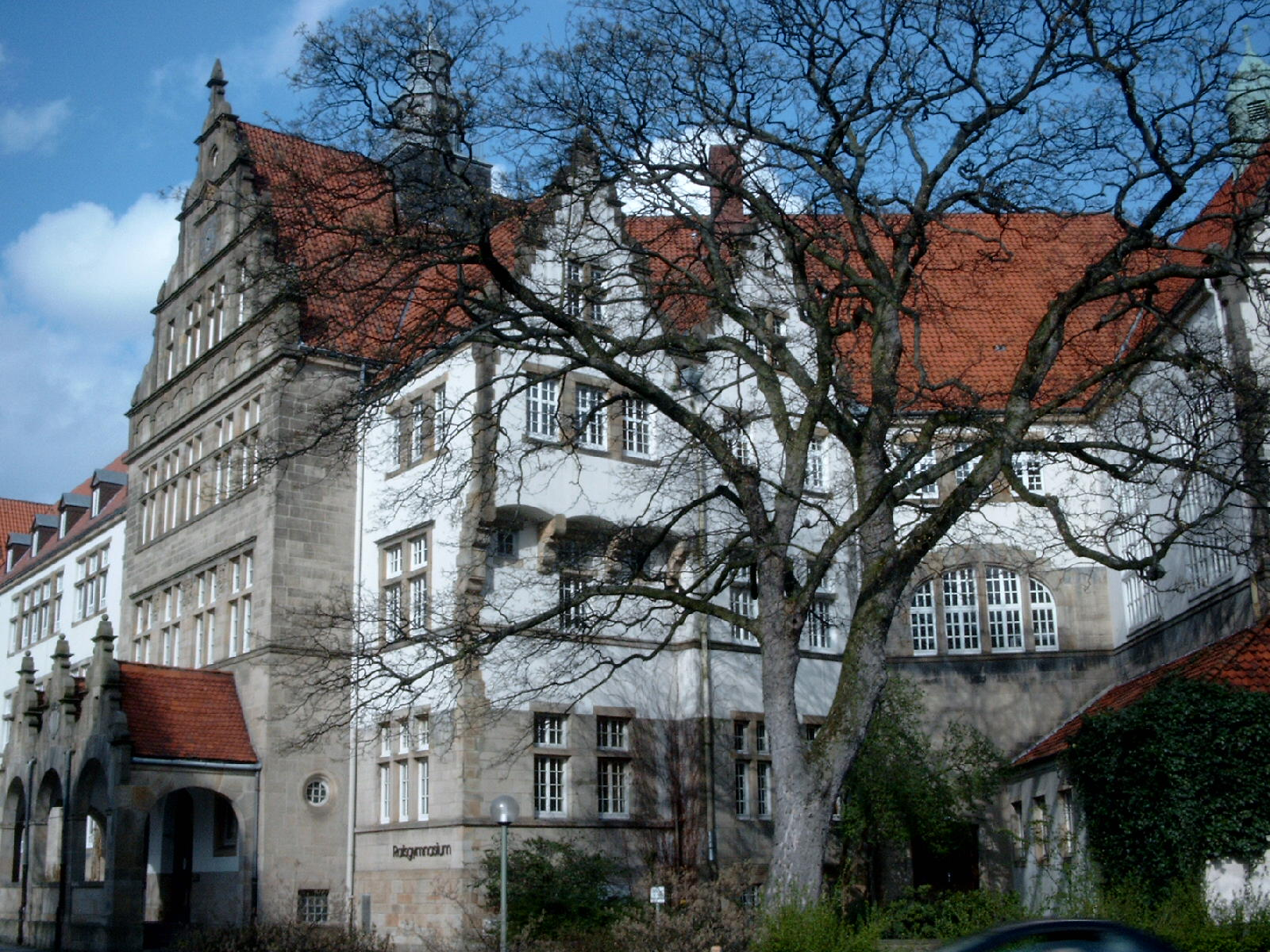
Ratsgymnasium
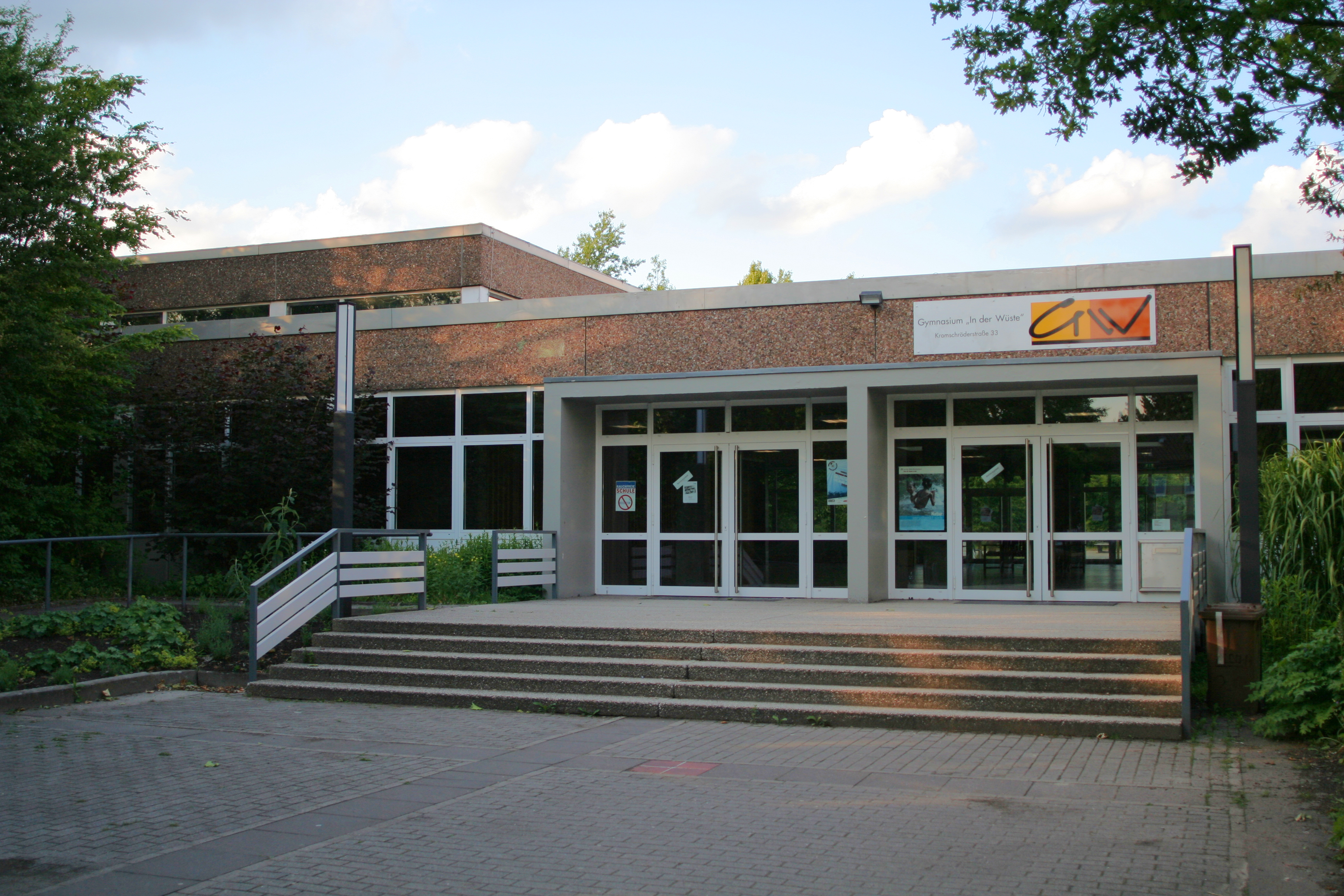
Gymnasium „In der Wüste“
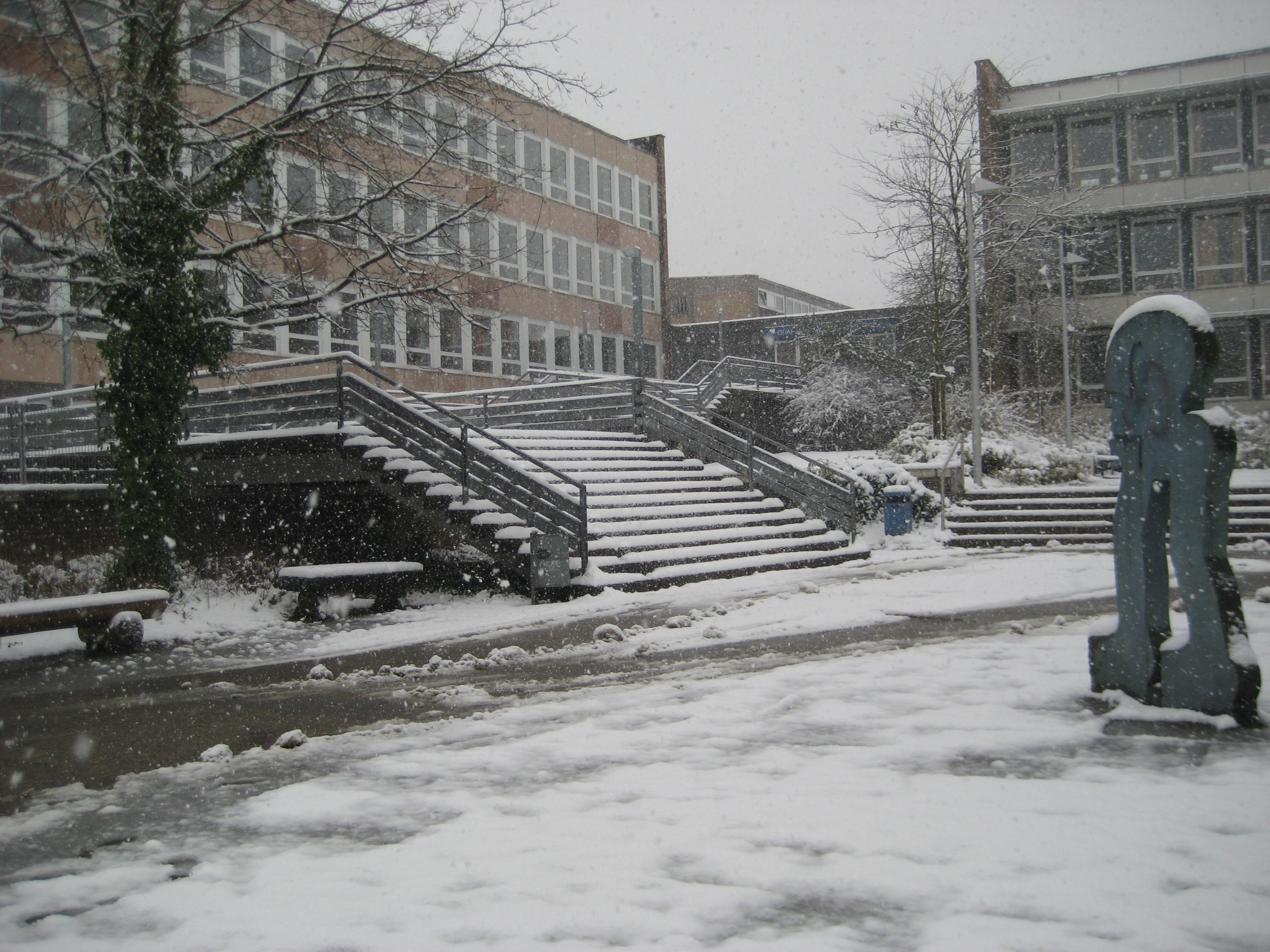
Graf-Stauffenberg-Gymnasium
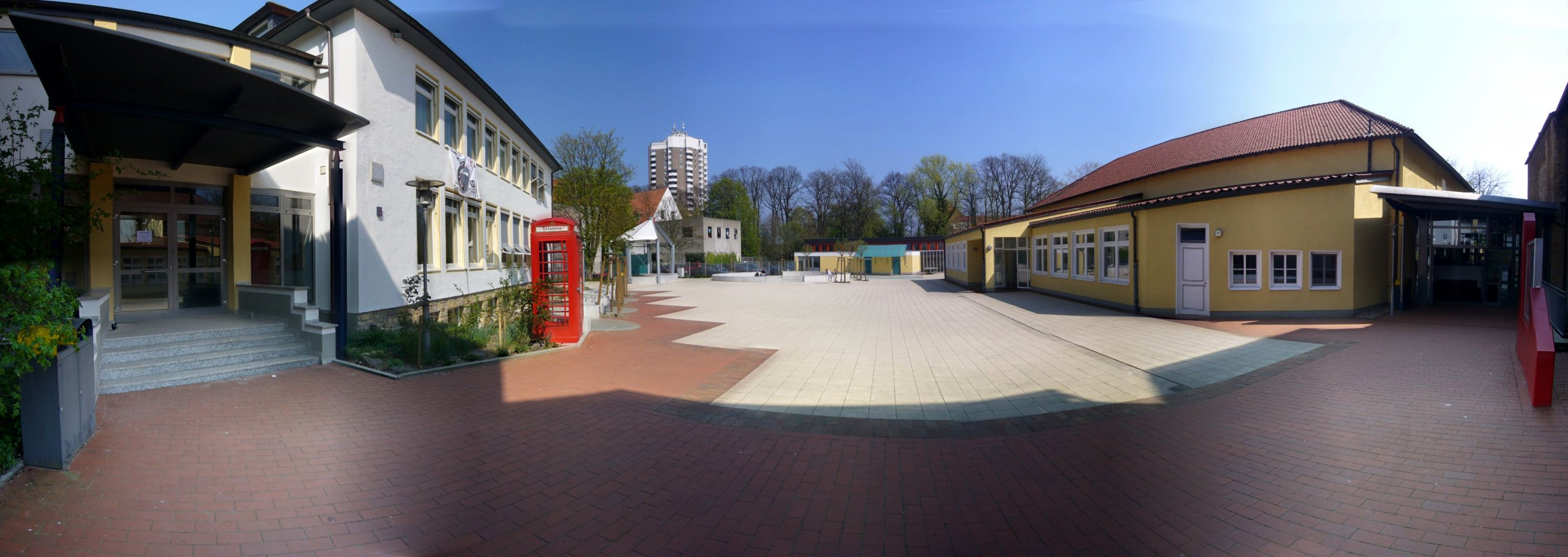
Gymnasium Ursulaschule
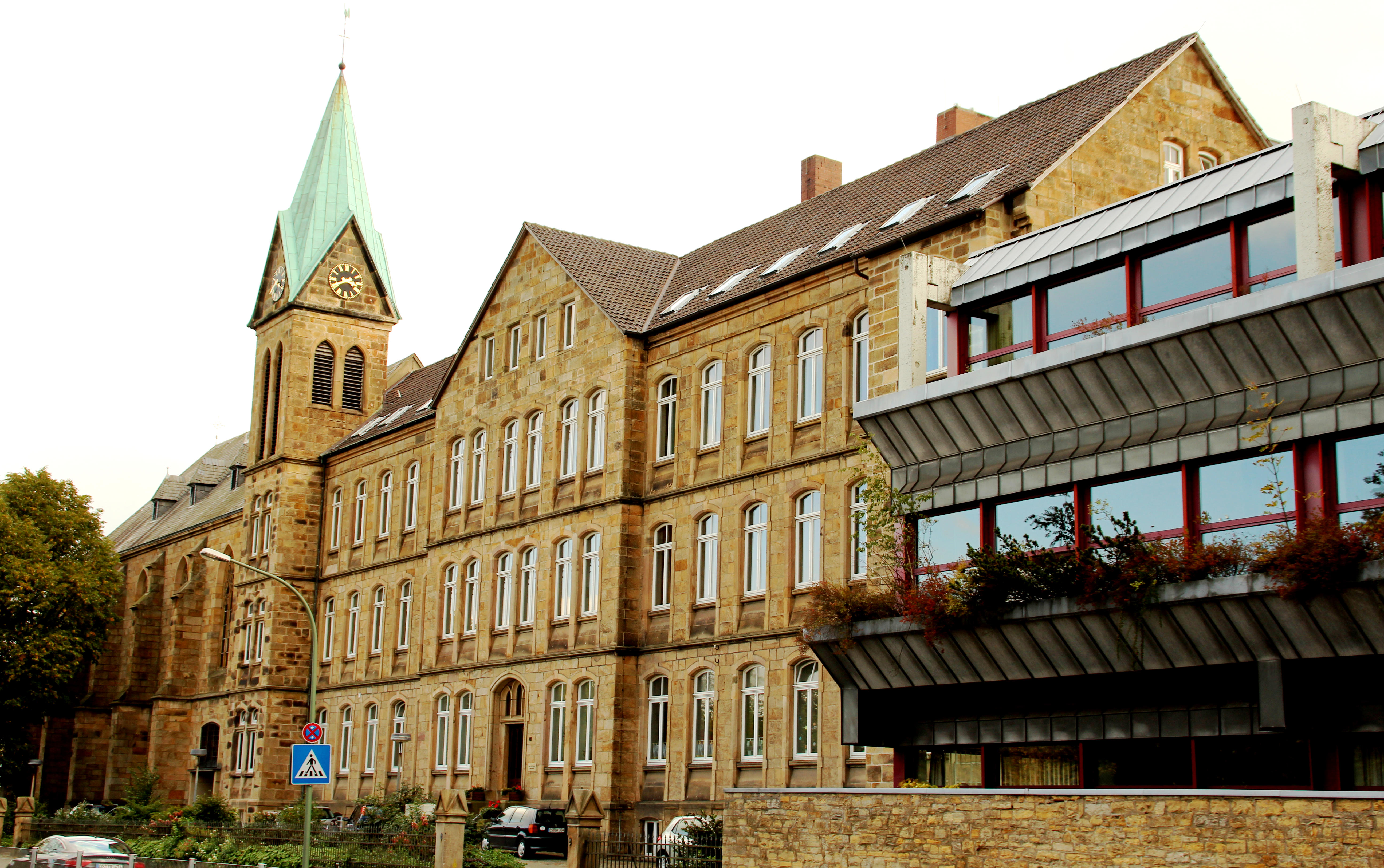
Angelaschule
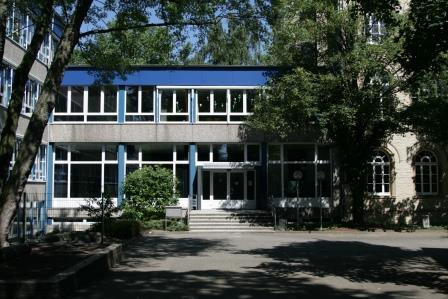
Möser-Realschule am Westerberg

### Gefahrenabwehr

#### Feuerwehr
Die Feuerwehr der Stadt Osnabrück besteht aus zwei Berufsfeuerwehrwachen sowie sieben Freiwilligen Ortsfeuerwehren. Neben den primären Aufgaben wie abwehrendem Brandschutz und technischer Hilfeleistung hat jede Ortsfeuerwehr noch verschiedene Sonderaufgaben. Neben den städtischen Feuerwehren gibt es noch drei Werkfeuerwehren in Industriebetrieben.
Berufsfeuerwehr
- Wache 1 (Stadtteil Westerberg)
- Wache 2 (Stadtteil Gretesch)

Freiwillige Feuerwehren
- 3 – Stadtmitte
- 4 – Eversburg
- 5 – Haste
- 6 – Schinkel
- 7 – Voxtrup
- 8 – Sutthausen
- 9 – Neustadt

Werkfeuerwehren
- WF Volkswagen Osnabrück
- WF KME Osnabrück
- WF Felix Schoeller Osnabrück

#### Rettungsdienst
Der Rettungsdienst im Stadtgebiet wird von der Berufsfeuerwehr, den Hilfsdiensten Arbeiter-Samariter-Bund, Malteser Hilfsdienst und Johanniter Unfallhilfe sowie einem Privatunternehmen von jeweils eigenen Rettungswachen aus durchgeführt. Im Bereich Wasserrettung ist eine DLRG-Ortsgruppe aktiv.

#### Katastrophenschutz
Einheiten des Katastrophenschutzes stellen in Osnabrück der Arbeiter-Samariter-Bund, das Deutsche Rote Kreuz, die Malteser und die Johanniter. Darüber hinaus besteht ein Ortsverband des Technischen Hilfswerks. Außerdem hat der Verein @fire Internationaler Katastrophenschutz Deutschland seinen Sitz in Osnabrück. Für den Kulturgutschutz der Osnabrücker Museen und Archive in Katastrophenlagen hat sich 2017 der Notfallverbund Osnabrück gegründet, an dem insgesamt 11 Kultureinrichtungen der Stadt Osnabrück, des Bistums Osnabrück und des Landes Niedersachsen beteiligt sind.

### Gesundheitswesen

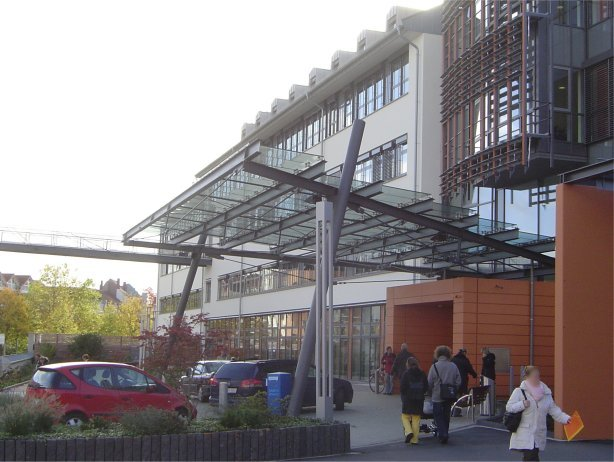
Marienhospital Osnabrück (MHO)

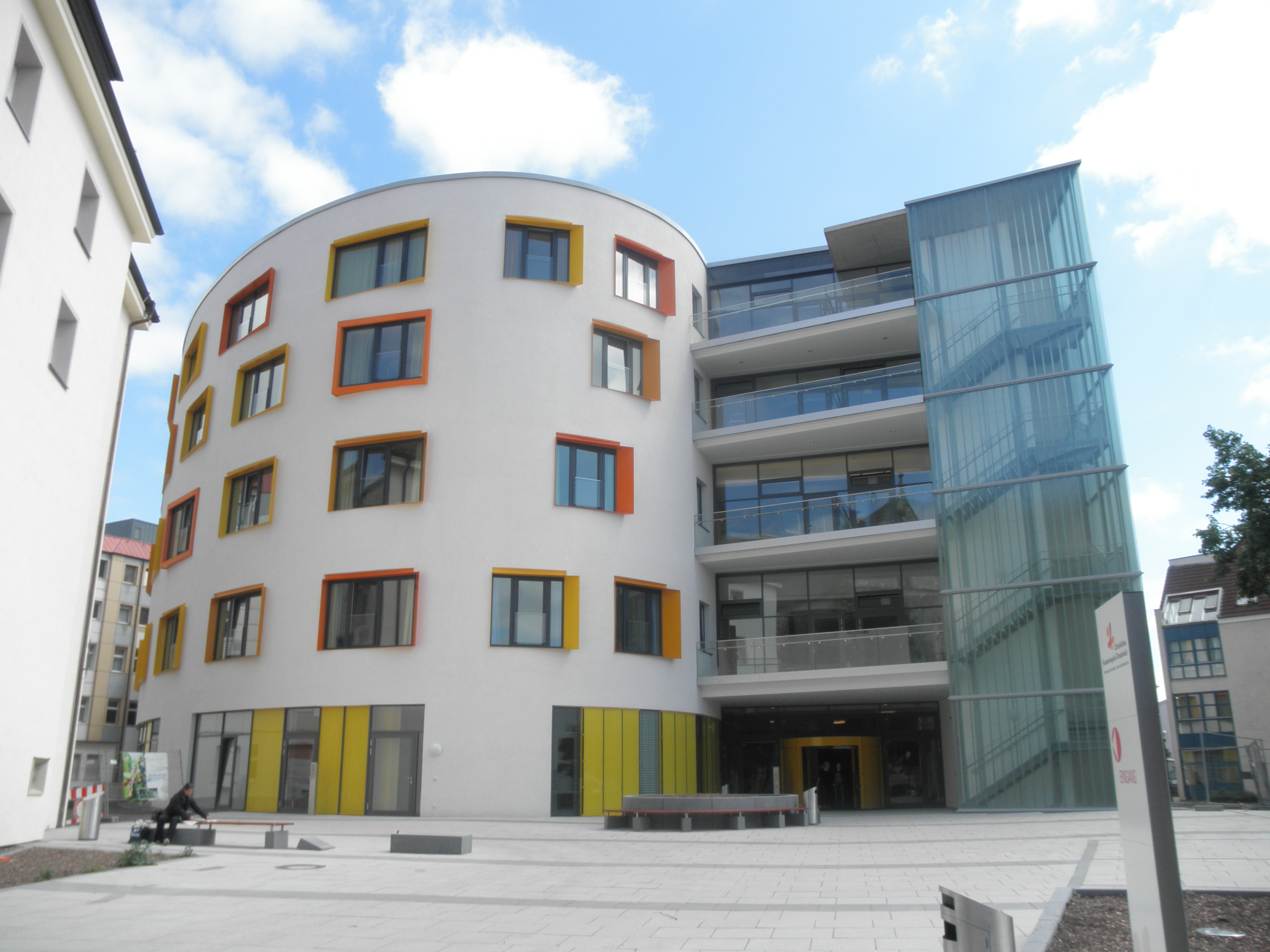
Christliches Kinderhospital Osnabrück (CKO)

- Als Krankenhaus der Maximalversorgung besteht das städtische Klinikum Osnabrück mit dem Hauptstandort am Finkenhügel im Stadtteil Westerberg.
- Unter Trägerschaft der Niels-Stensen-Kliniken existieren das Marienhospital Osnabrück (MHO), Lehrkrankenhaus der Medizinischen Hochschule Hannover, in der Innenstadt sowie das Franziskus-Hospital Harderberg in Georgsmarienhütte, an der Stadtgrenze zu Osnabrück.
- Als Krankenhaus der allgemeinen Pädiatrie wurde das Christliche Kinderhospital Osnabrück (CKO) im Jahr 2011 neu gegründet und an das Marienhospital angegliedert.
- Das schon seit 1872 bestehende Kinderhospital Osnabrück am Schölerberg ist seit der Ausgliederung des CKO eine reine Kinder- und Jugendpsychiatrie.
- Das psychiatrische Landeskrankenhaus Osnabrück mit Klinikstandorten am Gertrudenberg und an der Knollstraße firmiert seit 2007 unter dem Namen Ameos Klinikum Osnabrück.

Außerdem hat der Klinikkonzern Paracelsus-Kliniken Deutschland seinen Sitz in Osnabrück.
Ehemalige Krankenhäuser
- Das Stadtkrankenhaus als Vorgänger des heutigen Klinikums befand sich ab 1865 im Stüvehaus an der Bergstraße. 1931 wurde es nur wenige Meter entfernt in einem Neubau am Natruper-Tor-Wall untergebracht, ehe es 1991 an den Finkenhügel verlegt wurde. Das Stüvehaus beherbergt heute die Volkshochschule Osnabrück und der Bau am Natruper-Tor-Wall ist jetzt das Stadthaus I der Stadtverwaltung.
- Das ehemalige Bundeswehrkrankenhaus Osnabrück liegt am Natruper Holz im Stadtteil Eversburg. Es entstand aus einem Lazarett der Wehrmacht und wurde 1994 vom Klinikum übernommen. Heute wird das Gebäude als Erstaufnahmeeinrichtung genutzt.
- Die Frauenklinik befand sich von 1925 bis 1991 an der Gabelung des Lieneschwegs/Caprivistraße im Stadtteil Westerberg. In der im Volksmund als „Kap der guten Hoffnung“ betitelten Klinik war auch die Hebammenlehranstalt untergebracht. 1991 wurde die Frauenklinik im neu gebauten Klinikum Osnabrück integriert. Im Gebäude ist heute das Institut für Musik der Hochschule Osnabrück untergebracht.

### Sport

#### Sportvereine
- BSG Osnabrück
- Judo Crocodiles Osnabrück
- Osnabrücker Ruder-Verein (ORV)
- Osnabrücker Sportclub (OSC)
- Osnabrücker Spielverein 16
- Osnabrücker Turnerbund (OTB)
- SV Eintracht 08 Osnabrück
- SV Rasensport DJK Osnabrück („Raspo“)
- SSC Dodesheide
- TSG 07 Burg Gretesch
- TSV Osnabrück
- TuS Haste 01
- VfL Osnabrück

#### Sportstätten
- In nahezu jedem Stadtteil von Osnabrück gibt es Sporthallen und Sportanlagen für Rasensport, Ballsport und Leichtathletik, die von den ansässigen Sportvereinen genutzt werden.
- Größtes und wichtigstes Fußballstadion in Osnabrück ist die 16.100 Zuschauer fassende Bremer Brücke, in welcher die Profimannschaft des VfL Osnabrück ihre Heimspiele austrägt.
- Der Sportpark Illoshöhe im Stadtteil Weststadt ist Zentrum des Schulsports und der Leichtathletik in Osnabrück und dient zudem als Trainingsgelände des VfL Osnabrück.
- Der Sportpark Gretesch im gleichnamigen Stadtteil ist Landesleistungszentrum des Niedersächsischen Leichtathletik-Verbandes (NLV) und war 1970 eines der ersten Stadien in Deutschland mit einer Kunststoffbahn.
- Eine bedeutende Sporthalle ist die Schlosswallhalle im Stadtteil Wüste.
- Für den Schwimmsport stehen die drei öffentlichen Schwimmbäder Nettebad, Moskaubad und Schinkelbad der Stadtwerke Osnabrück zur Verfügung. Als natürliches Badegewässer dient der Attersee. Die früher noch existierenden Hallenbäder Pottgrabenbad, Niedersachsenbad und Hallenbad Lüstrigen sowie das Freibad Wellmannsbrücke sind im Rahmen des Bäderkonzeptes anderen Nutzungen zugeführt oder abgerissen worden.
- Rudersport kann auf dem Stichkanal Osnabrück betrieben werden, hierfür befinden sich Bootshäuser im Stadtteil Eversburg.
- Im Stadtteil Sonnenhügel gibt es eine Eissporthalle und eine Indoor-Elektro-Kartbahn.
- Auf der Nahner Waldbahn finden regelmäßig Grasbahnrennen statt.
- Einen Golfplatz gibt es in Osnabrück nicht, die nächsten liegen in Lotte (Westfalen) und Bissendorf

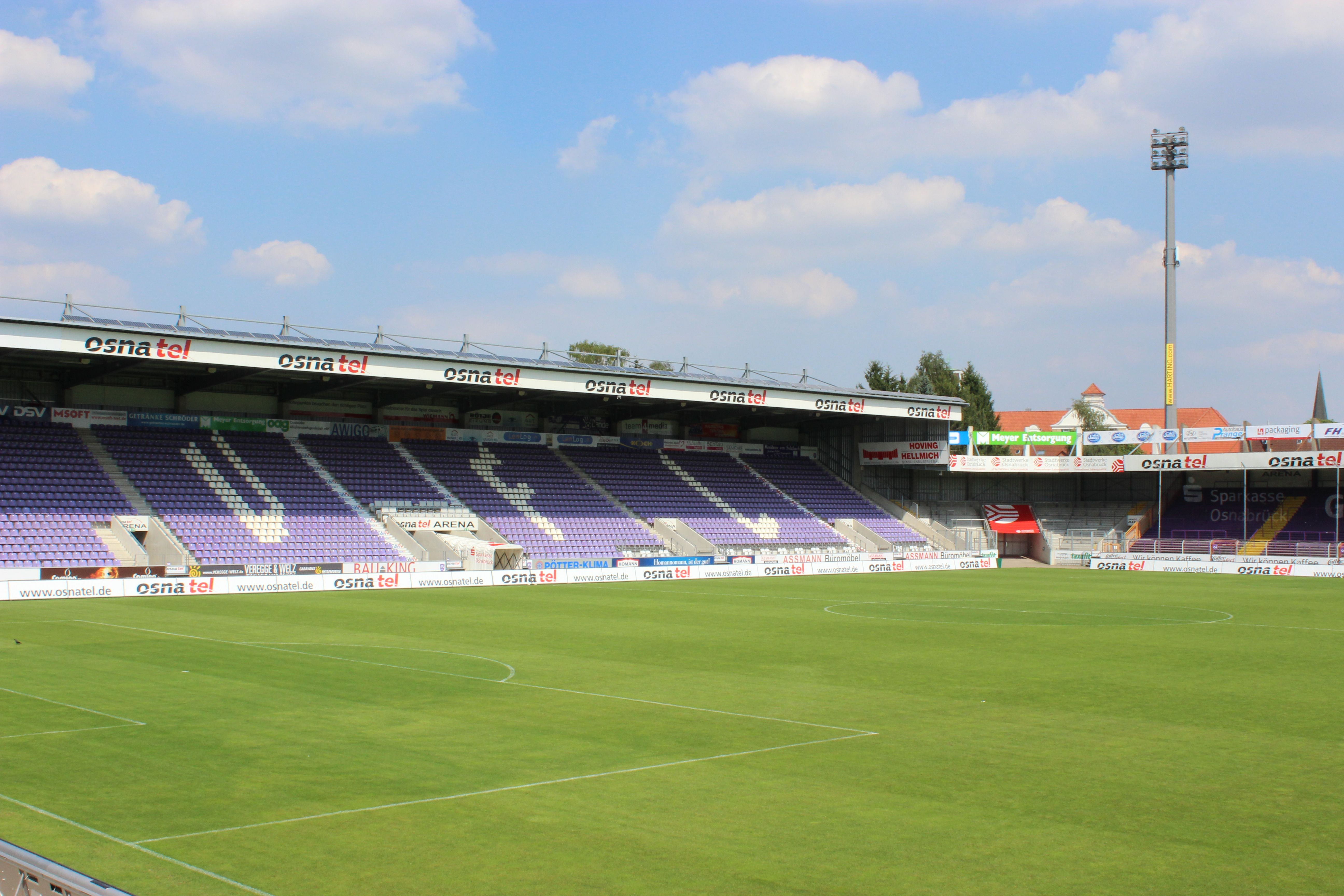
Bremer Brücke (VfL Osnabrück)
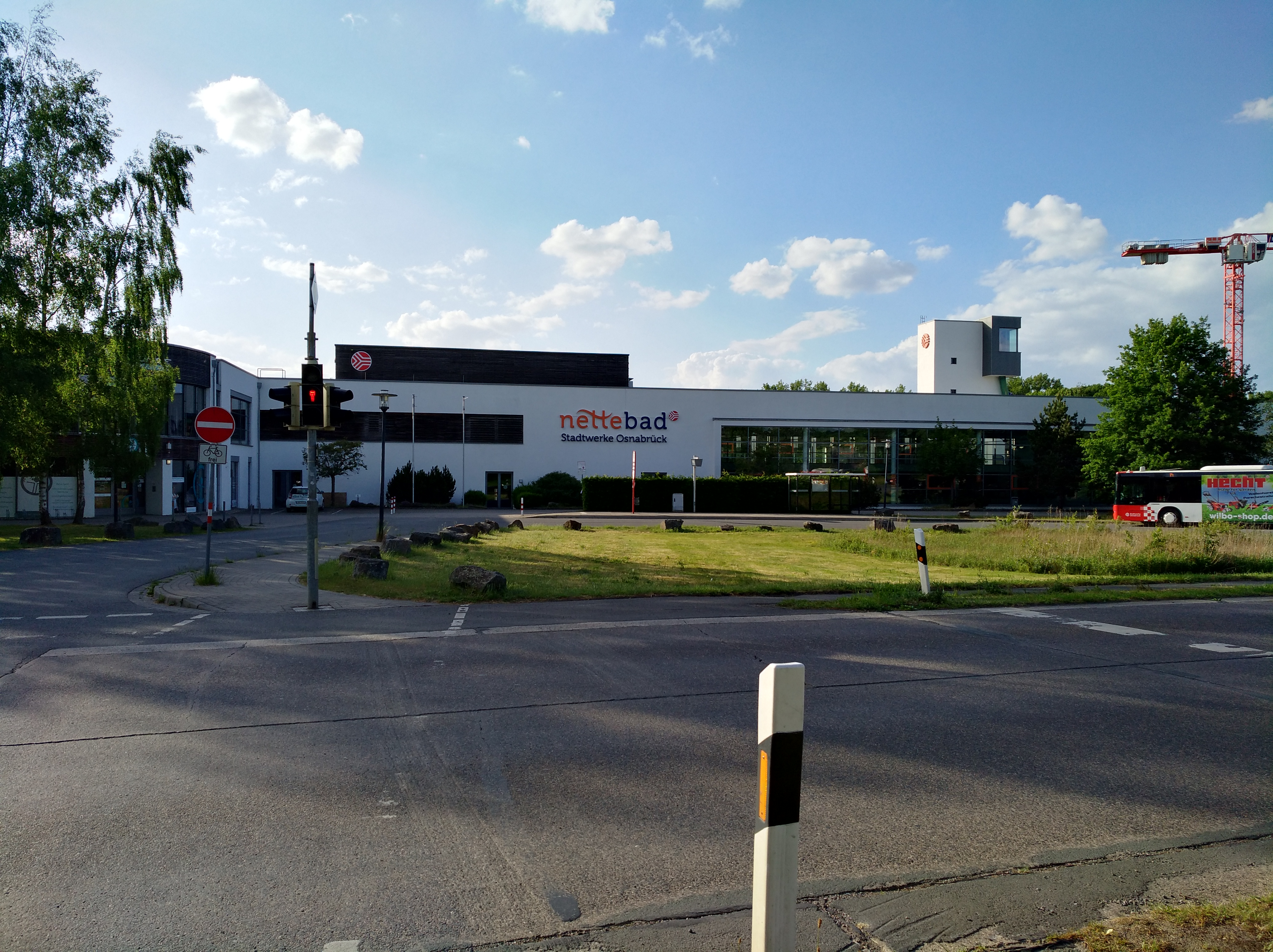
Nettebad
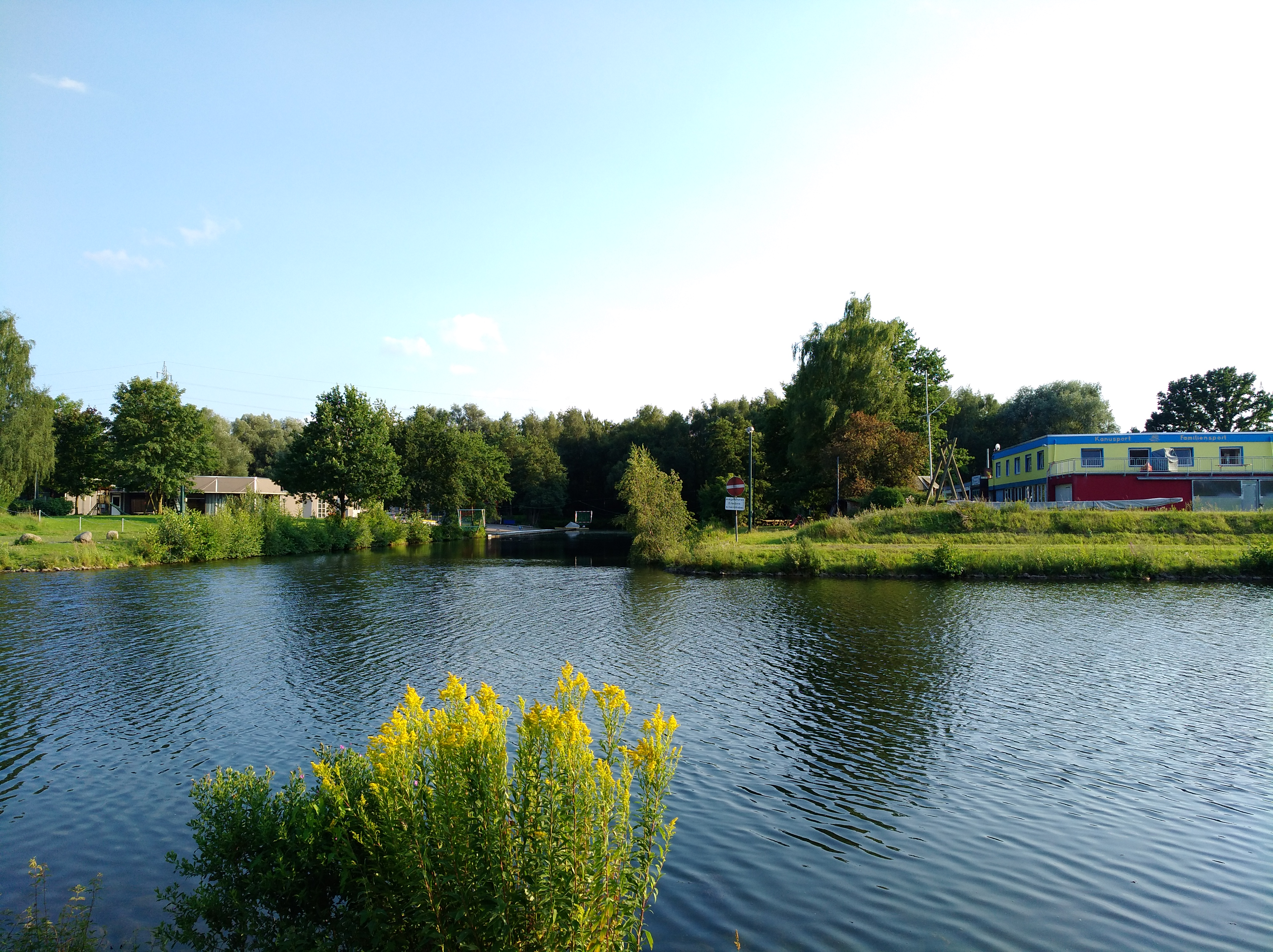
Sportboothafen am Stichkanal
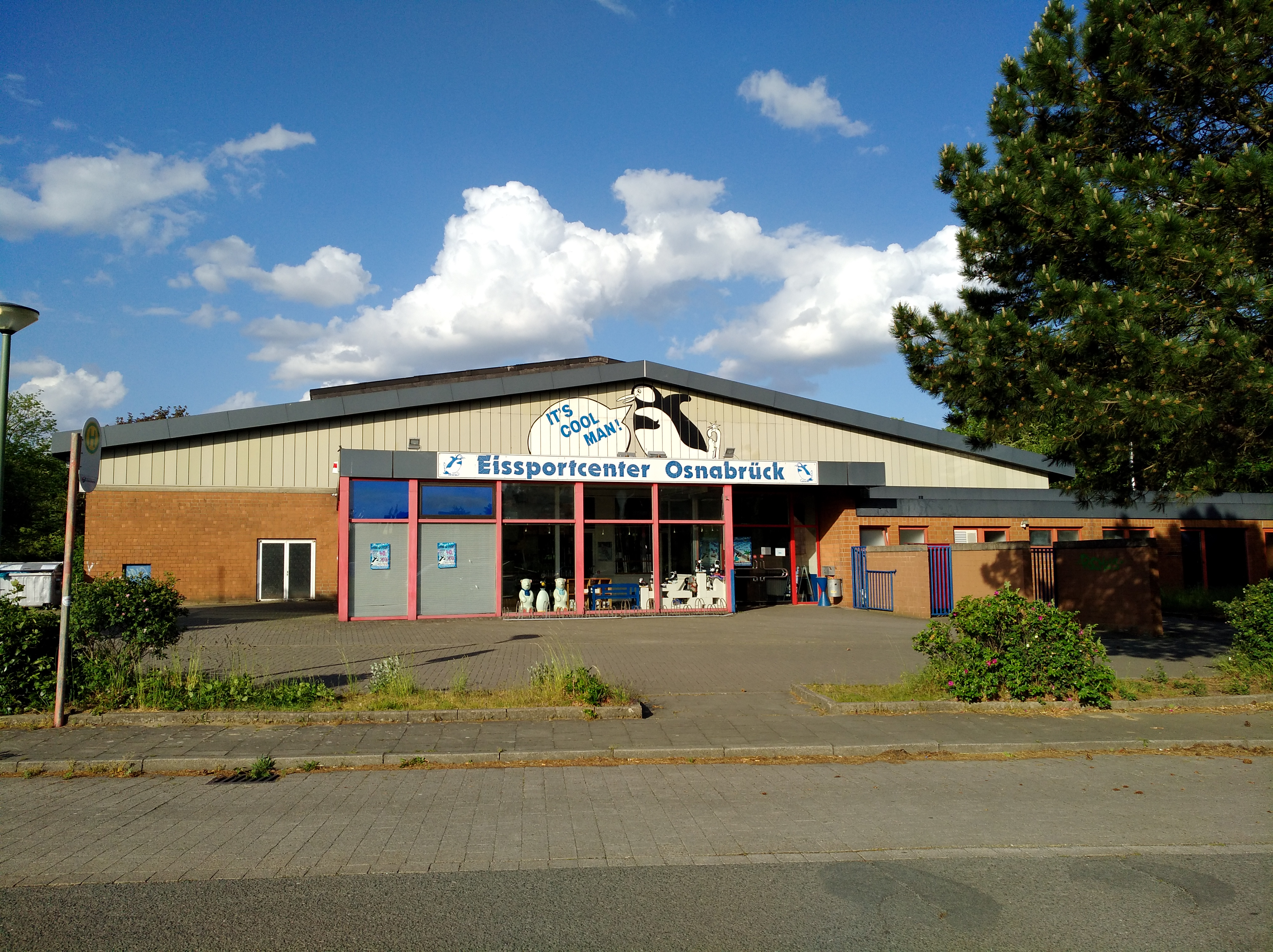
Eissportcenter Osnabrück
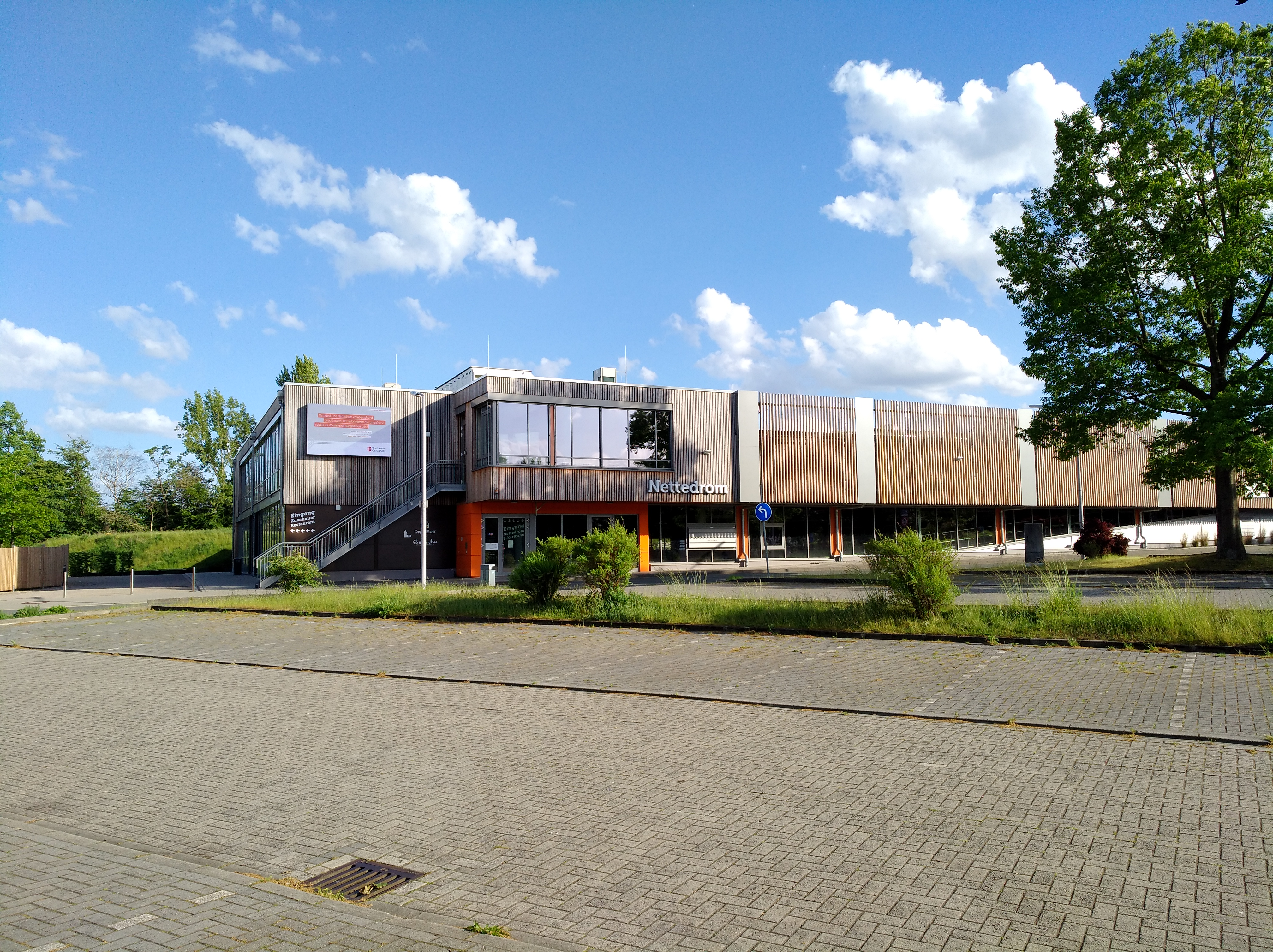
Elektro-Karthalle Nettedrom

## Kulinarisches

### Wochenmärkte
Regelmäßig finden in den Stadtteilen Schinkel, Sonnenhügel und Schölerberg sowie auf dem Ledenhof und an der Johanniskirche Wochenmärkte statt. Besondere Tradition hat der Wochenmarkt auf der Großen Domsfreiheit.

### Regionale Spezialitäten

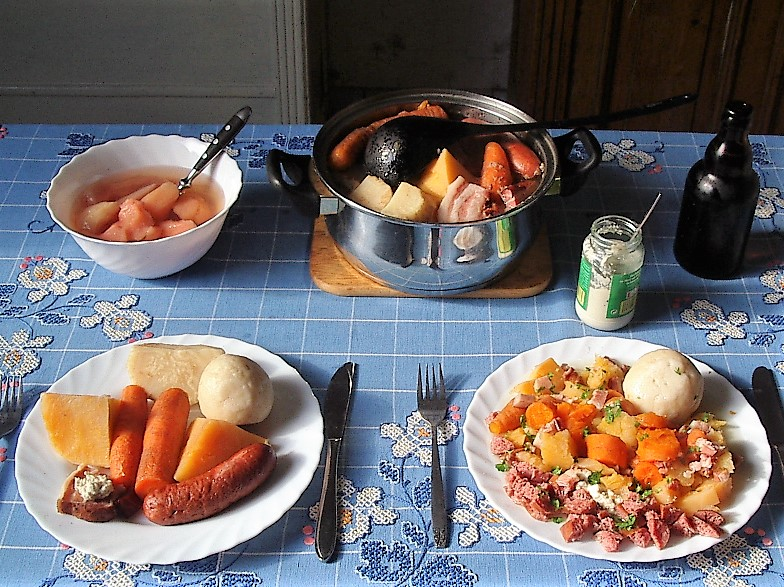
Ramankeneintopf

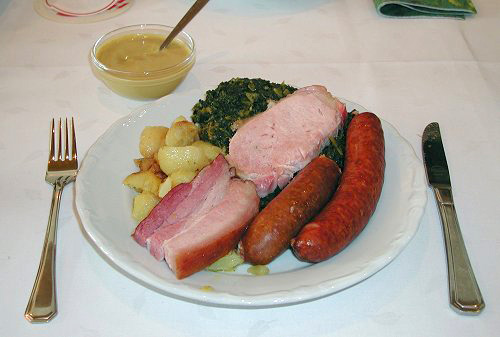
Grünkohl mit Beilagen

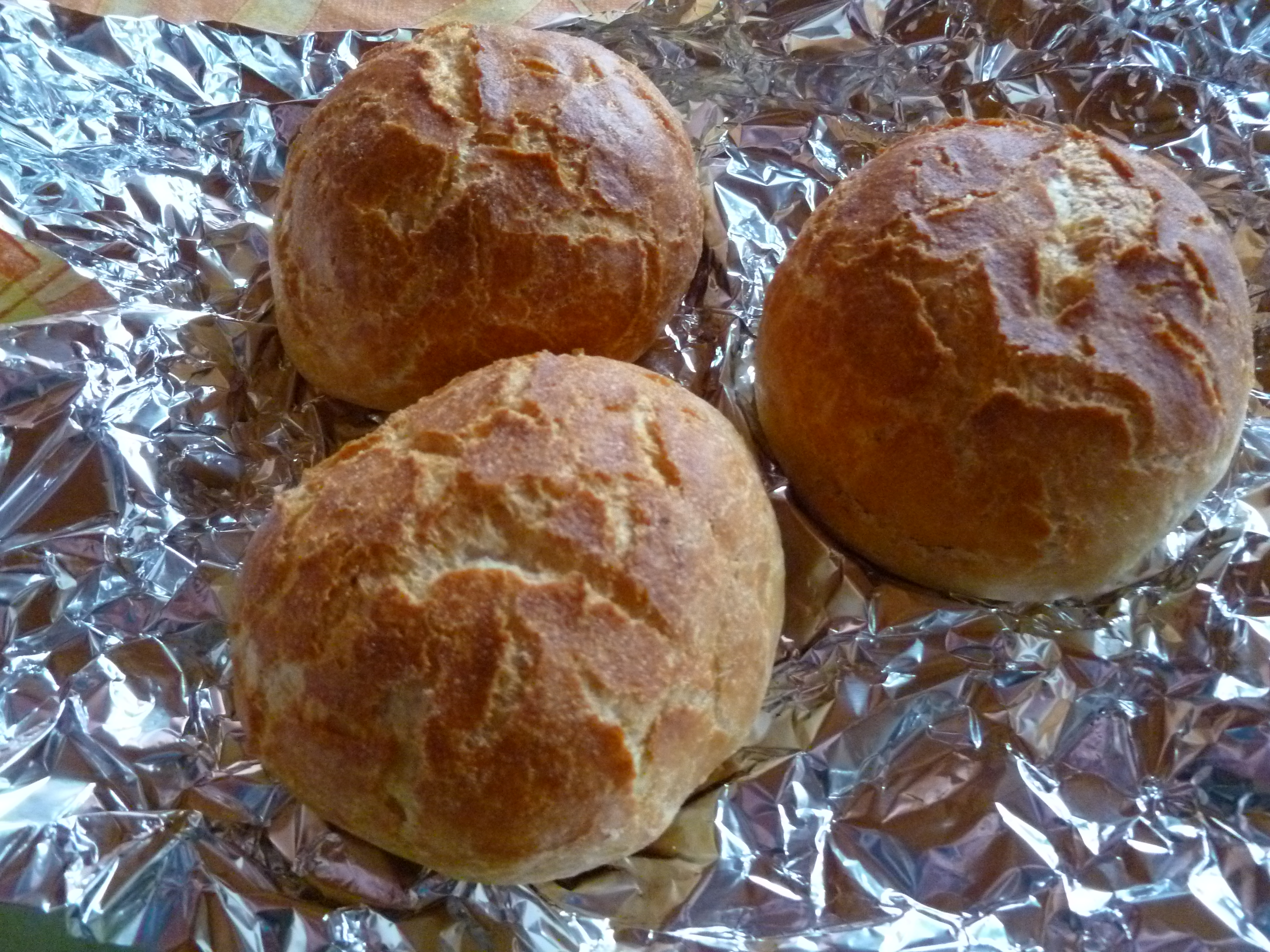
Springbrötchen

Die Küche im Raum Osnabrück ist vor allem von der niedersächsischen und der westfälischen Küche beeinflusst. Beispiele für typische Gerichte in der Region sind:
Ramanken Der Ramankeneintopf gehört zweifellos zu den Osnabrücker Spezialitäten – was genau sich dahinter verbirgt ist aber umstritten. Einige Osnabrücker gehen davon aus, dass „Ramanke“ im lokalen Idiom ein Synonym für „Steckrübe“ ist. Demnach wäre der Ramankeneintopf ein Steckrübeneintopf. Als der Osnabrücker Kabarettist Kalla Wefel aber 2017 ein lokales Wörterbuch veröffentlichte und darin „Ramankeneintopf“ mit „Steckrübeneintopf“ übersetzte, gab es zahlreiche Proteste von Lesern der Neuen Osnabrücker Zeitung. In ihren teilweise seit Generationen überlieferten Familienrezepten hätten Steckrüben nichts im Ramankeneintopf verloren oder seien bestenfalls eine optionale Ingredienz. Als Hauptzutat seien vielmehr Birnen anzusehen – oder auch Bohnen. Sowohl Wefel als auch die Lokalzeitung forschten daraufhin weiter nach. Mit dem Ergebnis, dass es kein allgemeingültiges Rezept für den Osnabrücker (oder auch Hasberger) Ramankeneintopf gibt, da es sich um ein „Quer durch den Garten-Gericht“ handelt, ein „Osnabrücker Allerlei“, für das es viele verschiedene Varianten gibt – mit Steckrüben, Kochbirnen oder Bohnen als Haupt- und vielen weiteren Lebensmitteln als Nebenzutaten, darunter Rindfleisch, Kartoffeln, Erbsen, Möhren, Lauch und Sellerie.
Grünkohl ist ein traditionelles Winteressen.
Alle Jahre wieder ist in der Zeit von November bis Februar in Osnabrück Grünkohlzeit. Das frühere Grundnahrungsmittel der armen Leute ist heute eine Delikatesse – vor allem in Kombination mit seinen Fleischbeilagen. Um dem Kohl seine besondere Würze zu verleihen, wird ihm beim Kochen unter anderem die beliebte Kohlwurst beigegeben. Man kann den Kohl aber durchaus auch vegetarisch zubereiten.
Serviert wird Grünkohl im Osnabrücker Raum in der Regel mit Kasseler, Kohlwurst, Pinkel, frischer grober Bratwurst und Bratkartoffeln.
Wurstebrot ist ein typisches Essen aus dem Osnabrücker Raum. Die Wurst besteht aus Blut, Roggenschrot, fettem Speck, Schweinefleisch, Mehl und Gewürzen. Sie wird in Scheiben geschnitten, mit Schmalz oder Butter gebraten und mit Brot serviert. Auch das Wurstebrot ist ein traditionelles Winteressen. Ehedem wurde dieses Produkt im Herbst zur Schlachtezeit hergestellt.
Stopsel ist ein typisches Wintergericht in der Region. Bestandteile dieses Gerichts sind Schweinefleisch (u. a. gekochter Schweinekopf und Schweinepfötchen), Brühe und Grütze. Das herzhafte Stopsel wird entweder in der Pfanne angebraten und mit Brot serviert oder gekocht, mit Worcester-Sauce abgeschmeckt und mit Kartoffeln und Rote Bete verzehrt. Stopsel ist sehr gehaltvoll und wurde wie auch das Wurstebrot zur Schlachtezeit im Herbst hergestellt.
Pumpernickel wird in Osnabrück und Umgebung häufig als Schwarzbrot bezeichnet. Diese Brotsorte soll schon um 1450 während einer Hungersnot auf Geheiß der Stadtherren auf Kosten des Stadtsäckels als Brot für die armen Leute gebacken worden sein, das bonum paniculum – gutes kleines Brot – genannt wurde. Aus diesem bonum paniculum machte dann angeblich das Volk, weil es kein Latein verstand, zuerst Bompernickel und später Pumpernickel. Heute noch gibt es in Osnabrück den alten Pernickelturm, hier soll der große Backofen gestanden haben, in dem das bonum paniculum für die Armen gebacken wurde.
Springbrötchen haben ihren Namen von der aufgesprungenen Gebäckoberfläche. Es ist eine Brötchenspezialität aus dem Raum Osnabrück und wird auch nur hier angeboten. Die aufgesprungene Oberfläche entsteht durch verschiedene Streichen, die auf den fertigen Teig aufgetragen werden. Die Fettstreiche enthält dazu noch das Lockerungsmittel ABC-Trieb (Hirschhornsalz), das dem Brötchen einen leicht laugigen Geschmack verleiht.
Hedeweggen (niederdeutsch für heiße Wecken, die gleichwohl in der Regel kalt verzehrt werden) sind ein dem Rosinenbrötchen ähnliches Gebäck. Es enthält aber einen etwas höheren Fettanteil und neben den Rosinen auch noch Zitronat. Es wird in Osnabrück gerne zu Tee und Kaffee gereicht und ist vor allem in der Karnevalszeit beliebt.
Nach Osnabrück ist außerdem eine Apfelsorte benannt, die Osnabrücker Renette.

### Spitzengastronomie
Osnabrück gehörte von 2011 bis 2018 zu den wenigen deutschen Städten mit einem Restaurant mit der Höchstwertung von drei Sternen im Restaurantführer Guide Michelin: Der Unternehmer Jürgen Großmann hatte das Osnabrücker Restaurant „la vie“ gekauft, es in das historische Gebäude Haus Tenge verlegt und 2006 den vorher in Dortmund tätigen Spitzenkoch Thomas Bühner nach Osnabrück geholt. Bereits ein Jahr später erhielt das „la vie“ zwei Sterne, 2011 folgte der dritte Stern. 2018 wurde das Restaurant überraschend aus wirtschaftlichen Gründen geschlossen.
Im Guide Michelin 2020 ist das 2018 eröffnete Restaurant „Kesselhaus“ erstmals mit einem Stern ausgezeichnet worden. Küchenchef Randy de Jong hatte bis zur Schließung zur Küchenbrigade des „la vie“ gehört und wurde von der „Kesselhaus“-Inhaberin, der langjährigen „la vie“-Servicechefin Thayarni Garthoff für die Neueröffnung engagiert.
Im Guide Michelin 2022 wurde außerdem das Osnabrücker Restaurant „Friedrich“ unter Küchenchef Lars Keiling mit einem Stern ausgezeichnet. Im Frühjahr 2025 verzichteten die Betreiber auf den Stern, indem sie das Restaurant schlossen und ankündigten, es nach einer Umbauphase unter alter Leitung, aber mit neuem Namen und verändertem Konzept wiedereröffnen zu wollen.
Im Guide Michelin 2023 erhielt auch das 2017 eröffnete Restaurant „iko“ im Stadtteil Darum/Gretesch/Lüstringen unter Inhaber und Küchenchef Tom Elstermeyer erstmals einen Michelin-Stern.
Die Stadt würdigte die Leistungen der örtlichen Sterneköche mit deren Einträgen ins Goldene Buch. Bühner unterschrieb im März 2016, de Jong, Keiling und Elstermeyer trugen sich gemeinsam im Mai 2024 ein.

## Sprache
Ostwestfälische Dialekte, Ossenbrügger Platt, sind die ursprüngliche Sprache Osnabrücks. In der inneren Stadt wird dieses aber schon seit Jahrzehnten nicht mehr gesprochen, auch in den eingemeindeten Dörfern spricht es nur noch eine Minderheit der älteren Bevölkerung. Das Hochdeutsche in lokaler Ausprägung hat sich als Umgangssprache vollständig durchgesetzt.
Die heutige Osnabrücker Umgangssprache weicht von der hochdeutschen Aussprache nur sehr wenig ab.
Verkürzungen
Gekennzeichnet ist die hochsprachliche Osnabrücker Umgangssprache vor allem durch eine Verkürzung der Endsilben, z. B.: „Ich komm gleich“, „Wir fahrn nach Ibo(r)ch“ oder „ha(h)m“ (haben). Auch tritt das Phänomen auf, dass in der Umgangssprache Adverbien zu Adjektiven verwandelt werden können: So zum Beispiel für „zue Türen“, „auffe Fenster“ oder „appe Beine“.
Lenisierung
Sehr häufig ist auch noch die binnendeutsche Konsonantenschwächung der Plosivlaute bzw. Fortes g und t zu ch und d, wenn diese stimmlos sind (kenntlich etwa an Wörtern wie Iburg → Iburch, Krieg → Kriech, Leute → Leude, bitte → bidde für t → d), sowie die Verschmelzung (Kontraktion) von st bzw. sd zwischen zwei Vokalen zu einem scharfen ss (hast du → hassu, musst du → mussu, ist das → issas) dort, wo etwa das Berlinerische den zweiten Vokal zu einem kurzen e macht (hast du → haste, musst du → musste), was mit der generellen Weglassung von t bei Wörtern wie nicht → nich, ist → is zusammenhängt. Ähnlich verschmelzen auch habe ich → habbich und haben wir → hamma.
Aussterben des s-pitzen S-teins
Das ursprüngliche Niederdeutsche in Osnabrück kannte kein anlautendes sch vor Konsonanten und hatte stattdessen ein scharfes s. Nur noch sehr vereinzelt kann ein scharfes s bei st oder sp beobachtet werden.

## Persönlichkeiten
mit den Söhnen und den Töchtern der Stadt sowie den Ehrenbürgern

## Ehrungen und Auszeichnungen
Die Stadt Osnabrück vergibt mehrere Auszeichnungen an verdiente Bürger der Stadt und andere Persönlichkeiten.
- Osnabrücker Jugendmedaille, alle zwei Jahre verliehene Auszeichnung des Osnabrücker Jugendparlaments
- Justus-Möser-Medaille
- Erich-Maria-Remarque-Friedenspreis
- Fritz-Wolf-Nachwuchsförderpreis für Karikaturisten und Cartoon
- Yilmaz-Akyürek-Preis für Integration
- Elisabeth-Siegel-Preis
- Friedensfilmpreis der Stadt Osnabrück

### Deutscher Nachhaltigkeitspreis
Am 14. Oktober 2019 erhielt Osnabrück den Deutschen Nachhaltigkeitspreis für Städte und Gemeinden 2020 in der Kategorie „Großstadt“.

## Sonstiges
- Um 2010 ist die Stadt mit einem Umstand in den Blickpunkt der Medien gekommen, der ein gewisses Alleinstellungsmerkmal ausmacht. Es wird über eine Siebenschläfer-Plage berichtet. Ob nun Plage oder nicht, Osnabrück hat wohl als einzige deutsche Stadt einen Siebenschläfer-Fänger, der die störenden Tiere einfängt und sie weit außerhalb der Stadt wieder aussetzt.[192][193]
- Nach einer Umfrage des Magazins Stern aus dem Jahr 2003, leben in Osnabrück die zufriedensten Deutschen.[194]
- Osnabrück hat als einzige Stadt der Bundesrepublik bisher sowohl ein Staatsoberhaupt als auch einen Regierungschef hervorgebracht: Christian Wulff (2010–2012 Bundespräsident) und Olaf Scholz (2021–2025 Bundeskanzler) sind beide in Osnabrück geboren. Mit Olaf Scholz (Bundeskanzler), Boris Pistorius (Verteidigungsminister) und Eva Högl (Wehrbeauftragte des Bundestages) waren von Januar 2023 bis Mai 2025 außerdem zeitgleich drei politische Amtsträger auf Bundesebene gebürtige Osnabrücker. Siehe auch: Persönlichkeiten der Stadt Osnabrück.
- Neben Osnabrück existieren einige namensverwandte Ortschaften: Im Nordosten des US-Bundesstaats North Dakota befindet sich die kleine Stadt Osnabrock, in Ohio die Gemeinde Osnaburg, in Schottland das Dorf Osnaburgh sowie im Pazifischen Ozean die Insel Mehetia, die bei der Entdeckung durch die Europäer 1767 den Namen Osnaburgh erhielt. Darüber hinaus existierte in Kanada in der Provinz Ontario bis 1998 die Gemeinde Osnabruck, bis diese in der neu gegründeten Gemeinde South Stormont aufging. Ebenfalls in Ontario liegt die Mishkeegogamang Ojibway Nation des Indianervolks Anishinabe, die vormals als Osnaburgh bekannt gewesen war.
- Unter dem Namen Osnaburgs war in den angelsächsischen Ländern im 18. und 19. Jahrhundert eine grob gewebte Arbeitskleidung weit verbreitet, deren Ursprung vermutlich in der Osnabrücker Textilherstellung zu suchen ist.[195]
- Im Großelendtal in Österreich liegt auf 2032 Meter Höhe die Osnabrücker Hütte, eine Alpenvereinshütte der Sektion Osnabrück des Deutschen Alpenvereins[196]
- Schlagzeilen machte 2006 der Schwarzschwan „Petra“, der sich in Münster in ein Tretboot in Form eines übergroßen Schwans verliebte. Das weibliche Tier wich seinem „Artgenossen“ auf dem Aasee den ganzen Sommer nicht von der Seite, im November wurden beide in den Allwetterzoo Münster umgesiedelt. Neben deutschen Medien wie Spiegel und Stern berichteten unter anderem Fernsehteams aus den USA, Japan, Indien und aus der arabischen Welt. Ende 2009 verschwand Petra für eine gewisse Zeit, bis sie im Frühjahr 2013 in Osnabrück mit „neuer Liebe“ wiederentdeckt wurde, wo sie noch immer lebt.
- 2017 veröffentlichte die Hamburger Punk-Rock-Band Montreal das Musikvideo Osnabrück, dessen Filmszenen jedoch allesamt in Münster gedreht wurden.[197]
- Für die Friedensstadt Osnabrück entstanden zwei zeitgenössische Kompositionen: Frieden braucht ein Update, 2019 von Studierenden des Fachbereichs Musikpädagogik der Universität Osnabrück getextet und komponiert[198] und die Motette Gib Frieden, Gott, zu unsrer Zeit, 2020 von Ludger Stühlmeyer.[199]
- Schiffe mit dem Namen Osnabrück: eine Bark (Baujahr unbekannt), zwei Fischereifahrzeuge Baujahr 1918 und 1950[200] und das Kombischiff Osnabrück (Baujahr 1935) des Norddeutschen Lloyd.
- Im April 2024 erging durch den Bundesverteidigungsminister Boris Pistorius der Osnabrücker Erlass, der die Grundsätze für die Spitzengliederung und Führungsorganisation im Bundesministerium der Verteidigung und der Bundeswehr neu regelt.
- Osnabrück beheimatet das älteste queere Kulturfestival Deutschlands Gay in May, das seit 1979 traditionell im Mai stattfindet. Im Rahmen des Festivals wird jährlich der Rosa-Courage-Preis an Persönlichkeiten vergeben, die sich in herausragender Weise für die Belange von Lesben und Schwulen (beziehungsweise queeren Menschen) eingesetzt haben. Zu den bisherigen Preisträgern gehören Persönlichkeiten wie Claudia Roth, Maren Kroymann, Klaus Wowereit und Rosa von Praunheim. Über die Preisverleihung wird stets bundesweit in den Medien berichtet.[201][202]